# Tactique échiquéenne
Cet article utilise la notation algébrique pour décrire des coups du jeu d'échecs.
Au jeu d'échecs, la tactique est la capacité de mener une attaque ou une défense afin d'obtenir un avantage tangible (matériel ou positionnel). Elle fait appel à la capacité de calcul et repose sur des manœuvres, des sacrifices et des combinaisons. La tactique se distingue de la stratégie, qui porte sur des plans et des avantages positionnels à long terme.
Une des fondations de la tactique est l'attaque double : l'adversaire ne peut contrer les deux attaques simultanément, et perd un avantage au coup suivant. Dans cette catégorie, on peut citer la fourchette, l'attaque à la découverte, la surcharge et l'interférence. Le clouage et l'enfilade (non totale) tombent aussi partiellement dans cette catégorie, bien que le défenseur ne soit pas forcé de répondre à la menace. Le clouage peut persister, il peut donc être plus stratégique que tactique.
Différents types de tactiques interviennent souvent dans une combinaison. Comme les tactiques de base évoquées plus haut, la combinaison vise à obtenir un avantage et à restreindre les possibilités de l'adversaire, mais elle est plus complexe et peut s'étendre sur plusieurs coups.
Les ordinateurs d'échecs sont très performants en ce qui concerne la tactique, mais ont peu de notions de stratégie. Les développements de la technologie font que la grande force tactique des ordinateurs a pris le pas sur les humains, ce qui fait dire que les échecs sont plus un jeu de tactique que de stratégie.
Les ordinateurs n'ont pas de notion de fourchette ou d'attaque à la découverte, etc., mais utilisent des processus de sélection de coups simples et évaluent des millions de positions.

## L'attaque et la défense des pièces
On dit qu'une pièce « attaque » (ou « menace ») une pièce adverse si, au coup suivant, elle peut capturer cette pièce.
On dit qu'une pièce « défend » (ou « protège ») une autre si elle est capable de capturer une pièce adverse qui normalement capturerait la première pièce menacée de son camp.
Le défenseur défend généralement ses pièces attaquées quand celles-ci ne sont pas défendues, ou quand la pièce attaquante est de valeur inférieure à la pièce attaquée (ce qui occasionnerait un désavantage matériel pour le défenseur en cas d'échange des pièces).
En cas d'attaque, plusieurs options s'offrent au défenseur :
- la capture de la pièce attaquante ;
- le déplacement de la pièce attaquée ;
- l'interposition d'une pièce devant sa pièce attaquée ;
- la défense de la pièce attaquée et l'acceptation de l'échange ;
- le clouage de la pièce attaquante, de sorte que la capture devienne impossible ou désavantageuse ;
- un coup intermédiaire (zwischenzug).

## Gain matériel

### L'attaque à la découverte
|   | a | b | c | d | e | f | g | h |   |
| 8 | Tour noire sur case blanche e8 · Roi noir sur case blanche g8 · Pion noir sur case blanche f7 · Pion noir sur case noire g7 · Pion noir sur case blanche h7 · Dame noire sur case blanche c6 · Tour blanche sur case blanche b5 · Pion noir sur case noire c5 · Fou noir sur case noire e5 · Pion blanc sur case blanche c4 · Pion blanc sur case blanche h3 · Tour noire sur case blanche a2 · Fou blanc sur case blanche c2 · Dame blanche sur case blanche e2 · Pion blanc sur case noire f2 · Pion blanc sur case blanche g2 · Tour blanche sur case blanche f1 · Roi blanc sur case noire g1 | Tour noire sur case blanche e8 · Roi noir sur case blanche g8 · Pion noir sur case blanche f7 · Pion noir sur case noire g7 · Pion noir sur case blanche h7 · Dame noire sur case blanche c6 · Tour blanche sur case blanche b5 · Pion noir sur case noire c5 · Fou noir sur case noire e5 · Pion blanc sur case blanche c4 · Pion blanc sur case blanche h3 · Tour noire sur case blanche a2 · Fou blanc sur case blanche c2 · Dame blanche sur case blanche e2 · Pion blanc sur case noire f2 · Pion blanc sur case blanche g2 · Tour blanche sur case blanche f1 · Roi blanc sur case noire g1 | Tour noire sur case blanche e8 · Roi noir sur case blanche g8 · Pion noir sur case blanche f7 · Pion noir sur case noire g7 · Pion noir sur case blanche h7 · Dame noire sur case blanche c6 · Tour blanche sur case blanche b5 · Pion noir sur case noire c5 · Fou noir sur case noire e5 · Pion blanc sur case blanche c4 · Pion blanc sur case blanche h3 · Tour noire sur case blanche a2 · Fou blanc sur case blanche c2 · Dame blanche sur case blanche e2 · Pion blanc sur case noire f2 · Pion blanc sur case blanche g2 · Tour blanche sur case blanche f1 · Roi blanc sur case noire g1 | Tour noire sur case blanche e8 · Roi noir sur case blanche g8 · Pion noir sur case blanche f7 · Pion noir sur case noire g7 · Pion noir sur case blanche h7 · Dame noire sur case blanche c6 · Tour blanche sur case blanche b5 · Pion noir sur case noire c5 · Fou noir sur case noire e5 · Pion blanc sur case blanche c4 · Pion blanc sur case blanche h3 · Tour noire sur case blanche a2 · Fou blanc sur case blanche c2 · Dame blanche sur case blanche e2 · Pion blanc sur case noire f2 · Pion blanc sur case blanche g2 · Tour blanche sur case blanche f1 · Roi blanc sur case noire g1 | Tour noire sur case blanche e8 · Roi noir sur case blanche g8 · Pion noir sur case blanche f7 · Pion noir sur case noire g7 · Pion noir sur case blanche h7 · Dame noire sur case blanche c6 · Tour blanche sur case blanche b5 · Pion noir sur case noire c5 · Fou noir sur case noire e5 · Pion blanc sur case blanche c4 · Pion blanc sur case blanche h3 · Tour noire sur case blanche a2 · Fou blanc sur case blanche c2 · Dame blanche sur case blanche e2 · Pion blanc sur case noire f2 · Pion blanc sur case blanche g2 · Tour blanche sur case blanche f1 · Roi blanc sur case noire g1 | Tour noire sur case blanche e8 · Roi noir sur case blanche g8 · Pion noir sur case blanche f7 · Pion noir sur case noire g7 · Pion noir sur case blanche h7 · Dame noire sur case blanche c6 · Tour blanche sur case blanche b5 · Pion noir sur case noire c5 · Fou noir sur case noire e5 · Pion blanc sur case blanche c4 · Pion blanc sur case blanche h3 · Tour noire sur case blanche a2 · Fou blanc sur case blanche c2 · Dame blanche sur case blanche e2 · Pion blanc sur case noire f2 · Pion blanc sur case blanche g2 · Tour blanche sur case blanche f1 · Roi blanc sur case noire g1 | Tour noire sur case blanche e8 · Roi noir sur case blanche g8 · Pion noir sur case blanche f7 · Pion noir sur case noire g7 · Pion noir sur case blanche h7 · Dame noire sur case blanche c6 · Tour blanche sur case blanche b5 · Pion noir sur case noire c5 · Fou noir sur case noire e5 · Pion blanc sur case blanche c4 · Pion blanc sur case blanche h3 · Tour noire sur case blanche a2 · Fou blanc sur case blanche c2 · Dame blanche sur case blanche e2 · Pion blanc sur case noire f2 · Pion blanc sur case blanche g2 · Tour blanche sur case blanche f1 · Roi blanc sur case noire g1 | Tour noire sur case blanche e8 · Roi noir sur case blanche g8 · Pion noir sur case blanche f7 · Pion noir sur case noire g7 · Pion noir sur case blanche h7 · Dame noire sur case blanche c6 · Tour blanche sur case blanche b5 · Pion noir sur case noire c5 · Fou noir sur case noire e5 · Pion blanc sur case blanche c4 · Pion blanc sur case blanche h3 · Tour noire sur case blanche a2 · Fou blanc sur case blanche c2 · Dame blanche sur case blanche e2 · Pion blanc sur case noire f2 · Pion blanc sur case blanche g2 · Tour blanche sur case blanche f1 · Roi blanc sur case noire g1 | 8 |
| 7 | Tour noire sur case blanche e8 · Roi noir sur case blanche g8 · Pion noir sur case blanche f7 · Pion noir sur case noire g7 · Pion noir sur case blanche h7 · Dame noire sur case blanche c6 · Tour blanche sur case blanche b5 · Pion noir sur case noire c5 · Fou noir sur case noire e5 · Pion blanc sur case blanche c4 · Pion blanc sur case blanche h3 · Tour noire sur case blanche a2 · Fou blanc sur case blanche c2 · Dame blanche sur case blanche e2 · Pion blanc sur case noire f2 · Pion blanc sur case blanche g2 · Tour blanche sur case blanche f1 · Roi blanc sur case noire g1 | Tour noire sur case blanche e8 · Roi noir sur case blanche g8 · Pion noir sur case blanche f7 · Pion noir sur case noire g7 · Pion noir sur case blanche h7 · Dame noire sur case blanche c6 · Tour blanche sur case blanche b5 · Pion noir sur case noire c5 · Fou noir sur case noire e5 · Pion blanc sur case blanche c4 · Pion blanc sur case blanche h3 · Tour noire sur case blanche a2 · Fou blanc sur case blanche c2 · Dame blanche sur case blanche e2 · Pion blanc sur case noire f2 · Pion blanc sur case blanche g2 · Tour blanche sur case blanche f1 · Roi blanc sur case noire g1 | Tour noire sur case blanche e8 · Roi noir sur case blanche g8 · Pion noir sur case blanche f7 · Pion noir sur case noire g7 · Pion noir sur case blanche h7 · Dame noire sur case blanche c6 · Tour blanche sur case blanche b5 · Pion noir sur case noire c5 · Fou noir sur case noire e5 · Pion blanc sur case blanche c4 · Pion blanc sur case blanche h3 · Tour noire sur case blanche a2 · Fou blanc sur case blanche c2 · Dame blanche sur case blanche e2 · Pion blanc sur case noire f2 · Pion blanc sur case blanche g2 · Tour blanche sur case blanche f1 · Roi blanc sur case noire g1 | Tour noire sur case blanche e8 · Roi noir sur case blanche g8 · Pion noir sur case blanche f7 · Pion noir sur case noire g7 · Pion noir sur case blanche h7 · Dame noire sur case blanche c6 · Tour blanche sur case blanche b5 · Pion noir sur case noire c5 · Fou noir sur case noire e5 · Pion blanc sur case blanche c4 · Pion blanc sur case blanche h3 · Tour noire sur case blanche a2 · Fou blanc sur case blanche c2 · Dame blanche sur case blanche e2 · Pion blanc sur case noire f2 · Pion blanc sur case blanche g2 · Tour blanche sur case blanche f1 · Roi blanc sur case noire g1 | Tour noire sur case blanche e8 · Roi noir sur case blanche g8 · Pion noir sur case blanche f7 · Pion noir sur case noire g7 · Pion noir sur case blanche h7 · Dame noire sur case blanche c6 · Tour blanche sur case blanche b5 · Pion noir sur case noire c5 · Fou noir sur case noire e5 · Pion blanc sur case blanche c4 · Pion blanc sur case blanche h3 · Tour noire sur case blanche a2 · Fou blanc sur case blanche c2 · Dame blanche sur case blanche e2 · Pion blanc sur case noire f2 · Pion blanc sur case blanche g2 · Tour blanche sur case blanche f1 · Roi blanc sur case noire g1 | Tour noire sur case blanche e8 · Roi noir sur case blanche g8 · Pion noir sur case blanche f7 · Pion noir sur case noire g7 · Pion noir sur case blanche h7 · Dame noire sur case blanche c6 · Tour blanche sur case blanche b5 · Pion noir sur case noire c5 · Fou noir sur case noire e5 · Pion blanc sur case blanche c4 · Pion blanc sur case blanche h3 · Tour noire sur case blanche a2 · Fou blanc sur case blanche c2 · Dame blanche sur case blanche e2 · Pion blanc sur case noire f2 · Pion blanc sur case blanche g2 · Tour blanche sur case blanche f1 · Roi blanc sur case noire g1 | Tour noire sur case blanche e8 · Roi noir sur case blanche g8 · Pion noir sur case blanche f7 · Pion noir sur case noire g7 · Pion noir sur case blanche h7 · Dame noire sur case blanche c6 · Tour blanche sur case blanche b5 · Pion noir sur case noire c5 · Fou noir sur case noire e5 · Pion blanc sur case blanche c4 · Pion blanc sur case blanche h3 · Tour noire sur case blanche a2 · Fou blanc sur case blanche c2 · Dame blanche sur case blanche e2 · Pion blanc sur case noire f2 · Pion blanc sur case blanche g2 · Tour blanche sur case blanche f1 · Roi blanc sur case noire g1 | Tour noire sur case blanche e8 · Roi noir sur case blanche g8 · Pion noir sur case blanche f7 · Pion noir sur case noire g7 · Pion noir sur case blanche h7 · Dame noire sur case blanche c6 · Tour blanche sur case blanche b5 · Pion noir sur case noire c5 · Fou noir sur case noire e5 · Pion blanc sur case blanche c4 · Pion blanc sur case blanche h3 · Tour noire sur case blanche a2 · Fou blanc sur case blanche c2 · Dame blanche sur case blanche e2 · Pion blanc sur case noire f2 · Pion blanc sur case blanche g2 · Tour blanche sur case blanche f1 · Roi blanc sur case noire g1 | 7 |
| 6 | Tour noire sur case blanche e8 · Roi noir sur case blanche g8 · Pion noir sur case blanche f7 · Pion noir sur case noire g7 · Pion noir sur case blanche h7 · Dame noire sur case blanche c6 · Tour blanche sur case blanche b5 · Pion noir sur case noire c5 · Fou noir sur case noire e5 · Pion blanc sur case blanche c4 · Pion blanc sur case blanche h3 · Tour noire sur case blanche a2 · Fou blanc sur case blanche c2 · Dame blanche sur case blanche e2 · Pion blanc sur case noire f2 · Pion blanc sur case blanche g2 · Tour blanche sur case blanche f1 · Roi blanc sur case noire g1 | Tour noire sur case blanche e8 · Roi noir sur case blanche g8 · Pion noir sur case blanche f7 · Pion noir sur case noire g7 · Pion noir sur case blanche h7 · Dame noire sur case blanche c6 · Tour blanche sur case blanche b5 · Pion noir sur case noire c5 · Fou noir sur case noire e5 · Pion blanc sur case blanche c4 · Pion blanc sur case blanche h3 · Tour noire sur case blanche a2 · Fou blanc sur case blanche c2 · Dame blanche sur case blanche e2 · Pion blanc sur case noire f2 · Pion blanc sur case blanche g2 · Tour blanche sur case blanche f1 · Roi blanc sur case noire g1 | Tour noire sur case blanche e8 · Roi noir sur case blanche g8 · Pion noir sur case blanche f7 · Pion noir sur case noire g7 · Pion noir sur case blanche h7 · Dame noire sur case blanche c6 · Tour blanche sur case blanche b5 · Pion noir sur case noire c5 · Fou noir sur case noire e5 · Pion blanc sur case blanche c4 · Pion blanc sur case blanche h3 · Tour noire sur case blanche a2 · Fou blanc sur case blanche c2 · Dame blanche sur case blanche e2 · Pion blanc sur case noire f2 · Pion blanc sur case blanche g2 · Tour blanche sur case blanche f1 · Roi blanc sur case noire g1 | Tour noire sur case blanche e8 · Roi noir sur case blanche g8 · Pion noir sur case blanche f7 · Pion noir sur case noire g7 · Pion noir sur case blanche h7 · Dame noire sur case blanche c6 · Tour blanche sur case blanche b5 · Pion noir sur case noire c5 · Fou noir sur case noire e5 · Pion blanc sur case blanche c4 · Pion blanc sur case blanche h3 · Tour noire sur case blanche a2 · Fou blanc sur case blanche c2 · Dame blanche sur case blanche e2 · Pion blanc sur case noire f2 · Pion blanc sur case blanche g2 · Tour blanche sur case blanche f1 · Roi blanc sur case noire g1 | Tour noire sur case blanche e8 · Roi noir sur case blanche g8 · Pion noir sur case blanche f7 · Pion noir sur case noire g7 · Pion noir sur case blanche h7 · Dame noire sur case blanche c6 · Tour blanche sur case blanche b5 · Pion noir sur case noire c5 · Fou noir sur case noire e5 · Pion blanc sur case blanche c4 · Pion blanc sur case blanche h3 · Tour noire sur case blanche a2 · Fou blanc sur case blanche c2 · Dame blanche sur case blanche e2 · Pion blanc sur case noire f2 · Pion blanc sur case blanche g2 · Tour blanche sur case blanche f1 · Roi blanc sur case noire g1 | Tour noire sur case blanche e8 · Roi noir sur case blanche g8 · Pion noir sur case blanche f7 · Pion noir sur case noire g7 · Pion noir sur case blanche h7 · Dame noire sur case blanche c6 · Tour blanche sur case blanche b5 · Pion noir sur case noire c5 · Fou noir sur case noire e5 · Pion blanc sur case blanche c4 · Pion blanc sur case blanche h3 · Tour noire sur case blanche a2 · Fou blanc sur case blanche c2 · Dame blanche sur case blanche e2 · Pion blanc sur case noire f2 · Pion blanc sur case blanche g2 · Tour blanche sur case blanche f1 · Roi blanc sur case noire g1 | Tour noire sur case blanche e8 · Roi noir sur case blanche g8 · Pion noir sur case blanche f7 · Pion noir sur case noire g7 · Pion noir sur case blanche h7 · Dame noire sur case blanche c6 · Tour blanche sur case blanche b5 · Pion noir sur case noire c5 · Fou noir sur case noire e5 · Pion blanc sur case blanche c4 · Pion blanc sur case blanche h3 · Tour noire sur case blanche a2 · Fou blanc sur case blanche c2 · Dame blanche sur case blanche e2 · Pion blanc sur case noire f2 · Pion blanc sur case blanche g2 · Tour blanche sur case blanche f1 · Roi blanc sur case noire g1 | Tour noire sur case blanche e8 · Roi noir sur case blanche g8 · Pion noir sur case blanche f7 · Pion noir sur case noire g7 · Pion noir sur case blanche h7 · Dame noire sur case blanche c6 · Tour blanche sur case blanche b5 · Pion noir sur case noire c5 · Fou noir sur case noire e5 · Pion blanc sur case blanche c4 · Pion blanc sur case blanche h3 · Tour noire sur case blanche a2 · Fou blanc sur case blanche c2 · Dame blanche sur case blanche e2 · Pion blanc sur case noire f2 · Pion blanc sur case blanche g2 · Tour blanche sur case blanche f1 · Roi blanc sur case noire g1 | 6 |
| 5 | Tour noire sur case blanche e8 · Roi noir sur case blanche g8 · Pion noir sur case blanche f7 · Pion noir sur case noire g7 · Pion noir sur case blanche h7 · Dame noire sur case blanche c6 · Tour blanche sur case blanche b5 · Pion noir sur case noire c5 · Fou noir sur case noire e5 · Pion blanc sur case blanche c4 · Pion blanc sur case blanche h3 · Tour noire sur case blanche a2 · Fou blanc sur case blanche c2 · Dame blanche sur case blanche e2 · Pion blanc sur case noire f2 · Pion blanc sur case blanche g2 · Tour blanche sur case blanche f1 · Roi blanc sur case noire g1 | Tour noire sur case blanche e8 · Roi noir sur case blanche g8 · Pion noir sur case blanche f7 · Pion noir sur case noire g7 · Pion noir sur case blanche h7 · Dame noire sur case blanche c6 · Tour blanche sur case blanche b5 · Pion noir sur case noire c5 · Fou noir sur case noire e5 · Pion blanc sur case blanche c4 · Pion blanc sur case blanche h3 · Tour noire sur case blanche a2 · Fou blanc sur case blanche c2 · Dame blanche sur case blanche e2 · Pion blanc sur case noire f2 · Pion blanc sur case blanche g2 · Tour blanche sur case blanche f1 · Roi blanc sur case noire g1 | Tour noire sur case blanche e8 · Roi noir sur case blanche g8 · Pion noir sur case blanche f7 · Pion noir sur case noire g7 · Pion noir sur case blanche h7 · Dame noire sur case blanche c6 · Tour blanche sur case blanche b5 · Pion noir sur case noire c5 · Fou noir sur case noire e5 · Pion blanc sur case blanche c4 · Pion blanc sur case blanche h3 · Tour noire sur case blanche a2 · Fou blanc sur case blanche c2 · Dame blanche sur case blanche e2 · Pion blanc sur case noire f2 · Pion blanc sur case blanche g2 · Tour blanche sur case blanche f1 · Roi blanc sur case noire g1 | Tour noire sur case blanche e8 · Roi noir sur case blanche g8 · Pion noir sur case blanche f7 · Pion noir sur case noire g7 · Pion noir sur case blanche h7 · Dame noire sur case blanche c6 · Tour blanche sur case blanche b5 · Pion noir sur case noire c5 · Fou noir sur case noire e5 · Pion blanc sur case blanche c4 · Pion blanc sur case blanche h3 · Tour noire sur case blanche a2 · Fou blanc sur case blanche c2 · Dame blanche sur case blanche e2 · Pion blanc sur case noire f2 · Pion blanc sur case blanche g2 · Tour blanche sur case blanche f1 · Roi blanc sur case noire g1 | Tour noire sur case blanche e8 · Roi noir sur case blanche g8 · Pion noir sur case blanche f7 · Pion noir sur case noire g7 · Pion noir sur case blanche h7 · Dame noire sur case blanche c6 · Tour blanche sur case blanche b5 · Pion noir sur case noire c5 · Fou noir sur case noire e5 · Pion blanc sur case blanche c4 · Pion blanc sur case blanche h3 · Tour noire sur case blanche a2 · Fou blanc sur case blanche c2 · Dame blanche sur case blanche e2 · Pion blanc sur case noire f2 · Pion blanc sur case blanche g2 · Tour blanche sur case blanche f1 · Roi blanc sur case noire g1 | Tour noire sur case blanche e8 · Roi noir sur case blanche g8 · Pion noir sur case blanche f7 · Pion noir sur case noire g7 · Pion noir sur case blanche h7 · Dame noire sur case blanche c6 · Tour blanche sur case blanche b5 · Pion noir sur case noire c5 · Fou noir sur case noire e5 · Pion blanc sur case blanche c4 · Pion blanc sur case blanche h3 · Tour noire sur case blanche a2 · Fou blanc sur case blanche c2 · Dame blanche sur case blanche e2 · Pion blanc sur case noire f2 · Pion blanc sur case blanche g2 · Tour blanche sur case blanche f1 · Roi blanc sur case noire g1 | Tour noire sur case blanche e8 · Roi noir sur case blanche g8 · Pion noir sur case blanche f7 · Pion noir sur case noire g7 · Pion noir sur case blanche h7 · Dame noire sur case blanche c6 · Tour blanche sur case blanche b5 · Pion noir sur case noire c5 · Fou noir sur case noire e5 · Pion blanc sur case blanche c4 · Pion blanc sur case blanche h3 · Tour noire sur case blanche a2 · Fou blanc sur case blanche c2 · Dame blanche sur case blanche e2 · Pion blanc sur case noire f2 · Pion blanc sur case blanche g2 · Tour blanche sur case blanche f1 · Roi blanc sur case noire g1 | Tour noire sur case blanche e8 · Roi noir sur case blanche g8 · Pion noir sur case blanche f7 · Pion noir sur case noire g7 · Pion noir sur case blanche h7 · Dame noire sur case blanche c6 · Tour blanche sur case blanche b5 · Pion noir sur case noire c5 · Fou noir sur case noire e5 · Pion blanc sur case blanche c4 · Pion blanc sur case blanche h3 · Tour noire sur case blanche a2 · Fou blanc sur case blanche c2 · Dame blanche sur case blanche e2 · Pion blanc sur case noire f2 · Pion blanc sur case blanche g2 · Tour blanche sur case blanche f1 · Roi blanc sur case noire g1 | 5 |
| 4 | Tour noire sur case blanche e8 · Roi noir sur case blanche g8 · Pion noir sur case blanche f7 · Pion noir sur case noire g7 · Pion noir sur case blanche h7 · Dame noire sur case blanche c6 · Tour blanche sur case blanche b5 · Pion noir sur case noire c5 · Fou noir sur case noire e5 · Pion blanc sur case blanche c4 · Pion blanc sur case blanche h3 · Tour noire sur case blanche a2 · Fou blanc sur case blanche c2 · Dame blanche sur case blanche e2 · Pion blanc sur case noire f2 · Pion blanc sur case blanche g2 · Tour blanche sur case blanche f1 · Roi blanc sur case noire g1 | Tour noire sur case blanche e8 · Roi noir sur case blanche g8 · Pion noir sur case blanche f7 · Pion noir sur case noire g7 · Pion noir sur case blanche h7 · Dame noire sur case blanche c6 · Tour blanche sur case blanche b5 · Pion noir sur case noire c5 · Fou noir sur case noire e5 · Pion blanc sur case blanche c4 · Pion blanc sur case blanche h3 · Tour noire sur case blanche a2 · Fou blanc sur case blanche c2 · Dame blanche sur case blanche e2 · Pion blanc sur case noire f2 · Pion blanc sur case blanche g2 · Tour blanche sur case blanche f1 · Roi blanc sur case noire g1 | Tour noire sur case blanche e8 · Roi noir sur case blanche g8 · Pion noir sur case blanche f7 · Pion noir sur case noire g7 · Pion noir sur case blanche h7 · Dame noire sur case blanche c6 · Tour blanche sur case blanche b5 · Pion noir sur case noire c5 · Fou noir sur case noire e5 · Pion blanc sur case blanche c4 · Pion blanc sur case blanche h3 · Tour noire sur case blanche a2 · Fou blanc sur case blanche c2 · Dame blanche sur case blanche e2 · Pion blanc sur case noire f2 · Pion blanc sur case blanche g2 · Tour blanche sur case blanche f1 · Roi blanc sur case noire g1 | Tour noire sur case blanche e8 · Roi noir sur case blanche g8 · Pion noir sur case blanche f7 · Pion noir sur case noire g7 · Pion noir sur case blanche h7 · Dame noire sur case blanche c6 · Tour blanche sur case blanche b5 · Pion noir sur case noire c5 · Fou noir sur case noire e5 · Pion blanc sur case blanche c4 · Pion blanc sur case blanche h3 · Tour noire sur case blanche a2 · Fou blanc sur case blanche c2 · Dame blanche sur case blanche e2 · Pion blanc sur case noire f2 · Pion blanc sur case blanche g2 · Tour blanche sur case blanche f1 · Roi blanc sur case noire g1 | Tour noire sur case blanche e8 · Roi noir sur case blanche g8 · Pion noir sur case blanche f7 · Pion noir sur case noire g7 · Pion noir sur case blanche h7 · Dame noire sur case blanche c6 · Tour blanche sur case blanche b5 · Pion noir sur case noire c5 · Fou noir sur case noire e5 · Pion blanc sur case blanche c4 · Pion blanc sur case blanche h3 · Tour noire sur case blanche a2 · Fou blanc sur case blanche c2 · Dame blanche sur case blanche e2 · Pion blanc sur case noire f2 · Pion blanc sur case blanche g2 · Tour blanche sur case blanche f1 · Roi blanc sur case noire g1 | Tour noire sur case blanche e8 · Roi noir sur case blanche g8 · Pion noir sur case blanche f7 · Pion noir sur case noire g7 · Pion noir sur case blanche h7 · Dame noire sur case blanche c6 · Tour blanche sur case blanche b5 · Pion noir sur case noire c5 · Fou noir sur case noire e5 · Pion blanc sur case blanche c4 · Pion blanc sur case blanche h3 · Tour noire sur case blanche a2 · Fou blanc sur case blanche c2 · Dame blanche sur case blanche e2 · Pion blanc sur case noire f2 · Pion blanc sur case blanche g2 · Tour blanche sur case blanche f1 · Roi blanc sur case noire g1 | Tour noire sur case blanche e8 · Roi noir sur case blanche g8 · Pion noir sur case blanche f7 · Pion noir sur case noire g7 · Pion noir sur case blanche h7 · Dame noire sur case blanche c6 · Tour blanche sur case blanche b5 · Pion noir sur case noire c5 · Fou noir sur case noire e5 · Pion blanc sur case blanche c4 · Pion blanc sur case blanche h3 · Tour noire sur case blanche a2 · Fou blanc sur case blanche c2 · Dame blanche sur case blanche e2 · Pion blanc sur case noire f2 · Pion blanc sur case blanche g2 · Tour blanche sur case blanche f1 · Roi blanc sur case noire g1 | Tour noire sur case blanche e8 · Roi noir sur case blanche g8 · Pion noir sur case blanche f7 · Pion noir sur case noire g7 · Pion noir sur case blanche h7 · Dame noire sur case blanche c6 · Tour blanche sur case blanche b5 · Pion noir sur case noire c5 · Fou noir sur case noire e5 · Pion blanc sur case blanche c4 · Pion blanc sur case blanche h3 · Tour noire sur case blanche a2 · Fou blanc sur case blanche c2 · Dame blanche sur case blanche e2 · Pion blanc sur case noire f2 · Pion blanc sur case blanche g2 · Tour blanche sur case blanche f1 · Roi blanc sur case noire g1 | 4 |
| 3 | Tour noire sur case blanche e8 · Roi noir sur case blanche g8 · Pion noir sur case blanche f7 · Pion noir sur case noire g7 · Pion noir sur case blanche h7 · Dame noire sur case blanche c6 · Tour blanche sur case blanche b5 · Pion noir sur case noire c5 · Fou noir sur case noire e5 · Pion blanc sur case blanche c4 · Pion blanc sur case blanche h3 · Tour noire sur case blanche a2 · Fou blanc sur case blanche c2 · Dame blanche sur case blanche e2 · Pion blanc sur case noire f2 · Pion blanc sur case blanche g2 · Tour blanche sur case blanche f1 · Roi blanc sur case noire g1 | Tour noire sur case blanche e8 · Roi noir sur case blanche g8 · Pion noir sur case blanche f7 · Pion noir sur case noire g7 · Pion noir sur case blanche h7 · Dame noire sur case blanche c6 · Tour blanche sur case blanche b5 · Pion noir sur case noire c5 · Fou noir sur case noire e5 · Pion blanc sur case blanche c4 · Pion blanc sur case blanche h3 · Tour noire sur case blanche a2 · Fou blanc sur case blanche c2 · Dame blanche sur case blanche e2 · Pion blanc sur case noire f2 · Pion blanc sur case blanche g2 · Tour blanche sur case blanche f1 · Roi blanc sur case noire g1 | Tour noire sur case blanche e8 · Roi noir sur case blanche g8 · Pion noir sur case blanche f7 · Pion noir sur case noire g7 · Pion noir sur case blanche h7 · Dame noire sur case blanche c6 · Tour blanche sur case blanche b5 · Pion noir sur case noire c5 · Fou noir sur case noire e5 · Pion blanc sur case blanche c4 · Pion blanc sur case blanche h3 · Tour noire sur case blanche a2 · Fou blanc sur case blanche c2 · Dame blanche sur case blanche e2 · Pion blanc sur case noire f2 · Pion blanc sur case blanche g2 · Tour blanche sur case blanche f1 · Roi blanc sur case noire g1 | Tour noire sur case blanche e8 · Roi noir sur case blanche g8 · Pion noir sur case blanche f7 · Pion noir sur case noire g7 · Pion noir sur case blanche h7 · Dame noire sur case blanche c6 · Tour blanche sur case blanche b5 · Pion noir sur case noire c5 · Fou noir sur case noire e5 · Pion blanc sur case blanche c4 · Pion blanc sur case blanche h3 · Tour noire sur case blanche a2 · Fou blanc sur case blanche c2 · Dame blanche sur case blanche e2 · Pion blanc sur case noire f2 · Pion blanc sur case blanche g2 · Tour blanche sur case blanche f1 · Roi blanc sur case noire g1 | Tour noire sur case blanche e8 · Roi noir sur case blanche g8 · Pion noir sur case blanche f7 · Pion noir sur case noire g7 · Pion noir sur case blanche h7 · Dame noire sur case blanche c6 · Tour blanche sur case blanche b5 · Pion noir sur case noire c5 · Fou noir sur case noire e5 · Pion blanc sur case blanche c4 · Pion blanc sur case blanche h3 · Tour noire sur case blanche a2 · Fou blanc sur case blanche c2 · Dame blanche sur case blanche e2 · Pion blanc sur case noire f2 · Pion blanc sur case blanche g2 · Tour blanche sur case blanche f1 · Roi blanc sur case noire g1 | Tour noire sur case blanche e8 · Roi noir sur case blanche g8 · Pion noir sur case blanche f7 · Pion noir sur case noire g7 · Pion noir sur case blanche h7 · Dame noire sur case blanche c6 · Tour blanche sur case blanche b5 · Pion noir sur case noire c5 · Fou noir sur case noire e5 · Pion blanc sur case blanche c4 · Pion blanc sur case blanche h3 · Tour noire sur case blanche a2 · Fou blanc sur case blanche c2 · Dame blanche sur case blanche e2 · Pion blanc sur case noire f2 · Pion blanc sur case blanche g2 · Tour blanche sur case blanche f1 · Roi blanc sur case noire g1 | Tour noire sur case blanche e8 · Roi noir sur case blanche g8 · Pion noir sur case blanche f7 · Pion noir sur case noire g7 · Pion noir sur case blanche h7 · Dame noire sur case blanche c6 · Tour blanche sur case blanche b5 · Pion noir sur case noire c5 · Fou noir sur case noire e5 · Pion blanc sur case blanche c4 · Pion blanc sur case blanche h3 · Tour noire sur case blanche a2 · Fou blanc sur case blanche c2 · Dame blanche sur case blanche e2 · Pion blanc sur case noire f2 · Pion blanc sur case blanche g2 · Tour blanche sur case blanche f1 · Roi blanc sur case noire g1 | Tour noire sur case blanche e8 · Roi noir sur case blanche g8 · Pion noir sur case blanche f7 · Pion noir sur case noire g7 · Pion noir sur case blanche h7 · Dame noire sur case blanche c6 · Tour blanche sur case blanche b5 · Pion noir sur case noire c5 · Fou noir sur case noire e5 · Pion blanc sur case blanche c4 · Pion blanc sur case blanche h3 · Tour noire sur case blanche a2 · Fou blanc sur case blanche c2 · Dame blanche sur case blanche e2 · Pion blanc sur case noire f2 · Pion blanc sur case blanche g2 · Tour blanche sur case blanche f1 · Roi blanc sur case noire g1 | 3 |
| 2 | Tour noire sur case blanche e8 · Roi noir sur case blanche g8 · Pion noir sur case blanche f7 · Pion noir sur case noire g7 · Pion noir sur case blanche h7 · Dame noire sur case blanche c6 · Tour blanche sur case blanche b5 · Pion noir sur case noire c5 · Fou noir sur case noire e5 · Pion blanc sur case blanche c4 · Pion blanc sur case blanche h3 · Tour noire sur case blanche a2 · Fou blanc sur case blanche c2 · Dame blanche sur case blanche e2 · Pion blanc sur case noire f2 · Pion blanc sur case blanche g2 · Tour blanche sur case blanche f1 · Roi blanc sur case noire g1 | Tour noire sur case blanche e8 · Roi noir sur case blanche g8 · Pion noir sur case blanche f7 · Pion noir sur case noire g7 · Pion noir sur case blanche h7 · Dame noire sur case blanche c6 · Tour blanche sur case blanche b5 · Pion noir sur case noire c5 · Fou noir sur case noire e5 · Pion blanc sur case blanche c4 · Pion blanc sur case blanche h3 · Tour noire sur case blanche a2 · Fou blanc sur case blanche c2 · Dame blanche sur case blanche e2 · Pion blanc sur case noire f2 · Pion blanc sur case blanche g2 · Tour blanche sur case blanche f1 · Roi blanc sur case noire g1 | Tour noire sur case blanche e8 · Roi noir sur case blanche g8 · Pion noir sur case blanche f7 · Pion noir sur case noire g7 · Pion noir sur case blanche h7 · Dame noire sur case blanche c6 · Tour blanche sur case blanche b5 · Pion noir sur case noire c5 · Fou noir sur case noire e5 · Pion blanc sur case blanche c4 · Pion blanc sur case blanche h3 · Tour noire sur case blanche a2 · Fou blanc sur case blanche c2 · Dame blanche sur case blanche e2 · Pion blanc sur case noire f2 · Pion blanc sur case blanche g2 · Tour blanche sur case blanche f1 · Roi blanc sur case noire g1 | Tour noire sur case blanche e8 · Roi noir sur case blanche g8 · Pion noir sur case blanche f7 · Pion noir sur case noire g7 · Pion noir sur case blanche h7 · Dame noire sur case blanche c6 · Tour blanche sur case blanche b5 · Pion noir sur case noire c5 · Fou noir sur case noire e5 · Pion blanc sur case blanche c4 · Pion blanc sur case blanche h3 · Tour noire sur case blanche a2 · Fou blanc sur case blanche c2 · Dame blanche sur case blanche e2 · Pion blanc sur case noire f2 · Pion blanc sur case blanche g2 · Tour blanche sur case blanche f1 · Roi blanc sur case noire g1 | Tour noire sur case blanche e8 · Roi noir sur case blanche g8 · Pion noir sur case blanche f7 · Pion noir sur case noire g7 · Pion noir sur case blanche h7 · Dame noire sur case blanche c6 · Tour blanche sur case blanche b5 · Pion noir sur case noire c5 · Fou noir sur case noire e5 · Pion blanc sur case blanche c4 · Pion blanc sur case blanche h3 · Tour noire sur case blanche a2 · Fou blanc sur case blanche c2 · Dame blanche sur case blanche e2 · Pion blanc sur case noire f2 · Pion blanc sur case blanche g2 · Tour blanche sur case blanche f1 · Roi blanc sur case noire g1 | Tour noire sur case blanche e8 · Roi noir sur case blanche g8 · Pion noir sur case blanche f7 · Pion noir sur case noire g7 · Pion noir sur case blanche h7 · Dame noire sur case blanche c6 · Tour blanche sur case blanche b5 · Pion noir sur case noire c5 · Fou noir sur case noire e5 · Pion blanc sur case blanche c4 · Pion blanc sur case blanche h3 · Tour noire sur case blanche a2 · Fou blanc sur case blanche c2 · Dame blanche sur case blanche e2 · Pion blanc sur case noire f2 · Pion blanc sur case blanche g2 · Tour blanche sur case blanche f1 · Roi blanc sur case noire g1 | Tour noire sur case blanche e8 · Roi noir sur case blanche g8 · Pion noir sur case blanche f7 · Pion noir sur case noire g7 · Pion noir sur case blanche h7 · Dame noire sur case blanche c6 · Tour blanche sur case blanche b5 · Pion noir sur case noire c5 · Fou noir sur case noire e5 · Pion blanc sur case blanche c4 · Pion blanc sur case blanche h3 · Tour noire sur case blanche a2 · Fou blanc sur case blanche c2 · Dame blanche sur case blanche e2 · Pion blanc sur case noire f2 · Pion blanc sur case blanche g2 · Tour blanche sur case blanche f1 · Roi blanc sur case noire g1 | Tour noire sur case blanche e8 · Roi noir sur case blanche g8 · Pion noir sur case blanche f7 · Pion noir sur case noire g7 · Pion noir sur case blanche h7 · Dame noire sur case blanche c6 · Tour blanche sur case blanche b5 · Pion noir sur case noire c5 · Fou noir sur case noire e5 · Pion blanc sur case blanche c4 · Pion blanc sur case blanche h3 · Tour noire sur case blanche a2 · Fou blanc sur case blanche c2 · Dame blanche sur case blanche e2 · Pion blanc sur case noire f2 · Pion blanc sur case blanche g2 · Tour blanche sur case blanche f1 · Roi blanc sur case noire g1 | 2 |
| 1 | Tour noire sur case blanche e8 · Roi noir sur case blanche g8 · Pion noir sur case blanche f7 · Pion noir sur case noire g7 · Pion noir sur case blanche h7 · Dame noire sur case blanche c6 · Tour blanche sur case blanche b5 · Pion noir sur case noire c5 · Fou noir sur case noire e5 · Pion blanc sur case blanche c4 · Pion blanc sur case blanche h3 · Tour noire sur case blanche a2 · Fou blanc sur case blanche c2 · Dame blanche sur case blanche e2 · Pion blanc sur case noire f2 · Pion blanc sur case blanche g2 · Tour blanche sur case blanche f1 · Roi blanc sur case noire g1 | Tour noire sur case blanche e8 · Roi noir sur case blanche g8 · Pion noir sur case blanche f7 · Pion noir sur case noire g7 · Pion noir sur case blanche h7 · Dame noire sur case blanche c6 · Tour blanche sur case blanche b5 · Pion noir sur case noire c5 · Fou noir sur case noire e5 · Pion blanc sur case blanche c4 · Pion blanc sur case blanche h3 · Tour noire sur case blanche a2 · Fou blanc sur case blanche c2 · Dame blanche sur case blanche e2 · Pion blanc sur case noire f2 · Pion blanc sur case blanche g2 · Tour blanche sur case blanche f1 · Roi blanc sur case noire g1 | Tour noire sur case blanche e8 · Roi noir sur case blanche g8 · Pion noir sur case blanche f7 · Pion noir sur case noire g7 · Pion noir sur case blanche h7 · Dame noire sur case blanche c6 · Tour blanche sur case blanche b5 · Pion noir sur case noire c5 · Fou noir sur case noire e5 · Pion blanc sur case blanche c4 · Pion blanc sur case blanche h3 · Tour noire sur case blanche a2 · Fou blanc sur case blanche c2 · Dame blanche sur case blanche e2 · Pion blanc sur case noire f2 · Pion blanc sur case blanche g2 · Tour blanche sur case blanche f1 · Roi blanc sur case noire g1 | Tour noire sur case blanche e8 · Roi noir sur case blanche g8 · Pion noir sur case blanche f7 · Pion noir sur case noire g7 · Pion noir sur case blanche h7 · Dame noire sur case blanche c6 · Tour blanche sur case blanche b5 · Pion noir sur case noire c5 · Fou noir sur case noire e5 · Pion blanc sur case blanche c4 · Pion blanc sur case blanche h3 · Tour noire sur case blanche a2 · Fou blanc sur case blanche c2 · Dame blanche sur case blanche e2 · Pion blanc sur case noire f2 · Pion blanc sur case blanche g2 · Tour blanche sur case blanche f1 · Roi blanc sur case noire g1 | Tour noire sur case blanche e8 · Roi noir sur case blanche g8 · Pion noir sur case blanche f7 · Pion noir sur case noire g7 · Pion noir sur case blanche h7 · Dame noire sur case blanche c6 · Tour blanche sur case blanche b5 · Pion noir sur case noire c5 · Fou noir sur case noire e5 · Pion blanc sur case blanche c4 · Pion blanc sur case blanche h3 · Tour noire sur case blanche a2 · Fou blanc sur case blanche c2 · Dame blanche sur case blanche e2 · Pion blanc sur case noire f2 · Pion blanc sur case blanche g2 · Tour blanche sur case blanche f1 · Roi blanc sur case noire g1 | Tour noire sur case blanche e8 · Roi noir sur case blanche g8 · Pion noir sur case blanche f7 · Pion noir sur case noire g7 · Pion noir sur case blanche h7 · Dame noire sur case blanche c6 · Tour blanche sur case blanche b5 · Pion noir sur case noire c5 · Fou noir sur case noire e5 · Pion blanc sur case blanche c4 · Pion blanc sur case blanche h3 · Tour noire sur case blanche a2 · Fou blanc sur case blanche c2 · Dame blanche sur case blanche e2 · Pion blanc sur case noire f2 · Pion blanc sur case blanche g2 · Tour blanche sur case blanche f1 · Roi blanc sur case noire g1 | Tour noire sur case blanche e8 · Roi noir sur case blanche g8 · Pion noir sur case blanche f7 · Pion noir sur case noire g7 · Pion noir sur case blanche h7 · Dame noire sur case blanche c6 · Tour blanche sur case blanche b5 · Pion noir sur case noire c5 · Fou noir sur case noire e5 · Pion blanc sur case blanche c4 · Pion blanc sur case blanche h3 · Tour noire sur case blanche a2 · Fou blanc sur case blanche c2 · Dame blanche sur case blanche e2 · Pion blanc sur case noire f2 · Pion blanc sur case blanche g2 · Tour blanche sur case blanche f1 · Roi blanc sur case noire g1 | Tour noire sur case blanche e8 · Roi noir sur case blanche g8 · Pion noir sur case blanche f7 · Pion noir sur case noire g7 · Pion noir sur case blanche h7 · Dame noire sur case blanche c6 · Tour blanche sur case blanche b5 · Pion noir sur case noire c5 · Fou noir sur case noire e5 · Pion blanc sur case blanche c4 · Pion blanc sur case blanche h3 · Tour noire sur case blanche a2 · Fou blanc sur case blanche c2 · Dame blanche sur case blanche e2 · Pion blanc sur case noire f2 · Pion blanc sur case blanche g2 · Tour blanche sur case blanche f1 · Roi blanc sur case noire g1 | 1 |
|   | a | b | c | d | e | f | g | h |   |

```
Les Blancs jouent 1.Fxh7+ Rxh7 2.Dxa2
```

Si trait aux noirs :
```
Les noirs jouent 1. ... Fh2+ 2.Rxh2 TxDe2
```

L’attaque à la découverte est le déplacement d'une pièce qui permet l'attaque de la part d'une autre pièce de son camp. Si l'objet de l'attaque est le roi adverse, on parle d'« échec à la découverte ». Les attaques à la découverte sont puissantes, dans la mesure où la pièce qui se déplace peut aussi porter une attaque (attaque double).
Un cas particulier en est l'échec double, dans lequel le roi adverse est attaqué à la fois par la pièce qui se déplace et par la pièce découverte. Un échec double impose un coup de roi à l'adversaire, dans la mesure où il n'est pas possible de capturer les deux pièces adverses en même temps, ni d'interposer des pièces pour contrer les deux attaques simultanément.

### La fourchette
|   | a | b | c | d | e | f | g | h |   |
| 8 | Tour noire sur case blanche a8 · Roi noir sur case blanche e8 · Tour noire sur case noire h8 · Pion noir sur case noire a7 · Pion noir sur case blanche b7 · Cavalier blanc sur case noire c7 · Pion noir sur case noire e7 · Pion noir sur case blanche f7 · Fou noir sur case noire g7 · Pion noir sur case blanche h7 · Cavalier noir sur case blanche c6 · Pion noir sur case noire d6 · Cavalier noir sur case noire f6 · Pion noir sur case blanche g6 · Pion blanc sur case blanche c4 · Dame noire sur case blanche e4 · Pion blanc sur case blanche a2 · Pion blanc sur case noire b2 · Cavalier blanc sur case blanche e2 · Pion blanc sur case noire f2 · Pion blanc sur case blanche g2 · Pion blanc sur case noire h2 · Tour blanche sur case noire a1 · Fou blanc sur case noire c1 · Dame blanche sur case blanche d1 · Tour blanche sur case blanche f1 · Roi blanc sur case noire g1 | Tour noire sur case blanche a8 · Roi noir sur case blanche e8 · Tour noire sur case noire h8 · Pion noir sur case noire a7 · Pion noir sur case blanche b7 · Cavalier blanc sur case noire c7 · Pion noir sur case noire e7 · Pion noir sur case blanche f7 · Fou noir sur case noire g7 · Pion noir sur case blanche h7 · Cavalier noir sur case blanche c6 · Pion noir sur case noire d6 · Cavalier noir sur case noire f6 · Pion noir sur case blanche g6 · Pion blanc sur case blanche c4 · Dame noire sur case blanche e4 · Pion blanc sur case blanche a2 · Pion blanc sur case noire b2 · Cavalier blanc sur case blanche e2 · Pion blanc sur case noire f2 · Pion blanc sur case blanche g2 · Pion blanc sur case noire h2 · Tour blanche sur case noire a1 · Fou blanc sur case noire c1 · Dame blanche sur case blanche d1 · Tour blanche sur case blanche f1 · Roi blanc sur case noire g1 | Tour noire sur case blanche a8 · Roi noir sur case blanche e8 · Tour noire sur case noire h8 · Pion noir sur case noire a7 · Pion noir sur case blanche b7 · Cavalier blanc sur case noire c7 · Pion noir sur case noire e7 · Pion noir sur case blanche f7 · Fou noir sur case noire g7 · Pion noir sur case blanche h7 · Cavalier noir sur case blanche c6 · Pion noir sur case noire d6 · Cavalier noir sur case noire f6 · Pion noir sur case blanche g6 · Pion blanc sur case blanche c4 · Dame noire sur case blanche e4 · Pion blanc sur case blanche a2 · Pion blanc sur case noire b2 · Cavalier blanc sur case blanche e2 · Pion blanc sur case noire f2 · Pion blanc sur case blanche g2 · Pion blanc sur case noire h2 · Tour blanche sur case noire a1 · Fou blanc sur case noire c1 · Dame blanche sur case blanche d1 · Tour blanche sur case blanche f1 · Roi blanc sur case noire g1 | Tour noire sur case blanche a8 · Roi noir sur case blanche e8 · Tour noire sur case noire h8 · Pion noir sur case noire a7 · Pion noir sur case blanche b7 · Cavalier blanc sur case noire c7 · Pion noir sur case noire e7 · Pion noir sur case blanche f7 · Fou noir sur case noire g7 · Pion noir sur case blanche h7 · Cavalier noir sur case blanche c6 · Pion noir sur case noire d6 · Cavalier noir sur case noire f6 · Pion noir sur case blanche g6 · Pion blanc sur case blanche c4 · Dame noire sur case blanche e4 · Pion blanc sur case blanche a2 · Pion blanc sur case noire b2 · Cavalier blanc sur case blanche e2 · Pion blanc sur case noire f2 · Pion blanc sur case blanche g2 · Pion blanc sur case noire h2 · Tour blanche sur case noire a1 · Fou blanc sur case noire c1 · Dame blanche sur case blanche d1 · Tour blanche sur case blanche f1 · Roi blanc sur case noire g1 | Tour noire sur case blanche a8 · Roi noir sur case blanche e8 · Tour noire sur case noire h8 · Pion noir sur case noire a7 · Pion noir sur case blanche b7 · Cavalier blanc sur case noire c7 · Pion noir sur case noire e7 · Pion noir sur case blanche f7 · Fou noir sur case noire g7 · Pion noir sur case blanche h7 · Cavalier noir sur case blanche c6 · Pion noir sur case noire d6 · Cavalier noir sur case noire f6 · Pion noir sur case blanche g6 · Pion blanc sur case blanche c4 · Dame noire sur case blanche e4 · Pion blanc sur case blanche a2 · Pion blanc sur case noire b2 · Cavalier blanc sur case blanche e2 · Pion blanc sur case noire f2 · Pion blanc sur case blanche g2 · Pion blanc sur case noire h2 · Tour blanche sur case noire a1 · Fou blanc sur case noire c1 · Dame blanche sur case blanche d1 · Tour blanche sur case blanche f1 · Roi blanc sur case noire g1 | Tour noire sur case blanche a8 · Roi noir sur case blanche e8 · Tour noire sur case noire h8 · Pion noir sur case noire a7 · Pion noir sur case blanche b7 · Cavalier blanc sur case noire c7 · Pion noir sur case noire e7 · Pion noir sur case blanche f7 · Fou noir sur case noire g7 · Pion noir sur case blanche h7 · Cavalier noir sur case blanche c6 · Pion noir sur case noire d6 · Cavalier noir sur case noire f6 · Pion noir sur case blanche g6 · Pion blanc sur case blanche c4 · Dame noire sur case blanche e4 · Pion blanc sur case blanche a2 · Pion blanc sur case noire b2 · Cavalier blanc sur case blanche e2 · Pion blanc sur case noire f2 · Pion blanc sur case blanche g2 · Pion blanc sur case noire h2 · Tour blanche sur case noire a1 · Fou blanc sur case noire c1 · Dame blanche sur case blanche d1 · Tour blanche sur case blanche f1 · Roi blanc sur case noire g1 | Tour noire sur case blanche a8 · Roi noir sur case blanche e8 · Tour noire sur case noire h8 · Pion noir sur case noire a7 · Pion noir sur case blanche b7 · Cavalier blanc sur case noire c7 · Pion noir sur case noire e7 · Pion noir sur case blanche f7 · Fou noir sur case noire g7 · Pion noir sur case blanche h7 · Cavalier noir sur case blanche c6 · Pion noir sur case noire d6 · Cavalier noir sur case noire f6 · Pion noir sur case blanche g6 · Pion blanc sur case blanche c4 · Dame noire sur case blanche e4 · Pion blanc sur case blanche a2 · Pion blanc sur case noire b2 · Cavalier blanc sur case blanche e2 · Pion blanc sur case noire f2 · Pion blanc sur case blanche g2 · Pion blanc sur case noire h2 · Tour blanche sur case noire a1 · Fou blanc sur case noire c1 · Dame blanche sur case blanche d1 · Tour blanche sur case blanche f1 · Roi blanc sur case noire g1 | Tour noire sur case blanche a8 · Roi noir sur case blanche e8 · Tour noire sur case noire h8 · Pion noir sur case noire a7 · Pion noir sur case blanche b7 · Cavalier blanc sur case noire c7 · Pion noir sur case noire e7 · Pion noir sur case blanche f7 · Fou noir sur case noire g7 · Pion noir sur case blanche h7 · Cavalier noir sur case blanche c6 · Pion noir sur case noire d6 · Cavalier noir sur case noire f6 · Pion noir sur case blanche g6 · Pion blanc sur case blanche c4 · Dame noire sur case blanche e4 · Pion blanc sur case blanche a2 · Pion blanc sur case noire b2 · Cavalier blanc sur case blanche e2 · Pion blanc sur case noire f2 · Pion blanc sur case blanche g2 · Pion blanc sur case noire h2 · Tour blanche sur case noire a1 · Fou blanc sur case noire c1 · Dame blanche sur case blanche d1 · Tour blanche sur case blanche f1 · Roi blanc sur case noire g1 | 8 |
| 7 | Tour noire sur case blanche a8 · Roi noir sur case blanche e8 · Tour noire sur case noire h8 · Pion noir sur case noire a7 · Pion noir sur case blanche b7 · Cavalier blanc sur case noire c7 · Pion noir sur case noire e7 · Pion noir sur case blanche f7 · Fou noir sur case noire g7 · Pion noir sur case blanche h7 · Cavalier noir sur case blanche c6 · Pion noir sur case noire d6 · Cavalier noir sur case noire f6 · Pion noir sur case blanche g6 · Pion blanc sur case blanche c4 · Dame noire sur case blanche e4 · Pion blanc sur case blanche a2 · Pion blanc sur case noire b2 · Cavalier blanc sur case blanche e2 · Pion blanc sur case noire f2 · Pion blanc sur case blanche g2 · Pion blanc sur case noire h2 · Tour blanche sur case noire a1 · Fou blanc sur case noire c1 · Dame blanche sur case blanche d1 · Tour blanche sur case blanche f1 · Roi blanc sur case noire g1 | Tour noire sur case blanche a8 · Roi noir sur case blanche e8 · Tour noire sur case noire h8 · Pion noir sur case noire a7 · Pion noir sur case blanche b7 · Cavalier blanc sur case noire c7 · Pion noir sur case noire e7 · Pion noir sur case blanche f7 · Fou noir sur case noire g7 · Pion noir sur case blanche h7 · Cavalier noir sur case blanche c6 · Pion noir sur case noire d6 · Cavalier noir sur case noire f6 · Pion noir sur case blanche g6 · Pion blanc sur case blanche c4 · Dame noire sur case blanche e4 · Pion blanc sur case blanche a2 · Pion blanc sur case noire b2 · Cavalier blanc sur case blanche e2 · Pion blanc sur case noire f2 · Pion blanc sur case blanche g2 · Pion blanc sur case noire h2 · Tour blanche sur case noire a1 · Fou blanc sur case noire c1 · Dame blanche sur case blanche d1 · Tour blanche sur case blanche f1 · Roi blanc sur case noire g1 | Tour noire sur case blanche a8 · Roi noir sur case blanche e8 · Tour noire sur case noire h8 · Pion noir sur case noire a7 · Pion noir sur case blanche b7 · Cavalier blanc sur case noire c7 · Pion noir sur case noire e7 · Pion noir sur case blanche f7 · Fou noir sur case noire g7 · Pion noir sur case blanche h7 · Cavalier noir sur case blanche c6 · Pion noir sur case noire d6 · Cavalier noir sur case noire f6 · Pion noir sur case blanche g6 · Pion blanc sur case blanche c4 · Dame noire sur case blanche e4 · Pion blanc sur case blanche a2 · Pion blanc sur case noire b2 · Cavalier blanc sur case blanche e2 · Pion blanc sur case noire f2 · Pion blanc sur case blanche g2 · Pion blanc sur case noire h2 · Tour blanche sur case noire a1 · Fou blanc sur case noire c1 · Dame blanche sur case blanche d1 · Tour blanche sur case blanche f1 · Roi blanc sur case noire g1 | Tour noire sur case blanche a8 · Roi noir sur case blanche e8 · Tour noire sur case noire h8 · Pion noir sur case noire a7 · Pion noir sur case blanche b7 · Cavalier blanc sur case noire c7 · Pion noir sur case noire e7 · Pion noir sur case blanche f7 · Fou noir sur case noire g7 · Pion noir sur case blanche h7 · Cavalier noir sur case blanche c6 · Pion noir sur case noire d6 · Cavalier noir sur case noire f6 · Pion noir sur case blanche g6 · Pion blanc sur case blanche c4 · Dame noire sur case blanche e4 · Pion blanc sur case blanche a2 · Pion blanc sur case noire b2 · Cavalier blanc sur case blanche e2 · Pion blanc sur case noire f2 · Pion blanc sur case blanche g2 · Pion blanc sur case noire h2 · Tour blanche sur case noire a1 · Fou blanc sur case noire c1 · Dame blanche sur case blanche d1 · Tour blanche sur case blanche f1 · Roi blanc sur case noire g1 | Tour noire sur case blanche a8 · Roi noir sur case blanche e8 · Tour noire sur case noire h8 · Pion noir sur case noire a7 · Pion noir sur case blanche b7 · Cavalier blanc sur case noire c7 · Pion noir sur case noire e7 · Pion noir sur case blanche f7 · Fou noir sur case noire g7 · Pion noir sur case blanche h7 · Cavalier noir sur case blanche c6 · Pion noir sur case noire d6 · Cavalier noir sur case noire f6 · Pion noir sur case blanche g6 · Pion blanc sur case blanche c4 · Dame noire sur case blanche e4 · Pion blanc sur case blanche a2 · Pion blanc sur case noire b2 · Cavalier blanc sur case blanche e2 · Pion blanc sur case noire f2 · Pion blanc sur case blanche g2 · Pion blanc sur case noire h2 · Tour blanche sur case noire a1 · Fou blanc sur case noire c1 · Dame blanche sur case blanche d1 · Tour blanche sur case blanche f1 · Roi blanc sur case noire g1 | Tour noire sur case blanche a8 · Roi noir sur case blanche e8 · Tour noire sur case noire h8 · Pion noir sur case noire a7 · Pion noir sur case blanche b7 · Cavalier blanc sur case noire c7 · Pion noir sur case noire e7 · Pion noir sur case blanche f7 · Fou noir sur case noire g7 · Pion noir sur case blanche h7 · Cavalier noir sur case blanche c6 · Pion noir sur case noire d6 · Cavalier noir sur case noire f6 · Pion noir sur case blanche g6 · Pion blanc sur case blanche c4 · Dame noire sur case blanche e4 · Pion blanc sur case blanche a2 · Pion blanc sur case noire b2 · Cavalier blanc sur case blanche e2 · Pion blanc sur case noire f2 · Pion blanc sur case blanche g2 · Pion blanc sur case noire h2 · Tour blanche sur case noire a1 · Fou blanc sur case noire c1 · Dame blanche sur case blanche d1 · Tour blanche sur case blanche f1 · Roi blanc sur case noire g1 | Tour noire sur case blanche a8 · Roi noir sur case blanche e8 · Tour noire sur case noire h8 · Pion noir sur case noire a7 · Pion noir sur case blanche b7 · Cavalier blanc sur case noire c7 · Pion noir sur case noire e7 · Pion noir sur case blanche f7 · Fou noir sur case noire g7 · Pion noir sur case blanche h7 · Cavalier noir sur case blanche c6 · Pion noir sur case noire d6 · Cavalier noir sur case noire f6 · Pion noir sur case blanche g6 · Pion blanc sur case blanche c4 · Dame noire sur case blanche e4 · Pion blanc sur case blanche a2 · Pion blanc sur case noire b2 · Cavalier blanc sur case blanche e2 · Pion blanc sur case noire f2 · Pion blanc sur case blanche g2 · Pion blanc sur case noire h2 · Tour blanche sur case noire a1 · Fou blanc sur case noire c1 · Dame blanche sur case blanche d1 · Tour blanche sur case blanche f1 · Roi blanc sur case noire g1 | Tour noire sur case blanche a8 · Roi noir sur case blanche e8 · Tour noire sur case noire h8 · Pion noir sur case noire a7 · Pion noir sur case blanche b7 · Cavalier blanc sur case noire c7 · Pion noir sur case noire e7 · Pion noir sur case blanche f7 · Fou noir sur case noire g7 · Pion noir sur case blanche h7 · Cavalier noir sur case blanche c6 · Pion noir sur case noire d6 · Cavalier noir sur case noire f6 · Pion noir sur case blanche g6 · Pion blanc sur case blanche c4 · Dame noire sur case blanche e4 · Pion blanc sur case blanche a2 · Pion blanc sur case noire b2 · Cavalier blanc sur case blanche e2 · Pion blanc sur case noire f2 · Pion blanc sur case blanche g2 · Pion blanc sur case noire h2 · Tour blanche sur case noire a1 · Fou blanc sur case noire c1 · Dame blanche sur case blanche d1 · Tour blanche sur case blanche f1 · Roi blanc sur case noire g1 | 7 |
| 6 | Tour noire sur case blanche a8 · Roi noir sur case blanche e8 · Tour noire sur case noire h8 · Pion noir sur case noire a7 · Pion noir sur case blanche b7 · Cavalier blanc sur case noire c7 · Pion noir sur case noire e7 · Pion noir sur case blanche f7 · Fou noir sur case noire g7 · Pion noir sur case blanche h7 · Cavalier noir sur case blanche c6 · Pion noir sur case noire d6 · Cavalier noir sur case noire f6 · Pion noir sur case blanche g6 · Pion blanc sur case blanche c4 · Dame noire sur case blanche e4 · Pion blanc sur case blanche a2 · Pion blanc sur case noire b2 · Cavalier blanc sur case blanche e2 · Pion blanc sur case noire f2 · Pion blanc sur case blanche g2 · Pion blanc sur case noire h2 · Tour blanche sur case noire a1 · Fou blanc sur case noire c1 · Dame blanche sur case blanche d1 · Tour blanche sur case blanche f1 · Roi blanc sur case noire g1 | Tour noire sur case blanche a8 · Roi noir sur case blanche e8 · Tour noire sur case noire h8 · Pion noir sur case noire a7 · Pion noir sur case blanche b7 · Cavalier blanc sur case noire c7 · Pion noir sur case noire e7 · Pion noir sur case blanche f7 · Fou noir sur case noire g7 · Pion noir sur case blanche h7 · Cavalier noir sur case blanche c6 · Pion noir sur case noire d6 · Cavalier noir sur case noire f6 · Pion noir sur case blanche g6 · Pion blanc sur case blanche c4 · Dame noire sur case blanche e4 · Pion blanc sur case blanche a2 · Pion blanc sur case noire b2 · Cavalier blanc sur case blanche e2 · Pion blanc sur case noire f2 · Pion blanc sur case blanche g2 · Pion blanc sur case noire h2 · Tour blanche sur case noire a1 · Fou blanc sur case noire c1 · Dame blanche sur case blanche d1 · Tour blanche sur case blanche f1 · Roi blanc sur case noire g1 | Tour noire sur case blanche a8 · Roi noir sur case blanche e8 · Tour noire sur case noire h8 · Pion noir sur case noire a7 · Pion noir sur case blanche b7 · Cavalier blanc sur case noire c7 · Pion noir sur case noire e7 · Pion noir sur case blanche f7 · Fou noir sur case noire g7 · Pion noir sur case blanche h7 · Cavalier noir sur case blanche c6 · Pion noir sur case noire d6 · Cavalier noir sur case noire f6 · Pion noir sur case blanche g6 · Pion blanc sur case blanche c4 · Dame noire sur case blanche e4 · Pion blanc sur case blanche a2 · Pion blanc sur case noire b2 · Cavalier blanc sur case blanche e2 · Pion blanc sur case noire f2 · Pion blanc sur case blanche g2 · Pion blanc sur case noire h2 · Tour blanche sur case noire a1 · Fou blanc sur case noire c1 · Dame blanche sur case blanche d1 · Tour blanche sur case blanche f1 · Roi blanc sur case noire g1 | Tour noire sur case blanche a8 · Roi noir sur case blanche e8 · Tour noire sur case noire h8 · Pion noir sur case noire a7 · Pion noir sur case blanche b7 · Cavalier blanc sur case noire c7 · Pion noir sur case noire e7 · Pion noir sur case blanche f7 · Fou noir sur case noire g7 · Pion noir sur case blanche h7 · Cavalier noir sur case blanche c6 · Pion noir sur case noire d6 · Cavalier noir sur case noire f6 · Pion noir sur case blanche g6 · Pion blanc sur case blanche c4 · Dame noire sur case blanche e4 · Pion blanc sur case blanche a2 · Pion blanc sur case noire b2 · Cavalier blanc sur case blanche e2 · Pion blanc sur case noire f2 · Pion blanc sur case blanche g2 · Pion blanc sur case noire h2 · Tour blanche sur case noire a1 · Fou blanc sur case noire c1 · Dame blanche sur case blanche d1 · Tour blanche sur case blanche f1 · Roi blanc sur case noire g1 | Tour noire sur case blanche a8 · Roi noir sur case blanche e8 · Tour noire sur case noire h8 · Pion noir sur case noire a7 · Pion noir sur case blanche b7 · Cavalier blanc sur case noire c7 · Pion noir sur case noire e7 · Pion noir sur case blanche f7 · Fou noir sur case noire g7 · Pion noir sur case blanche h7 · Cavalier noir sur case blanche c6 · Pion noir sur case noire d6 · Cavalier noir sur case noire f6 · Pion noir sur case blanche g6 · Pion blanc sur case blanche c4 · Dame noire sur case blanche e4 · Pion blanc sur case blanche a2 · Pion blanc sur case noire b2 · Cavalier blanc sur case blanche e2 · Pion blanc sur case noire f2 · Pion blanc sur case blanche g2 · Pion blanc sur case noire h2 · Tour blanche sur case noire a1 · Fou blanc sur case noire c1 · Dame blanche sur case blanche d1 · Tour blanche sur case blanche f1 · Roi blanc sur case noire g1 | Tour noire sur case blanche a8 · Roi noir sur case blanche e8 · Tour noire sur case noire h8 · Pion noir sur case noire a7 · Pion noir sur case blanche b7 · Cavalier blanc sur case noire c7 · Pion noir sur case noire e7 · Pion noir sur case blanche f7 · Fou noir sur case noire g7 · Pion noir sur case blanche h7 · Cavalier noir sur case blanche c6 · Pion noir sur case noire d6 · Cavalier noir sur case noire f6 · Pion noir sur case blanche g6 · Pion blanc sur case blanche c4 · Dame noire sur case blanche e4 · Pion blanc sur case blanche a2 · Pion blanc sur case noire b2 · Cavalier blanc sur case blanche e2 · Pion blanc sur case noire f2 · Pion blanc sur case blanche g2 · Pion blanc sur case noire h2 · Tour blanche sur case noire a1 · Fou blanc sur case noire c1 · Dame blanche sur case blanche d1 · Tour blanche sur case blanche f1 · Roi blanc sur case noire g1 | Tour noire sur case blanche a8 · Roi noir sur case blanche e8 · Tour noire sur case noire h8 · Pion noir sur case noire a7 · Pion noir sur case blanche b7 · Cavalier blanc sur case noire c7 · Pion noir sur case noire e7 · Pion noir sur case blanche f7 · Fou noir sur case noire g7 · Pion noir sur case blanche h7 · Cavalier noir sur case blanche c6 · Pion noir sur case noire d6 · Cavalier noir sur case noire f6 · Pion noir sur case blanche g6 · Pion blanc sur case blanche c4 · Dame noire sur case blanche e4 · Pion blanc sur case blanche a2 · Pion blanc sur case noire b2 · Cavalier blanc sur case blanche e2 · Pion blanc sur case noire f2 · Pion blanc sur case blanche g2 · Pion blanc sur case noire h2 · Tour blanche sur case noire a1 · Fou blanc sur case noire c1 · Dame blanche sur case blanche d1 · Tour blanche sur case blanche f1 · Roi blanc sur case noire g1 | Tour noire sur case blanche a8 · Roi noir sur case blanche e8 · Tour noire sur case noire h8 · Pion noir sur case noire a7 · Pion noir sur case blanche b7 · Cavalier blanc sur case noire c7 · Pion noir sur case noire e7 · Pion noir sur case blanche f7 · Fou noir sur case noire g7 · Pion noir sur case blanche h7 · Cavalier noir sur case blanche c6 · Pion noir sur case noire d6 · Cavalier noir sur case noire f6 · Pion noir sur case blanche g6 · Pion blanc sur case blanche c4 · Dame noire sur case blanche e4 · Pion blanc sur case blanche a2 · Pion blanc sur case noire b2 · Cavalier blanc sur case blanche e2 · Pion blanc sur case noire f2 · Pion blanc sur case blanche g2 · Pion blanc sur case noire h2 · Tour blanche sur case noire a1 · Fou blanc sur case noire c1 · Dame blanche sur case blanche d1 · Tour blanche sur case blanche f1 · Roi blanc sur case noire g1 | 6 |
| 5 | Tour noire sur case blanche a8 · Roi noir sur case blanche e8 · Tour noire sur case noire h8 · Pion noir sur case noire a7 · Pion noir sur case blanche b7 · Cavalier blanc sur case noire c7 · Pion noir sur case noire e7 · Pion noir sur case blanche f7 · Fou noir sur case noire g7 · Pion noir sur case blanche h7 · Cavalier noir sur case blanche c6 · Pion noir sur case noire d6 · Cavalier noir sur case noire f6 · Pion noir sur case blanche g6 · Pion blanc sur case blanche c4 · Dame noire sur case blanche e4 · Pion blanc sur case blanche a2 · Pion blanc sur case noire b2 · Cavalier blanc sur case blanche e2 · Pion blanc sur case noire f2 · Pion blanc sur case blanche g2 · Pion blanc sur case noire h2 · Tour blanche sur case noire a1 · Fou blanc sur case noire c1 · Dame blanche sur case blanche d1 · Tour blanche sur case blanche f1 · Roi blanc sur case noire g1 | Tour noire sur case blanche a8 · Roi noir sur case blanche e8 · Tour noire sur case noire h8 · Pion noir sur case noire a7 · Pion noir sur case blanche b7 · Cavalier blanc sur case noire c7 · Pion noir sur case noire e7 · Pion noir sur case blanche f7 · Fou noir sur case noire g7 · Pion noir sur case blanche h7 · Cavalier noir sur case blanche c6 · Pion noir sur case noire d6 · Cavalier noir sur case noire f6 · Pion noir sur case blanche g6 · Pion blanc sur case blanche c4 · Dame noire sur case blanche e4 · Pion blanc sur case blanche a2 · Pion blanc sur case noire b2 · Cavalier blanc sur case blanche e2 · Pion blanc sur case noire f2 · Pion blanc sur case blanche g2 · Pion blanc sur case noire h2 · Tour blanche sur case noire a1 · Fou blanc sur case noire c1 · Dame blanche sur case blanche d1 · Tour blanche sur case blanche f1 · Roi blanc sur case noire g1 | Tour noire sur case blanche a8 · Roi noir sur case blanche e8 · Tour noire sur case noire h8 · Pion noir sur case noire a7 · Pion noir sur case blanche b7 · Cavalier blanc sur case noire c7 · Pion noir sur case noire e7 · Pion noir sur case blanche f7 · Fou noir sur case noire g7 · Pion noir sur case blanche h7 · Cavalier noir sur case blanche c6 · Pion noir sur case noire d6 · Cavalier noir sur case noire f6 · Pion noir sur case blanche g6 · Pion blanc sur case blanche c4 · Dame noire sur case blanche e4 · Pion blanc sur case blanche a2 · Pion blanc sur case noire b2 · Cavalier blanc sur case blanche e2 · Pion blanc sur case noire f2 · Pion blanc sur case blanche g2 · Pion blanc sur case noire h2 · Tour blanche sur case noire a1 · Fou blanc sur case noire c1 · Dame blanche sur case blanche d1 · Tour blanche sur case blanche f1 · Roi blanc sur case noire g1 | Tour noire sur case blanche a8 · Roi noir sur case blanche e8 · Tour noire sur case noire h8 · Pion noir sur case noire a7 · Pion noir sur case blanche b7 · Cavalier blanc sur case noire c7 · Pion noir sur case noire e7 · Pion noir sur case blanche f7 · Fou noir sur case noire g7 · Pion noir sur case blanche h7 · Cavalier noir sur case blanche c6 · Pion noir sur case noire d6 · Cavalier noir sur case noire f6 · Pion noir sur case blanche g6 · Pion blanc sur case blanche c4 · Dame noire sur case blanche e4 · Pion blanc sur case blanche a2 · Pion blanc sur case noire b2 · Cavalier blanc sur case blanche e2 · Pion blanc sur case noire f2 · Pion blanc sur case blanche g2 · Pion blanc sur case noire h2 · Tour blanche sur case noire a1 · Fou blanc sur case noire c1 · Dame blanche sur case blanche d1 · Tour blanche sur case blanche f1 · Roi blanc sur case noire g1 | Tour noire sur case blanche a8 · Roi noir sur case blanche e8 · Tour noire sur case noire h8 · Pion noir sur case noire a7 · Pion noir sur case blanche b7 · Cavalier blanc sur case noire c7 · Pion noir sur case noire e7 · Pion noir sur case blanche f7 · Fou noir sur case noire g7 · Pion noir sur case blanche h7 · Cavalier noir sur case blanche c6 · Pion noir sur case noire d6 · Cavalier noir sur case noire f6 · Pion noir sur case blanche g6 · Pion blanc sur case blanche c4 · Dame noire sur case blanche e4 · Pion blanc sur case blanche a2 · Pion blanc sur case noire b2 · Cavalier blanc sur case blanche e2 · Pion blanc sur case noire f2 · Pion blanc sur case blanche g2 · Pion blanc sur case noire h2 · Tour blanche sur case noire a1 · Fou blanc sur case noire c1 · Dame blanche sur case blanche d1 · Tour blanche sur case blanche f1 · Roi blanc sur case noire g1 | Tour noire sur case blanche a8 · Roi noir sur case blanche e8 · Tour noire sur case noire h8 · Pion noir sur case noire a7 · Pion noir sur case blanche b7 · Cavalier blanc sur case noire c7 · Pion noir sur case noire e7 · Pion noir sur case blanche f7 · Fou noir sur case noire g7 · Pion noir sur case blanche h7 · Cavalier noir sur case blanche c6 · Pion noir sur case noire d6 · Cavalier noir sur case noire f6 · Pion noir sur case blanche g6 · Pion blanc sur case blanche c4 · Dame noire sur case blanche e4 · Pion blanc sur case blanche a2 · Pion blanc sur case noire b2 · Cavalier blanc sur case blanche e2 · Pion blanc sur case noire f2 · Pion blanc sur case blanche g2 · Pion blanc sur case noire h2 · Tour blanche sur case noire a1 · Fou blanc sur case noire c1 · Dame blanche sur case blanche d1 · Tour blanche sur case blanche f1 · Roi blanc sur case noire g1 | Tour noire sur case blanche a8 · Roi noir sur case blanche e8 · Tour noire sur case noire h8 · Pion noir sur case noire a7 · Pion noir sur case blanche b7 · Cavalier blanc sur case noire c7 · Pion noir sur case noire e7 · Pion noir sur case blanche f7 · Fou noir sur case noire g7 · Pion noir sur case blanche h7 · Cavalier noir sur case blanche c6 · Pion noir sur case noire d6 · Cavalier noir sur case noire f6 · Pion noir sur case blanche g6 · Pion blanc sur case blanche c4 · Dame noire sur case blanche e4 · Pion blanc sur case blanche a2 · Pion blanc sur case noire b2 · Cavalier blanc sur case blanche e2 · Pion blanc sur case noire f2 · Pion blanc sur case blanche g2 · Pion blanc sur case noire h2 · Tour blanche sur case noire a1 · Fou blanc sur case noire c1 · Dame blanche sur case blanche d1 · Tour blanche sur case blanche f1 · Roi blanc sur case noire g1 | Tour noire sur case blanche a8 · Roi noir sur case blanche e8 · Tour noire sur case noire h8 · Pion noir sur case noire a7 · Pion noir sur case blanche b7 · Cavalier blanc sur case noire c7 · Pion noir sur case noire e7 · Pion noir sur case blanche f7 · Fou noir sur case noire g7 · Pion noir sur case blanche h7 · Cavalier noir sur case blanche c6 · Pion noir sur case noire d6 · Cavalier noir sur case noire f6 · Pion noir sur case blanche g6 · Pion blanc sur case blanche c4 · Dame noire sur case blanche e4 · Pion blanc sur case blanche a2 · Pion blanc sur case noire b2 · Cavalier blanc sur case blanche e2 · Pion blanc sur case noire f2 · Pion blanc sur case blanche g2 · Pion blanc sur case noire h2 · Tour blanche sur case noire a1 · Fou blanc sur case noire c1 · Dame blanche sur case blanche d1 · Tour blanche sur case blanche f1 · Roi blanc sur case noire g1 | 5 |
| 4 | Tour noire sur case blanche a8 · Roi noir sur case blanche e8 · Tour noire sur case noire h8 · Pion noir sur case noire a7 · Pion noir sur case blanche b7 · Cavalier blanc sur case noire c7 · Pion noir sur case noire e7 · Pion noir sur case blanche f7 · Fou noir sur case noire g7 · Pion noir sur case blanche h7 · Cavalier noir sur case blanche c6 · Pion noir sur case noire d6 · Cavalier noir sur case noire f6 · Pion noir sur case blanche g6 · Pion blanc sur case blanche c4 · Dame noire sur case blanche e4 · Pion blanc sur case blanche a2 · Pion blanc sur case noire b2 · Cavalier blanc sur case blanche e2 · Pion blanc sur case noire f2 · Pion blanc sur case blanche g2 · Pion blanc sur case noire h2 · Tour blanche sur case noire a1 · Fou blanc sur case noire c1 · Dame blanche sur case blanche d1 · Tour blanche sur case blanche f1 · Roi blanc sur case noire g1 | Tour noire sur case blanche a8 · Roi noir sur case blanche e8 · Tour noire sur case noire h8 · Pion noir sur case noire a7 · Pion noir sur case blanche b7 · Cavalier blanc sur case noire c7 · Pion noir sur case noire e7 · Pion noir sur case blanche f7 · Fou noir sur case noire g7 · Pion noir sur case blanche h7 · Cavalier noir sur case blanche c6 · Pion noir sur case noire d6 · Cavalier noir sur case noire f6 · Pion noir sur case blanche g6 · Pion blanc sur case blanche c4 · Dame noire sur case blanche e4 · Pion blanc sur case blanche a2 · Pion blanc sur case noire b2 · Cavalier blanc sur case blanche e2 · Pion blanc sur case noire f2 · Pion blanc sur case blanche g2 · Pion blanc sur case noire h2 · Tour blanche sur case noire a1 · Fou blanc sur case noire c1 · Dame blanche sur case blanche d1 · Tour blanche sur case blanche f1 · Roi blanc sur case noire g1 | Tour noire sur case blanche a8 · Roi noir sur case blanche e8 · Tour noire sur case noire h8 · Pion noir sur case noire a7 · Pion noir sur case blanche b7 · Cavalier blanc sur case noire c7 · Pion noir sur case noire e7 · Pion noir sur case blanche f7 · Fou noir sur case noire g7 · Pion noir sur case blanche h7 · Cavalier noir sur case blanche c6 · Pion noir sur case noire d6 · Cavalier noir sur case noire f6 · Pion noir sur case blanche g6 · Pion blanc sur case blanche c4 · Dame noire sur case blanche e4 · Pion blanc sur case blanche a2 · Pion blanc sur case noire b2 · Cavalier blanc sur case blanche e2 · Pion blanc sur case noire f2 · Pion blanc sur case blanche g2 · Pion blanc sur case noire h2 · Tour blanche sur case noire a1 · Fou blanc sur case noire c1 · Dame blanche sur case blanche d1 · Tour blanche sur case blanche f1 · Roi blanc sur case noire g1 | Tour noire sur case blanche a8 · Roi noir sur case blanche e8 · Tour noire sur case noire h8 · Pion noir sur case noire a7 · Pion noir sur case blanche b7 · Cavalier blanc sur case noire c7 · Pion noir sur case noire e7 · Pion noir sur case blanche f7 · Fou noir sur case noire g7 · Pion noir sur case blanche h7 · Cavalier noir sur case blanche c6 · Pion noir sur case noire d6 · Cavalier noir sur case noire f6 · Pion noir sur case blanche g6 · Pion blanc sur case blanche c4 · Dame noire sur case blanche e4 · Pion blanc sur case blanche a2 · Pion blanc sur case noire b2 · Cavalier blanc sur case blanche e2 · Pion blanc sur case noire f2 · Pion blanc sur case blanche g2 · Pion blanc sur case noire h2 · Tour blanche sur case noire a1 · Fou blanc sur case noire c1 · Dame blanche sur case blanche d1 · Tour blanche sur case blanche f1 · Roi blanc sur case noire g1 | Tour noire sur case blanche a8 · Roi noir sur case blanche e8 · Tour noire sur case noire h8 · Pion noir sur case noire a7 · Pion noir sur case blanche b7 · Cavalier blanc sur case noire c7 · Pion noir sur case noire e7 · Pion noir sur case blanche f7 · Fou noir sur case noire g7 · Pion noir sur case blanche h7 · Cavalier noir sur case blanche c6 · Pion noir sur case noire d6 · Cavalier noir sur case noire f6 · Pion noir sur case blanche g6 · Pion blanc sur case blanche c4 · Dame noire sur case blanche e4 · Pion blanc sur case blanche a2 · Pion blanc sur case noire b2 · Cavalier blanc sur case blanche e2 · Pion blanc sur case noire f2 · Pion blanc sur case blanche g2 · Pion blanc sur case noire h2 · Tour blanche sur case noire a1 · Fou blanc sur case noire c1 · Dame blanche sur case blanche d1 · Tour blanche sur case blanche f1 · Roi blanc sur case noire g1 | Tour noire sur case blanche a8 · Roi noir sur case blanche e8 · Tour noire sur case noire h8 · Pion noir sur case noire a7 · Pion noir sur case blanche b7 · Cavalier blanc sur case noire c7 · Pion noir sur case noire e7 · Pion noir sur case blanche f7 · Fou noir sur case noire g7 · Pion noir sur case blanche h7 · Cavalier noir sur case blanche c6 · Pion noir sur case noire d6 · Cavalier noir sur case noire f6 · Pion noir sur case blanche g6 · Pion blanc sur case blanche c4 · Dame noire sur case blanche e4 · Pion blanc sur case blanche a2 · Pion blanc sur case noire b2 · Cavalier blanc sur case blanche e2 · Pion blanc sur case noire f2 · Pion blanc sur case blanche g2 · Pion blanc sur case noire h2 · Tour blanche sur case noire a1 · Fou blanc sur case noire c1 · Dame blanche sur case blanche d1 · Tour blanche sur case blanche f1 · Roi blanc sur case noire g1 | Tour noire sur case blanche a8 · Roi noir sur case blanche e8 · Tour noire sur case noire h8 · Pion noir sur case noire a7 · Pion noir sur case blanche b7 · Cavalier blanc sur case noire c7 · Pion noir sur case noire e7 · Pion noir sur case blanche f7 · Fou noir sur case noire g7 · Pion noir sur case blanche h7 · Cavalier noir sur case blanche c6 · Pion noir sur case noire d6 · Cavalier noir sur case noire f6 · Pion noir sur case blanche g6 · Pion blanc sur case blanche c4 · Dame noire sur case blanche e4 · Pion blanc sur case blanche a2 · Pion blanc sur case noire b2 · Cavalier blanc sur case blanche e2 · Pion blanc sur case noire f2 · Pion blanc sur case blanche g2 · Pion blanc sur case noire h2 · Tour blanche sur case noire a1 · Fou blanc sur case noire c1 · Dame blanche sur case blanche d1 · Tour blanche sur case blanche f1 · Roi blanc sur case noire g1 | Tour noire sur case blanche a8 · Roi noir sur case blanche e8 · Tour noire sur case noire h8 · Pion noir sur case noire a7 · Pion noir sur case blanche b7 · Cavalier blanc sur case noire c7 · Pion noir sur case noire e7 · Pion noir sur case blanche f7 · Fou noir sur case noire g7 · Pion noir sur case blanche h7 · Cavalier noir sur case blanche c6 · Pion noir sur case noire d6 · Cavalier noir sur case noire f6 · Pion noir sur case blanche g6 · Pion blanc sur case blanche c4 · Dame noire sur case blanche e4 · Pion blanc sur case blanche a2 · Pion blanc sur case noire b2 · Cavalier blanc sur case blanche e2 · Pion blanc sur case noire f2 · Pion blanc sur case blanche g2 · Pion blanc sur case noire h2 · Tour blanche sur case noire a1 · Fou blanc sur case noire c1 · Dame blanche sur case blanche d1 · Tour blanche sur case blanche f1 · Roi blanc sur case noire g1 | 4 |
| 3 | Tour noire sur case blanche a8 · Roi noir sur case blanche e8 · Tour noire sur case noire h8 · Pion noir sur case noire a7 · Pion noir sur case blanche b7 · Cavalier blanc sur case noire c7 · Pion noir sur case noire e7 · Pion noir sur case blanche f7 · Fou noir sur case noire g7 · Pion noir sur case blanche h7 · Cavalier noir sur case blanche c6 · Pion noir sur case noire d6 · Cavalier noir sur case noire f6 · Pion noir sur case blanche g6 · Pion blanc sur case blanche c4 · Dame noire sur case blanche e4 · Pion blanc sur case blanche a2 · Pion blanc sur case noire b2 · Cavalier blanc sur case blanche e2 · Pion blanc sur case noire f2 · Pion blanc sur case blanche g2 · Pion blanc sur case noire h2 · Tour blanche sur case noire a1 · Fou blanc sur case noire c1 · Dame blanche sur case blanche d1 · Tour blanche sur case blanche f1 · Roi blanc sur case noire g1 | Tour noire sur case blanche a8 · Roi noir sur case blanche e8 · Tour noire sur case noire h8 · Pion noir sur case noire a7 · Pion noir sur case blanche b7 · Cavalier blanc sur case noire c7 · Pion noir sur case noire e7 · Pion noir sur case blanche f7 · Fou noir sur case noire g7 · Pion noir sur case blanche h7 · Cavalier noir sur case blanche c6 · Pion noir sur case noire d6 · Cavalier noir sur case noire f6 · Pion noir sur case blanche g6 · Pion blanc sur case blanche c4 · Dame noire sur case blanche e4 · Pion blanc sur case blanche a2 · Pion blanc sur case noire b2 · Cavalier blanc sur case blanche e2 · Pion blanc sur case noire f2 · Pion blanc sur case blanche g2 · Pion blanc sur case noire h2 · Tour blanche sur case noire a1 · Fou blanc sur case noire c1 · Dame blanche sur case blanche d1 · Tour blanche sur case blanche f1 · Roi blanc sur case noire g1 | Tour noire sur case blanche a8 · Roi noir sur case blanche e8 · Tour noire sur case noire h8 · Pion noir sur case noire a7 · Pion noir sur case blanche b7 · Cavalier blanc sur case noire c7 · Pion noir sur case noire e7 · Pion noir sur case blanche f7 · Fou noir sur case noire g7 · Pion noir sur case blanche h7 · Cavalier noir sur case blanche c6 · Pion noir sur case noire d6 · Cavalier noir sur case noire f6 · Pion noir sur case blanche g6 · Pion blanc sur case blanche c4 · Dame noire sur case blanche e4 · Pion blanc sur case blanche a2 · Pion blanc sur case noire b2 · Cavalier blanc sur case blanche e2 · Pion blanc sur case noire f2 · Pion blanc sur case blanche g2 · Pion blanc sur case noire h2 · Tour blanche sur case noire a1 · Fou blanc sur case noire c1 · Dame blanche sur case blanche d1 · Tour blanche sur case blanche f1 · Roi blanc sur case noire g1 | Tour noire sur case blanche a8 · Roi noir sur case blanche e8 · Tour noire sur case noire h8 · Pion noir sur case noire a7 · Pion noir sur case blanche b7 · Cavalier blanc sur case noire c7 · Pion noir sur case noire e7 · Pion noir sur case blanche f7 · Fou noir sur case noire g7 · Pion noir sur case blanche h7 · Cavalier noir sur case blanche c6 · Pion noir sur case noire d6 · Cavalier noir sur case noire f6 · Pion noir sur case blanche g6 · Pion blanc sur case blanche c4 · Dame noire sur case blanche e4 · Pion blanc sur case blanche a2 · Pion blanc sur case noire b2 · Cavalier blanc sur case blanche e2 · Pion blanc sur case noire f2 · Pion blanc sur case blanche g2 · Pion blanc sur case noire h2 · Tour blanche sur case noire a1 · Fou blanc sur case noire c1 · Dame blanche sur case blanche d1 · Tour blanche sur case blanche f1 · Roi blanc sur case noire g1 | Tour noire sur case blanche a8 · Roi noir sur case blanche e8 · Tour noire sur case noire h8 · Pion noir sur case noire a7 · Pion noir sur case blanche b7 · Cavalier blanc sur case noire c7 · Pion noir sur case noire e7 · Pion noir sur case blanche f7 · Fou noir sur case noire g7 · Pion noir sur case blanche h7 · Cavalier noir sur case blanche c6 · Pion noir sur case noire d6 · Cavalier noir sur case noire f6 · Pion noir sur case blanche g6 · Pion blanc sur case blanche c4 · Dame noire sur case blanche e4 · Pion blanc sur case blanche a2 · Pion blanc sur case noire b2 · Cavalier blanc sur case blanche e2 · Pion blanc sur case noire f2 · Pion blanc sur case blanche g2 · Pion blanc sur case noire h2 · Tour blanche sur case noire a1 · Fou blanc sur case noire c1 · Dame blanche sur case blanche d1 · Tour blanche sur case blanche f1 · Roi blanc sur case noire g1 | Tour noire sur case blanche a8 · Roi noir sur case blanche e8 · Tour noire sur case noire h8 · Pion noir sur case noire a7 · Pion noir sur case blanche b7 · Cavalier blanc sur case noire c7 · Pion noir sur case noire e7 · Pion noir sur case blanche f7 · Fou noir sur case noire g7 · Pion noir sur case blanche h7 · Cavalier noir sur case blanche c6 · Pion noir sur case noire d6 · Cavalier noir sur case noire f6 · Pion noir sur case blanche g6 · Pion blanc sur case blanche c4 · Dame noire sur case blanche e4 · Pion blanc sur case blanche a2 · Pion blanc sur case noire b2 · Cavalier blanc sur case blanche e2 · Pion blanc sur case noire f2 · Pion blanc sur case blanche g2 · Pion blanc sur case noire h2 · Tour blanche sur case noire a1 · Fou blanc sur case noire c1 · Dame blanche sur case blanche d1 · Tour blanche sur case blanche f1 · Roi blanc sur case noire g1 | Tour noire sur case blanche a8 · Roi noir sur case blanche e8 · Tour noire sur case noire h8 · Pion noir sur case noire a7 · Pion noir sur case blanche b7 · Cavalier blanc sur case noire c7 · Pion noir sur case noire e7 · Pion noir sur case blanche f7 · Fou noir sur case noire g7 · Pion noir sur case blanche h7 · Cavalier noir sur case blanche c6 · Pion noir sur case noire d6 · Cavalier noir sur case noire f6 · Pion noir sur case blanche g6 · Pion blanc sur case blanche c4 · Dame noire sur case blanche e4 · Pion blanc sur case blanche a2 · Pion blanc sur case noire b2 · Cavalier blanc sur case blanche e2 · Pion blanc sur case noire f2 · Pion blanc sur case blanche g2 · Pion blanc sur case noire h2 · Tour blanche sur case noire a1 · Fou blanc sur case noire c1 · Dame blanche sur case blanche d1 · Tour blanche sur case blanche f1 · Roi blanc sur case noire g1 | Tour noire sur case blanche a8 · Roi noir sur case blanche e8 · Tour noire sur case noire h8 · Pion noir sur case noire a7 · Pion noir sur case blanche b7 · Cavalier blanc sur case noire c7 · Pion noir sur case noire e7 · Pion noir sur case blanche f7 · Fou noir sur case noire g7 · Pion noir sur case blanche h7 · Cavalier noir sur case blanche c6 · Pion noir sur case noire d6 · Cavalier noir sur case noire f6 · Pion noir sur case blanche g6 · Pion blanc sur case blanche c4 · Dame noire sur case blanche e4 · Pion blanc sur case blanche a2 · Pion blanc sur case noire b2 · Cavalier blanc sur case blanche e2 · Pion blanc sur case noire f2 · Pion blanc sur case blanche g2 · Pion blanc sur case noire h2 · Tour blanche sur case noire a1 · Fou blanc sur case noire c1 · Dame blanche sur case blanche d1 · Tour blanche sur case blanche f1 · Roi blanc sur case noire g1 | 3 |
| 2 | Tour noire sur case blanche a8 · Roi noir sur case blanche e8 · Tour noire sur case noire h8 · Pion noir sur case noire a7 · Pion noir sur case blanche b7 · Cavalier blanc sur case noire c7 · Pion noir sur case noire e7 · Pion noir sur case blanche f7 · Fou noir sur case noire g7 · Pion noir sur case blanche h7 · Cavalier noir sur case blanche c6 · Pion noir sur case noire d6 · Cavalier noir sur case noire f6 · Pion noir sur case blanche g6 · Pion blanc sur case blanche c4 · Dame noire sur case blanche e4 · Pion blanc sur case blanche a2 · Pion blanc sur case noire b2 · Cavalier blanc sur case blanche e2 · Pion blanc sur case noire f2 · Pion blanc sur case blanche g2 · Pion blanc sur case noire h2 · Tour blanche sur case noire a1 · Fou blanc sur case noire c1 · Dame blanche sur case blanche d1 · Tour blanche sur case blanche f1 · Roi blanc sur case noire g1 | Tour noire sur case blanche a8 · Roi noir sur case blanche e8 · Tour noire sur case noire h8 · Pion noir sur case noire a7 · Pion noir sur case blanche b7 · Cavalier blanc sur case noire c7 · Pion noir sur case noire e7 · Pion noir sur case blanche f7 · Fou noir sur case noire g7 · Pion noir sur case blanche h7 · Cavalier noir sur case blanche c6 · Pion noir sur case noire d6 · Cavalier noir sur case noire f6 · Pion noir sur case blanche g6 · Pion blanc sur case blanche c4 · Dame noire sur case blanche e4 · Pion blanc sur case blanche a2 · Pion blanc sur case noire b2 · Cavalier blanc sur case blanche e2 · Pion blanc sur case noire f2 · Pion blanc sur case blanche g2 · Pion blanc sur case noire h2 · Tour blanche sur case noire a1 · Fou blanc sur case noire c1 · Dame blanche sur case blanche d1 · Tour blanche sur case blanche f1 · Roi blanc sur case noire g1 | Tour noire sur case blanche a8 · Roi noir sur case blanche e8 · Tour noire sur case noire h8 · Pion noir sur case noire a7 · Pion noir sur case blanche b7 · Cavalier blanc sur case noire c7 · Pion noir sur case noire e7 · Pion noir sur case blanche f7 · Fou noir sur case noire g7 · Pion noir sur case blanche h7 · Cavalier noir sur case blanche c6 · Pion noir sur case noire d6 · Cavalier noir sur case noire f6 · Pion noir sur case blanche g6 · Pion blanc sur case blanche c4 · Dame noire sur case blanche e4 · Pion blanc sur case blanche a2 · Pion blanc sur case noire b2 · Cavalier blanc sur case blanche e2 · Pion blanc sur case noire f2 · Pion blanc sur case blanche g2 · Pion blanc sur case noire h2 · Tour blanche sur case noire a1 · Fou blanc sur case noire c1 · Dame blanche sur case blanche d1 · Tour blanche sur case blanche f1 · Roi blanc sur case noire g1 | Tour noire sur case blanche a8 · Roi noir sur case blanche e8 · Tour noire sur case noire h8 · Pion noir sur case noire a7 · Pion noir sur case blanche b7 · Cavalier blanc sur case noire c7 · Pion noir sur case noire e7 · Pion noir sur case blanche f7 · Fou noir sur case noire g7 · Pion noir sur case blanche h7 · Cavalier noir sur case blanche c6 · Pion noir sur case noire d6 · Cavalier noir sur case noire f6 · Pion noir sur case blanche g6 · Pion blanc sur case blanche c4 · Dame noire sur case blanche e4 · Pion blanc sur case blanche a2 · Pion blanc sur case noire b2 · Cavalier blanc sur case blanche e2 · Pion blanc sur case noire f2 · Pion blanc sur case blanche g2 · Pion blanc sur case noire h2 · Tour blanche sur case noire a1 · Fou blanc sur case noire c1 · Dame blanche sur case blanche d1 · Tour blanche sur case blanche f1 · Roi blanc sur case noire g1 | Tour noire sur case blanche a8 · Roi noir sur case blanche e8 · Tour noire sur case noire h8 · Pion noir sur case noire a7 · Pion noir sur case blanche b7 · Cavalier blanc sur case noire c7 · Pion noir sur case noire e7 · Pion noir sur case blanche f7 · Fou noir sur case noire g7 · Pion noir sur case blanche h7 · Cavalier noir sur case blanche c6 · Pion noir sur case noire d6 · Cavalier noir sur case noire f6 · Pion noir sur case blanche g6 · Pion blanc sur case blanche c4 · Dame noire sur case blanche e4 · Pion blanc sur case blanche a2 · Pion blanc sur case noire b2 · Cavalier blanc sur case blanche e2 · Pion blanc sur case noire f2 · Pion blanc sur case blanche g2 · Pion blanc sur case noire h2 · Tour blanche sur case noire a1 · Fou blanc sur case noire c1 · Dame blanche sur case blanche d1 · Tour blanche sur case blanche f1 · Roi blanc sur case noire g1 | Tour noire sur case blanche a8 · Roi noir sur case blanche e8 · Tour noire sur case noire h8 · Pion noir sur case noire a7 · Pion noir sur case blanche b7 · Cavalier blanc sur case noire c7 · Pion noir sur case noire e7 · Pion noir sur case blanche f7 · Fou noir sur case noire g7 · Pion noir sur case blanche h7 · Cavalier noir sur case blanche c6 · Pion noir sur case noire d6 · Cavalier noir sur case noire f6 · Pion noir sur case blanche g6 · Pion blanc sur case blanche c4 · Dame noire sur case blanche e4 · Pion blanc sur case blanche a2 · Pion blanc sur case noire b2 · Cavalier blanc sur case blanche e2 · Pion blanc sur case noire f2 · Pion blanc sur case blanche g2 · Pion blanc sur case noire h2 · Tour blanche sur case noire a1 · Fou blanc sur case noire c1 · Dame blanche sur case blanche d1 · Tour blanche sur case blanche f1 · Roi blanc sur case noire g1 | Tour noire sur case blanche a8 · Roi noir sur case blanche e8 · Tour noire sur case noire h8 · Pion noir sur case noire a7 · Pion noir sur case blanche b7 · Cavalier blanc sur case noire c7 · Pion noir sur case noire e7 · Pion noir sur case blanche f7 · Fou noir sur case noire g7 · Pion noir sur case blanche h7 · Cavalier noir sur case blanche c6 · Pion noir sur case noire d6 · Cavalier noir sur case noire f6 · Pion noir sur case blanche g6 · Pion blanc sur case blanche c4 · Dame noire sur case blanche e4 · Pion blanc sur case blanche a2 · Pion blanc sur case noire b2 · Cavalier blanc sur case blanche e2 · Pion blanc sur case noire f2 · Pion blanc sur case blanche g2 · Pion blanc sur case noire h2 · Tour blanche sur case noire a1 · Fou blanc sur case noire c1 · Dame blanche sur case blanche d1 · Tour blanche sur case blanche f1 · Roi blanc sur case noire g1 | Tour noire sur case blanche a8 · Roi noir sur case blanche e8 · Tour noire sur case noire h8 · Pion noir sur case noire a7 · Pion noir sur case blanche b7 · Cavalier blanc sur case noire c7 · Pion noir sur case noire e7 · Pion noir sur case blanche f7 · Fou noir sur case noire g7 · Pion noir sur case blanche h7 · Cavalier noir sur case blanche c6 · Pion noir sur case noire d6 · Cavalier noir sur case noire f6 · Pion noir sur case blanche g6 · Pion blanc sur case blanche c4 · Dame noire sur case blanche e4 · Pion blanc sur case blanche a2 · Pion blanc sur case noire b2 · Cavalier blanc sur case blanche e2 · Pion blanc sur case noire f2 · Pion blanc sur case blanche g2 · Pion blanc sur case noire h2 · Tour blanche sur case noire a1 · Fou blanc sur case noire c1 · Dame blanche sur case blanche d1 · Tour blanche sur case blanche f1 · Roi blanc sur case noire g1 | 2 |
| 1 | Tour noire sur case blanche a8 · Roi noir sur case blanche e8 · Tour noire sur case noire h8 · Pion noir sur case noire a7 · Pion noir sur case blanche b7 · Cavalier blanc sur case noire c7 · Pion noir sur case noire e7 · Pion noir sur case blanche f7 · Fou noir sur case noire g7 · Pion noir sur case blanche h7 · Cavalier noir sur case blanche c6 · Pion noir sur case noire d6 · Cavalier noir sur case noire f6 · Pion noir sur case blanche g6 · Pion blanc sur case blanche c4 · Dame noire sur case blanche e4 · Pion blanc sur case blanche a2 · Pion blanc sur case noire b2 · Cavalier blanc sur case blanche e2 · Pion blanc sur case noire f2 · Pion blanc sur case blanche g2 · Pion blanc sur case noire h2 · Tour blanche sur case noire a1 · Fou blanc sur case noire c1 · Dame blanche sur case blanche d1 · Tour blanche sur case blanche f1 · Roi blanc sur case noire g1 | Tour noire sur case blanche a8 · Roi noir sur case blanche e8 · Tour noire sur case noire h8 · Pion noir sur case noire a7 · Pion noir sur case blanche b7 · Cavalier blanc sur case noire c7 · Pion noir sur case noire e7 · Pion noir sur case blanche f7 · Fou noir sur case noire g7 · Pion noir sur case blanche h7 · Cavalier noir sur case blanche c6 · Pion noir sur case noire d6 · Cavalier noir sur case noire f6 · Pion noir sur case blanche g6 · Pion blanc sur case blanche c4 · Dame noire sur case blanche e4 · Pion blanc sur case blanche a2 · Pion blanc sur case noire b2 · Cavalier blanc sur case blanche e2 · Pion blanc sur case noire f2 · Pion blanc sur case blanche g2 · Pion blanc sur case noire h2 · Tour blanche sur case noire a1 · Fou blanc sur case noire c1 · Dame blanche sur case blanche d1 · Tour blanche sur case blanche f1 · Roi blanc sur case noire g1 | Tour noire sur case blanche a8 · Roi noir sur case blanche e8 · Tour noire sur case noire h8 · Pion noir sur case noire a7 · Pion noir sur case blanche b7 · Cavalier blanc sur case noire c7 · Pion noir sur case noire e7 · Pion noir sur case blanche f7 · Fou noir sur case noire g7 · Pion noir sur case blanche h7 · Cavalier noir sur case blanche c6 · Pion noir sur case noire d6 · Cavalier noir sur case noire f6 · Pion noir sur case blanche g6 · Pion blanc sur case blanche c4 · Dame noire sur case blanche e4 · Pion blanc sur case blanche a2 · Pion blanc sur case noire b2 · Cavalier blanc sur case blanche e2 · Pion blanc sur case noire f2 · Pion blanc sur case blanche g2 · Pion blanc sur case noire h2 · Tour blanche sur case noire a1 · Fou blanc sur case noire c1 · Dame blanche sur case blanche d1 · Tour blanche sur case blanche f1 · Roi blanc sur case noire g1 | Tour noire sur case blanche a8 · Roi noir sur case blanche e8 · Tour noire sur case noire h8 · Pion noir sur case noire a7 · Pion noir sur case blanche b7 · Cavalier blanc sur case noire c7 · Pion noir sur case noire e7 · Pion noir sur case blanche f7 · Fou noir sur case noire g7 · Pion noir sur case blanche h7 · Cavalier noir sur case blanche c6 · Pion noir sur case noire d6 · Cavalier noir sur case noire f6 · Pion noir sur case blanche g6 · Pion blanc sur case blanche c4 · Dame noire sur case blanche e4 · Pion blanc sur case blanche a2 · Pion blanc sur case noire b2 · Cavalier blanc sur case blanche e2 · Pion blanc sur case noire f2 · Pion blanc sur case blanche g2 · Pion blanc sur case noire h2 · Tour blanche sur case noire a1 · Fou blanc sur case noire c1 · Dame blanche sur case blanche d1 · Tour blanche sur case blanche f1 · Roi blanc sur case noire g1 | Tour noire sur case blanche a8 · Roi noir sur case blanche e8 · Tour noire sur case noire h8 · Pion noir sur case noire a7 · Pion noir sur case blanche b7 · Cavalier blanc sur case noire c7 · Pion noir sur case noire e7 · Pion noir sur case blanche f7 · Fou noir sur case noire g7 · Pion noir sur case blanche h7 · Cavalier noir sur case blanche c6 · Pion noir sur case noire d6 · Cavalier noir sur case noire f6 · Pion noir sur case blanche g6 · Pion blanc sur case blanche c4 · Dame noire sur case blanche e4 · Pion blanc sur case blanche a2 · Pion blanc sur case noire b2 · Cavalier blanc sur case blanche e2 · Pion blanc sur case noire f2 · Pion blanc sur case blanche g2 · Pion blanc sur case noire h2 · Tour blanche sur case noire a1 · Fou blanc sur case noire c1 · Dame blanche sur case blanche d1 · Tour blanche sur case blanche f1 · Roi blanc sur case noire g1 | Tour noire sur case blanche a8 · Roi noir sur case blanche e8 · Tour noire sur case noire h8 · Pion noir sur case noire a7 · Pion noir sur case blanche b7 · Cavalier blanc sur case noire c7 · Pion noir sur case noire e7 · Pion noir sur case blanche f7 · Fou noir sur case noire g7 · Pion noir sur case blanche h7 · Cavalier noir sur case blanche c6 · Pion noir sur case noire d6 · Cavalier noir sur case noire f6 · Pion noir sur case blanche g6 · Pion blanc sur case blanche c4 · Dame noire sur case blanche e4 · Pion blanc sur case blanche a2 · Pion blanc sur case noire b2 · Cavalier blanc sur case blanche e2 · Pion blanc sur case noire f2 · Pion blanc sur case blanche g2 · Pion blanc sur case noire h2 · Tour blanche sur case noire a1 · Fou blanc sur case noire c1 · Dame blanche sur case blanche d1 · Tour blanche sur case blanche f1 · Roi blanc sur case noire g1 | Tour noire sur case blanche a8 · Roi noir sur case blanche e8 · Tour noire sur case noire h8 · Pion noir sur case noire a7 · Pion noir sur case blanche b7 · Cavalier blanc sur case noire c7 · Pion noir sur case noire e7 · Pion noir sur case blanche f7 · Fou noir sur case noire g7 · Pion noir sur case blanche h7 · Cavalier noir sur case blanche c6 · Pion noir sur case noire d6 · Cavalier noir sur case noire f6 · Pion noir sur case blanche g6 · Pion blanc sur case blanche c4 · Dame noire sur case blanche e4 · Pion blanc sur case blanche a2 · Pion blanc sur case noire b2 · Cavalier blanc sur case blanche e2 · Pion blanc sur case noire f2 · Pion blanc sur case blanche g2 · Pion blanc sur case noire h2 · Tour blanche sur case noire a1 · Fou blanc sur case noire c1 · Dame blanche sur case blanche d1 · Tour blanche sur case blanche f1 · Roi blanc sur case noire g1 | Tour noire sur case blanche a8 · Roi noir sur case blanche e8 · Tour noire sur case noire h8 · Pion noir sur case noire a7 · Pion noir sur case blanche b7 · Cavalier blanc sur case noire c7 · Pion noir sur case noire e7 · Pion noir sur case blanche f7 · Fou noir sur case noire g7 · Pion noir sur case blanche h7 · Cavalier noir sur case blanche c6 · Pion noir sur case noire d6 · Cavalier noir sur case noire f6 · Pion noir sur case blanche g6 · Pion blanc sur case blanche c4 · Dame noire sur case blanche e4 · Pion blanc sur case blanche a2 · Pion blanc sur case noire b2 · Cavalier blanc sur case blanche e2 · Pion blanc sur case noire f2 · Pion blanc sur case blanche g2 · Pion blanc sur case noire h2 · Tour blanche sur case noire a1 · Fou blanc sur case noire c1 · Dame blanche sur case blanche d1 · Tour blanche sur case blanche f1 · Roi blanc sur case noire g1 | 1 |
|   | a | b | c | d | e | f | g | h |   |

Une fourchette est un coup qui utilise une pièce pour attaquer au moins deux pièces adverses simultanément, espérant ainsi créer un avantage matériel, dans la mesure où l'adversaire ne peut parer qu'une des deux menaces.
Le cavalier est la pièce de prédilection pour faire des fourchettes, en raison de son déplacement particulier. Une fourchette courante avec cette pièce consiste à placer un cavalier en c7, attaquant le roi noir en e8 et la tour a8. De telles fourchettes avec échec sont particulièrement efficaces, puisque l'adversaire est obligé de contrer l'attaque contre le roi, et ne peut utiliser de coup intermédiaire pour compliquer la situation.
Les pions peuvent aussi créer des fourchettes en avançant, attaquant deux pièces adverses sur les cases placées dans ses diagonales, à gauche et à droite.
La dame est aussi une arme de fourchette redoutable, puisqu'elle peut se déplacer dans toutes les directions, mais elle n'est efficace que contre des pièces non défendues, ou contre le roi adverse, car elle est aussi la pièce de plus grande valeur (roi excepté) ; il est donc habituellement non rentable de capturer une pièce adverse défendue.

### Le clouage et l'enfilade
Un clouage est un coup qui force l'immobilisation d'une pièce, sous peine d'exposer une autre pièce à une capture. Le clouage est dit « absolu » quand la pièce ne peut pas se déplacer en vertu des règles du jeu, car elle exposerait le roi à un échec. Seules les pièces à longue portée (dame, tour, fou) peuvent clouer.
Une enfilade est un coup qui attaque deux pièces alignées, de façon semblable à un clouage, sauf que la pièce ennemie de plus grande valeur fait l'objet de l'attaque directe. Après son déplacement, la pièce qui se trouve derrière elle peut être capturée.
|   | a | b | c | d | e | f | g | h |   |
| 8 | Roi noir sur case blanche e8 · Fou noir sur case noire f8 · Tour noire sur case noire h8 · Pion noir sur case noire a7 · Tour noire sur case blanche d7 · Dame noire sur case noire e7 · Pion noir sur case blanche f7 · Pion noir sur case noire g7 · Pion noir sur case blanche h7 · Cavalier noir sur case noire f6 · Fou blanc sur case blanche b5 · Pion noir sur case noire e5 · Fou blanc sur case noire g5 · Pion blanc sur case blanche e4 · Dame blanche sur case blanche b3 · Pion blanc sur case blanche a2 · Pion blanc sur case noire b2 · Pion blanc sur case blanche c2 · Pion blanc sur case noire f2 · Pion blanc sur case blanche g2 · Pion blanc sur case noire h2 · Roi blanc sur case noire c1 · Tour blanche sur case blanche d1 | Roi noir sur case blanche e8 · Fou noir sur case noire f8 · Tour noire sur case noire h8 · Pion noir sur case noire a7 · Tour noire sur case blanche d7 · Dame noire sur case noire e7 · Pion noir sur case blanche f7 · Pion noir sur case noire g7 · Pion noir sur case blanche h7 · Cavalier noir sur case noire f6 · Fou blanc sur case blanche b5 · Pion noir sur case noire e5 · Fou blanc sur case noire g5 · Pion blanc sur case blanche e4 · Dame blanche sur case blanche b3 · Pion blanc sur case blanche a2 · Pion blanc sur case noire b2 · Pion blanc sur case blanche c2 · Pion blanc sur case noire f2 · Pion blanc sur case blanche g2 · Pion blanc sur case noire h2 · Roi blanc sur case noire c1 · Tour blanche sur case blanche d1 | Roi noir sur case blanche e8 · Fou noir sur case noire f8 · Tour noire sur case noire h8 · Pion noir sur case noire a7 · Tour noire sur case blanche d7 · Dame noire sur case noire e7 · Pion noir sur case blanche f7 · Pion noir sur case noire g7 · Pion noir sur case blanche h7 · Cavalier noir sur case noire f6 · Fou blanc sur case blanche b5 · Pion noir sur case noire e5 · Fou blanc sur case noire g5 · Pion blanc sur case blanche e4 · Dame blanche sur case blanche b3 · Pion blanc sur case blanche a2 · Pion blanc sur case noire b2 · Pion blanc sur case blanche c2 · Pion blanc sur case noire f2 · Pion blanc sur case blanche g2 · Pion blanc sur case noire h2 · Roi blanc sur case noire c1 · Tour blanche sur case blanche d1 | Roi noir sur case blanche e8 · Fou noir sur case noire f8 · Tour noire sur case noire h8 · Pion noir sur case noire a7 · Tour noire sur case blanche d7 · Dame noire sur case noire e7 · Pion noir sur case blanche f7 · Pion noir sur case noire g7 · Pion noir sur case blanche h7 · Cavalier noir sur case noire f6 · Fou blanc sur case blanche b5 · Pion noir sur case noire e5 · Fou blanc sur case noire g5 · Pion blanc sur case blanche e4 · Dame blanche sur case blanche b3 · Pion blanc sur case blanche a2 · Pion blanc sur case noire b2 · Pion blanc sur case blanche c2 · Pion blanc sur case noire f2 · Pion blanc sur case blanche g2 · Pion blanc sur case noire h2 · Roi blanc sur case noire c1 · Tour blanche sur case blanche d1 | Roi noir sur case blanche e8 · Fou noir sur case noire f8 · Tour noire sur case noire h8 · Pion noir sur case noire a7 · Tour noire sur case blanche d7 · Dame noire sur case noire e7 · Pion noir sur case blanche f7 · Pion noir sur case noire g7 · Pion noir sur case blanche h7 · Cavalier noir sur case noire f6 · Fou blanc sur case blanche b5 · Pion noir sur case noire e5 · Fou blanc sur case noire g5 · Pion blanc sur case blanche e4 · Dame blanche sur case blanche b3 · Pion blanc sur case blanche a2 · Pion blanc sur case noire b2 · Pion blanc sur case blanche c2 · Pion blanc sur case noire f2 · Pion blanc sur case blanche g2 · Pion blanc sur case noire h2 · Roi blanc sur case noire c1 · Tour blanche sur case blanche d1 | Roi noir sur case blanche e8 · Fou noir sur case noire f8 · Tour noire sur case noire h8 · Pion noir sur case noire a7 · Tour noire sur case blanche d7 · Dame noire sur case noire e7 · Pion noir sur case blanche f7 · Pion noir sur case noire g7 · Pion noir sur case blanche h7 · Cavalier noir sur case noire f6 · Fou blanc sur case blanche b5 · Pion noir sur case noire e5 · Fou blanc sur case noire g5 · Pion blanc sur case blanche e4 · Dame blanche sur case blanche b3 · Pion blanc sur case blanche a2 · Pion blanc sur case noire b2 · Pion blanc sur case blanche c2 · Pion blanc sur case noire f2 · Pion blanc sur case blanche g2 · Pion blanc sur case noire h2 · Roi blanc sur case noire c1 · Tour blanche sur case blanche d1 | Roi noir sur case blanche e8 · Fou noir sur case noire f8 · Tour noire sur case noire h8 · Pion noir sur case noire a7 · Tour noire sur case blanche d7 · Dame noire sur case noire e7 · Pion noir sur case blanche f7 · Pion noir sur case noire g7 · Pion noir sur case blanche h7 · Cavalier noir sur case noire f6 · Fou blanc sur case blanche b5 · Pion noir sur case noire e5 · Fou blanc sur case noire g5 · Pion blanc sur case blanche e4 · Dame blanche sur case blanche b3 · Pion blanc sur case blanche a2 · Pion blanc sur case noire b2 · Pion blanc sur case blanche c2 · Pion blanc sur case noire f2 · Pion blanc sur case blanche g2 · Pion blanc sur case noire h2 · Roi blanc sur case noire c1 · Tour blanche sur case blanche d1 | Roi noir sur case blanche e8 · Fou noir sur case noire f8 · Tour noire sur case noire h8 · Pion noir sur case noire a7 · Tour noire sur case blanche d7 · Dame noire sur case noire e7 · Pion noir sur case blanche f7 · Pion noir sur case noire g7 · Pion noir sur case blanche h7 · Cavalier noir sur case noire f6 · Fou blanc sur case blanche b5 · Pion noir sur case noire e5 · Fou blanc sur case noire g5 · Pion blanc sur case blanche e4 · Dame blanche sur case blanche b3 · Pion blanc sur case blanche a2 · Pion blanc sur case noire b2 · Pion blanc sur case blanche c2 · Pion blanc sur case noire f2 · Pion blanc sur case blanche g2 · Pion blanc sur case noire h2 · Roi blanc sur case noire c1 · Tour blanche sur case blanche d1 | 8 |
| 7 | Roi noir sur case blanche e8 · Fou noir sur case noire f8 · Tour noire sur case noire h8 · Pion noir sur case noire a7 · Tour noire sur case blanche d7 · Dame noire sur case noire e7 · Pion noir sur case blanche f7 · Pion noir sur case noire g7 · Pion noir sur case blanche h7 · Cavalier noir sur case noire f6 · Fou blanc sur case blanche b5 · Pion noir sur case noire e5 · Fou blanc sur case noire g5 · Pion blanc sur case blanche e4 · Dame blanche sur case blanche b3 · Pion blanc sur case blanche a2 · Pion blanc sur case noire b2 · Pion blanc sur case blanche c2 · Pion blanc sur case noire f2 · Pion blanc sur case blanche g2 · Pion blanc sur case noire h2 · Roi blanc sur case noire c1 · Tour blanche sur case blanche d1 | Roi noir sur case blanche e8 · Fou noir sur case noire f8 · Tour noire sur case noire h8 · Pion noir sur case noire a7 · Tour noire sur case blanche d7 · Dame noire sur case noire e7 · Pion noir sur case blanche f7 · Pion noir sur case noire g7 · Pion noir sur case blanche h7 · Cavalier noir sur case noire f6 · Fou blanc sur case blanche b5 · Pion noir sur case noire e5 · Fou blanc sur case noire g5 · Pion blanc sur case blanche e4 · Dame blanche sur case blanche b3 · Pion blanc sur case blanche a2 · Pion blanc sur case noire b2 · Pion blanc sur case blanche c2 · Pion blanc sur case noire f2 · Pion blanc sur case blanche g2 · Pion blanc sur case noire h2 · Roi blanc sur case noire c1 · Tour blanche sur case blanche d1 | Roi noir sur case blanche e8 · Fou noir sur case noire f8 · Tour noire sur case noire h8 · Pion noir sur case noire a7 · Tour noire sur case blanche d7 · Dame noire sur case noire e7 · Pion noir sur case blanche f7 · Pion noir sur case noire g7 · Pion noir sur case blanche h7 · Cavalier noir sur case noire f6 · Fou blanc sur case blanche b5 · Pion noir sur case noire e5 · Fou blanc sur case noire g5 · Pion blanc sur case blanche e4 · Dame blanche sur case blanche b3 · Pion blanc sur case blanche a2 · Pion blanc sur case noire b2 · Pion blanc sur case blanche c2 · Pion blanc sur case noire f2 · Pion blanc sur case blanche g2 · Pion blanc sur case noire h2 · Roi blanc sur case noire c1 · Tour blanche sur case blanche d1 | Roi noir sur case blanche e8 · Fou noir sur case noire f8 · Tour noire sur case noire h8 · Pion noir sur case noire a7 · Tour noire sur case blanche d7 · Dame noire sur case noire e7 · Pion noir sur case blanche f7 · Pion noir sur case noire g7 · Pion noir sur case blanche h7 · Cavalier noir sur case noire f6 · Fou blanc sur case blanche b5 · Pion noir sur case noire e5 · Fou blanc sur case noire g5 · Pion blanc sur case blanche e4 · Dame blanche sur case blanche b3 · Pion blanc sur case blanche a2 · Pion blanc sur case noire b2 · Pion blanc sur case blanche c2 · Pion blanc sur case noire f2 · Pion blanc sur case blanche g2 · Pion blanc sur case noire h2 · Roi blanc sur case noire c1 · Tour blanche sur case blanche d1 | Roi noir sur case blanche e8 · Fou noir sur case noire f8 · Tour noire sur case noire h8 · Pion noir sur case noire a7 · Tour noire sur case blanche d7 · Dame noire sur case noire e7 · Pion noir sur case blanche f7 · Pion noir sur case noire g7 · Pion noir sur case blanche h7 · Cavalier noir sur case noire f6 · Fou blanc sur case blanche b5 · Pion noir sur case noire e5 · Fou blanc sur case noire g5 · Pion blanc sur case blanche e4 · Dame blanche sur case blanche b3 · Pion blanc sur case blanche a2 · Pion blanc sur case noire b2 · Pion blanc sur case blanche c2 · Pion blanc sur case noire f2 · Pion blanc sur case blanche g2 · Pion blanc sur case noire h2 · Roi blanc sur case noire c1 · Tour blanche sur case blanche d1 | Roi noir sur case blanche e8 · Fou noir sur case noire f8 · Tour noire sur case noire h8 · Pion noir sur case noire a7 · Tour noire sur case blanche d7 · Dame noire sur case noire e7 · Pion noir sur case blanche f7 · Pion noir sur case noire g7 · Pion noir sur case blanche h7 · Cavalier noir sur case noire f6 · Fou blanc sur case blanche b5 · Pion noir sur case noire e5 · Fou blanc sur case noire g5 · Pion blanc sur case blanche e4 · Dame blanche sur case blanche b3 · Pion blanc sur case blanche a2 · Pion blanc sur case noire b2 · Pion blanc sur case blanche c2 · Pion blanc sur case noire f2 · Pion blanc sur case blanche g2 · Pion blanc sur case noire h2 · Roi blanc sur case noire c1 · Tour blanche sur case blanche d1 | Roi noir sur case blanche e8 · Fou noir sur case noire f8 · Tour noire sur case noire h8 · Pion noir sur case noire a7 · Tour noire sur case blanche d7 · Dame noire sur case noire e7 · Pion noir sur case blanche f7 · Pion noir sur case noire g7 · Pion noir sur case blanche h7 · Cavalier noir sur case noire f6 · Fou blanc sur case blanche b5 · Pion noir sur case noire e5 · Fou blanc sur case noire g5 · Pion blanc sur case blanche e4 · Dame blanche sur case blanche b3 · Pion blanc sur case blanche a2 · Pion blanc sur case noire b2 · Pion blanc sur case blanche c2 · Pion blanc sur case noire f2 · Pion blanc sur case blanche g2 · Pion blanc sur case noire h2 · Roi blanc sur case noire c1 · Tour blanche sur case blanche d1 | Roi noir sur case blanche e8 · Fou noir sur case noire f8 · Tour noire sur case noire h8 · Pion noir sur case noire a7 · Tour noire sur case blanche d7 · Dame noire sur case noire e7 · Pion noir sur case blanche f7 · Pion noir sur case noire g7 · Pion noir sur case blanche h7 · Cavalier noir sur case noire f6 · Fou blanc sur case blanche b5 · Pion noir sur case noire e5 · Fou blanc sur case noire g5 · Pion blanc sur case blanche e4 · Dame blanche sur case blanche b3 · Pion blanc sur case blanche a2 · Pion blanc sur case noire b2 · Pion blanc sur case blanche c2 · Pion blanc sur case noire f2 · Pion blanc sur case blanche g2 · Pion blanc sur case noire h2 · Roi blanc sur case noire c1 · Tour blanche sur case blanche d1 | 7 |
| 6 | Roi noir sur case blanche e8 · Fou noir sur case noire f8 · Tour noire sur case noire h8 · Pion noir sur case noire a7 · Tour noire sur case blanche d7 · Dame noire sur case noire e7 · Pion noir sur case blanche f7 · Pion noir sur case noire g7 · Pion noir sur case blanche h7 · Cavalier noir sur case noire f6 · Fou blanc sur case blanche b5 · Pion noir sur case noire e5 · Fou blanc sur case noire g5 · Pion blanc sur case blanche e4 · Dame blanche sur case blanche b3 · Pion blanc sur case blanche a2 · Pion blanc sur case noire b2 · Pion blanc sur case blanche c2 · Pion blanc sur case noire f2 · Pion blanc sur case blanche g2 · Pion blanc sur case noire h2 · Roi blanc sur case noire c1 · Tour blanche sur case blanche d1 | Roi noir sur case blanche e8 · Fou noir sur case noire f8 · Tour noire sur case noire h8 · Pion noir sur case noire a7 · Tour noire sur case blanche d7 · Dame noire sur case noire e7 · Pion noir sur case blanche f7 · Pion noir sur case noire g7 · Pion noir sur case blanche h7 · Cavalier noir sur case noire f6 · Fou blanc sur case blanche b5 · Pion noir sur case noire e5 · Fou blanc sur case noire g5 · Pion blanc sur case blanche e4 · Dame blanche sur case blanche b3 · Pion blanc sur case blanche a2 · Pion blanc sur case noire b2 · Pion blanc sur case blanche c2 · Pion blanc sur case noire f2 · Pion blanc sur case blanche g2 · Pion blanc sur case noire h2 · Roi blanc sur case noire c1 · Tour blanche sur case blanche d1 | Roi noir sur case blanche e8 · Fou noir sur case noire f8 · Tour noire sur case noire h8 · Pion noir sur case noire a7 · Tour noire sur case blanche d7 · Dame noire sur case noire e7 · Pion noir sur case blanche f7 · Pion noir sur case noire g7 · Pion noir sur case blanche h7 · Cavalier noir sur case noire f6 · Fou blanc sur case blanche b5 · Pion noir sur case noire e5 · Fou blanc sur case noire g5 · Pion blanc sur case blanche e4 · Dame blanche sur case blanche b3 · Pion blanc sur case blanche a2 · Pion blanc sur case noire b2 · Pion blanc sur case blanche c2 · Pion blanc sur case noire f2 · Pion blanc sur case blanche g2 · Pion blanc sur case noire h2 · Roi blanc sur case noire c1 · Tour blanche sur case blanche d1 | Roi noir sur case blanche e8 · Fou noir sur case noire f8 · Tour noire sur case noire h8 · Pion noir sur case noire a7 · Tour noire sur case blanche d7 · Dame noire sur case noire e7 · Pion noir sur case blanche f7 · Pion noir sur case noire g7 · Pion noir sur case blanche h7 · Cavalier noir sur case noire f6 · Fou blanc sur case blanche b5 · Pion noir sur case noire e5 · Fou blanc sur case noire g5 · Pion blanc sur case blanche e4 · Dame blanche sur case blanche b3 · Pion blanc sur case blanche a2 · Pion blanc sur case noire b2 · Pion blanc sur case blanche c2 · Pion blanc sur case noire f2 · Pion blanc sur case blanche g2 · Pion blanc sur case noire h2 · Roi blanc sur case noire c1 · Tour blanche sur case blanche d1 | Roi noir sur case blanche e8 · Fou noir sur case noire f8 · Tour noire sur case noire h8 · Pion noir sur case noire a7 · Tour noire sur case blanche d7 · Dame noire sur case noire e7 · Pion noir sur case blanche f7 · Pion noir sur case noire g7 · Pion noir sur case blanche h7 · Cavalier noir sur case noire f6 · Fou blanc sur case blanche b5 · Pion noir sur case noire e5 · Fou blanc sur case noire g5 · Pion blanc sur case blanche e4 · Dame blanche sur case blanche b3 · Pion blanc sur case blanche a2 · Pion blanc sur case noire b2 · Pion blanc sur case blanche c2 · Pion blanc sur case noire f2 · Pion blanc sur case blanche g2 · Pion blanc sur case noire h2 · Roi blanc sur case noire c1 · Tour blanche sur case blanche d1 | Roi noir sur case blanche e8 · Fou noir sur case noire f8 · Tour noire sur case noire h8 · Pion noir sur case noire a7 · Tour noire sur case blanche d7 · Dame noire sur case noire e7 · Pion noir sur case blanche f7 · Pion noir sur case noire g7 · Pion noir sur case blanche h7 · Cavalier noir sur case noire f6 · Fou blanc sur case blanche b5 · Pion noir sur case noire e5 · Fou blanc sur case noire g5 · Pion blanc sur case blanche e4 · Dame blanche sur case blanche b3 · Pion blanc sur case blanche a2 · Pion blanc sur case noire b2 · Pion blanc sur case blanche c2 · Pion blanc sur case noire f2 · Pion blanc sur case blanche g2 · Pion blanc sur case noire h2 · Roi blanc sur case noire c1 · Tour blanche sur case blanche d1 | Roi noir sur case blanche e8 · Fou noir sur case noire f8 · Tour noire sur case noire h8 · Pion noir sur case noire a7 · Tour noire sur case blanche d7 · Dame noire sur case noire e7 · Pion noir sur case blanche f7 · Pion noir sur case noire g7 · Pion noir sur case blanche h7 · Cavalier noir sur case noire f6 · Fou blanc sur case blanche b5 · Pion noir sur case noire e5 · Fou blanc sur case noire g5 · Pion blanc sur case blanche e4 · Dame blanche sur case blanche b3 · Pion blanc sur case blanche a2 · Pion blanc sur case noire b2 · Pion blanc sur case blanche c2 · Pion blanc sur case noire f2 · Pion blanc sur case blanche g2 · Pion blanc sur case noire h2 · Roi blanc sur case noire c1 · Tour blanche sur case blanche d1 | Roi noir sur case blanche e8 · Fou noir sur case noire f8 · Tour noire sur case noire h8 · Pion noir sur case noire a7 · Tour noire sur case blanche d7 · Dame noire sur case noire e7 · Pion noir sur case blanche f7 · Pion noir sur case noire g7 · Pion noir sur case blanche h7 · Cavalier noir sur case noire f6 · Fou blanc sur case blanche b5 · Pion noir sur case noire e5 · Fou blanc sur case noire g5 · Pion blanc sur case blanche e4 · Dame blanche sur case blanche b3 · Pion blanc sur case blanche a2 · Pion blanc sur case noire b2 · Pion blanc sur case blanche c2 · Pion blanc sur case noire f2 · Pion blanc sur case blanche g2 · Pion blanc sur case noire h2 · Roi blanc sur case noire c1 · Tour blanche sur case blanche d1 | 6 |
| 5 | Roi noir sur case blanche e8 · Fou noir sur case noire f8 · Tour noire sur case noire h8 · Pion noir sur case noire a7 · Tour noire sur case blanche d7 · Dame noire sur case noire e7 · Pion noir sur case blanche f7 · Pion noir sur case noire g7 · Pion noir sur case blanche h7 · Cavalier noir sur case noire f6 · Fou blanc sur case blanche b5 · Pion noir sur case noire e5 · Fou blanc sur case noire g5 · Pion blanc sur case blanche e4 · Dame blanche sur case blanche b3 · Pion blanc sur case blanche a2 · Pion blanc sur case noire b2 · Pion blanc sur case blanche c2 · Pion blanc sur case noire f2 · Pion blanc sur case blanche g2 · Pion blanc sur case noire h2 · Roi blanc sur case noire c1 · Tour blanche sur case blanche d1 | Roi noir sur case blanche e8 · Fou noir sur case noire f8 · Tour noire sur case noire h8 · Pion noir sur case noire a7 · Tour noire sur case blanche d7 · Dame noire sur case noire e7 · Pion noir sur case blanche f7 · Pion noir sur case noire g7 · Pion noir sur case blanche h7 · Cavalier noir sur case noire f6 · Fou blanc sur case blanche b5 · Pion noir sur case noire e5 · Fou blanc sur case noire g5 · Pion blanc sur case blanche e4 · Dame blanche sur case blanche b3 · Pion blanc sur case blanche a2 · Pion blanc sur case noire b2 · Pion blanc sur case blanche c2 · Pion blanc sur case noire f2 · Pion blanc sur case blanche g2 · Pion blanc sur case noire h2 · Roi blanc sur case noire c1 · Tour blanche sur case blanche d1 | Roi noir sur case blanche e8 · Fou noir sur case noire f8 · Tour noire sur case noire h8 · Pion noir sur case noire a7 · Tour noire sur case blanche d7 · Dame noire sur case noire e7 · Pion noir sur case blanche f7 · Pion noir sur case noire g7 · Pion noir sur case blanche h7 · Cavalier noir sur case noire f6 · Fou blanc sur case blanche b5 · Pion noir sur case noire e5 · Fou blanc sur case noire g5 · Pion blanc sur case blanche e4 · Dame blanche sur case blanche b3 · Pion blanc sur case blanche a2 · Pion blanc sur case noire b2 · Pion blanc sur case blanche c2 · Pion blanc sur case noire f2 · Pion blanc sur case blanche g2 · Pion blanc sur case noire h2 · Roi blanc sur case noire c1 · Tour blanche sur case blanche d1 | Roi noir sur case blanche e8 · Fou noir sur case noire f8 · Tour noire sur case noire h8 · Pion noir sur case noire a7 · Tour noire sur case blanche d7 · Dame noire sur case noire e7 · Pion noir sur case blanche f7 · Pion noir sur case noire g7 · Pion noir sur case blanche h7 · Cavalier noir sur case noire f6 · Fou blanc sur case blanche b5 · Pion noir sur case noire e5 · Fou blanc sur case noire g5 · Pion blanc sur case blanche e4 · Dame blanche sur case blanche b3 · Pion blanc sur case blanche a2 · Pion blanc sur case noire b2 · Pion blanc sur case blanche c2 · Pion blanc sur case noire f2 · Pion blanc sur case blanche g2 · Pion blanc sur case noire h2 · Roi blanc sur case noire c1 · Tour blanche sur case blanche d1 | Roi noir sur case blanche e8 · Fou noir sur case noire f8 · Tour noire sur case noire h8 · Pion noir sur case noire a7 · Tour noire sur case blanche d7 · Dame noire sur case noire e7 · Pion noir sur case blanche f7 · Pion noir sur case noire g7 · Pion noir sur case blanche h7 · Cavalier noir sur case noire f6 · Fou blanc sur case blanche b5 · Pion noir sur case noire e5 · Fou blanc sur case noire g5 · Pion blanc sur case blanche e4 · Dame blanche sur case blanche b3 · Pion blanc sur case blanche a2 · Pion blanc sur case noire b2 · Pion blanc sur case blanche c2 · Pion blanc sur case noire f2 · Pion blanc sur case blanche g2 · Pion blanc sur case noire h2 · Roi blanc sur case noire c1 · Tour blanche sur case blanche d1 | Roi noir sur case blanche e8 · Fou noir sur case noire f8 · Tour noire sur case noire h8 · Pion noir sur case noire a7 · Tour noire sur case blanche d7 · Dame noire sur case noire e7 · Pion noir sur case blanche f7 · Pion noir sur case noire g7 · Pion noir sur case blanche h7 · Cavalier noir sur case noire f6 · Fou blanc sur case blanche b5 · Pion noir sur case noire e5 · Fou blanc sur case noire g5 · Pion blanc sur case blanche e4 · Dame blanche sur case blanche b3 · Pion blanc sur case blanche a2 · Pion blanc sur case noire b2 · Pion blanc sur case blanche c2 · Pion blanc sur case noire f2 · Pion blanc sur case blanche g2 · Pion blanc sur case noire h2 · Roi blanc sur case noire c1 · Tour blanche sur case blanche d1 | Roi noir sur case blanche e8 · Fou noir sur case noire f8 · Tour noire sur case noire h8 · Pion noir sur case noire a7 · Tour noire sur case blanche d7 · Dame noire sur case noire e7 · Pion noir sur case blanche f7 · Pion noir sur case noire g7 · Pion noir sur case blanche h7 · Cavalier noir sur case noire f6 · Fou blanc sur case blanche b5 · Pion noir sur case noire e5 · Fou blanc sur case noire g5 · Pion blanc sur case blanche e4 · Dame blanche sur case blanche b3 · Pion blanc sur case blanche a2 · Pion blanc sur case noire b2 · Pion blanc sur case blanche c2 · Pion blanc sur case noire f2 · Pion blanc sur case blanche g2 · Pion blanc sur case noire h2 · Roi blanc sur case noire c1 · Tour blanche sur case blanche d1 | Roi noir sur case blanche e8 · Fou noir sur case noire f8 · Tour noire sur case noire h8 · Pion noir sur case noire a7 · Tour noire sur case blanche d7 · Dame noire sur case noire e7 · Pion noir sur case blanche f7 · Pion noir sur case noire g7 · Pion noir sur case blanche h7 · Cavalier noir sur case noire f6 · Fou blanc sur case blanche b5 · Pion noir sur case noire e5 · Fou blanc sur case noire g5 · Pion blanc sur case blanche e4 · Dame blanche sur case blanche b3 · Pion blanc sur case blanche a2 · Pion blanc sur case noire b2 · Pion blanc sur case blanche c2 · Pion blanc sur case noire f2 · Pion blanc sur case blanche g2 · Pion blanc sur case noire h2 · Roi blanc sur case noire c1 · Tour blanche sur case blanche d1 | 5 |
| 4 | Roi noir sur case blanche e8 · Fou noir sur case noire f8 · Tour noire sur case noire h8 · Pion noir sur case noire a7 · Tour noire sur case blanche d7 · Dame noire sur case noire e7 · Pion noir sur case blanche f7 · Pion noir sur case noire g7 · Pion noir sur case blanche h7 · Cavalier noir sur case noire f6 · Fou blanc sur case blanche b5 · Pion noir sur case noire e5 · Fou blanc sur case noire g5 · Pion blanc sur case blanche e4 · Dame blanche sur case blanche b3 · Pion blanc sur case blanche a2 · Pion blanc sur case noire b2 · Pion blanc sur case blanche c2 · Pion blanc sur case noire f2 · Pion blanc sur case blanche g2 · Pion blanc sur case noire h2 · Roi blanc sur case noire c1 · Tour blanche sur case blanche d1 | Roi noir sur case blanche e8 · Fou noir sur case noire f8 · Tour noire sur case noire h8 · Pion noir sur case noire a7 · Tour noire sur case blanche d7 · Dame noire sur case noire e7 · Pion noir sur case blanche f7 · Pion noir sur case noire g7 · Pion noir sur case blanche h7 · Cavalier noir sur case noire f6 · Fou blanc sur case blanche b5 · Pion noir sur case noire e5 · Fou blanc sur case noire g5 · Pion blanc sur case blanche e4 · Dame blanche sur case blanche b3 · Pion blanc sur case blanche a2 · Pion blanc sur case noire b2 · Pion blanc sur case blanche c2 · Pion blanc sur case noire f2 · Pion blanc sur case blanche g2 · Pion blanc sur case noire h2 · Roi blanc sur case noire c1 · Tour blanche sur case blanche d1 | Roi noir sur case blanche e8 · Fou noir sur case noire f8 · Tour noire sur case noire h8 · Pion noir sur case noire a7 · Tour noire sur case blanche d7 · Dame noire sur case noire e7 · Pion noir sur case blanche f7 · Pion noir sur case noire g7 · Pion noir sur case blanche h7 · Cavalier noir sur case noire f6 · Fou blanc sur case blanche b5 · Pion noir sur case noire e5 · Fou blanc sur case noire g5 · Pion blanc sur case blanche e4 · Dame blanche sur case blanche b3 · Pion blanc sur case blanche a2 · Pion blanc sur case noire b2 · Pion blanc sur case blanche c2 · Pion blanc sur case noire f2 · Pion blanc sur case blanche g2 · Pion blanc sur case noire h2 · Roi blanc sur case noire c1 · Tour blanche sur case blanche d1 | Roi noir sur case blanche e8 · Fou noir sur case noire f8 · Tour noire sur case noire h8 · Pion noir sur case noire a7 · Tour noire sur case blanche d7 · Dame noire sur case noire e7 · Pion noir sur case blanche f7 · Pion noir sur case noire g7 · Pion noir sur case blanche h7 · Cavalier noir sur case noire f6 · Fou blanc sur case blanche b5 · Pion noir sur case noire e5 · Fou blanc sur case noire g5 · Pion blanc sur case blanche e4 · Dame blanche sur case blanche b3 · Pion blanc sur case blanche a2 · Pion blanc sur case noire b2 · Pion blanc sur case blanche c2 · Pion blanc sur case noire f2 · Pion blanc sur case blanche g2 · Pion blanc sur case noire h2 · Roi blanc sur case noire c1 · Tour blanche sur case blanche d1 | Roi noir sur case blanche e8 · Fou noir sur case noire f8 · Tour noire sur case noire h8 · Pion noir sur case noire a7 · Tour noire sur case blanche d7 · Dame noire sur case noire e7 · Pion noir sur case blanche f7 · Pion noir sur case noire g7 · Pion noir sur case blanche h7 · Cavalier noir sur case noire f6 · Fou blanc sur case blanche b5 · Pion noir sur case noire e5 · Fou blanc sur case noire g5 · Pion blanc sur case blanche e4 · Dame blanche sur case blanche b3 · Pion blanc sur case blanche a2 · Pion blanc sur case noire b2 · Pion blanc sur case blanche c2 · Pion blanc sur case noire f2 · Pion blanc sur case blanche g2 · Pion blanc sur case noire h2 · Roi blanc sur case noire c1 · Tour blanche sur case blanche d1 | Roi noir sur case blanche e8 · Fou noir sur case noire f8 · Tour noire sur case noire h8 · Pion noir sur case noire a7 · Tour noire sur case blanche d7 · Dame noire sur case noire e7 · Pion noir sur case blanche f7 · Pion noir sur case noire g7 · Pion noir sur case blanche h7 · Cavalier noir sur case noire f6 · Fou blanc sur case blanche b5 · Pion noir sur case noire e5 · Fou blanc sur case noire g5 · Pion blanc sur case blanche e4 · Dame blanche sur case blanche b3 · Pion blanc sur case blanche a2 · Pion blanc sur case noire b2 · Pion blanc sur case blanche c2 · Pion blanc sur case noire f2 · Pion blanc sur case blanche g2 · Pion blanc sur case noire h2 · Roi blanc sur case noire c1 · Tour blanche sur case blanche d1 | Roi noir sur case blanche e8 · Fou noir sur case noire f8 · Tour noire sur case noire h8 · Pion noir sur case noire a7 · Tour noire sur case blanche d7 · Dame noire sur case noire e7 · Pion noir sur case blanche f7 · Pion noir sur case noire g7 · Pion noir sur case blanche h7 · Cavalier noir sur case noire f6 · Fou blanc sur case blanche b5 · Pion noir sur case noire e5 · Fou blanc sur case noire g5 · Pion blanc sur case blanche e4 · Dame blanche sur case blanche b3 · Pion blanc sur case blanche a2 · Pion blanc sur case noire b2 · Pion blanc sur case blanche c2 · Pion blanc sur case noire f2 · Pion blanc sur case blanche g2 · Pion blanc sur case noire h2 · Roi blanc sur case noire c1 · Tour blanche sur case blanche d1 | Roi noir sur case blanche e8 · Fou noir sur case noire f8 · Tour noire sur case noire h8 · Pion noir sur case noire a7 · Tour noire sur case blanche d7 · Dame noire sur case noire e7 · Pion noir sur case blanche f7 · Pion noir sur case noire g7 · Pion noir sur case blanche h7 · Cavalier noir sur case noire f6 · Fou blanc sur case blanche b5 · Pion noir sur case noire e5 · Fou blanc sur case noire g5 · Pion blanc sur case blanche e4 · Dame blanche sur case blanche b3 · Pion blanc sur case blanche a2 · Pion blanc sur case noire b2 · Pion blanc sur case blanche c2 · Pion blanc sur case noire f2 · Pion blanc sur case blanche g2 · Pion blanc sur case noire h2 · Roi blanc sur case noire c1 · Tour blanche sur case blanche d1 | 4 |
| 3 | Roi noir sur case blanche e8 · Fou noir sur case noire f8 · Tour noire sur case noire h8 · Pion noir sur case noire a7 · Tour noire sur case blanche d7 · Dame noire sur case noire e7 · Pion noir sur case blanche f7 · Pion noir sur case noire g7 · Pion noir sur case blanche h7 · Cavalier noir sur case noire f6 · Fou blanc sur case blanche b5 · Pion noir sur case noire e5 · Fou blanc sur case noire g5 · Pion blanc sur case blanche e4 · Dame blanche sur case blanche b3 · Pion blanc sur case blanche a2 · Pion blanc sur case noire b2 · Pion blanc sur case blanche c2 · Pion blanc sur case noire f2 · Pion blanc sur case blanche g2 · Pion blanc sur case noire h2 · Roi blanc sur case noire c1 · Tour blanche sur case blanche d1 | Roi noir sur case blanche e8 · Fou noir sur case noire f8 · Tour noire sur case noire h8 · Pion noir sur case noire a7 · Tour noire sur case blanche d7 · Dame noire sur case noire e7 · Pion noir sur case blanche f7 · Pion noir sur case noire g7 · Pion noir sur case blanche h7 · Cavalier noir sur case noire f6 · Fou blanc sur case blanche b5 · Pion noir sur case noire e5 · Fou blanc sur case noire g5 · Pion blanc sur case blanche e4 · Dame blanche sur case blanche b3 · Pion blanc sur case blanche a2 · Pion blanc sur case noire b2 · Pion blanc sur case blanche c2 · Pion blanc sur case noire f2 · Pion blanc sur case blanche g2 · Pion blanc sur case noire h2 · Roi blanc sur case noire c1 · Tour blanche sur case blanche d1 | Roi noir sur case blanche e8 · Fou noir sur case noire f8 · Tour noire sur case noire h8 · Pion noir sur case noire a7 · Tour noire sur case blanche d7 · Dame noire sur case noire e7 · Pion noir sur case blanche f7 · Pion noir sur case noire g7 · Pion noir sur case blanche h7 · Cavalier noir sur case noire f6 · Fou blanc sur case blanche b5 · Pion noir sur case noire e5 · Fou blanc sur case noire g5 · Pion blanc sur case blanche e4 · Dame blanche sur case blanche b3 · Pion blanc sur case blanche a2 · Pion blanc sur case noire b2 · Pion blanc sur case blanche c2 · Pion blanc sur case noire f2 · Pion blanc sur case blanche g2 · Pion blanc sur case noire h2 · Roi blanc sur case noire c1 · Tour blanche sur case blanche d1 | Roi noir sur case blanche e8 · Fou noir sur case noire f8 · Tour noire sur case noire h8 · Pion noir sur case noire a7 · Tour noire sur case blanche d7 · Dame noire sur case noire e7 · Pion noir sur case blanche f7 · Pion noir sur case noire g7 · Pion noir sur case blanche h7 · Cavalier noir sur case noire f6 · Fou blanc sur case blanche b5 · Pion noir sur case noire e5 · Fou blanc sur case noire g5 · Pion blanc sur case blanche e4 · Dame blanche sur case blanche b3 · Pion blanc sur case blanche a2 · Pion blanc sur case noire b2 · Pion blanc sur case blanche c2 · Pion blanc sur case noire f2 · Pion blanc sur case blanche g2 · Pion blanc sur case noire h2 · Roi blanc sur case noire c1 · Tour blanche sur case blanche d1 | Roi noir sur case blanche e8 · Fou noir sur case noire f8 · Tour noire sur case noire h8 · Pion noir sur case noire a7 · Tour noire sur case blanche d7 · Dame noire sur case noire e7 · Pion noir sur case blanche f7 · Pion noir sur case noire g7 · Pion noir sur case blanche h7 · Cavalier noir sur case noire f6 · Fou blanc sur case blanche b5 · Pion noir sur case noire e5 · Fou blanc sur case noire g5 · Pion blanc sur case blanche e4 · Dame blanche sur case blanche b3 · Pion blanc sur case blanche a2 · Pion blanc sur case noire b2 · Pion blanc sur case blanche c2 · Pion blanc sur case noire f2 · Pion blanc sur case blanche g2 · Pion blanc sur case noire h2 · Roi blanc sur case noire c1 · Tour blanche sur case blanche d1 | Roi noir sur case blanche e8 · Fou noir sur case noire f8 · Tour noire sur case noire h8 · Pion noir sur case noire a7 · Tour noire sur case blanche d7 · Dame noire sur case noire e7 · Pion noir sur case blanche f7 · Pion noir sur case noire g7 · Pion noir sur case blanche h7 · Cavalier noir sur case noire f6 · Fou blanc sur case blanche b5 · Pion noir sur case noire e5 · Fou blanc sur case noire g5 · Pion blanc sur case blanche e4 · Dame blanche sur case blanche b3 · Pion blanc sur case blanche a2 · Pion blanc sur case noire b2 · Pion blanc sur case blanche c2 · Pion blanc sur case noire f2 · Pion blanc sur case blanche g2 · Pion blanc sur case noire h2 · Roi blanc sur case noire c1 · Tour blanche sur case blanche d1 | Roi noir sur case blanche e8 · Fou noir sur case noire f8 · Tour noire sur case noire h8 · Pion noir sur case noire a7 · Tour noire sur case blanche d7 · Dame noire sur case noire e7 · Pion noir sur case blanche f7 · Pion noir sur case noire g7 · Pion noir sur case blanche h7 · Cavalier noir sur case noire f6 · Fou blanc sur case blanche b5 · Pion noir sur case noire e5 · Fou blanc sur case noire g5 · Pion blanc sur case blanche e4 · Dame blanche sur case blanche b3 · Pion blanc sur case blanche a2 · Pion blanc sur case noire b2 · Pion blanc sur case blanche c2 · Pion blanc sur case noire f2 · Pion blanc sur case blanche g2 · Pion blanc sur case noire h2 · Roi blanc sur case noire c1 · Tour blanche sur case blanche d1 | Roi noir sur case blanche e8 · Fou noir sur case noire f8 · Tour noire sur case noire h8 · Pion noir sur case noire a7 · Tour noire sur case blanche d7 · Dame noire sur case noire e7 · Pion noir sur case blanche f7 · Pion noir sur case noire g7 · Pion noir sur case blanche h7 · Cavalier noir sur case noire f6 · Fou blanc sur case blanche b5 · Pion noir sur case noire e5 · Fou blanc sur case noire g5 · Pion blanc sur case blanche e4 · Dame blanche sur case blanche b3 · Pion blanc sur case blanche a2 · Pion blanc sur case noire b2 · Pion blanc sur case blanche c2 · Pion blanc sur case noire f2 · Pion blanc sur case blanche g2 · Pion blanc sur case noire h2 · Roi blanc sur case noire c1 · Tour blanche sur case blanche d1 | 3 |
| 2 | Roi noir sur case blanche e8 · Fou noir sur case noire f8 · Tour noire sur case noire h8 · Pion noir sur case noire a7 · Tour noire sur case blanche d7 · Dame noire sur case noire e7 · Pion noir sur case blanche f7 · Pion noir sur case noire g7 · Pion noir sur case blanche h7 · Cavalier noir sur case noire f6 · Fou blanc sur case blanche b5 · Pion noir sur case noire e5 · Fou blanc sur case noire g5 · Pion blanc sur case blanche e4 · Dame blanche sur case blanche b3 · Pion blanc sur case blanche a2 · Pion blanc sur case noire b2 · Pion blanc sur case blanche c2 · Pion blanc sur case noire f2 · Pion blanc sur case blanche g2 · Pion blanc sur case noire h2 · Roi blanc sur case noire c1 · Tour blanche sur case blanche d1 | Roi noir sur case blanche e8 · Fou noir sur case noire f8 · Tour noire sur case noire h8 · Pion noir sur case noire a7 · Tour noire sur case blanche d7 · Dame noire sur case noire e7 · Pion noir sur case blanche f7 · Pion noir sur case noire g7 · Pion noir sur case blanche h7 · Cavalier noir sur case noire f6 · Fou blanc sur case blanche b5 · Pion noir sur case noire e5 · Fou blanc sur case noire g5 · Pion blanc sur case blanche e4 · Dame blanche sur case blanche b3 · Pion blanc sur case blanche a2 · Pion blanc sur case noire b2 · Pion blanc sur case blanche c2 · Pion blanc sur case noire f2 · Pion blanc sur case blanche g2 · Pion blanc sur case noire h2 · Roi blanc sur case noire c1 · Tour blanche sur case blanche d1 | Roi noir sur case blanche e8 · Fou noir sur case noire f8 · Tour noire sur case noire h8 · Pion noir sur case noire a7 · Tour noire sur case blanche d7 · Dame noire sur case noire e7 · Pion noir sur case blanche f7 · Pion noir sur case noire g7 · Pion noir sur case blanche h7 · Cavalier noir sur case noire f6 · Fou blanc sur case blanche b5 · Pion noir sur case noire e5 · Fou blanc sur case noire g5 · Pion blanc sur case blanche e4 · Dame blanche sur case blanche b3 · Pion blanc sur case blanche a2 · Pion blanc sur case noire b2 · Pion blanc sur case blanche c2 · Pion blanc sur case noire f2 · Pion blanc sur case blanche g2 · Pion blanc sur case noire h2 · Roi blanc sur case noire c1 · Tour blanche sur case blanche d1 | Roi noir sur case blanche e8 · Fou noir sur case noire f8 · Tour noire sur case noire h8 · Pion noir sur case noire a7 · Tour noire sur case blanche d7 · Dame noire sur case noire e7 · Pion noir sur case blanche f7 · Pion noir sur case noire g7 · Pion noir sur case blanche h7 · Cavalier noir sur case noire f6 · Fou blanc sur case blanche b5 · Pion noir sur case noire e5 · Fou blanc sur case noire g5 · Pion blanc sur case blanche e4 · Dame blanche sur case blanche b3 · Pion blanc sur case blanche a2 · Pion blanc sur case noire b2 · Pion blanc sur case blanche c2 · Pion blanc sur case noire f2 · Pion blanc sur case blanche g2 · Pion blanc sur case noire h2 · Roi blanc sur case noire c1 · Tour blanche sur case blanche d1 | Roi noir sur case blanche e8 · Fou noir sur case noire f8 · Tour noire sur case noire h8 · Pion noir sur case noire a7 · Tour noire sur case blanche d7 · Dame noire sur case noire e7 · Pion noir sur case blanche f7 · Pion noir sur case noire g7 · Pion noir sur case blanche h7 · Cavalier noir sur case noire f6 · Fou blanc sur case blanche b5 · Pion noir sur case noire e5 · Fou blanc sur case noire g5 · Pion blanc sur case blanche e4 · Dame blanche sur case blanche b3 · Pion blanc sur case blanche a2 · Pion blanc sur case noire b2 · Pion blanc sur case blanche c2 · Pion blanc sur case noire f2 · Pion blanc sur case blanche g2 · Pion blanc sur case noire h2 · Roi blanc sur case noire c1 · Tour blanche sur case blanche d1 | Roi noir sur case blanche e8 · Fou noir sur case noire f8 · Tour noire sur case noire h8 · Pion noir sur case noire a7 · Tour noire sur case blanche d7 · Dame noire sur case noire e7 · Pion noir sur case blanche f7 · Pion noir sur case noire g7 · Pion noir sur case blanche h7 · Cavalier noir sur case noire f6 · Fou blanc sur case blanche b5 · Pion noir sur case noire e5 · Fou blanc sur case noire g5 · Pion blanc sur case blanche e4 · Dame blanche sur case blanche b3 · Pion blanc sur case blanche a2 · Pion blanc sur case noire b2 · Pion blanc sur case blanche c2 · Pion blanc sur case noire f2 · Pion blanc sur case blanche g2 · Pion blanc sur case noire h2 · Roi blanc sur case noire c1 · Tour blanche sur case blanche d1 | Roi noir sur case blanche e8 · Fou noir sur case noire f8 · Tour noire sur case noire h8 · Pion noir sur case noire a7 · Tour noire sur case blanche d7 · Dame noire sur case noire e7 · Pion noir sur case blanche f7 · Pion noir sur case noire g7 · Pion noir sur case blanche h7 · Cavalier noir sur case noire f6 · Fou blanc sur case blanche b5 · Pion noir sur case noire e5 · Fou blanc sur case noire g5 · Pion blanc sur case blanche e4 · Dame blanche sur case blanche b3 · Pion blanc sur case blanche a2 · Pion blanc sur case noire b2 · Pion blanc sur case blanche c2 · Pion blanc sur case noire f2 · Pion blanc sur case blanche g2 · Pion blanc sur case noire h2 · Roi blanc sur case noire c1 · Tour blanche sur case blanche d1 | Roi noir sur case blanche e8 · Fou noir sur case noire f8 · Tour noire sur case noire h8 · Pion noir sur case noire a7 · Tour noire sur case blanche d7 · Dame noire sur case noire e7 · Pion noir sur case blanche f7 · Pion noir sur case noire g7 · Pion noir sur case blanche h7 · Cavalier noir sur case noire f6 · Fou blanc sur case blanche b5 · Pion noir sur case noire e5 · Fou blanc sur case noire g5 · Pion blanc sur case blanche e4 · Dame blanche sur case blanche b3 · Pion blanc sur case blanche a2 · Pion blanc sur case noire b2 · Pion blanc sur case blanche c2 · Pion blanc sur case noire f2 · Pion blanc sur case blanche g2 · Pion blanc sur case noire h2 · Roi blanc sur case noire c1 · Tour blanche sur case blanche d1 | 2 |
| 1 | Roi noir sur case blanche e8 · Fou noir sur case noire f8 · Tour noire sur case noire h8 · Pion noir sur case noire a7 · Tour noire sur case blanche d7 · Dame noire sur case noire e7 · Pion noir sur case blanche f7 · Pion noir sur case noire g7 · Pion noir sur case blanche h7 · Cavalier noir sur case noire f6 · Fou blanc sur case blanche b5 · Pion noir sur case noire e5 · Fou blanc sur case noire g5 · Pion blanc sur case blanche e4 · Dame blanche sur case blanche b3 · Pion blanc sur case blanche a2 · Pion blanc sur case noire b2 · Pion blanc sur case blanche c2 · Pion blanc sur case noire f2 · Pion blanc sur case blanche g2 · Pion blanc sur case noire h2 · Roi blanc sur case noire c1 · Tour blanche sur case blanche d1 | Roi noir sur case blanche e8 · Fou noir sur case noire f8 · Tour noire sur case noire h8 · Pion noir sur case noire a7 · Tour noire sur case blanche d7 · Dame noire sur case noire e7 · Pion noir sur case blanche f7 · Pion noir sur case noire g7 · Pion noir sur case blanche h7 · Cavalier noir sur case noire f6 · Fou blanc sur case blanche b5 · Pion noir sur case noire e5 · Fou blanc sur case noire g5 · Pion blanc sur case blanche e4 · Dame blanche sur case blanche b3 · Pion blanc sur case blanche a2 · Pion blanc sur case noire b2 · Pion blanc sur case blanche c2 · Pion blanc sur case noire f2 · Pion blanc sur case blanche g2 · Pion blanc sur case noire h2 · Roi blanc sur case noire c1 · Tour blanche sur case blanche d1 | Roi noir sur case blanche e8 · Fou noir sur case noire f8 · Tour noire sur case noire h8 · Pion noir sur case noire a7 · Tour noire sur case blanche d7 · Dame noire sur case noire e7 · Pion noir sur case blanche f7 · Pion noir sur case noire g7 · Pion noir sur case blanche h7 · Cavalier noir sur case noire f6 · Fou blanc sur case blanche b5 · Pion noir sur case noire e5 · Fou blanc sur case noire g5 · Pion blanc sur case blanche e4 · Dame blanche sur case blanche b3 · Pion blanc sur case blanche a2 · Pion blanc sur case noire b2 · Pion blanc sur case blanche c2 · Pion blanc sur case noire f2 · Pion blanc sur case blanche g2 · Pion blanc sur case noire h2 · Roi blanc sur case noire c1 · Tour blanche sur case blanche d1 | Roi noir sur case blanche e8 · Fou noir sur case noire f8 · Tour noire sur case noire h8 · Pion noir sur case noire a7 · Tour noire sur case blanche d7 · Dame noire sur case noire e7 · Pion noir sur case blanche f7 · Pion noir sur case noire g7 · Pion noir sur case blanche h7 · Cavalier noir sur case noire f6 · Fou blanc sur case blanche b5 · Pion noir sur case noire e5 · Fou blanc sur case noire g5 · Pion blanc sur case blanche e4 · Dame blanche sur case blanche b3 · Pion blanc sur case blanche a2 · Pion blanc sur case noire b2 · Pion blanc sur case blanche c2 · Pion blanc sur case noire f2 · Pion blanc sur case blanche g2 · Pion blanc sur case noire h2 · Roi blanc sur case noire c1 · Tour blanche sur case blanche d1 | Roi noir sur case blanche e8 · Fou noir sur case noire f8 · Tour noire sur case noire h8 · Pion noir sur case noire a7 · Tour noire sur case blanche d7 · Dame noire sur case noire e7 · Pion noir sur case blanche f7 · Pion noir sur case noire g7 · Pion noir sur case blanche h7 · Cavalier noir sur case noire f6 · Fou blanc sur case blanche b5 · Pion noir sur case noire e5 · Fou blanc sur case noire g5 · Pion blanc sur case blanche e4 · Dame blanche sur case blanche b3 · Pion blanc sur case blanche a2 · Pion blanc sur case noire b2 · Pion blanc sur case blanche c2 · Pion blanc sur case noire f2 · Pion blanc sur case blanche g2 · Pion blanc sur case noire h2 · Roi blanc sur case noire c1 · Tour blanche sur case blanche d1 | Roi noir sur case blanche e8 · Fou noir sur case noire f8 · Tour noire sur case noire h8 · Pion noir sur case noire a7 · Tour noire sur case blanche d7 · Dame noire sur case noire e7 · Pion noir sur case blanche f7 · Pion noir sur case noire g7 · Pion noir sur case blanche h7 · Cavalier noir sur case noire f6 · Fou blanc sur case blanche b5 · Pion noir sur case noire e5 · Fou blanc sur case noire g5 · Pion blanc sur case blanche e4 · Dame blanche sur case blanche b3 · Pion blanc sur case blanche a2 · Pion blanc sur case noire b2 · Pion blanc sur case blanche c2 · Pion blanc sur case noire f2 · Pion blanc sur case blanche g2 · Pion blanc sur case noire h2 · Roi blanc sur case noire c1 · Tour blanche sur case blanche d1 | Roi noir sur case blanche e8 · Fou noir sur case noire f8 · Tour noire sur case noire h8 · Pion noir sur case noire a7 · Tour noire sur case blanche d7 · Dame noire sur case noire e7 · Pion noir sur case blanche f7 · Pion noir sur case noire g7 · Pion noir sur case blanche h7 · Cavalier noir sur case noire f6 · Fou blanc sur case blanche b5 · Pion noir sur case noire e5 · Fou blanc sur case noire g5 · Pion blanc sur case blanche e4 · Dame blanche sur case blanche b3 · Pion blanc sur case blanche a2 · Pion blanc sur case noire b2 · Pion blanc sur case blanche c2 · Pion blanc sur case noire f2 · Pion blanc sur case blanche g2 · Pion blanc sur case noire h2 · Roi blanc sur case noire c1 · Tour blanche sur case blanche d1 | Roi noir sur case blanche e8 · Fou noir sur case noire f8 · Tour noire sur case noire h8 · Pion noir sur case noire a7 · Tour noire sur case blanche d7 · Dame noire sur case noire e7 · Pion noir sur case blanche f7 · Pion noir sur case noire g7 · Pion noir sur case blanche h7 · Cavalier noir sur case noire f6 · Fou blanc sur case blanche b5 · Pion noir sur case noire e5 · Fou blanc sur case noire g5 · Pion blanc sur case blanche e4 · Dame blanche sur case blanche b3 · Pion blanc sur case blanche a2 · Pion blanc sur case noire b2 · Pion blanc sur case blanche c2 · Pion blanc sur case noire f2 · Pion blanc sur case blanche g2 · Pion blanc sur case noire h2 · Roi blanc sur case noire c1 · Tour blanche sur case blanche d1 | 1 |
|   | a | b | c | d | e | f | g | h |   |

|   | a | b | c | d | e | f | g | h |   |
| 8 | Tour noire sur case blanche b7 · Roi noir sur case blanche f7 · Pion noir sur case blanche e6 · Pion noir sur case noire f6 · Dame noire sur case blanche d5 · Pion blanc sur case noire f4 · Pion blanc sur case noire e3 · Fou blanc sur case blanche f3 · Dame blanche sur case blanche e2 · Roi blanc sur case noire f2 | Tour noire sur case blanche b7 · Roi noir sur case blanche f7 · Pion noir sur case blanche e6 · Pion noir sur case noire f6 · Dame noire sur case blanche d5 · Pion blanc sur case noire f4 · Pion blanc sur case noire e3 · Fou blanc sur case blanche f3 · Dame blanche sur case blanche e2 · Roi blanc sur case noire f2 | Tour noire sur case blanche b7 · Roi noir sur case blanche f7 · Pion noir sur case blanche e6 · Pion noir sur case noire f6 · Dame noire sur case blanche d5 · Pion blanc sur case noire f4 · Pion blanc sur case noire e3 · Fou blanc sur case blanche f3 · Dame blanche sur case blanche e2 · Roi blanc sur case noire f2 | Tour noire sur case blanche b7 · Roi noir sur case blanche f7 · Pion noir sur case blanche e6 · Pion noir sur case noire f6 · Dame noire sur case blanche d5 · Pion blanc sur case noire f4 · Pion blanc sur case noire e3 · Fou blanc sur case blanche f3 · Dame blanche sur case blanche e2 · Roi blanc sur case noire f2 | Tour noire sur case blanche b7 · Roi noir sur case blanche f7 · Pion noir sur case blanche e6 · Pion noir sur case noire f6 · Dame noire sur case blanche d5 · Pion blanc sur case noire f4 · Pion blanc sur case noire e3 · Fou blanc sur case blanche f3 · Dame blanche sur case blanche e2 · Roi blanc sur case noire f2 | Tour noire sur case blanche b7 · Roi noir sur case blanche f7 · Pion noir sur case blanche e6 · Pion noir sur case noire f6 · Dame noire sur case blanche d5 · Pion blanc sur case noire f4 · Pion blanc sur case noire e3 · Fou blanc sur case blanche f3 · Dame blanche sur case blanche e2 · Roi blanc sur case noire f2 | Tour noire sur case blanche b7 · Roi noir sur case blanche f7 · Pion noir sur case blanche e6 · Pion noir sur case noire f6 · Dame noire sur case blanche d5 · Pion blanc sur case noire f4 · Pion blanc sur case noire e3 · Fou blanc sur case blanche f3 · Dame blanche sur case blanche e2 · Roi blanc sur case noire f2 | Tour noire sur case blanche b7 · Roi noir sur case blanche f7 · Pion noir sur case blanche e6 · Pion noir sur case noire f6 · Dame noire sur case blanche d5 · Pion blanc sur case noire f4 · Pion blanc sur case noire e3 · Fou blanc sur case blanche f3 · Dame blanche sur case blanche e2 · Roi blanc sur case noire f2 | 8 |
| 7 | Tour noire sur case blanche b7 · Roi noir sur case blanche f7 · Pion noir sur case blanche e6 · Pion noir sur case noire f6 · Dame noire sur case blanche d5 · Pion blanc sur case noire f4 · Pion blanc sur case noire e3 · Fou blanc sur case blanche f3 · Dame blanche sur case blanche e2 · Roi blanc sur case noire f2 | Tour noire sur case blanche b7 · Roi noir sur case blanche f7 · Pion noir sur case blanche e6 · Pion noir sur case noire f6 · Dame noire sur case blanche d5 · Pion blanc sur case noire f4 · Pion blanc sur case noire e3 · Fou blanc sur case blanche f3 · Dame blanche sur case blanche e2 · Roi blanc sur case noire f2 | Tour noire sur case blanche b7 · Roi noir sur case blanche f7 · Pion noir sur case blanche e6 · Pion noir sur case noire f6 · Dame noire sur case blanche d5 · Pion blanc sur case noire f4 · Pion blanc sur case noire e3 · Fou blanc sur case blanche f3 · Dame blanche sur case blanche e2 · Roi blanc sur case noire f2 | Tour noire sur case blanche b7 · Roi noir sur case blanche f7 · Pion noir sur case blanche e6 · Pion noir sur case noire f6 · Dame noire sur case blanche d5 · Pion blanc sur case noire f4 · Pion blanc sur case noire e3 · Fou blanc sur case blanche f3 · Dame blanche sur case blanche e2 · Roi blanc sur case noire f2 | Tour noire sur case blanche b7 · Roi noir sur case blanche f7 · Pion noir sur case blanche e6 · Pion noir sur case noire f6 · Dame noire sur case blanche d5 · Pion blanc sur case noire f4 · Pion blanc sur case noire e3 · Fou blanc sur case blanche f3 · Dame blanche sur case blanche e2 · Roi blanc sur case noire f2 | Tour noire sur case blanche b7 · Roi noir sur case blanche f7 · Pion noir sur case blanche e6 · Pion noir sur case noire f6 · Dame noire sur case blanche d5 · Pion blanc sur case noire f4 · Pion blanc sur case noire e3 · Fou blanc sur case blanche f3 · Dame blanche sur case blanche e2 · Roi blanc sur case noire f2 | Tour noire sur case blanche b7 · Roi noir sur case blanche f7 · Pion noir sur case blanche e6 · Pion noir sur case noire f6 · Dame noire sur case blanche d5 · Pion blanc sur case noire f4 · Pion blanc sur case noire e3 · Fou blanc sur case blanche f3 · Dame blanche sur case blanche e2 · Roi blanc sur case noire f2 | Tour noire sur case blanche b7 · Roi noir sur case blanche f7 · Pion noir sur case blanche e6 · Pion noir sur case noire f6 · Dame noire sur case blanche d5 · Pion blanc sur case noire f4 · Pion blanc sur case noire e3 · Fou blanc sur case blanche f3 · Dame blanche sur case blanche e2 · Roi blanc sur case noire f2 | 7 |
| 6 | Tour noire sur case blanche b7 · Roi noir sur case blanche f7 · Pion noir sur case blanche e6 · Pion noir sur case noire f6 · Dame noire sur case blanche d5 · Pion blanc sur case noire f4 · Pion blanc sur case noire e3 · Fou blanc sur case blanche f3 · Dame blanche sur case blanche e2 · Roi blanc sur case noire f2 | Tour noire sur case blanche b7 · Roi noir sur case blanche f7 · Pion noir sur case blanche e6 · Pion noir sur case noire f6 · Dame noire sur case blanche d5 · Pion blanc sur case noire f4 · Pion blanc sur case noire e3 · Fou blanc sur case blanche f3 · Dame blanche sur case blanche e2 · Roi blanc sur case noire f2 | Tour noire sur case blanche b7 · Roi noir sur case blanche f7 · Pion noir sur case blanche e6 · Pion noir sur case noire f6 · Dame noire sur case blanche d5 · Pion blanc sur case noire f4 · Pion blanc sur case noire e3 · Fou blanc sur case blanche f3 · Dame blanche sur case blanche e2 · Roi blanc sur case noire f2 | Tour noire sur case blanche b7 · Roi noir sur case blanche f7 · Pion noir sur case blanche e6 · Pion noir sur case noire f6 · Dame noire sur case blanche d5 · Pion blanc sur case noire f4 · Pion blanc sur case noire e3 · Fou blanc sur case blanche f3 · Dame blanche sur case blanche e2 · Roi blanc sur case noire f2 | Tour noire sur case blanche b7 · Roi noir sur case blanche f7 · Pion noir sur case blanche e6 · Pion noir sur case noire f6 · Dame noire sur case blanche d5 · Pion blanc sur case noire f4 · Pion blanc sur case noire e3 · Fou blanc sur case blanche f3 · Dame blanche sur case blanche e2 · Roi blanc sur case noire f2 | Tour noire sur case blanche b7 · Roi noir sur case blanche f7 · Pion noir sur case blanche e6 · Pion noir sur case noire f6 · Dame noire sur case blanche d5 · Pion blanc sur case noire f4 · Pion blanc sur case noire e3 · Fou blanc sur case blanche f3 · Dame blanche sur case blanche e2 · Roi blanc sur case noire f2 | Tour noire sur case blanche b7 · Roi noir sur case blanche f7 · Pion noir sur case blanche e6 · Pion noir sur case noire f6 · Dame noire sur case blanche d5 · Pion blanc sur case noire f4 · Pion blanc sur case noire e3 · Fou blanc sur case blanche f3 · Dame blanche sur case blanche e2 · Roi blanc sur case noire f2 | Tour noire sur case blanche b7 · Roi noir sur case blanche f7 · Pion noir sur case blanche e6 · Pion noir sur case noire f6 · Dame noire sur case blanche d5 · Pion blanc sur case noire f4 · Pion blanc sur case noire e3 · Fou blanc sur case blanche f3 · Dame blanche sur case blanche e2 · Roi blanc sur case noire f2 | 6 |
| 5 | Tour noire sur case blanche b7 · Roi noir sur case blanche f7 · Pion noir sur case blanche e6 · Pion noir sur case noire f6 · Dame noire sur case blanche d5 · Pion blanc sur case noire f4 · Pion blanc sur case noire e3 · Fou blanc sur case blanche f3 · Dame blanche sur case blanche e2 · Roi blanc sur case noire f2 | Tour noire sur case blanche b7 · Roi noir sur case blanche f7 · Pion noir sur case blanche e6 · Pion noir sur case noire f6 · Dame noire sur case blanche d5 · Pion blanc sur case noire f4 · Pion blanc sur case noire e3 · Fou blanc sur case blanche f3 · Dame blanche sur case blanche e2 · Roi blanc sur case noire f2 | Tour noire sur case blanche b7 · Roi noir sur case blanche f7 · Pion noir sur case blanche e6 · Pion noir sur case noire f6 · Dame noire sur case blanche d5 · Pion blanc sur case noire f4 · Pion blanc sur case noire e3 · Fou blanc sur case blanche f3 · Dame blanche sur case blanche e2 · Roi blanc sur case noire f2 | Tour noire sur case blanche b7 · Roi noir sur case blanche f7 · Pion noir sur case blanche e6 · Pion noir sur case noire f6 · Dame noire sur case blanche d5 · Pion blanc sur case noire f4 · Pion blanc sur case noire e3 · Fou blanc sur case blanche f3 · Dame blanche sur case blanche e2 · Roi blanc sur case noire f2 | Tour noire sur case blanche b7 · Roi noir sur case blanche f7 · Pion noir sur case blanche e6 · Pion noir sur case noire f6 · Dame noire sur case blanche d5 · Pion blanc sur case noire f4 · Pion blanc sur case noire e3 · Fou blanc sur case blanche f3 · Dame blanche sur case blanche e2 · Roi blanc sur case noire f2 | Tour noire sur case blanche b7 · Roi noir sur case blanche f7 · Pion noir sur case blanche e6 · Pion noir sur case noire f6 · Dame noire sur case blanche d5 · Pion blanc sur case noire f4 · Pion blanc sur case noire e3 · Fou blanc sur case blanche f3 · Dame blanche sur case blanche e2 · Roi blanc sur case noire f2 | Tour noire sur case blanche b7 · Roi noir sur case blanche f7 · Pion noir sur case blanche e6 · Pion noir sur case noire f6 · Dame noire sur case blanche d5 · Pion blanc sur case noire f4 · Pion blanc sur case noire e3 · Fou blanc sur case blanche f3 · Dame blanche sur case blanche e2 · Roi blanc sur case noire f2 | Tour noire sur case blanche b7 · Roi noir sur case blanche f7 · Pion noir sur case blanche e6 · Pion noir sur case noire f6 · Dame noire sur case blanche d5 · Pion blanc sur case noire f4 · Pion blanc sur case noire e3 · Fou blanc sur case blanche f3 · Dame blanche sur case blanche e2 · Roi blanc sur case noire f2 | 5 |
| 4 | Tour noire sur case blanche b7 · Roi noir sur case blanche f7 · Pion noir sur case blanche e6 · Pion noir sur case noire f6 · Dame noire sur case blanche d5 · Pion blanc sur case noire f4 · Pion blanc sur case noire e3 · Fou blanc sur case blanche f3 · Dame blanche sur case blanche e2 · Roi blanc sur case noire f2 | Tour noire sur case blanche b7 · Roi noir sur case blanche f7 · Pion noir sur case blanche e6 · Pion noir sur case noire f6 · Dame noire sur case blanche d5 · Pion blanc sur case noire f4 · Pion blanc sur case noire e3 · Fou blanc sur case blanche f3 · Dame blanche sur case blanche e2 · Roi blanc sur case noire f2 | Tour noire sur case blanche b7 · Roi noir sur case blanche f7 · Pion noir sur case blanche e6 · Pion noir sur case noire f6 · Dame noire sur case blanche d5 · Pion blanc sur case noire f4 · Pion blanc sur case noire e3 · Fou blanc sur case blanche f3 · Dame blanche sur case blanche e2 · Roi blanc sur case noire f2 | Tour noire sur case blanche b7 · Roi noir sur case blanche f7 · Pion noir sur case blanche e6 · Pion noir sur case noire f6 · Dame noire sur case blanche d5 · Pion blanc sur case noire f4 · Pion blanc sur case noire e3 · Fou blanc sur case blanche f3 · Dame blanche sur case blanche e2 · Roi blanc sur case noire f2 | Tour noire sur case blanche b7 · Roi noir sur case blanche f7 · Pion noir sur case blanche e6 · Pion noir sur case noire f6 · Dame noire sur case blanche d5 · Pion blanc sur case noire f4 · Pion blanc sur case noire e3 · Fou blanc sur case blanche f3 · Dame blanche sur case blanche e2 · Roi blanc sur case noire f2 | Tour noire sur case blanche b7 · Roi noir sur case blanche f7 · Pion noir sur case blanche e6 · Pion noir sur case noire f6 · Dame noire sur case blanche d5 · Pion blanc sur case noire f4 · Pion blanc sur case noire e3 · Fou blanc sur case blanche f3 · Dame blanche sur case blanche e2 · Roi blanc sur case noire f2 | Tour noire sur case blanche b7 · Roi noir sur case blanche f7 · Pion noir sur case blanche e6 · Pion noir sur case noire f6 · Dame noire sur case blanche d5 · Pion blanc sur case noire f4 · Pion blanc sur case noire e3 · Fou blanc sur case blanche f3 · Dame blanche sur case blanche e2 · Roi blanc sur case noire f2 | Tour noire sur case blanche b7 · Roi noir sur case blanche f7 · Pion noir sur case blanche e6 · Pion noir sur case noire f6 · Dame noire sur case blanche d5 · Pion blanc sur case noire f4 · Pion blanc sur case noire e3 · Fou blanc sur case blanche f3 · Dame blanche sur case blanche e2 · Roi blanc sur case noire f2 | 4 |
| 3 | Tour noire sur case blanche b7 · Roi noir sur case blanche f7 · Pion noir sur case blanche e6 · Pion noir sur case noire f6 · Dame noire sur case blanche d5 · Pion blanc sur case noire f4 · Pion blanc sur case noire e3 · Fou blanc sur case blanche f3 · Dame blanche sur case blanche e2 · Roi blanc sur case noire f2 | Tour noire sur case blanche b7 · Roi noir sur case blanche f7 · Pion noir sur case blanche e6 · Pion noir sur case noire f6 · Dame noire sur case blanche d5 · Pion blanc sur case noire f4 · Pion blanc sur case noire e3 · Fou blanc sur case blanche f3 · Dame blanche sur case blanche e2 · Roi blanc sur case noire f2 | Tour noire sur case blanche b7 · Roi noir sur case blanche f7 · Pion noir sur case blanche e6 · Pion noir sur case noire f6 · Dame noire sur case blanche d5 · Pion blanc sur case noire f4 · Pion blanc sur case noire e3 · Fou blanc sur case blanche f3 · Dame blanche sur case blanche e2 · Roi blanc sur case noire f2 | Tour noire sur case blanche b7 · Roi noir sur case blanche f7 · Pion noir sur case blanche e6 · Pion noir sur case noire f6 · Dame noire sur case blanche d5 · Pion blanc sur case noire f4 · Pion blanc sur case noire e3 · Fou blanc sur case blanche f3 · Dame blanche sur case blanche e2 · Roi blanc sur case noire f2 | Tour noire sur case blanche b7 · Roi noir sur case blanche f7 · Pion noir sur case blanche e6 · Pion noir sur case noire f6 · Dame noire sur case blanche d5 · Pion blanc sur case noire f4 · Pion blanc sur case noire e3 · Fou blanc sur case blanche f3 · Dame blanche sur case blanche e2 · Roi blanc sur case noire f2 | Tour noire sur case blanche b7 · Roi noir sur case blanche f7 · Pion noir sur case blanche e6 · Pion noir sur case noire f6 · Dame noire sur case blanche d5 · Pion blanc sur case noire f4 · Pion blanc sur case noire e3 · Fou blanc sur case blanche f3 · Dame blanche sur case blanche e2 · Roi blanc sur case noire f2 | Tour noire sur case blanche b7 · Roi noir sur case blanche f7 · Pion noir sur case blanche e6 · Pion noir sur case noire f6 · Dame noire sur case blanche d5 · Pion blanc sur case noire f4 · Pion blanc sur case noire e3 · Fou blanc sur case blanche f3 · Dame blanche sur case blanche e2 · Roi blanc sur case noire f2 | Tour noire sur case blanche b7 · Roi noir sur case blanche f7 · Pion noir sur case blanche e6 · Pion noir sur case noire f6 · Dame noire sur case blanche d5 · Pion blanc sur case noire f4 · Pion blanc sur case noire e3 · Fou blanc sur case blanche f3 · Dame blanche sur case blanche e2 · Roi blanc sur case noire f2 | 3 |
| 2 | Tour noire sur case blanche b7 · Roi noir sur case blanche f7 · Pion noir sur case blanche e6 · Pion noir sur case noire f6 · Dame noire sur case blanche d5 · Pion blanc sur case noire f4 · Pion blanc sur case noire e3 · Fou blanc sur case blanche f3 · Dame blanche sur case blanche e2 · Roi blanc sur case noire f2 | Tour noire sur case blanche b7 · Roi noir sur case blanche f7 · Pion noir sur case blanche e6 · Pion noir sur case noire f6 · Dame noire sur case blanche d5 · Pion blanc sur case noire f4 · Pion blanc sur case noire e3 · Fou blanc sur case blanche f3 · Dame blanche sur case blanche e2 · Roi blanc sur case noire f2 | Tour noire sur case blanche b7 · Roi noir sur case blanche f7 · Pion noir sur case blanche e6 · Pion noir sur case noire f6 · Dame noire sur case blanche d5 · Pion blanc sur case noire f4 · Pion blanc sur case noire e3 · Fou blanc sur case blanche f3 · Dame blanche sur case blanche e2 · Roi blanc sur case noire f2 | Tour noire sur case blanche b7 · Roi noir sur case blanche f7 · Pion noir sur case blanche e6 · Pion noir sur case noire f6 · Dame noire sur case blanche d5 · Pion blanc sur case noire f4 · Pion blanc sur case noire e3 · Fou blanc sur case blanche f3 · Dame blanche sur case blanche e2 · Roi blanc sur case noire f2 | Tour noire sur case blanche b7 · Roi noir sur case blanche f7 · Pion noir sur case blanche e6 · Pion noir sur case noire f6 · Dame noire sur case blanche d5 · Pion blanc sur case noire f4 · Pion blanc sur case noire e3 · Fou blanc sur case blanche f3 · Dame blanche sur case blanche e2 · Roi blanc sur case noire f2 | Tour noire sur case blanche b7 · Roi noir sur case blanche f7 · Pion noir sur case blanche e6 · Pion noir sur case noire f6 · Dame noire sur case blanche d5 · Pion blanc sur case noire f4 · Pion blanc sur case noire e3 · Fou blanc sur case blanche f3 · Dame blanche sur case blanche e2 · Roi blanc sur case noire f2 | Tour noire sur case blanche b7 · Roi noir sur case blanche f7 · Pion noir sur case blanche e6 · Pion noir sur case noire f6 · Dame noire sur case blanche d5 · Pion blanc sur case noire f4 · Pion blanc sur case noire e3 · Fou blanc sur case blanche f3 · Dame blanche sur case blanche e2 · Roi blanc sur case noire f2 | Tour noire sur case blanche b7 · Roi noir sur case blanche f7 · Pion noir sur case blanche e6 · Pion noir sur case noire f6 · Dame noire sur case blanche d5 · Pion blanc sur case noire f4 · Pion blanc sur case noire e3 · Fou blanc sur case blanche f3 · Dame blanche sur case blanche e2 · Roi blanc sur case noire f2 | 2 |
| 1 | Tour noire sur case blanche b7 · Roi noir sur case blanche f7 · Pion noir sur case blanche e6 · Pion noir sur case noire f6 · Dame noire sur case blanche d5 · Pion blanc sur case noire f4 · Pion blanc sur case noire e3 · Fou blanc sur case blanche f3 · Dame blanche sur case blanche e2 · Roi blanc sur case noire f2 | Tour noire sur case blanche b7 · Roi noir sur case blanche f7 · Pion noir sur case blanche e6 · Pion noir sur case noire f6 · Dame noire sur case blanche d5 · Pion blanc sur case noire f4 · Pion blanc sur case noire e3 · Fou blanc sur case blanche f3 · Dame blanche sur case blanche e2 · Roi blanc sur case noire f2 | Tour noire sur case blanche b7 · Roi noir sur case blanche f7 · Pion noir sur case blanche e6 · Pion noir sur case noire f6 · Dame noire sur case blanche d5 · Pion blanc sur case noire f4 · Pion blanc sur case noire e3 · Fou blanc sur case blanche f3 · Dame blanche sur case blanche e2 · Roi blanc sur case noire f2 | Tour noire sur case blanche b7 · Roi noir sur case blanche f7 · Pion noir sur case blanche e6 · Pion noir sur case noire f6 · Dame noire sur case blanche d5 · Pion blanc sur case noire f4 · Pion blanc sur case noire e3 · Fou blanc sur case blanche f3 · Dame blanche sur case blanche e2 · Roi blanc sur case noire f2 | Tour noire sur case blanche b7 · Roi noir sur case blanche f7 · Pion noir sur case blanche e6 · Pion noir sur case noire f6 · Dame noire sur case blanche d5 · Pion blanc sur case noire f4 · Pion blanc sur case noire e3 · Fou blanc sur case blanche f3 · Dame blanche sur case blanche e2 · Roi blanc sur case noire f2 | Tour noire sur case blanche b7 · Roi noir sur case blanche f7 · Pion noir sur case blanche e6 · Pion noir sur case noire f6 · Dame noire sur case blanche d5 · Pion blanc sur case noire f4 · Pion blanc sur case noire e3 · Fou blanc sur case blanche f3 · Dame blanche sur case blanche e2 · Roi blanc sur case noire f2 | Tour noire sur case blanche b7 · Roi noir sur case blanche f7 · Pion noir sur case blanche e6 · Pion noir sur case noire f6 · Dame noire sur case blanche d5 · Pion blanc sur case noire f4 · Pion blanc sur case noire e3 · Fou blanc sur case blanche f3 · Dame blanche sur case blanche e2 · Roi blanc sur case noire f2 | Tour noire sur case blanche b7 · Roi noir sur case blanche f7 · Pion noir sur case blanche e6 · Pion noir sur case noire f6 · Dame noire sur case blanche d5 · Pion blanc sur case noire f4 · Pion blanc sur case noire e3 · Fou blanc sur case blanche f3 · Dame blanche sur case blanche e2 · Roi blanc sur case noire f2 | 1 |
|   | a | b | c | d | e | f | g | h |   |

### L'élimination d'un défenseur, la déviation, l'attraction et l'étouffement
L’élimination d'un défenseur consiste à supprimer une pièce adverse qui empêche une combinaison par un « pseudo-sacrifice ».
La déviation consiste à forcer une pièce adverse à quitter son rôle de défenseur d'une autre pièce, permettant la capture de cette dernière.
Similaire au thème précédent, l’attraction consiste à attirer une pièce sur une case inférieure.
Dans l’étouffement, une pièce se sacrifie pour déplacer une pièce adverse où elle privera une autre de ses pièces de mobilité. Tactique typique du mat à l'étouffée.
|   | a | b | c | d | e | f | g | h |   |
| 8 | Roi noir sur case blanche g8 · Dame noire sur case blanche b7 · Pion noir sur case noire g7 · Pion noir sur case blanche e6 · Pion blanc sur case blanche g6 · Pion blanc sur case noire e5 · Cavalier noir sur case blanche f5 · Dame blanche sur case blanche h5 · Tour blanche sur case blanche f3 · Fou blanc sur case noire g3 · Roi blanc sur case noire h2 · Tour noire sur case noire c1 | Roi noir sur case blanche g8 · Dame noire sur case blanche b7 · Pion noir sur case noire g7 · Pion noir sur case blanche e6 · Pion blanc sur case blanche g6 · Pion blanc sur case noire e5 · Cavalier noir sur case blanche f5 · Dame blanche sur case blanche h5 · Tour blanche sur case blanche f3 · Fou blanc sur case noire g3 · Roi blanc sur case noire h2 · Tour noire sur case noire c1 | Roi noir sur case blanche g8 · Dame noire sur case blanche b7 · Pion noir sur case noire g7 · Pion noir sur case blanche e6 · Pion blanc sur case blanche g6 · Pion blanc sur case noire e5 · Cavalier noir sur case blanche f5 · Dame blanche sur case blanche h5 · Tour blanche sur case blanche f3 · Fou blanc sur case noire g3 · Roi blanc sur case noire h2 · Tour noire sur case noire c1 | Roi noir sur case blanche g8 · Dame noire sur case blanche b7 · Pion noir sur case noire g7 · Pion noir sur case blanche e6 · Pion blanc sur case blanche g6 · Pion blanc sur case noire e5 · Cavalier noir sur case blanche f5 · Dame blanche sur case blanche h5 · Tour blanche sur case blanche f3 · Fou blanc sur case noire g3 · Roi blanc sur case noire h2 · Tour noire sur case noire c1 | Roi noir sur case blanche g8 · Dame noire sur case blanche b7 · Pion noir sur case noire g7 · Pion noir sur case blanche e6 · Pion blanc sur case blanche g6 · Pion blanc sur case noire e5 · Cavalier noir sur case blanche f5 · Dame blanche sur case blanche h5 · Tour blanche sur case blanche f3 · Fou blanc sur case noire g3 · Roi blanc sur case noire h2 · Tour noire sur case noire c1 | Roi noir sur case blanche g8 · Dame noire sur case blanche b7 · Pion noir sur case noire g7 · Pion noir sur case blanche e6 · Pion blanc sur case blanche g6 · Pion blanc sur case noire e5 · Cavalier noir sur case blanche f5 · Dame blanche sur case blanche h5 · Tour blanche sur case blanche f3 · Fou blanc sur case noire g3 · Roi blanc sur case noire h2 · Tour noire sur case noire c1 | Roi noir sur case blanche g8 · Dame noire sur case blanche b7 · Pion noir sur case noire g7 · Pion noir sur case blanche e6 · Pion blanc sur case blanche g6 · Pion blanc sur case noire e5 · Cavalier noir sur case blanche f5 · Dame blanche sur case blanche h5 · Tour blanche sur case blanche f3 · Fou blanc sur case noire g3 · Roi blanc sur case noire h2 · Tour noire sur case noire c1 | Roi noir sur case blanche g8 · Dame noire sur case blanche b7 · Pion noir sur case noire g7 · Pion noir sur case blanche e6 · Pion blanc sur case blanche g6 · Pion blanc sur case noire e5 · Cavalier noir sur case blanche f5 · Dame blanche sur case blanche h5 · Tour blanche sur case blanche f3 · Fou blanc sur case noire g3 · Roi blanc sur case noire h2 · Tour noire sur case noire c1 | 8 |
| 7 | Roi noir sur case blanche g8 · Dame noire sur case blanche b7 · Pion noir sur case noire g7 · Pion noir sur case blanche e6 · Pion blanc sur case blanche g6 · Pion blanc sur case noire e5 · Cavalier noir sur case blanche f5 · Dame blanche sur case blanche h5 · Tour blanche sur case blanche f3 · Fou blanc sur case noire g3 · Roi blanc sur case noire h2 · Tour noire sur case noire c1 | Roi noir sur case blanche g8 · Dame noire sur case blanche b7 · Pion noir sur case noire g7 · Pion noir sur case blanche e6 · Pion blanc sur case blanche g6 · Pion blanc sur case noire e5 · Cavalier noir sur case blanche f5 · Dame blanche sur case blanche h5 · Tour blanche sur case blanche f3 · Fou blanc sur case noire g3 · Roi blanc sur case noire h2 · Tour noire sur case noire c1 | Roi noir sur case blanche g8 · Dame noire sur case blanche b7 · Pion noir sur case noire g7 · Pion noir sur case blanche e6 · Pion blanc sur case blanche g6 · Pion blanc sur case noire e5 · Cavalier noir sur case blanche f5 · Dame blanche sur case blanche h5 · Tour blanche sur case blanche f3 · Fou blanc sur case noire g3 · Roi blanc sur case noire h2 · Tour noire sur case noire c1 | Roi noir sur case blanche g8 · Dame noire sur case blanche b7 · Pion noir sur case noire g7 · Pion noir sur case blanche e6 · Pion blanc sur case blanche g6 · Pion blanc sur case noire e5 · Cavalier noir sur case blanche f5 · Dame blanche sur case blanche h5 · Tour blanche sur case blanche f3 · Fou blanc sur case noire g3 · Roi blanc sur case noire h2 · Tour noire sur case noire c1 | Roi noir sur case blanche g8 · Dame noire sur case blanche b7 · Pion noir sur case noire g7 · Pion noir sur case blanche e6 · Pion blanc sur case blanche g6 · Pion blanc sur case noire e5 · Cavalier noir sur case blanche f5 · Dame blanche sur case blanche h5 · Tour blanche sur case blanche f3 · Fou blanc sur case noire g3 · Roi blanc sur case noire h2 · Tour noire sur case noire c1 | Roi noir sur case blanche g8 · Dame noire sur case blanche b7 · Pion noir sur case noire g7 · Pion noir sur case blanche e6 · Pion blanc sur case blanche g6 · Pion blanc sur case noire e5 · Cavalier noir sur case blanche f5 · Dame blanche sur case blanche h5 · Tour blanche sur case blanche f3 · Fou blanc sur case noire g3 · Roi blanc sur case noire h2 · Tour noire sur case noire c1 | Roi noir sur case blanche g8 · Dame noire sur case blanche b7 · Pion noir sur case noire g7 · Pion noir sur case blanche e6 · Pion blanc sur case blanche g6 · Pion blanc sur case noire e5 · Cavalier noir sur case blanche f5 · Dame blanche sur case blanche h5 · Tour blanche sur case blanche f3 · Fou blanc sur case noire g3 · Roi blanc sur case noire h2 · Tour noire sur case noire c1 | Roi noir sur case blanche g8 · Dame noire sur case blanche b7 · Pion noir sur case noire g7 · Pion noir sur case blanche e6 · Pion blanc sur case blanche g6 · Pion blanc sur case noire e5 · Cavalier noir sur case blanche f5 · Dame blanche sur case blanche h5 · Tour blanche sur case blanche f3 · Fou blanc sur case noire g3 · Roi blanc sur case noire h2 · Tour noire sur case noire c1 | 7 |
| 6 | Roi noir sur case blanche g8 · Dame noire sur case blanche b7 · Pion noir sur case noire g7 · Pion noir sur case blanche e6 · Pion blanc sur case blanche g6 · Pion blanc sur case noire e5 · Cavalier noir sur case blanche f5 · Dame blanche sur case blanche h5 · Tour blanche sur case blanche f3 · Fou blanc sur case noire g3 · Roi blanc sur case noire h2 · Tour noire sur case noire c1 | Roi noir sur case blanche g8 · Dame noire sur case blanche b7 · Pion noir sur case noire g7 · Pion noir sur case blanche e6 · Pion blanc sur case blanche g6 · Pion blanc sur case noire e5 · Cavalier noir sur case blanche f5 · Dame blanche sur case blanche h5 · Tour blanche sur case blanche f3 · Fou blanc sur case noire g3 · Roi blanc sur case noire h2 · Tour noire sur case noire c1 | Roi noir sur case blanche g8 · Dame noire sur case blanche b7 · Pion noir sur case noire g7 · Pion noir sur case blanche e6 · Pion blanc sur case blanche g6 · Pion blanc sur case noire e5 · Cavalier noir sur case blanche f5 · Dame blanche sur case blanche h5 · Tour blanche sur case blanche f3 · Fou blanc sur case noire g3 · Roi blanc sur case noire h2 · Tour noire sur case noire c1 | Roi noir sur case blanche g8 · Dame noire sur case blanche b7 · Pion noir sur case noire g7 · Pion noir sur case blanche e6 · Pion blanc sur case blanche g6 · Pion blanc sur case noire e5 · Cavalier noir sur case blanche f5 · Dame blanche sur case blanche h5 · Tour blanche sur case blanche f3 · Fou blanc sur case noire g3 · Roi blanc sur case noire h2 · Tour noire sur case noire c1 | Roi noir sur case blanche g8 · Dame noire sur case blanche b7 · Pion noir sur case noire g7 · Pion noir sur case blanche e6 · Pion blanc sur case blanche g6 · Pion blanc sur case noire e5 · Cavalier noir sur case blanche f5 · Dame blanche sur case blanche h5 · Tour blanche sur case blanche f3 · Fou blanc sur case noire g3 · Roi blanc sur case noire h2 · Tour noire sur case noire c1 | Roi noir sur case blanche g8 · Dame noire sur case blanche b7 · Pion noir sur case noire g7 · Pion noir sur case blanche e6 · Pion blanc sur case blanche g6 · Pion blanc sur case noire e5 · Cavalier noir sur case blanche f5 · Dame blanche sur case blanche h5 · Tour blanche sur case blanche f3 · Fou blanc sur case noire g3 · Roi blanc sur case noire h2 · Tour noire sur case noire c1 | Roi noir sur case blanche g8 · Dame noire sur case blanche b7 · Pion noir sur case noire g7 · Pion noir sur case blanche e6 · Pion blanc sur case blanche g6 · Pion blanc sur case noire e5 · Cavalier noir sur case blanche f5 · Dame blanche sur case blanche h5 · Tour blanche sur case blanche f3 · Fou blanc sur case noire g3 · Roi blanc sur case noire h2 · Tour noire sur case noire c1 | Roi noir sur case blanche g8 · Dame noire sur case blanche b7 · Pion noir sur case noire g7 · Pion noir sur case blanche e6 · Pion blanc sur case blanche g6 · Pion blanc sur case noire e5 · Cavalier noir sur case blanche f5 · Dame blanche sur case blanche h5 · Tour blanche sur case blanche f3 · Fou blanc sur case noire g3 · Roi blanc sur case noire h2 · Tour noire sur case noire c1 | 6 |
| 5 | Roi noir sur case blanche g8 · Dame noire sur case blanche b7 · Pion noir sur case noire g7 · Pion noir sur case blanche e6 · Pion blanc sur case blanche g6 · Pion blanc sur case noire e5 · Cavalier noir sur case blanche f5 · Dame blanche sur case blanche h5 · Tour blanche sur case blanche f3 · Fou blanc sur case noire g3 · Roi blanc sur case noire h2 · Tour noire sur case noire c1 | Roi noir sur case blanche g8 · Dame noire sur case blanche b7 · Pion noir sur case noire g7 · Pion noir sur case blanche e6 · Pion blanc sur case blanche g6 · Pion blanc sur case noire e5 · Cavalier noir sur case blanche f5 · Dame blanche sur case blanche h5 · Tour blanche sur case blanche f3 · Fou blanc sur case noire g3 · Roi blanc sur case noire h2 · Tour noire sur case noire c1 | Roi noir sur case blanche g8 · Dame noire sur case blanche b7 · Pion noir sur case noire g7 · Pion noir sur case blanche e6 · Pion blanc sur case blanche g6 · Pion blanc sur case noire e5 · Cavalier noir sur case blanche f5 · Dame blanche sur case blanche h5 · Tour blanche sur case blanche f3 · Fou blanc sur case noire g3 · Roi blanc sur case noire h2 · Tour noire sur case noire c1 | Roi noir sur case blanche g8 · Dame noire sur case blanche b7 · Pion noir sur case noire g7 · Pion noir sur case blanche e6 · Pion blanc sur case blanche g6 · Pion blanc sur case noire e5 · Cavalier noir sur case blanche f5 · Dame blanche sur case blanche h5 · Tour blanche sur case blanche f3 · Fou blanc sur case noire g3 · Roi blanc sur case noire h2 · Tour noire sur case noire c1 | Roi noir sur case blanche g8 · Dame noire sur case blanche b7 · Pion noir sur case noire g7 · Pion noir sur case blanche e6 · Pion blanc sur case blanche g6 · Pion blanc sur case noire e5 · Cavalier noir sur case blanche f5 · Dame blanche sur case blanche h5 · Tour blanche sur case blanche f3 · Fou blanc sur case noire g3 · Roi blanc sur case noire h2 · Tour noire sur case noire c1 | Roi noir sur case blanche g8 · Dame noire sur case blanche b7 · Pion noir sur case noire g7 · Pion noir sur case blanche e6 · Pion blanc sur case blanche g6 · Pion blanc sur case noire e5 · Cavalier noir sur case blanche f5 · Dame blanche sur case blanche h5 · Tour blanche sur case blanche f3 · Fou blanc sur case noire g3 · Roi blanc sur case noire h2 · Tour noire sur case noire c1 | Roi noir sur case blanche g8 · Dame noire sur case blanche b7 · Pion noir sur case noire g7 · Pion noir sur case blanche e6 · Pion blanc sur case blanche g6 · Pion blanc sur case noire e5 · Cavalier noir sur case blanche f5 · Dame blanche sur case blanche h5 · Tour blanche sur case blanche f3 · Fou blanc sur case noire g3 · Roi blanc sur case noire h2 · Tour noire sur case noire c1 | Roi noir sur case blanche g8 · Dame noire sur case blanche b7 · Pion noir sur case noire g7 · Pion noir sur case blanche e6 · Pion blanc sur case blanche g6 · Pion blanc sur case noire e5 · Cavalier noir sur case blanche f5 · Dame blanche sur case blanche h5 · Tour blanche sur case blanche f3 · Fou blanc sur case noire g3 · Roi blanc sur case noire h2 · Tour noire sur case noire c1 | 5 |
| 4 | Roi noir sur case blanche g8 · Dame noire sur case blanche b7 · Pion noir sur case noire g7 · Pion noir sur case blanche e6 · Pion blanc sur case blanche g6 · Pion blanc sur case noire e5 · Cavalier noir sur case blanche f5 · Dame blanche sur case blanche h5 · Tour blanche sur case blanche f3 · Fou blanc sur case noire g3 · Roi blanc sur case noire h2 · Tour noire sur case noire c1 | Roi noir sur case blanche g8 · Dame noire sur case blanche b7 · Pion noir sur case noire g7 · Pion noir sur case blanche e6 · Pion blanc sur case blanche g6 · Pion blanc sur case noire e5 · Cavalier noir sur case blanche f5 · Dame blanche sur case blanche h5 · Tour blanche sur case blanche f3 · Fou blanc sur case noire g3 · Roi blanc sur case noire h2 · Tour noire sur case noire c1 | Roi noir sur case blanche g8 · Dame noire sur case blanche b7 · Pion noir sur case noire g7 · Pion noir sur case blanche e6 · Pion blanc sur case blanche g6 · Pion blanc sur case noire e5 · Cavalier noir sur case blanche f5 · Dame blanche sur case blanche h5 · Tour blanche sur case blanche f3 · Fou blanc sur case noire g3 · Roi blanc sur case noire h2 · Tour noire sur case noire c1 | Roi noir sur case blanche g8 · Dame noire sur case blanche b7 · Pion noir sur case noire g7 · Pion noir sur case blanche e6 · Pion blanc sur case blanche g6 · Pion blanc sur case noire e5 · Cavalier noir sur case blanche f5 · Dame blanche sur case blanche h5 · Tour blanche sur case blanche f3 · Fou blanc sur case noire g3 · Roi blanc sur case noire h2 · Tour noire sur case noire c1 | Roi noir sur case blanche g8 · Dame noire sur case blanche b7 · Pion noir sur case noire g7 · Pion noir sur case blanche e6 · Pion blanc sur case blanche g6 · Pion blanc sur case noire e5 · Cavalier noir sur case blanche f5 · Dame blanche sur case blanche h5 · Tour blanche sur case blanche f3 · Fou blanc sur case noire g3 · Roi blanc sur case noire h2 · Tour noire sur case noire c1 | Roi noir sur case blanche g8 · Dame noire sur case blanche b7 · Pion noir sur case noire g7 · Pion noir sur case blanche e6 · Pion blanc sur case blanche g6 · Pion blanc sur case noire e5 · Cavalier noir sur case blanche f5 · Dame blanche sur case blanche h5 · Tour blanche sur case blanche f3 · Fou blanc sur case noire g3 · Roi blanc sur case noire h2 · Tour noire sur case noire c1 | Roi noir sur case blanche g8 · Dame noire sur case blanche b7 · Pion noir sur case noire g7 · Pion noir sur case blanche e6 · Pion blanc sur case blanche g6 · Pion blanc sur case noire e5 · Cavalier noir sur case blanche f5 · Dame blanche sur case blanche h5 · Tour blanche sur case blanche f3 · Fou blanc sur case noire g3 · Roi blanc sur case noire h2 · Tour noire sur case noire c1 | Roi noir sur case blanche g8 · Dame noire sur case blanche b7 · Pion noir sur case noire g7 · Pion noir sur case blanche e6 · Pion blanc sur case blanche g6 · Pion blanc sur case noire e5 · Cavalier noir sur case blanche f5 · Dame blanche sur case blanche h5 · Tour blanche sur case blanche f3 · Fou blanc sur case noire g3 · Roi blanc sur case noire h2 · Tour noire sur case noire c1 | 4 |
| 3 | Roi noir sur case blanche g8 · Dame noire sur case blanche b7 · Pion noir sur case noire g7 · Pion noir sur case blanche e6 · Pion blanc sur case blanche g6 · Pion blanc sur case noire e5 · Cavalier noir sur case blanche f5 · Dame blanche sur case blanche h5 · Tour blanche sur case blanche f3 · Fou blanc sur case noire g3 · Roi blanc sur case noire h2 · Tour noire sur case noire c1 | Roi noir sur case blanche g8 · Dame noire sur case blanche b7 · Pion noir sur case noire g7 · Pion noir sur case blanche e6 · Pion blanc sur case blanche g6 · Pion blanc sur case noire e5 · Cavalier noir sur case blanche f5 · Dame blanche sur case blanche h5 · Tour blanche sur case blanche f3 · Fou blanc sur case noire g3 · Roi blanc sur case noire h2 · Tour noire sur case noire c1 | Roi noir sur case blanche g8 · Dame noire sur case blanche b7 · Pion noir sur case noire g7 · Pion noir sur case blanche e6 · Pion blanc sur case blanche g6 · Pion blanc sur case noire e5 · Cavalier noir sur case blanche f5 · Dame blanche sur case blanche h5 · Tour blanche sur case blanche f3 · Fou blanc sur case noire g3 · Roi blanc sur case noire h2 · Tour noire sur case noire c1 | Roi noir sur case blanche g8 · Dame noire sur case blanche b7 · Pion noir sur case noire g7 · Pion noir sur case blanche e6 · Pion blanc sur case blanche g6 · Pion blanc sur case noire e5 · Cavalier noir sur case blanche f5 · Dame blanche sur case blanche h5 · Tour blanche sur case blanche f3 · Fou blanc sur case noire g3 · Roi blanc sur case noire h2 · Tour noire sur case noire c1 | Roi noir sur case blanche g8 · Dame noire sur case blanche b7 · Pion noir sur case noire g7 · Pion noir sur case blanche e6 · Pion blanc sur case blanche g6 · Pion blanc sur case noire e5 · Cavalier noir sur case blanche f5 · Dame blanche sur case blanche h5 · Tour blanche sur case blanche f3 · Fou blanc sur case noire g3 · Roi blanc sur case noire h2 · Tour noire sur case noire c1 | Roi noir sur case blanche g8 · Dame noire sur case blanche b7 · Pion noir sur case noire g7 · Pion noir sur case blanche e6 · Pion blanc sur case blanche g6 · Pion blanc sur case noire e5 · Cavalier noir sur case blanche f5 · Dame blanche sur case blanche h5 · Tour blanche sur case blanche f3 · Fou blanc sur case noire g3 · Roi blanc sur case noire h2 · Tour noire sur case noire c1 | Roi noir sur case blanche g8 · Dame noire sur case blanche b7 · Pion noir sur case noire g7 · Pion noir sur case blanche e6 · Pion blanc sur case blanche g6 · Pion blanc sur case noire e5 · Cavalier noir sur case blanche f5 · Dame blanche sur case blanche h5 · Tour blanche sur case blanche f3 · Fou blanc sur case noire g3 · Roi blanc sur case noire h2 · Tour noire sur case noire c1 | Roi noir sur case blanche g8 · Dame noire sur case blanche b7 · Pion noir sur case noire g7 · Pion noir sur case blanche e6 · Pion blanc sur case blanche g6 · Pion blanc sur case noire e5 · Cavalier noir sur case blanche f5 · Dame blanche sur case blanche h5 · Tour blanche sur case blanche f3 · Fou blanc sur case noire g3 · Roi blanc sur case noire h2 · Tour noire sur case noire c1 | 3 |
| 2 | Roi noir sur case blanche g8 · Dame noire sur case blanche b7 · Pion noir sur case noire g7 · Pion noir sur case blanche e6 · Pion blanc sur case blanche g6 · Pion blanc sur case noire e5 · Cavalier noir sur case blanche f5 · Dame blanche sur case blanche h5 · Tour blanche sur case blanche f3 · Fou blanc sur case noire g3 · Roi blanc sur case noire h2 · Tour noire sur case noire c1 | Roi noir sur case blanche g8 · Dame noire sur case blanche b7 · Pion noir sur case noire g7 · Pion noir sur case blanche e6 · Pion blanc sur case blanche g6 · Pion blanc sur case noire e5 · Cavalier noir sur case blanche f5 · Dame blanche sur case blanche h5 · Tour blanche sur case blanche f3 · Fou blanc sur case noire g3 · Roi blanc sur case noire h2 · Tour noire sur case noire c1 | Roi noir sur case blanche g8 · Dame noire sur case blanche b7 · Pion noir sur case noire g7 · Pion noir sur case blanche e6 · Pion blanc sur case blanche g6 · Pion blanc sur case noire e5 · Cavalier noir sur case blanche f5 · Dame blanche sur case blanche h5 · Tour blanche sur case blanche f3 · Fou blanc sur case noire g3 · Roi blanc sur case noire h2 · Tour noire sur case noire c1 | Roi noir sur case blanche g8 · Dame noire sur case blanche b7 · Pion noir sur case noire g7 · Pion noir sur case blanche e6 · Pion blanc sur case blanche g6 · Pion blanc sur case noire e5 · Cavalier noir sur case blanche f5 · Dame blanche sur case blanche h5 · Tour blanche sur case blanche f3 · Fou blanc sur case noire g3 · Roi blanc sur case noire h2 · Tour noire sur case noire c1 | Roi noir sur case blanche g8 · Dame noire sur case blanche b7 · Pion noir sur case noire g7 · Pion noir sur case blanche e6 · Pion blanc sur case blanche g6 · Pion blanc sur case noire e5 · Cavalier noir sur case blanche f5 · Dame blanche sur case blanche h5 · Tour blanche sur case blanche f3 · Fou blanc sur case noire g3 · Roi blanc sur case noire h2 · Tour noire sur case noire c1 | Roi noir sur case blanche g8 · Dame noire sur case blanche b7 · Pion noir sur case noire g7 · Pion noir sur case blanche e6 · Pion blanc sur case blanche g6 · Pion blanc sur case noire e5 · Cavalier noir sur case blanche f5 · Dame blanche sur case blanche h5 · Tour blanche sur case blanche f3 · Fou blanc sur case noire g3 · Roi blanc sur case noire h2 · Tour noire sur case noire c1 | Roi noir sur case blanche g8 · Dame noire sur case blanche b7 · Pion noir sur case noire g7 · Pion noir sur case blanche e6 · Pion blanc sur case blanche g6 · Pion blanc sur case noire e5 · Cavalier noir sur case blanche f5 · Dame blanche sur case blanche h5 · Tour blanche sur case blanche f3 · Fou blanc sur case noire g3 · Roi blanc sur case noire h2 · Tour noire sur case noire c1 | Roi noir sur case blanche g8 · Dame noire sur case blanche b7 · Pion noir sur case noire g7 · Pion noir sur case blanche e6 · Pion blanc sur case blanche g6 · Pion blanc sur case noire e5 · Cavalier noir sur case blanche f5 · Dame blanche sur case blanche h5 · Tour blanche sur case blanche f3 · Fou blanc sur case noire g3 · Roi blanc sur case noire h2 · Tour noire sur case noire c1 | 2 |
| 1 | Roi noir sur case blanche g8 · Dame noire sur case blanche b7 · Pion noir sur case noire g7 · Pion noir sur case blanche e6 · Pion blanc sur case blanche g6 · Pion blanc sur case noire e5 · Cavalier noir sur case blanche f5 · Dame blanche sur case blanche h5 · Tour blanche sur case blanche f3 · Fou blanc sur case noire g3 · Roi blanc sur case noire h2 · Tour noire sur case noire c1 | Roi noir sur case blanche g8 · Dame noire sur case blanche b7 · Pion noir sur case noire g7 · Pion noir sur case blanche e6 · Pion blanc sur case blanche g6 · Pion blanc sur case noire e5 · Cavalier noir sur case blanche f5 · Dame blanche sur case blanche h5 · Tour blanche sur case blanche f3 · Fou blanc sur case noire g3 · Roi blanc sur case noire h2 · Tour noire sur case noire c1 | Roi noir sur case blanche g8 · Dame noire sur case blanche b7 · Pion noir sur case noire g7 · Pion noir sur case blanche e6 · Pion blanc sur case blanche g6 · Pion blanc sur case noire e5 · Cavalier noir sur case blanche f5 · Dame blanche sur case blanche h5 · Tour blanche sur case blanche f3 · Fou blanc sur case noire g3 · Roi blanc sur case noire h2 · Tour noire sur case noire c1 | Roi noir sur case blanche g8 · Dame noire sur case blanche b7 · Pion noir sur case noire g7 · Pion noir sur case blanche e6 · Pion blanc sur case blanche g6 · Pion blanc sur case noire e5 · Cavalier noir sur case blanche f5 · Dame blanche sur case blanche h5 · Tour blanche sur case blanche f3 · Fou blanc sur case noire g3 · Roi blanc sur case noire h2 · Tour noire sur case noire c1 | Roi noir sur case blanche g8 · Dame noire sur case blanche b7 · Pion noir sur case noire g7 · Pion noir sur case blanche e6 · Pion blanc sur case blanche g6 · Pion blanc sur case noire e5 · Cavalier noir sur case blanche f5 · Dame blanche sur case blanche h5 · Tour blanche sur case blanche f3 · Fou blanc sur case noire g3 · Roi blanc sur case noire h2 · Tour noire sur case noire c1 | Roi noir sur case blanche g8 · Dame noire sur case blanche b7 · Pion noir sur case noire g7 · Pion noir sur case blanche e6 · Pion blanc sur case blanche g6 · Pion blanc sur case noire e5 · Cavalier noir sur case blanche f5 · Dame blanche sur case blanche h5 · Tour blanche sur case blanche f3 · Fou blanc sur case noire g3 · Roi blanc sur case noire h2 · Tour noire sur case noire c1 | Roi noir sur case blanche g8 · Dame noire sur case blanche b7 · Pion noir sur case noire g7 · Pion noir sur case blanche e6 · Pion blanc sur case blanche g6 · Pion blanc sur case noire e5 · Cavalier noir sur case blanche f5 · Dame blanche sur case blanche h5 · Tour blanche sur case blanche f3 · Fou blanc sur case noire g3 · Roi blanc sur case noire h2 · Tour noire sur case noire c1 | Roi noir sur case blanche g8 · Dame noire sur case blanche b7 · Pion noir sur case noire g7 · Pion noir sur case blanche e6 · Pion blanc sur case blanche g6 · Pion blanc sur case noire e5 · Cavalier noir sur case blanche f5 · Dame blanche sur case blanche h5 · Tour blanche sur case blanche f3 · Fou blanc sur case noire g3 · Roi blanc sur case noire h2 · Tour noire sur case noire c1 | 1 |
|   | a | b | c | d | e | f | g | h |   |

|   | a | b | c | d | e | f | g | h |   |
| 8 | Tour noire sur case noire f8 · Roi noir sur case blanche g8 · Fou noir sur case noire c7 · Pion noir sur case noire g7 · Pion noir sur case blanche a6 · Pion noir sur case noire h6 · Pion noir sur case blanche b5 · Pion noir sur case noire c5 · Pion blanc sur case noire c3 · Pion blanc sur case blanche h3 · Pion blanc sur case blanche a2 · Pion blanc sur case noire b2 · Fou blanc sur case blanche c2 · Pion blanc sur case blanche g2 · Tour blanche sur case blanche f1 · Roi blanc sur case noire g1 | Tour noire sur case noire f8 · Roi noir sur case blanche g8 · Fou noir sur case noire c7 · Pion noir sur case noire g7 · Pion noir sur case blanche a6 · Pion noir sur case noire h6 · Pion noir sur case blanche b5 · Pion noir sur case noire c5 · Pion blanc sur case noire c3 · Pion blanc sur case blanche h3 · Pion blanc sur case blanche a2 · Pion blanc sur case noire b2 · Fou blanc sur case blanche c2 · Pion blanc sur case blanche g2 · Tour blanche sur case blanche f1 · Roi blanc sur case noire g1 | Tour noire sur case noire f8 · Roi noir sur case blanche g8 · Fou noir sur case noire c7 · Pion noir sur case noire g7 · Pion noir sur case blanche a6 · Pion noir sur case noire h6 · Pion noir sur case blanche b5 · Pion noir sur case noire c5 · Pion blanc sur case noire c3 · Pion blanc sur case blanche h3 · Pion blanc sur case blanche a2 · Pion blanc sur case noire b2 · Fou blanc sur case blanche c2 · Pion blanc sur case blanche g2 · Tour blanche sur case blanche f1 · Roi blanc sur case noire g1 | Tour noire sur case noire f8 · Roi noir sur case blanche g8 · Fou noir sur case noire c7 · Pion noir sur case noire g7 · Pion noir sur case blanche a6 · Pion noir sur case noire h6 · Pion noir sur case blanche b5 · Pion noir sur case noire c5 · Pion blanc sur case noire c3 · Pion blanc sur case blanche h3 · Pion blanc sur case blanche a2 · Pion blanc sur case noire b2 · Fou blanc sur case blanche c2 · Pion blanc sur case blanche g2 · Tour blanche sur case blanche f1 · Roi blanc sur case noire g1 | Tour noire sur case noire f8 · Roi noir sur case blanche g8 · Fou noir sur case noire c7 · Pion noir sur case noire g7 · Pion noir sur case blanche a6 · Pion noir sur case noire h6 · Pion noir sur case blanche b5 · Pion noir sur case noire c5 · Pion blanc sur case noire c3 · Pion blanc sur case blanche h3 · Pion blanc sur case blanche a2 · Pion blanc sur case noire b2 · Fou blanc sur case blanche c2 · Pion blanc sur case blanche g2 · Tour blanche sur case blanche f1 · Roi blanc sur case noire g1 | Tour noire sur case noire f8 · Roi noir sur case blanche g8 · Fou noir sur case noire c7 · Pion noir sur case noire g7 · Pion noir sur case blanche a6 · Pion noir sur case noire h6 · Pion noir sur case blanche b5 · Pion noir sur case noire c5 · Pion blanc sur case noire c3 · Pion blanc sur case blanche h3 · Pion blanc sur case blanche a2 · Pion blanc sur case noire b2 · Fou blanc sur case blanche c2 · Pion blanc sur case blanche g2 · Tour blanche sur case blanche f1 · Roi blanc sur case noire g1 | Tour noire sur case noire f8 · Roi noir sur case blanche g8 · Fou noir sur case noire c7 · Pion noir sur case noire g7 · Pion noir sur case blanche a6 · Pion noir sur case noire h6 · Pion noir sur case blanche b5 · Pion noir sur case noire c5 · Pion blanc sur case noire c3 · Pion blanc sur case blanche h3 · Pion blanc sur case blanche a2 · Pion blanc sur case noire b2 · Fou blanc sur case blanche c2 · Pion blanc sur case blanche g2 · Tour blanche sur case blanche f1 · Roi blanc sur case noire g1 | Tour noire sur case noire f8 · Roi noir sur case blanche g8 · Fou noir sur case noire c7 · Pion noir sur case noire g7 · Pion noir sur case blanche a6 · Pion noir sur case noire h6 · Pion noir sur case blanche b5 · Pion noir sur case noire c5 · Pion blanc sur case noire c3 · Pion blanc sur case blanche h3 · Pion blanc sur case blanche a2 · Pion blanc sur case noire b2 · Fou blanc sur case blanche c2 · Pion blanc sur case blanche g2 · Tour blanche sur case blanche f1 · Roi blanc sur case noire g1 | 8 |
| 7 | Tour noire sur case noire f8 · Roi noir sur case blanche g8 · Fou noir sur case noire c7 · Pion noir sur case noire g7 · Pion noir sur case blanche a6 · Pion noir sur case noire h6 · Pion noir sur case blanche b5 · Pion noir sur case noire c5 · Pion blanc sur case noire c3 · Pion blanc sur case blanche h3 · Pion blanc sur case blanche a2 · Pion blanc sur case noire b2 · Fou blanc sur case blanche c2 · Pion blanc sur case blanche g2 · Tour blanche sur case blanche f1 · Roi blanc sur case noire g1 | Tour noire sur case noire f8 · Roi noir sur case blanche g8 · Fou noir sur case noire c7 · Pion noir sur case noire g7 · Pion noir sur case blanche a6 · Pion noir sur case noire h6 · Pion noir sur case blanche b5 · Pion noir sur case noire c5 · Pion blanc sur case noire c3 · Pion blanc sur case blanche h3 · Pion blanc sur case blanche a2 · Pion blanc sur case noire b2 · Fou blanc sur case blanche c2 · Pion blanc sur case blanche g2 · Tour blanche sur case blanche f1 · Roi blanc sur case noire g1 | Tour noire sur case noire f8 · Roi noir sur case blanche g8 · Fou noir sur case noire c7 · Pion noir sur case noire g7 · Pion noir sur case blanche a6 · Pion noir sur case noire h6 · Pion noir sur case blanche b5 · Pion noir sur case noire c5 · Pion blanc sur case noire c3 · Pion blanc sur case blanche h3 · Pion blanc sur case blanche a2 · Pion blanc sur case noire b2 · Fou blanc sur case blanche c2 · Pion blanc sur case blanche g2 · Tour blanche sur case blanche f1 · Roi blanc sur case noire g1 | Tour noire sur case noire f8 · Roi noir sur case blanche g8 · Fou noir sur case noire c7 · Pion noir sur case noire g7 · Pion noir sur case blanche a6 · Pion noir sur case noire h6 · Pion noir sur case blanche b5 · Pion noir sur case noire c5 · Pion blanc sur case noire c3 · Pion blanc sur case blanche h3 · Pion blanc sur case blanche a2 · Pion blanc sur case noire b2 · Fou blanc sur case blanche c2 · Pion blanc sur case blanche g2 · Tour blanche sur case blanche f1 · Roi blanc sur case noire g1 | Tour noire sur case noire f8 · Roi noir sur case blanche g8 · Fou noir sur case noire c7 · Pion noir sur case noire g7 · Pion noir sur case blanche a6 · Pion noir sur case noire h6 · Pion noir sur case blanche b5 · Pion noir sur case noire c5 · Pion blanc sur case noire c3 · Pion blanc sur case blanche h3 · Pion blanc sur case blanche a2 · Pion blanc sur case noire b2 · Fou blanc sur case blanche c2 · Pion blanc sur case blanche g2 · Tour blanche sur case blanche f1 · Roi blanc sur case noire g1 | Tour noire sur case noire f8 · Roi noir sur case blanche g8 · Fou noir sur case noire c7 · Pion noir sur case noire g7 · Pion noir sur case blanche a6 · Pion noir sur case noire h6 · Pion noir sur case blanche b5 · Pion noir sur case noire c5 · Pion blanc sur case noire c3 · Pion blanc sur case blanche h3 · Pion blanc sur case blanche a2 · Pion blanc sur case noire b2 · Fou blanc sur case blanche c2 · Pion blanc sur case blanche g2 · Tour blanche sur case blanche f1 · Roi blanc sur case noire g1 | Tour noire sur case noire f8 · Roi noir sur case blanche g8 · Fou noir sur case noire c7 · Pion noir sur case noire g7 · Pion noir sur case blanche a6 · Pion noir sur case noire h6 · Pion noir sur case blanche b5 · Pion noir sur case noire c5 · Pion blanc sur case noire c3 · Pion blanc sur case blanche h3 · Pion blanc sur case blanche a2 · Pion blanc sur case noire b2 · Fou blanc sur case blanche c2 · Pion blanc sur case blanche g2 · Tour blanche sur case blanche f1 · Roi blanc sur case noire g1 | Tour noire sur case noire f8 · Roi noir sur case blanche g8 · Fou noir sur case noire c7 · Pion noir sur case noire g7 · Pion noir sur case blanche a6 · Pion noir sur case noire h6 · Pion noir sur case blanche b5 · Pion noir sur case noire c5 · Pion blanc sur case noire c3 · Pion blanc sur case blanche h3 · Pion blanc sur case blanche a2 · Pion blanc sur case noire b2 · Fou blanc sur case blanche c2 · Pion blanc sur case blanche g2 · Tour blanche sur case blanche f1 · Roi blanc sur case noire g1 | 7 |
| 6 | Tour noire sur case noire f8 · Roi noir sur case blanche g8 · Fou noir sur case noire c7 · Pion noir sur case noire g7 · Pion noir sur case blanche a6 · Pion noir sur case noire h6 · Pion noir sur case blanche b5 · Pion noir sur case noire c5 · Pion blanc sur case noire c3 · Pion blanc sur case blanche h3 · Pion blanc sur case blanche a2 · Pion blanc sur case noire b2 · Fou blanc sur case blanche c2 · Pion blanc sur case blanche g2 · Tour blanche sur case blanche f1 · Roi blanc sur case noire g1 | Tour noire sur case noire f8 · Roi noir sur case blanche g8 · Fou noir sur case noire c7 · Pion noir sur case noire g7 · Pion noir sur case blanche a6 · Pion noir sur case noire h6 · Pion noir sur case blanche b5 · Pion noir sur case noire c5 · Pion blanc sur case noire c3 · Pion blanc sur case blanche h3 · Pion blanc sur case blanche a2 · Pion blanc sur case noire b2 · Fou blanc sur case blanche c2 · Pion blanc sur case blanche g2 · Tour blanche sur case blanche f1 · Roi blanc sur case noire g1 | Tour noire sur case noire f8 · Roi noir sur case blanche g8 · Fou noir sur case noire c7 · Pion noir sur case noire g7 · Pion noir sur case blanche a6 · Pion noir sur case noire h6 · Pion noir sur case blanche b5 · Pion noir sur case noire c5 · Pion blanc sur case noire c3 · Pion blanc sur case blanche h3 · Pion blanc sur case blanche a2 · Pion blanc sur case noire b2 · Fou blanc sur case blanche c2 · Pion blanc sur case blanche g2 · Tour blanche sur case blanche f1 · Roi blanc sur case noire g1 | Tour noire sur case noire f8 · Roi noir sur case blanche g8 · Fou noir sur case noire c7 · Pion noir sur case noire g7 · Pion noir sur case blanche a6 · Pion noir sur case noire h6 · Pion noir sur case blanche b5 · Pion noir sur case noire c5 · Pion blanc sur case noire c3 · Pion blanc sur case blanche h3 · Pion blanc sur case blanche a2 · Pion blanc sur case noire b2 · Fou blanc sur case blanche c2 · Pion blanc sur case blanche g2 · Tour blanche sur case blanche f1 · Roi blanc sur case noire g1 | Tour noire sur case noire f8 · Roi noir sur case blanche g8 · Fou noir sur case noire c7 · Pion noir sur case noire g7 · Pion noir sur case blanche a6 · Pion noir sur case noire h6 · Pion noir sur case blanche b5 · Pion noir sur case noire c5 · Pion blanc sur case noire c3 · Pion blanc sur case blanche h3 · Pion blanc sur case blanche a2 · Pion blanc sur case noire b2 · Fou blanc sur case blanche c2 · Pion blanc sur case blanche g2 · Tour blanche sur case blanche f1 · Roi blanc sur case noire g1 | Tour noire sur case noire f8 · Roi noir sur case blanche g8 · Fou noir sur case noire c7 · Pion noir sur case noire g7 · Pion noir sur case blanche a6 · Pion noir sur case noire h6 · Pion noir sur case blanche b5 · Pion noir sur case noire c5 · Pion blanc sur case noire c3 · Pion blanc sur case blanche h3 · Pion blanc sur case blanche a2 · Pion blanc sur case noire b2 · Fou blanc sur case blanche c2 · Pion blanc sur case blanche g2 · Tour blanche sur case blanche f1 · Roi blanc sur case noire g1 | Tour noire sur case noire f8 · Roi noir sur case blanche g8 · Fou noir sur case noire c7 · Pion noir sur case noire g7 · Pion noir sur case blanche a6 · Pion noir sur case noire h6 · Pion noir sur case blanche b5 · Pion noir sur case noire c5 · Pion blanc sur case noire c3 · Pion blanc sur case blanche h3 · Pion blanc sur case blanche a2 · Pion blanc sur case noire b2 · Fou blanc sur case blanche c2 · Pion blanc sur case blanche g2 · Tour blanche sur case blanche f1 · Roi blanc sur case noire g1 | Tour noire sur case noire f8 · Roi noir sur case blanche g8 · Fou noir sur case noire c7 · Pion noir sur case noire g7 · Pion noir sur case blanche a6 · Pion noir sur case noire h6 · Pion noir sur case blanche b5 · Pion noir sur case noire c5 · Pion blanc sur case noire c3 · Pion blanc sur case blanche h3 · Pion blanc sur case blanche a2 · Pion blanc sur case noire b2 · Fou blanc sur case blanche c2 · Pion blanc sur case blanche g2 · Tour blanche sur case blanche f1 · Roi blanc sur case noire g1 | 6 |
| 5 | Tour noire sur case noire f8 · Roi noir sur case blanche g8 · Fou noir sur case noire c7 · Pion noir sur case noire g7 · Pion noir sur case blanche a6 · Pion noir sur case noire h6 · Pion noir sur case blanche b5 · Pion noir sur case noire c5 · Pion blanc sur case noire c3 · Pion blanc sur case blanche h3 · Pion blanc sur case blanche a2 · Pion blanc sur case noire b2 · Fou blanc sur case blanche c2 · Pion blanc sur case blanche g2 · Tour blanche sur case blanche f1 · Roi blanc sur case noire g1 | Tour noire sur case noire f8 · Roi noir sur case blanche g8 · Fou noir sur case noire c7 · Pion noir sur case noire g7 · Pion noir sur case blanche a6 · Pion noir sur case noire h6 · Pion noir sur case blanche b5 · Pion noir sur case noire c5 · Pion blanc sur case noire c3 · Pion blanc sur case blanche h3 · Pion blanc sur case blanche a2 · Pion blanc sur case noire b2 · Fou blanc sur case blanche c2 · Pion blanc sur case blanche g2 · Tour blanche sur case blanche f1 · Roi blanc sur case noire g1 | Tour noire sur case noire f8 · Roi noir sur case blanche g8 · Fou noir sur case noire c7 · Pion noir sur case noire g7 · Pion noir sur case blanche a6 · Pion noir sur case noire h6 · Pion noir sur case blanche b5 · Pion noir sur case noire c5 · Pion blanc sur case noire c3 · Pion blanc sur case blanche h3 · Pion blanc sur case blanche a2 · Pion blanc sur case noire b2 · Fou blanc sur case blanche c2 · Pion blanc sur case blanche g2 · Tour blanche sur case blanche f1 · Roi blanc sur case noire g1 | Tour noire sur case noire f8 · Roi noir sur case blanche g8 · Fou noir sur case noire c7 · Pion noir sur case noire g7 · Pion noir sur case blanche a6 · Pion noir sur case noire h6 · Pion noir sur case blanche b5 · Pion noir sur case noire c5 · Pion blanc sur case noire c3 · Pion blanc sur case blanche h3 · Pion blanc sur case blanche a2 · Pion blanc sur case noire b2 · Fou blanc sur case blanche c2 · Pion blanc sur case blanche g2 · Tour blanche sur case blanche f1 · Roi blanc sur case noire g1 | Tour noire sur case noire f8 · Roi noir sur case blanche g8 · Fou noir sur case noire c7 · Pion noir sur case noire g7 · Pion noir sur case blanche a6 · Pion noir sur case noire h6 · Pion noir sur case blanche b5 · Pion noir sur case noire c5 · Pion blanc sur case noire c3 · Pion blanc sur case blanche h3 · Pion blanc sur case blanche a2 · Pion blanc sur case noire b2 · Fou blanc sur case blanche c2 · Pion blanc sur case blanche g2 · Tour blanche sur case blanche f1 · Roi blanc sur case noire g1 | Tour noire sur case noire f8 · Roi noir sur case blanche g8 · Fou noir sur case noire c7 · Pion noir sur case noire g7 · Pion noir sur case blanche a6 · Pion noir sur case noire h6 · Pion noir sur case blanche b5 · Pion noir sur case noire c5 · Pion blanc sur case noire c3 · Pion blanc sur case blanche h3 · Pion blanc sur case blanche a2 · Pion blanc sur case noire b2 · Fou blanc sur case blanche c2 · Pion blanc sur case blanche g2 · Tour blanche sur case blanche f1 · Roi blanc sur case noire g1 | Tour noire sur case noire f8 · Roi noir sur case blanche g8 · Fou noir sur case noire c7 · Pion noir sur case noire g7 · Pion noir sur case blanche a6 · Pion noir sur case noire h6 · Pion noir sur case blanche b5 · Pion noir sur case noire c5 · Pion blanc sur case noire c3 · Pion blanc sur case blanche h3 · Pion blanc sur case blanche a2 · Pion blanc sur case noire b2 · Fou blanc sur case blanche c2 · Pion blanc sur case blanche g2 · Tour blanche sur case blanche f1 · Roi blanc sur case noire g1 | Tour noire sur case noire f8 · Roi noir sur case blanche g8 · Fou noir sur case noire c7 · Pion noir sur case noire g7 · Pion noir sur case blanche a6 · Pion noir sur case noire h6 · Pion noir sur case blanche b5 · Pion noir sur case noire c5 · Pion blanc sur case noire c3 · Pion blanc sur case blanche h3 · Pion blanc sur case blanche a2 · Pion blanc sur case noire b2 · Fou blanc sur case blanche c2 · Pion blanc sur case blanche g2 · Tour blanche sur case blanche f1 · Roi blanc sur case noire g1 | 5 |
| 4 | Tour noire sur case noire f8 · Roi noir sur case blanche g8 · Fou noir sur case noire c7 · Pion noir sur case noire g7 · Pion noir sur case blanche a6 · Pion noir sur case noire h6 · Pion noir sur case blanche b5 · Pion noir sur case noire c5 · Pion blanc sur case noire c3 · Pion blanc sur case blanche h3 · Pion blanc sur case blanche a2 · Pion blanc sur case noire b2 · Fou blanc sur case blanche c2 · Pion blanc sur case blanche g2 · Tour blanche sur case blanche f1 · Roi blanc sur case noire g1 | Tour noire sur case noire f8 · Roi noir sur case blanche g8 · Fou noir sur case noire c7 · Pion noir sur case noire g7 · Pion noir sur case blanche a6 · Pion noir sur case noire h6 · Pion noir sur case blanche b5 · Pion noir sur case noire c5 · Pion blanc sur case noire c3 · Pion blanc sur case blanche h3 · Pion blanc sur case blanche a2 · Pion blanc sur case noire b2 · Fou blanc sur case blanche c2 · Pion blanc sur case blanche g2 · Tour blanche sur case blanche f1 · Roi blanc sur case noire g1 | Tour noire sur case noire f8 · Roi noir sur case blanche g8 · Fou noir sur case noire c7 · Pion noir sur case noire g7 · Pion noir sur case blanche a6 · Pion noir sur case noire h6 · Pion noir sur case blanche b5 · Pion noir sur case noire c5 · Pion blanc sur case noire c3 · Pion blanc sur case blanche h3 · Pion blanc sur case blanche a2 · Pion blanc sur case noire b2 · Fou blanc sur case blanche c2 · Pion blanc sur case blanche g2 · Tour blanche sur case blanche f1 · Roi blanc sur case noire g1 | Tour noire sur case noire f8 · Roi noir sur case blanche g8 · Fou noir sur case noire c7 · Pion noir sur case noire g7 · Pion noir sur case blanche a6 · Pion noir sur case noire h6 · Pion noir sur case blanche b5 · Pion noir sur case noire c5 · Pion blanc sur case noire c3 · Pion blanc sur case blanche h3 · Pion blanc sur case blanche a2 · Pion blanc sur case noire b2 · Fou blanc sur case blanche c2 · Pion blanc sur case blanche g2 · Tour blanche sur case blanche f1 · Roi blanc sur case noire g1 | Tour noire sur case noire f8 · Roi noir sur case blanche g8 · Fou noir sur case noire c7 · Pion noir sur case noire g7 · Pion noir sur case blanche a6 · Pion noir sur case noire h6 · Pion noir sur case blanche b5 · Pion noir sur case noire c5 · Pion blanc sur case noire c3 · Pion blanc sur case blanche h3 · Pion blanc sur case blanche a2 · Pion blanc sur case noire b2 · Fou blanc sur case blanche c2 · Pion blanc sur case blanche g2 · Tour blanche sur case blanche f1 · Roi blanc sur case noire g1 | Tour noire sur case noire f8 · Roi noir sur case blanche g8 · Fou noir sur case noire c7 · Pion noir sur case noire g7 · Pion noir sur case blanche a6 · Pion noir sur case noire h6 · Pion noir sur case blanche b5 · Pion noir sur case noire c5 · Pion blanc sur case noire c3 · Pion blanc sur case blanche h3 · Pion blanc sur case blanche a2 · Pion blanc sur case noire b2 · Fou blanc sur case blanche c2 · Pion blanc sur case blanche g2 · Tour blanche sur case blanche f1 · Roi blanc sur case noire g1 | Tour noire sur case noire f8 · Roi noir sur case blanche g8 · Fou noir sur case noire c7 · Pion noir sur case noire g7 · Pion noir sur case blanche a6 · Pion noir sur case noire h6 · Pion noir sur case blanche b5 · Pion noir sur case noire c5 · Pion blanc sur case noire c3 · Pion blanc sur case blanche h3 · Pion blanc sur case blanche a2 · Pion blanc sur case noire b2 · Fou blanc sur case blanche c2 · Pion blanc sur case blanche g2 · Tour blanche sur case blanche f1 · Roi blanc sur case noire g1 | Tour noire sur case noire f8 · Roi noir sur case blanche g8 · Fou noir sur case noire c7 · Pion noir sur case noire g7 · Pion noir sur case blanche a6 · Pion noir sur case noire h6 · Pion noir sur case blanche b5 · Pion noir sur case noire c5 · Pion blanc sur case noire c3 · Pion blanc sur case blanche h3 · Pion blanc sur case blanche a2 · Pion blanc sur case noire b2 · Fou blanc sur case blanche c2 · Pion blanc sur case blanche g2 · Tour blanche sur case blanche f1 · Roi blanc sur case noire g1 | 4 |
| 3 | Tour noire sur case noire f8 · Roi noir sur case blanche g8 · Fou noir sur case noire c7 · Pion noir sur case noire g7 · Pion noir sur case blanche a6 · Pion noir sur case noire h6 · Pion noir sur case blanche b5 · Pion noir sur case noire c5 · Pion blanc sur case noire c3 · Pion blanc sur case blanche h3 · Pion blanc sur case blanche a2 · Pion blanc sur case noire b2 · Fou blanc sur case blanche c2 · Pion blanc sur case blanche g2 · Tour blanche sur case blanche f1 · Roi blanc sur case noire g1 | Tour noire sur case noire f8 · Roi noir sur case blanche g8 · Fou noir sur case noire c7 · Pion noir sur case noire g7 · Pion noir sur case blanche a6 · Pion noir sur case noire h6 · Pion noir sur case blanche b5 · Pion noir sur case noire c5 · Pion blanc sur case noire c3 · Pion blanc sur case blanche h3 · Pion blanc sur case blanche a2 · Pion blanc sur case noire b2 · Fou blanc sur case blanche c2 · Pion blanc sur case blanche g2 · Tour blanche sur case blanche f1 · Roi blanc sur case noire g1 | Tour noire sur case noire f8 · Roi noir sur case blanche g8 · Fou noir sur case noire c7 · Pion noir sur case noire g7 · Pion noir sur case blanche a6 · Pion noir sur case noire h6 · Pion noir sur case blanche b5 · Pion noir sur case noire c5 · Pion blanc sur case noire c3 · Pion blanc sur case blanche h3 · Pion blanc sur case blanche a2 · Pion blanc sur case noire b2 · Fou blanc sur case blanche c2 · Pion blanc sur case blanche g2 · Tour blanche sur case blanche f1 · Roi blanc sur case noire g1 | Tour noire sur case noire f8 · Roi noir sur case blanche g8 · Fou noir sur case noire c7 · Pion noir sur case noire g7 · Pion noir sur case blanche a6 · Pion noir sur case noire h6 · Pion noir sur case blanche b5 · Pion noir sur case noire c5 · Pion blanc sur case noire c3 · Pion blanc sur case blanche h3 · Pion blanc sur case blanche a2 · Pion blanc sur case noire b2 · Fou blanc sur case blanche c2 · Pion blanc sur case blanche g2 · Tour blanche sur case blanche f1 · Roi blanc sur case noire g1 | Tour noire sur case noire f8 · Roi noir sur case blanche g8 · Fou noir sur case noire c7 · Pion noir sur case noire g7 · Pion noir sur case blanche a6 · Pion noir sur case noire h6 · Pion noir sur case blanche b5 · Pion noir sur case noire c5 · Pion blanc sur case noire c3 · Pion blanc sur case blanche h3 · Pion blanc sur case blanche a2 · Pion blanc sur case noire b2 · Fou blanc sur case blanche c2 · Pion blanc sur case blanche g2 · Tour blanche sur case blanche f1 · Roi blanc sur case noire g1 | Tour noire sur case noire f8 · Roi noir sur case blanche g8 · Fou noir sur case noire c7 · Pion noir sur case noire g7 · Pion noir sur case blanche a6 · Pion noir sur case noire h6 · Pion noir sur case blanche b5 · Pion noir sur case noire c5 · Pion blanc sur case noire c3 · Pion blanc sur case blanche h3 · Pion blanc sur case blanche a2 · Pion blanc sur case noire b2 · Fou blanc sur case blanche c2 · Pion blanc sur case blanche g2 · Tour blanche sur case blanche f1 · Roi blanc sur case noire g1 | Tour noire sur case noire f8 · Roi noir sur case blanche g8 · Fou noir sur case noire c7 · Pion noir sur case noire g7 · Pion noir sur case blanche a6 · Pion noir sur case noire h6 · Pion noir sur case blanche b5 · Pion noir sur case noire c5 · Pion blanc sur case noire c3 · Pion blanc sur case blanche h3 · Pion blanc sur case blanche a2 · Pion blanc sur case noire b2 · Fou blanc sur case blanche c2 · Pion blanc sur case blanche g2 · Tour blanche sur case blanche f1 · Roi blanc sur case noire g1 | Tour noire sur case noire f8 · Roi noir sur case blanche g8 · Fou noir sur case noire c7 · Pion noir sur case noire g7 · Pion noir sur case blanche a6 · Pion noir sur case noire h6 · Pion noir sur case blanche b5 · Pion noir sur case noire c5 · Pion blanc sur case noire c3 · Pion blanc sur case blanche h3 · Pion blanc sur case blanche a2 · Pion blanc sur case noire b2 · Fou blanc sur case blanche c2 · Pion blanc sur case blanche g2 · Tour blanche sur case blanche f1 · Roi blanc sur case noire g1 | 3 |
| 2 | Tour noire sur case noire f8 · Roi noir sur case blanche g8 · Fou noir sur case noire c7 · Pion noir sur case noire g7 · Pion noir sur case blanche a6 · Pion noir sur case noire h6 · Pion noir sur case blanche b5 · Pion noir sur case noire c5 · Pion blanc sur case noire c3 · Pion blanc sur case blanche h3 · Pion blanc sur case blanche a2 · Pion blanc sur case noire b2 · Fou blanc sur case blanche c2 · Pion blanc sur case blanche g2 · Tour blanche sur case blanche f1 · Roi blanc sur case noire g1 | Tour noire sur case noire f8 · Roi noir sur case blanche g8 · Fou noir sur case noire c7 · Pion noir sur case noire g7 · Pion noir sur case blanche a6 · Pion noir sur case noire h6 · Pion noir sur case blanche b5 · Pion noir sur case noire c5 · Pion blanc sur case noire c3 · Pion blanc sur case blanche h3 · Pion blanc sur case blanche a2 · Pion blanc sur case noire b2 · Fou blanc sur case blanche c2 · Pion blanc sur case blanche g2 · Tour blanche sur case blanche f1 · Roi blanc sur case noire g1 | Tour noire sur case noire f8 · Roi noir sur case blanche g8 · Fou noir sur case noire c7 · Pion noir sur case noire g7 · Pion noir sur case blanche a6 · Pion noir sur case noire h6 · Pion noir sur case blanche b5 · Pion noir sur case noire c5 · Pion blanc sur case noire c3 · Pion blanc sur case blanche h3 · Pion blanc sur case blanche a2 · Pion blanc sur case noire b2 · Fou blanc sur case blanche c2 · Pion blanc sur case blanche g2 · Tour blanche sur case blanche f1 · Roi blanc sur case noire g1 | Tour noire sur case noire f8 · Roi noir sur case blanche g8 · Fou noir sur case noire c7 · Pion noir sur case noire g7 · Pion noir sur case blanche a6 · Pion noir sur case noire h6 · Pion noir sur case blanche b5 · Pion noir sur case noire c5 · Pion blanc sur case noire c3 · Pion blanc sur case blanche h3 · Pion blanc sur case blanche a2 · Pion blanc sur case noire b2 · Fou blanc sur case blanche c2 · Pion blanc sur case blanche g2 · Tour blanche sur case blanche f1 · Roi blanc sur case noire g1 | Tour noire sur case noire f8 · Roi noir sur case blanche g8 · Fou noir sur case noire c7 · Pion noir sur case noire g7 · Pion noir sur case blanche a6 · Pion noir sur case noire h6 · Pion noir sur case blanche b5 · Pion noir sur case noire c5 · Pion blanc sur case noire c3 · Pion blanc sur case blanche h3 · Pion blanc sur case blanche a2 · Pion blanc sur case noire b2 · Fou blanc sur case blanche c2 · Pion blanc sur case blanche g2 · Tour blanche sur case blanche f1 · Roi blanc sur case noire g1 | Tour noire sur case noire f8 · Roi noir sur case blanche g8 · Fou noir sur case noire c7 · Pion noir sur case noire g7 · Pion noir sur case blanche a6 · Pion noir sur case noire h6 · Pion noir sur case blanche b5 · Pion noir sur case noire c5 · Pion blanc sur case noire c3 · Pion blanc sur case blanche h3 · Pion blanc sur case blanche a2 · Pion blanc sur case noire b2 · Fou blanc sur case blanche c2 · Pion blanc sur case blanche g2 · Tour blanche sur case blanche f1 · Roi blanc sur case noire g1 | Tour noire sur case noire f8 · Roi noir sur case blanche g8 · Fou noir sur case noire c7 · Pion noir sur case noire g7 · Pion noir sur case blanche a6 · Pion noir sur case noire h6 · Pion noir sur case blanche b5 · Pion noir sur case noire c5 · Pion blanc sur case noire c3 · Pion blanc sur case blanche h3 · Pion blanc sur case blanche a2 · Pion blanc sur case noire b2 · Fou blanc sur case blanche c2 · Pion blanc sur case blanche g2 · Tour blanche sur case blanche f1 · Roi blanc sur case noire g1 | Tour noire sur case noire f8 · Roi noir sur case blanche g8 · Fou noir sur case noire c7 · Pion noir sur case noire g7 · Pion noir sur case blanche a6 · Pion noir sur case noire h6 · Pion noir sur case blanche b5 · Pion noir sur case noire c5 · Pion blanc sur case noire c3 · Pion blanc sur case blanche h3 · Pion blanc sur case blanche a2 · Pion blanc sur case noire b2 · Fou blanc sur case blanche c2 · Pion blanc sur case blanche g2 · Tour blanche sur case blanche f1 · Roi blanc sur case noire g1 | 2 |
| 1 | Tour noire sur case noire f8 · Roi noir sur case blanche g8 · Fou noir sur case noire c7 · Pion noir sur case noire g7 · Pion noir sur case blanche a6 · Pion noir sur case noire h6 · Pion noir sur case blanche b5 · Pion noir sur case noire c5 · Pion blanc sur case noire c3 · Pion blanc sur case blanche h3 · Pion blanc sur case blanche a2 · Pion blanc sur case noire b2 · Fou blanc sur case blanche c2 · Pion blanc sur case blanche g2 · Tour blanche sur case blanche f1 · Roi blanc sur case noire g1 | Tour noire sur case noire f8 · Roi noir sur case blanche g8 · Fou noir sur case noire c7 · Pion noir sur case noire g7 · Pion noir sur case blanche a6 · Pion noir sur case noire h6 · Pion noir sur case blanche b5 · Pion noir sur case noire c5 · Pion blanc sur case noire c3 · Pion blanc sur case blanche h3 · Pion blanc sur case blanche a2 · Pion blanc sur case noire b2 · Fou blanc sur case blanche c2 · Pion blanc sur case blanche g2 · Tour blanche sur case blanche f1 · Roi blanc sur case noire g1 | Tour noire sur case noire f8 · Roi noir sur case blanche g8 · Fou noir sur case noire c7 · Pion noir sur case noire g7 · Pion noir sur case blanche a6 · Pion noir sur case noire h6 · Pion noir sur case blanche b5 · Pion noir sur case noire c5 · Pion blanc sur case noire c3 · Pion blanc sur case blanche h3 · Pion blanc sur case blanche a2 · Pion blanc sur case noire b2 · Fou blanc sur case blanche c2 · Pion blanc sur case blanche g2 · Tour blanche sur case blanche f1 · Roi blanc sur case noire g1 | Tour noire sur case noire f8 · Roi noir sur case blanche g8 · Fou noir sur case noire c7 · Pion noir sur case noire g7 · Pion noir sur case blanche a6 · Pion noir sur case noire h6 · Pion noir sur case blanche b5 · Pion noir sur case noire c5 · Pion blanc sur case noire c3 · Pion blanc sur case blanche h3 · Pion blanc sur case blanche a2 · Pion blanc sur case noire b2 · Fou blanc sur case blanche c2 · Pion blanc sur case blanche g2 · Tour blanche sur case blanche f1 · Roi blanc sur case noire g1 | Tour noire sur case noire f8 · Roi noir sur case blanche g8 · Fou noir sur case noire c7 · Pion noir sur case noire g7 · Pion noir sur case blanche a6 · Pion noir sur case noire h6 · Pion noir sur case blanche b5 · Pion noir sur case noire c5 · Pion blanc sur case noire c3 · Pion blanc sur case blanche h3 · Pion blanc sur case blanche a2 · Pion blanc sur case noire b2 · Fou blanc sur case blanche c2 · Pion blanc sur case blanche g2 · Tour blanche sur case blanche f1 · Roi blanc sur case noire g1 | Tour noire sur case noire f8 · Roi noir sur case blanche g8 · Fou noir sur case noire c7 · Pion noir sur case noire g7 · Pion noir sur case blanche a6 · Pion noir sur case noire h6 · Pion noir sur case blanche b5 · Pion noir sur case noire c5 · Pion blanc sur case noire c3 · Pion blanc sur case blanche h3 · Pion blanc sur case blanche a2 · Pion blanc sur case noire b2 · Fou blanc sur case blanche c2 · Pion blanc sur case blanche g2 · Tour blanche sur case blanche f1 · Roi blanc sur case noire g1 | Tour noire sur case noire f8 · Roi noir sur case blanche g8 · Fou noir sur case noire c7 · Pion noir sur case noire g7 · Pion noir sur case blanche a6 · Pion noir sur case noire h6 · Pion noir sur case blanche b5 · Pion noir sur case noire c5 · Pion blanc sur case noire c3 · Pion blanc sur case blanche h3 · Pion blanc sur case blanche a2 · Pion blanc sur case noire b2 · Fou blanc sur case blanche c2 · Pion blanc sur case blanche g2 · Tour blanche sur case blanche f1 · Roi blanc sur case noire g1 | Tour noire sur case noire f8 · Roi noir sur case blanche g8 · Fou noir sur case noire c7 · Pion noir sur case noire g7 · Pion noir sur case blanche a6 · Pion noir sur case noire h6 · Pion noir sur case blanche b5 · Pion noir sur case noire c5 · Pion blanc sur case noire c3 · Pion blanc sur case blanche h3 · Pion blanc sur case blanche a2 · Pion blanc sur case noire b2 · Fou blanc sur case blanche c2 · Pion blanc sur case blanche g2 · Tour blanche sur case blanche f1 · Roi blanc sur case noire g1 | 1 |
|   | a | b | c | d | e | f | g | h |   |

|   | a | b | c | d | e | f | g | h |   |
| 8 | Roi noir sur case noire f8 · Pion noir sur case blanche b7 · Tour noire sur case blanche d7 · Cavalier noir sur case blanche f7 · Pion noir sur case noire g7 · Dame blanche sur case blanche h7 · Fou noir sur case noire b6 · Pion noir sur case noire a5 · Fou noir sur case blanche d5 · Pion noir sur case blanche h5 · Pion blanc sur case noire d4 · Pion blanc sur case noire a3 · Dame noire sur case noire g3 · Pion blanc sur case blanche h3 · Pion blanc sur case noire b2 · Fou blanc sur case noire d2 · Roi blanc sur case noire a1 · Fou blanc sur case blanche b1 · Tour blanche sur case noire e1 · Cavalier blanc sur case noire g1 | Roi noir sur case noire f8 · Pion noir sur case blanche b7 · Tour noire sur case blanche d7 · Cavalier noir sur case blanche f7 · Pion noir sur case noire g7 · Dame blanche sur case blanche h7 · Fou noir sur case noire b6 · Pion noir sur case noire a5 · Fou noir sur case blanche d5 · Pion noir sur case blanche h5 · Pion blanc sur case noire d4 · Pion blanc sur case noire a3 · Dame noire sur case noire g3 · Pion blanc sur case blanche h3 · Pion blanc sur case noire b2 · Fou blanc sur case noire d2 · Roi blanc sur case noire a1 · Fou blanc sur case blanche b1 · Tour blanche sur case noire e1 · Cavalier blanc sur case noire g1 | Roi noir sur case noire f8 · Pion noir sur case blanche b7 · Tour noire sur case blanche d7 · Cavalier noir sur case blanche f7 · Pion noir sur case noire g7 · Dame blanche sur case blanche h7 · Fou noir sur case noire b6 · Pion noir sur case noire a5 · Fou noir sur case blanche d5 · Pion noir sur case blanche h5 · Pion blanc sur case noire d4 · Pion blanc sur case noire a3 · Dame noire sur case noire g3 · Pion blanc sur case blanche h3 · Pion blanc sur case noire b2 · Fou blanc sur case noire d2 · Roi blanc sur case noire a1 · Fou blanc sur case blanche b1 · Tour blanche sur case noire e1 · Cavalier blanc sur case noire g1 | Roi noir sur case noire f8 · Pion noir sur case blanche b7 · Tour noire sur case blanche d7 · Cavalier noir sur case blanche f7 · Pion noir sur case noire g7 · Dame blanche sur case blanche h7 · Fou noir sur case noire b6 · Pion noir sur case noire a5 · Fou noir sur case blanche d5 · Pion noir sur case blanche h5 · Pion blanc sur case noire d4 · Pion blanc sur case noire a3 · Dame noire sur case noire g3 · Pion blanc sur case blanche h3 · Pion blanc sur case noire b2 · Fou blanc sur case noire d2 · Roi blanc sur case noire a1 · Fou blanc sur case blanche b1 · Tour blanche sur case noire e1 · Cavalier blanc sur case noire g1 | Roi noir sur case noire f8 · Pion noir sur case blanche b7 · Tour noire sur case blanche d7 · Cavalier noir sur case blanche f7 · Pion noir sur case noire g7 · Dame blanche sur case blanche h7 · Fou noir sur case noire b6 · Pion noir sur case noire a5 · Fou noir sur case blanche d5 · Pion noir sur case blanche h5 · Pion blanc sur case noire d4 · Pion blanc sur case noire a3 · Dame noire sur case noire g3 · Pion blanc sur case blanche h3 · Pion blanc sur case noire b2 · Fou blanc sur case noire d2 · Roi blanc sur case noire a1 · Fou blanc sur case blanche b1 · Tour blanche sur case noire e1 · Cavalier blanc sur case noire g1 | Roi noir sur case noire f8 · Pion noir sur case blanche b7 · Tour noire sur case blanche d7 · Cavalier noir sur case blanche f7 · Pion noir sur case noire g7 · Dame blanche sur case blanche h7 · Fou noir sur case noire b6 · Pion noir sur case noire a5 · Fou noir sur case blanche d5 · Pion noir sur case blanche h5 · Pion blanc sur case noire d4 · Pion blanc sur case noire a3 · Dame noire sur case noire g3 · Pion blanc sur case blanche h3 · Pion blanc sur case noire b2 · Fou blanc sur case noire d2 · Roi blanc sur case noire a1 · Fou blanc sur case blanche b1 · Tour blanche sur case noire e1 · Cavalier blanc sur case noire g1 | Roi noir sur case noire f8 · Pion noir sur case blanche b7 · Tour noire sur case blanche d7 · Cavalier noir sur case blanche f7 · Pion noir sur case noire g7 · Dame blanche sur case blanche h7 · Fou noir sur case noire b6 · Pion noir sur case noire a5 · Fou noir sur case blanche d5 · Pion noir sur case blanche h5 · Pion blanc sur case noire d4 · Pion blanc sur case noire a3 · Dame noire sur case noire g3 · Pion blanc sur case blanche h3 · Pion blanc sur case noire b2 · Fou blanc sur case noire d2 · Roi blanc sur case noire a1 · Fou blanc sur case blanche b1 · Tour blanche sur case noire e1 · Cavalier blanc sur case noire g1 | Roi noir sur case noire f8 · Pion noir sur case blanche b7 · Tour noire sur case blanche d7 · Cavalier noir sur case blanche f7 · Pion noir sur case noire g7 · Dame blanche sur case blanche h7 · Fou noir sur case noire b6 · Pion noir sur case noire a5 · Fou noir sur case blanche d5 · Pion noir sur case blanche h5 · Pion blanc sur case noire d4 · Pion blanc sur case noire a3 · Dame noire sur case noire g3 · Pion blanc sur case blanche h3 · Pion blanc sur case noire b2 · Fou blanc sur case noire d2 · Roi blanc sur case noire a1 · Fou blanc sur case blanche b1 · Tour blanche sur case noire e1 · Cavalier blanc sur case noire g1 | 8 |
| 7 | Roi noir sur case noire f8 · Pion noir sur case blanche b7 · Tour noire sur case blanche d7 · Cavalier noir sur case blanche f7 · Pion noir sur case noire g7 · Dame blanche sur case blanche h7 · Fou noir sur case noire b6 · Pion noir sur case noire a5 · Fou noir sur case blanche d5 · Pion noir sur case blanche h5 · Pion blanc sur case noire d4 · Pion blanc sur case noire a3 · Dame noire sur case noire g3 · Pion blanc sur case blanche h3 · Pion blanc sur case noire b2 · Fou blanc sur case noire d2 · Roi blanc sur case noire a1 · Fou blanc sur case blanche b1 · Tour blanche sur case noire e1 · Cavalier blanc sur case noire g1 | Roi noir sur case noire f8 · Pion noir sur case blanche b7 · Tour noire sur case blanche d7 · Cavalier noir sur case blanche f7 · Pion noir sur case noire g7 · Dame blanche sur case blanche h7 · Fou noir sur case noire b6 · Pion noir sur case noire a5 · Fou noir sur case blanche d5 · Pion noir sur case blanche h5 · Pion blanc sur case noire d4 · Pion blanc sur case noire a3 · Dame noire sur case noire g3 · Pion blanc sur case blanche h3 · Pion blanc sur case noire b2 · Fou blanc sur case noire d2 · Roi blanc sur case noire a1 · Fou blanc sur case blanche b1 · Tour blanche sur case noire e1 · Cavalier blanc sur case noire g1 | Roi noir sur case noire f8 · Pion noir sur case blanche b7 · Tour noire sur case blanche d7 · Cavalier noir sur case blanche f7 · Pion noir sur case noire g7 · Dame blanche sur case blanche h7 · Fou noir sur case noire b6 · Pion noir sur case noire a5 · Fou noir sur case blanche d5 · Pion noir sur case blanche h5 · Pion blanc sur case noire d4 · Pion blanc sur case noire a3 · Dame noire sur case noire g3 · Pion blanc sur case blanche h3 · Pion blanc sur case noire b2 · Fou blanc sur case noire d2 · Roi blanc sur case noire a1 · Fou blanc sur case blanche b1 · Tour blanche sur case noire e1 · Cavalier blanc sur case noire g1 | Roi noir sur case noire f8 · Pion noir sur case blanche b7 · Tour noire sur case blanche d7 · Cavalier noir sur case blanche f7 · Pion noir sur case noire g7 · Dame blanche sur case blanche h7 · Fou noir sur case noire b6 · Pion noir sur case noire a5 · Fou noir sur case blanche d5 · Pion noir sur case blanche h5 · Pion blanc sur case noire d4 · Pion blanc sur case noire a3 · Dame noire sur case noire g3 · Pion blanc sur case blanche h3 · Pion blanc sur case noire b2 · Fou blanc sur case noire d2 · Roi blanc sur case noire a1 · Fou blanc sur case blanche b1 · Tour blanche sur case noire e1 · Cavalier blanc sur case noire g1 | Roi noir sur case noire f8 · Pion noir sur case blanche b7 · Tour noire sur case blanche d7 · Cavalier noir sur case blanche f7 · Pion noir sur case noire g7 · Dame blanche sur case blanche h7 · Fou noir sur case noire b6 · Pion noir sur case noire a5 · Fou noir sur case blanche d5 · Pion noir sur case blanche h5 · Pion blanc sur case noire d4 · Pion blanc sur case noire a3 · Dame noire sur case noire g3 · Pion blanc sur case blanche h3 · Pion blanc sur case noire b2 · Fou blanc sur case noire d2 · Roi blanc sur case noire a1 · Fou blanc sur case blanche b1 · Tour blanche sur case noire e1 · Cavalier blanc sur case noire g1 | Roi noir sur case noire f8 · Pion noir sur case blanche b7 · Tour noire sur case blanche d7 · Cavalier noir sur case blanche f7 · Pion noir sur case noire g7 · Dame blanche sur case blanche h7 · Fou noir sur case noire b6 · Pion noir sur case noire a5 · Fou noir sur case blanche d5 · Pion noir sur case blanche h5 · Pion blanc sur case noire d4 · Pion blanc sur case noire a3 · Dame noire sur case noire g3 · Pion blanc sur case blanche h3 · Pion blanc sur case noire b2 · Fou blanc sur case noire d2 · Roi blanc sur case noire a1 · Fou blanc sur case blanche b1 · Tour blanche sur case noire e1 · Cavalier blanc sur case noire g1 | Roi noir sur case noire f8 · Pion noir sur case blanche b7 · Tour noire sur case blanche d7 · Cavalier noir sur case blanche f7 · Pion noir sur case noire g7 · Dame blanche sur case blanche h7 · Fou noir sur case noire b6 · Pion noir sur case noire a5 · Fou noir sur case blanche d5 · Pion noir sur case blanche h5 · Pion blanc sur case noire d4 · Pion blanc sur case noire a3 · Dame noire sur case noire g3 · Pion blanc sur case blanche h3 · Pion blanc sur case noire b2 · Fou blanc sur case noire d2 · Roi blanc sur case noire a1 · Fou blanc sur case blanche b1 · Tour blanche sur case noire e1 · Cavalier blanc sur case noire g1 | Roi noir sur case noire f8 · Pion noir sur case blanche b7 · Tour noire sur case blanche d7 · Cavalier noir sur case blanche f7 · Pion noir sur case noire g7 · Dame blanche sur case blanche h7 · Fou noir sur case noire b6 · Pion noir sur case noire a5 · Fou noir sur case blanche d5 · Pion noir sur case blanche h5 · Pion blanc sur case noire d4 · Pion blanc sur case noire a3 · Dame noire sur case noire g3 · Pion blanc sur case blanche h3 · Pion blanc sur case noire b2 · Fou blanc sur case noire d2 · Roi blanc sur case noire a1 · Fou blanc sur case blanche b1 · Tour blanche sur case noire e1 · Cavalier blanc sur case noire g1 | 7 |
| 6 | Roi noir sur case noire f8 · Pion noir sur case blanche b7 · Tour noire sur case blanche d7 · Cavalier noir sur case blanche f7 · Pion noir sur case noire g7 · Dame blanche sur case blanche h7 · Fou noir sur case noire b6 · Pion noir sur case noire a5 · Fou noir sur case blanche d5 · Pion noir sur case blanche h5 · Pion blanc sur case noire d4 · Pion blanc sur case noire a3 · Dame noire sur case noire g3 · Pion blanc sur case blanche h3 · Pion blanc sur case noire b2 · Fou blanc sur case noire d2 · Roi blanc sur case noire a1 · Fou blanc sur case blanche b1 · Tour blanche sur case noire e1 · Cavalier blanc sur case noire g1 | Roi noir sur case noire f8 · Pion noir sur case blanche b7 · Tour noire sur case blanche d7 · Cavalier noir sur case blanche f7 · Pion noir sur case noire g7 · Dame blanche sur case blanche h7 · Fou noir sur case noire b6 · Pion noir sur case noire a5 · Fou noir sur case blanche d5 · Pion noir sur case blanche h5 · Pion blanc sur case noire d4 · Pion blanc sur case noire a3 · Dame noire sur case noire g3 · Pion blanc sur case blanche h3 · Pion blanc sur case noire b2 · Fou blanc sur case noire d2 · Roi blanc sur case noire a1 · Fou blanc sur case blanche b1 · Tour blanche sur case noire e1 · Cavalier blanc sur case noire g1 | Roi noir sur case noire f8 · Pion noir sur case blanche b7 · Tour noire sur case blanche d7 · Cavalier noir sur case blanche f7 · Pion noir sur case noire g7 · Dame blanche sur case blanche h7 · Fou noir sur case noire b6 · Pion noir sur case noire a5 · Fou noir sur case blanche d5 · Pion noir sur case blanche h5 · Pion blanc sur case noire d4 · Pion blanc sur case noire a3 · Dame noire sur case noire g3 · Pion blanc sur case blanche h3 · Pion blanc sur case noire b2 · Fou blanc sur case noire d2 · Roi blanc sur case noire a1 · Fou blanc sur case blanche b1 · Tour blanche sur case noire e1 · Cavalier blanc sur case noire g1 | Roi noir sur case noire f8 · Pion noir sur case blanche b7 · Tour noire sur case blanche d7 · Cavalier noir sur case blanche f7 · Pion noir sur case noire g7 · Dame blanche sur case blanche h7 · Fou noir sur case noire b6 · Pion noir sur case noire a5 · Fou noir sur case blanche d5 · Pion noir sur case blanche h5 · Pion blanc sur case noire d4 · Pion blanc sur case noire a3 · Dame noire sur case noire g3 · Pion blanc sur case blanche h3 · Pion blanc sur case noire b2 · Fou blanc sur case noire d2 · Roi blanc sur case noire a1 · Fou blanc sur case blanche b1 · Tour blanche sur case noire e1 · Cavalier blanc sur case noire g1 | Roi noir sur case noire f8 · Pion noir sur case blanche b7 · Tour noire sur case blanche d7 · Cavalier noir sur case blanche f7 · Pion noir sur case noire g7 · Dame blanche sur case blanche h7 · Fou noir sur case noire b6 · Pion noir sur case noire a5 · Fou noir sur case blanche d5 · Pion noir sur case blanche h5 · Pion blanc sur case noire d4 · Pion blanc sur case noire a3 · Dame noire sur case noire g3 · Pion blanc sur case blanche h3 · Pion blanc sur case noire b2 · Fou blanc sur case noire d2 · Roi blanc sur case noire a1 · Fou blanc sur case blanche b1 · Tour blanche sur case noire e1 · Cavalier blanc sur case noire g1 | Roi noir sur case noire f8 · Pion noir sur case blanche b7 · Tour noire sur case blanche d7 · Cavalier noir sur case blanche f7 · Pion noir sur case noire g7 · Dame blanche sur case blanche h7 · Fou noir sur case noire b6 · Pion noir sur case noire a5 · Fou noir sur case blanche d5 · Pion noir sur case blanche h5 · Pion blanc sur case noire d4 · Pion blanc sur case noire a3 · Dame noire sur case noire g3 · Pion blanc sur case blanche h3 · Pion blanc sur case noire b2 · Fou blanc sur case noire d2 · Roi blanc sur case noire a1 · Fou blanc sur case blanche b1 · Tour blanche sur case noire e1 · Cavalier blanc sur case noire g1 | Roi noir sur case noire f8 · Pion noir sur case blanche b7 · Tour noire sur case blanche d7 · Cavalier noir sur case blanche f7 · Pion noir sur case noire g7 · Dame blanche sur case blanche h7 · Fou noir sur case noire b6 · Pion noir sur case noire a5 · Fou noir sur case blanche d5 · Pion noir sur case blanche h5 · Pion blanc sur case noire d4 · Pion blanc sur case noire a3 · Dame noire sur case noire g3 · Pion blanc sur case blanche h3 · Pion blanc sur case noire b2 · Fou blanc sur case noire d2 · Roi blanc sur case noire a1 · Fou blanc sur case blanche b1 · Tour blanche sur case noire e1 · Cavalier blanc sur case noire g1 | Roi noir sur case noire f8 · Pion noir sur case blanche b7 · Tour noire sur case blanche d7 · Cavalier noir sur case blanche f7 · Pion noir sur case noire g7 · Dame blanche sur case blanche h7 · Fou noir sur case noire b6 · Pion noir sur case noire a5 · Fou noir sur case blanche d5 · Pion noir sur case blanche h5 · Pion blanc sur case noire d4 · Pion blanc sur case noire a3 · Dame noire sur case noire g3 · Pion blanc sur case blanche h3 · Pion blanc sur case noire b2 · Fou blanc sur case noire d2 · Roi blanc sur case noire a1 · Fou blanc sur case blanche b1 · Tour blanche sur case noire e1 · Cavalier blanc sur case noire g1 | 6 |
| 5 | Roi noir sur case noire f8 · Pion noir sur case blanche b7 · Tour noire sur case blanche d7 · Cavalier noir sur case blanche f7 · Pion noir sur case noire g7 · Dame blanche sur case blanche h7 · Fou noir sur case noire b6 · Pion noir sur case noire a5 · Fou noir sur case blanche d5 · Pion noir sur case blanche h5 · Pion blanc sur case noire d4 · Pion blanc sur case noire a3 · Dame noire sur case noire g3 · Pion blanc sur case blanche h3 · Pion blanc sur case noire b2 · Fou blanc sur case noire d2 · Roi blanc sur case noire a1 · Fou blanc sur case blanche b1 · Tour blanche sur case noire e1 · Cavalier blanc sur case noire g1 | Roi noir sur case noire f8 · Pion noir sur case blanche b7 · Tour noire sur case blanche d7 · Cavalier noir sur case blanche f7 · Pion noir sur case noire g7 · Dame blanche sur case blanche h7 · Fou noir sur case noire b6 · Pion noir sur case noire a5 · Fou noir sur case blanche d5 · Pion noir sur case blanche h5 · Pion blanc sur case noire d4 · Pion blanc sur case noire a3 · Dame noire sur case noire g3 · Pion blanc sur case blanche h3 · Pion blanc sur case noire b2 · Fou blanc sur case noire d2 · Roi blanc sur case noire a1 · Fou blanc sur case blanche b1 · Tour blanche sur case noire e1 · Cavalier blanc sur case noire g1 | Roi noir sur case noire f8 · Pion noir sur case blanche b7 · Tour noire sur case blanche d7 · Cavalier noir sur case blanche f7 · Pion noir sur case noire g7 · Dame blanche sur case blanche h7 · Fou noir sur case noire b6 · Pion noir sur case noire a5 · Fou noir sur case blanche d5 · Pion noir sur case blanche h5 · Pion blanc sur case noire d4 · Pion blanc sur case noire a3 · Dame noire sur case noire g3 · Pion blanc sur case blanche h3 · Pion blanc sur case noire b2 · Fou blanc sur case noire d2 · Roi blanc sur case noire a1 · Fou blanc sur case blanche b1 · Tour blanche sur case noire e1 · Cavalier blanc sur case noire g1 | Roi noir sur case noire f8 · Pion noir sur case blanche b7 · Tour noire sur case blanche d7 · Cavalier noir sur case blanche f7 · Pion noir sur case noire g7 · Dame blanche sur case blanche h7 · Fou noir sur case noire b6 · Pion noir sur case noire a5 · Fou noir sur case blanche d5 · Pion noir sur case blanche h5 · Pion blanc sur case noire d4 · Pion blanc sur case noire a3 · Dame noire sur case noire g3 · Pion blanc sur case blanche h3 · Pion blanc sur case noire b2 · Fou blanc sur case noire d2 · Roi blanc sur case noire a1 · Fou blanc sur case blanche b1 · Tour blanche sur case noire e1 · Cavalier blanc sur case noire g1 | Roi noir sur case noire f8 · Pion noir sur case blanche b7 · Tour noire sur case blanche d7 · Cavalier noir sur case blanche f7 · Pion noir sur case noire g7 · Dame blanche sur case blanche h7 · Fou noir sur case noire b6 · Pion noir sur case noire a5 · Fou noir sur case blanche d5 · Pion noir sur case blanche h5 · Pion blanc sur case noire d4 · Pion blanc sur case noire a3 · Dame noire sur case noire g3 · Pion blanc sur case blanche h3 · Pion blanc sur case noire b2 · Fou blanc sur case noire d2 · Roi blanc sur case noire a1 · Fou blanc sur case blanche b1 · Tour blanche sur case noire e1 · Cavalier blanc sur case noire g1 | Roi noir sur case noire f8 · Pion noir sur case blanche b7 · Tour noire sur case blanche d7 · Cavalier noir sur case blanche f7 · Pion noir sur case noire g7 · Dame blanche sur case blanche h7 · Fou noir sur case noire b6 · Pion noir sur case noire a5 · Fou noir sur case blanche d5 · Pion noir sur case blanche h5 · Pion blanc sur case noire d4 · Pion blanc sur case noire a3 · Dame noire sur case noire g3 · Pion blanc sur case blanche h3 · Pion blanc sur case noire b2 · Fou blanc sur case noire d2 · Roi blanc sur case noire a1 · Fou blanc sur case blanche b1 · Tour blanche sur case noire e1 · Cavalier blanc sur case noire g1 | Roi noir sur case noire f8 · Pion noir sur case blanche b7 · Tour noire sur case blanche d7 · Cavalier noir sur case blanche f7 · Pion noir sur case noire g7 · Dame blanche sur case blanche h7 · Fou noir sur case noire b6 · Pion noir sur case noire a5 · Fou noir sur case blanche d5 · Pion noir sur case blanche h5 · Pion blanc sur case noire d4 · Pion blanc sur case noire a3 · Dame noire sur case noire g3 · Pion blanc sur case blanche h3 · Pion blanc sur case noire b2 · Fou blanc sur case noire d2 · Roi blanc sur case noire a1 · Fou blanc sur case blanche b1 · Tour blanche sur case noire e1 · Cavalier blanc sur case noire g1 | Roi noir sur case noire f8 · Pion noir sur case blanche b7 · Tour noire sur case blanche d7 · Cavalier noir sur case blanche f7 · Pion noir sur case noire g7 · Dame blanche sur case blanche h7 · Fou noir sur case noire b6 · Pion noir sur case noire a5 · Fou noir sur case blanche d5 · Pion noir sur case blanche h5 · Pion blanc sur case noire d4 · Pion blanc sur case noire a3 · Dame noire sur case noire g3 · Pion blanc sur case blanche h3 · Pion blanc sur case noire b2 · Fou blanc sur case noire d2 · Roi blanc sur case noire a1 · Fou blanc sur case blanche b1 · Tour blanche sur case noire e1 · Cavalier blanc sur case noire g1 | 5 |
| 4 | Roi noir sur case noire f8 · Pion noir sur case blanche b7 · Tour noire sur case blanche d7 · Cavalier noir sur case blanche f7 · Pion noir sur case noire g7 · Dame blanche sur case blanche h7 · Fou noir sur case noire b6 · Pion noir sur case noire a5 · Fou noir sur case blanche d5 · Pion noir sur case blanche h5 · Pion blanc sur case noire d4 · Pion blanc sur case noire a3 · Dame noire sur case noire g3 · Pion blanc sur case blanche h3 · Pion blanc sur case noire b2 · Fou blanc sur case noire d2 · Roi blanc sur case noire a1 · Fou blanc sur case blanche b1 · Tour blanche sur case noire e1 · Cavalier blanc sur case noire g1 | Roi noir sur case noire f8 · Pion noir sur case blanche b7 · Tour noire sur case blanche d7 · Cavalier noir sur case blanche f7 · Pion noir sur case noire g7 · Dame blanche sur case blanche h7 · Fou noir sur case noire b6 · Pion noir sur case noire a5 · Fou noir sur case blanche d5 · Pion noir sur case blanche h5 · Pion blanc sur case noire d4 · Pion blanc sur case noire a3 · Dame noire sur case noire g3 · Pion blanc sur case blanche h3 · Pion blanc sur case noire b2 · Fou blanc sur case noire d2 · Roi blanc sur case noire a1 · Fou blanc sur case blanche b1 · Tour blanche sur case noire e1 · Cavalier blanc sur case noire g1 | Roi noir sur case noire f8 · Pion noir sur case blanche b7 · Tour noire sur case blanche d7 · Cavalier noir sur case blanche f7 · Pion noir sur case noire g7 · Dame blanche sur case blanche h7 · Fou noir sur case noire b6 · Pion noir sur case noire a5 · Fou noir sur case blanche d5 · Pion noir sur case blanche h5 · Pion blanc sur case noire d4 · Pion blanc sur case noire a3 · Dame noire sur case noire g3 · Pion blanc sur case blanche h3 · Pion blanc sur case noire b2 · Fou blanc sur case noire d2 · Roi blanc sur case noire a1 · Fou blanc sur case blanche b1 · Tour blanche sur case noire e1 · Cavalier blanc sur case noire g1 | Roi noir sur case noire f8 · Pion noir sur case blanche b7 · Tour noire sur case blanche d7 · Cavalier noir sur case blanche f7 · Pion noir sur case noire g7 · Dame blanche sur case blanche h7 · Fou noir sur case noire b6 · Pion noir sur case noire a5 · Fou noir sur case blanche d5 · Pion noir sur case blanche h5 · Pion blanc sur case noire d4 · Pion blanc sur case noire a3 · Dame noire sur case noire g3 · Pion blanc sur case blanche h3 · Pion blanc sur case noire b2 · Fou blanc sur case noire d2 · Roi blanc sur case noire a1 · Fou blanc sur case blanche b1 · Tour blanche sur case noire e1 · Cavalier blanc sur case noire g1 | Roi noir sur case noire f8 · Pion noir sur case blanche b7 · Tour noire sur case blanche d7 · Cavalier noir sur case blanche f7 · Pion noir sur case noire g7 · Dame blanche sur case blanche h7 · Fou noir sur case noire b6 · Pion noir sur case noire a5 · Fou noir sur case blanche d5 · Pion noir sur case blanche h5 · Pion blanc sur case noire d4 · Pion blanc sur case noire a3 · Dame noire sur case noire g3 · Pion blanc sur case blanche h3 · Pion blanc sur case noire b2 · Fou blanc sur case noire d2 · Roi blanc sur case noire a1 · Fou blanc sur case blanche b1 · Tour blanche sur case noire e1 · Cavalier blanc sur case noire g1 | Roi noir sur case noire f8 · Pion noir sur case blanche b7 · Tour noire sur case blanche d7 · Cavalier noir sur case blanche f7 · Pion noir sur case noire g7 · Dame blanche sur case blanche h7 · Fou noir sur case noire b6 · Pion noir sur case noire a5 · Fou noir sur case blanche d5 · Pion noir sur case blanche h5 · Pion blanc sur case noire d4 · Pion blanc sur case noire a3 · Dame noire sur case noire g3 · Pion blanc sur case blanche h3 · Pion blanc sur case noire b2 · Fou blanc sur case noire d2 · Roi blanc sur case noire a1 · Fou blanc sur case blanche b1 · Tour blanche sur case noire e1 · Cavalier blanc sur case noire g1 | Roi noir sur case noire f8 · Pion noir sur case blanche b7 · Tour noire sur case blanche d7 · Cavalier noir sur case blanche f7 · Pion noir sur case noire g7 · Dame blanche sur case blanche h7 · Fou noir sur case noire b6 · Pion noir sur case noire a5 · Fou noir sur case blanche d5 · Pion noir sur case blanche h5 · Pion blanc sur case noire d4 · Pion blanc sur case noire a3 · Dame noire sur case noire g3 · Pion blanc sur case blanche h3 · Pion blanc sur case noire b2 · Fou blanc sur case noire d2 · Roi blanc sur case noire a1 · Fou blanc sur case blanche b1 · Tour blanche sur case noire e1 · Cavalier blanc sur case noire g1 | Roi noir sur case noire f8 · Pion noir sur case blanche b7 · Tour noire sur case blanche d7 · Cavalier noir sur case blanche f7 · Pion noir sur case noire g7 · Dame blanche sur case blanche h7 · Fou noir sur case noire b6 · Pion noir sur case noire a5 · Fou noir sur case blanche d5 · Pion noir sur case blanche h5 · Pion blanc sur case noire d4 · Pion blanc sur case noire a3 · Dame noire sur case noire g3 · Pion blanc sur case blanche h3 · Pion blanc sur case noire b2 · Fou blanc sur case noire d2 · Roi blanc sur case noire a1 · Fou blanc sur case blanche b1 · Tour blanche sur case noire e1 · Cavalier blanc sur case noire g1 | 4 |
| 3 | Roi noir sur case noire f8 · Pion noir sur case blanche b7 · Tour noire sur case blanche d7 · Cavalier noir sur case blanche f7 · Pion noir sur case noire g7 · Dame blanche sur case blanche h7 · Fou noir sur case noire b6 · Pion noir sur case noire a5 · Fou noir sur case blanche d5 · Pion noir sur case blanche h5 · Pion blanc sur case noire d4 · Pion blanc sur case noire a3 · Dame noire sur case noire g3 · Pion blanc sur case blanche h3 · Pion blanc sur case noire b2 · Fou blanc sur case noire d2 · Roi blanc sur case noire a1 · Fou blanc sur case blanche b1 · Tour blanche sur case noire e1 · Cavalier blanc sur case noire g1 | Roi noir sur case noire f8 · Pion noir sur case blanche b7 · Tour noire sur case blanche d7 · Cavalier noir sur case blanche f7 · Pion noir sur case noire g7 · Dame blanche sur case blanche h7 · Fou noir sur case noire b6 · Pion noir sur case noire a5 · Fou noir sur case blanche d5 · Pion noir sur case blanche h5 · Pion blanc sur case noire d4 · Pion blanc sur case noire a3 · Dame noire sur case noire g3 · Pion blanc sur case blanche h3 · Pion blanc sur case noire b2 · Fou blanc sur case noire d2 · Roi blanc sur case noire a1 · Fou blanc sur case blanche b1 · Tour blanche sur case noire e1 · Cavalier blanc sur case noire g1 | Roi noir sur case noire f8 · Pion noir sur case blanche b7 · Tour noire sur case blanche d7 · Cavalier noir sur case blanche f7 · Pion noir sur case noire g7 · Dame blanche sur case blanche h7 · Fou noir sur case noire b6 · Pion noir sur case noire a5 · Fou noir sur case blanche d5 · Pion noir sur case blanche h5 · Pion blanc sur case noire d4 · Pion blanc sur case noire a3 · Dame noire sur case noire g3 · Pion blanc sur case blanche h3 · Pion blanc sur case noire b2 · Fou blanc sur case noire d2 · Roi blanc sur case noire a1 · Fou blanc sur case blanche b1 · Tour blanche sur case noire e1 · Cavalier blanc sur case noire g1 | Roi noir sur case noire f8 · Pion noir sur case blanche b7 · Tour noire sur case blanche d7 · Cavalier noir sur case blanche f7 · Pion noir sur case noire g7 · Dame blanche sur case blanche h7 · Fou noir sur case noire b6 · Pion noir sur case noire a5 · Fou noir sur case blanche d5 · Pion noir sur case blanche h5 · Pion blanc sur case noire d4 · Pion blanc sur case noire a3 · Dame noire sur case noire g3 · Pion blanc sur case blanche h3 · Pion blanc sur case noire b2 · Fou blanc sur case noire d2 · Roi blanc sur case noire a1 · Fou blanc sur case blanche b1 · Tour blanche sur case noire e1 · Cavalier blanc sur case noire g1 | Roi noir sur case noire f8 · Pion noir sur case blanche b7 · Tour noire sur case blanche d7 · Cavalier noir sur case blanche f7 · Pion noir sur case noire g7 · Dame blanche sur case blanche h7 · Fou noir sur case noire b6 · Pion noir sur case noire a5 · Fou noir sur case blanche d5 · Pion noir sur case blanche h5 · Pion blanc sur case noire d4 · Pion blanc sur case noire a3 · Dame noire sur case noire g3 · Pion blanc sur case blanche h3 · Pion blanc sur case noire b2 · Fou blanc sur case noire d2 · Roi blanc sur case noire a1 · Fou blanc sur case blanche b1 · Tour blanche sur case noire e1 · Cavalier blanc sur case noire g1 | Roi noir sur case noire f8 · Pion noir sur case blanche b7 · Tour noire sur case blanche d7 · Cavalier noir sur case blanche f7 · Pion noir sur case noire g7 · Dame blanche sur case blanche h7 · Fou noir sur case noire b6 · Pion noir sur case noire a5 · Fou noir sur case blanche d5 · Pion noir sur case blanche h5 · Pion blanc sur case noire d4 · Pion blanc sur case noire a3 · Dame noire sur case noire g3 · Pion blanc sur case blanche h3 · Pion blanc sur case noire b2 · Fou blanc sur case noire d2 · Roi blanc sur case noire a1 · Fou blanc sur case blanche b1 · Tour blanche sur case noire e1 · Cavalier blanc sur case noire g1 | Roi noir sur case noire f8 · Pion noir sur case blanche b7 · Tour noire sur case blanche d7 · Cavalier noir sur case blanche f7 · Pion noir sur case noire g7 · Dame blanche sur case blanche h7 · Fou noir sur case noire b6 · Pion noir sur case noire a5 · Fou noir sur case blanche d5 · Pion noir sur case blanche h5 · Pion blanc sur case noire d4 · Pion blanc sur case noire a3 · Dame noire sur case noire g3 · Pion blanc sur case blanche h3 · Pion blanc sur case noire b2 · Fou blanc sur case noire d2 · Roi blanc sur case noire a1 · Fou blanc sur case blanche b1 · Tour blanche sur case noire e1 · Cavalier blanc sur case noire g1 | Roi noir sur case noire f8 · Pion noir sur case blanche b7 · Tour noire sur case blanche d7 · Cavalier noir sur case blanche f7 · Pion noir sur case noire g7 · Dame blanche sur case blanche h7 · Fou noir sur case noire b6 · Pion noir sur case noire a5 · Fou noir sur case blanche d5 · Pion noir sur case blanche h5 · Pion blanc sur case noire d4 · Pion blanc sur case noire a3 · Dame noire sur case noire g3 · Pion blanc sur case blanche h3 · Pion blanc sur case noire b2 · Fou blanc sur case noire d2 · Roi blanc sur case noire a1 · Fou blanc sur case blanche b1 · Tour blanche sur case noire e1 · Cavalier blanc sur case noire g1 | 3 |
| 2 | Roi noir sur case noire f8 · Pion noir sur case blanche b7 · Tour noire sur case blanche d7 · Cavalier noir sur case blanche f7 · Pion noir sur case noire g7 · Dame blanche sur case blanche h7 · Fou noir sur case noire b6 · Pion noir sur case noire a5 · Fou noir sur case blanche d5 · Pion noir sur case blanche h5 · Pion blanc sur case noire d4 · Pion blanc sur case noire a3 · Dame noire sur case noire g3 · Pion blanc sur case blanche h3 · Pion blanc sur case noire b2 · Fou blanc sur case noire d2 · Roi blanc sur case noire a1 · Fou blanc sur case blanche b1 · Tour blanche sur case noire e1 · Cavalier blanc sur case noire g1 | Roi noir sur case noire f8 · Pion noir sur case blanche b7 · Tour noire sur case blanche d7 · Cavalier noir sur case blanche f7 · Pion noir sur case noire g7 · Dame blanche sur case blanche h7 · Fou noir sur case noire b6 · Pion noir sur case noire a5 · Fou noir sur case blanche d5 · Pion noir sur case blanche h5 · Pion blanc sur case noire d4 · Pion blanc sur case noire a3 · Dame noire sur case noire g3 · Pion blanc sur case blanche h3 · Pion blanc sur case noire b2 · Fou blanc sur case noire d2 · Roi blanc sur case noire a1 · Fou blanc sur case blanche b1 · Tour blanche sur case noire e1 · Cavalier blanc sur case noire g1 | Roi noir sur case noire f8 · Pion noir sur case blanche b7 · Tour noire sur case blanche d7 · Cavalier noir sur case blanche f7 · Pion noir sur case noire g7 · Dame blanche sur case blanche h7 · Fou noir sur case noire b6 · Pion noir sur case noire a5 · Fou noir sur case blanche d5 · Pion noir sur case blanche h5 · Pion blanc sur case noire d4 · Pion blanc sur case noire a3 · Dame noire sur case noire g3 · Pion blanc sur case blanche h3 · Pion blanc sur case noire b2 · Fou blanc sur case noire d2 · Roi blanc sur case noire a1 · Fou blanc sur case blanche b1 · Tour blanche sur case noire e1 · Cavalier blanc sur case noire g1 | Roi noir sur case noire f8 · Pion noir sur case blanche b7 · Tour noire sur case blanche d7 · Cavalier noir sur case blanche f7 · Pion noir sur case noire g7 · Dame blanche sur case blanche h7 · Fou noir sur case noire b6 · Pion noir sur case noire a5 · Fou noir sur case blanche d5 · Pion noir sur case blanche h5 · Pion blanc sur case noire d4 · Pion blanc sur case noire a3 · Dame noire sur case noire g3 · Pion blanc sur case blanche h3 · Pion blanc sur case noire b2 · Fou blanc sur case noire d2 · Roi blanc sur case noire a1 · Fou blanc sur case blanche b1 · Tour blanche sur case noire e1 · Cavalier blanc sur case noire g1 | Roi noir sur case noire f8 · Pion noir sur case blanche b7 · Tour noire sur case blanche d7 · Cavalier noir sur case blanche f7 · Pion noir sur case noire g7 · Dame blanche sur case blanche h7 · Fou noir sur case noire b6 · Pion noir sur case noire a5 · Fou noir sur case blanche d5 · Pion noir sur case blanche h5 · Pion blanc sur case noire d4 · Pion blanc sur case noire a3 · Dame noire sur case noire g3 · Pion blanc sur case blanche h3 · Pion blanc sur case noire b2 · Fou blanc sur case noire d2 · Roi blanc sur case noire a1 · Fou blanc sur case blanche b1 · Tour blanche sur case noire e1 · Cavalier blanc sur case noire g1 | Roi noir sur case noire f8 · Pion noir sur case blanche b7 · Tour noire sur case blanche d7 · Cavalier noir sur case blanche f7 · Pion noir sur case noire g7 · Dame blanche sur case blanche h7 · Fou noir sur case noire b6 · Pion noir sur case noire a5 · Fou noir sur case blanche d5 · Pion noir sur case blanche h5 · Pion blanc sur case noire d4 · Pion blanc sur case noire a3 · Dame noire sur case noire g3 · Pion blanc sur case blanche h3 · Pion blanc sur case noire b2 · Fou blanc sur case noire d2 · Roi blanc sur case noire a1 · Fou blanc sur case blanche b1 · Tour blanche sur case noire e1 · Cavalier blanc sur case noire g1 | Roi noir sur case noire f8 · Pion noir sur case blanche b7 · Tour noire sur case blanche d7 · Cavalier noir sur case blanche f7 · Pion noir sur case noire g7 · Dame blanche sur case blanche h7 · Fou noir sur case noire b6 · Pion noir sur case noire a5 · Fou noir sur case blanche d5 · Pion noir sur case blanche h5 · Pion blanc sur case noire d4 · Pion blanc sur case noire a3 · Dame noire sur case noire g3 · Pion blanc sur case blanche h3 · Pion blanc sur case noire b2 · Fou blanc sur case noire d2 · Roi blanc sur case noire a1 · Fou blanc sur case blanche b1 · Tour blanche sur case noire e1 · Cavalier blanc sur case noire g1 | Roi noir sur case noire f8 · Pion noir sur case blanche b7 · Tour noire sur case blanche d7 · Cavalier noir sur case blanche f7 · Pion noir sur case noire g7 · Dame blanche sur case blanche h7 · Fou noir sur case noire b6 · Pion noir sur case noire a5 · Fou noir sur case blanche d5 · Pion noir sur case blanche h5 · Pion blanc sur case noire d4 · Pion blanc sur case noire a3 · Dame noire sur case noire g3 · Pion blanc sur case blanche h3 · Pion blanc sur case noire b2 · Fou blanc sur case noire d2 · Roi blanc sur case noire a1 · Fou blanc sur case blanche b1 · Tour blanche sur case noire e1 · Cavalier blanc sur case noire g1 | 2 |
| 1 | Roi noir sur case noire f8 · Pion noir sur case blanche b7 · Tour noire sur case blanche d7 · Cavalier noir sur case blanche f7 · Pion noir sur case noire g7 · Dame blanche sur case blanche h7 · Fou noir sur case noire b6 · Pion noir sur case noire a5 · Fou noir sur case blanche d5 · Pion noir sur case blanche h5 · Pion blanc sur case noire d4 · Pion blanc sur case noire a3 · Dame noire sur case noire g3 · Pion blanc sur case blanche h3 · Pion blanc sur case noire b2 · Fou blanc sur case noire d2 · Roi blanc sur case noire a1 · Fou blanc sur case blanche b1 · Tour blanche sur case noire e1 · Cavalier blanc sur case noire g1 | Roi noir sur case noire f8 · Pion noir sur case blanche b7 · Tour noire sur case blanche d7 · Cavalier noir sur case blanche f7 · Pion noir sur case noire g7 · Dame blanche sur case blanche h7 · Fou noir sur case noire b6 · Pion noir sur case noire a5 · Fou noir sur case blanche d5 · Pion noir sur case blanche h5 · Pion blanc sur case noire d4 · Pion blanc sur case noire a3 · Dame noire sur case noire g3 · Pion blanc sur case blanche h3 · Pion blanc sur case noire b2 · Fou blanc sur case noire d2 · Roi blanc sur case noire a1 · Fou blanc sur case blanche b1 · Tour blanche sur case noire e1 · Cavalier blanc sur case noire g1 | Roi noir sur case noire f8 · Pion noir sur case blanche b7 · Tour noire sur case blanche d7 · Cavalier noir sur case blanche f7 · Pion noir sur case noire g7 · Dame blanche sur case blanche h7 · Fou noir sur case noire b6 · Pion noir sur case noire a5 · Fou noir sur case blanche d5 · Pion noir sur case blanche h5 · Pion blanc sur case noire d4 · Pion blanc sur case noire a3 · Dame noire sur case noire g3 · Pion blanc sur case blanche h3 · Pion blanc sur case noire b2 · Fou blanc sur case noire d2 · Roi blanc sur case noire a1 · Fou blanc sur case blanche b1 · Tour blanche sur case noire e1 · Cavalier blanc sur case noire g1 | Roi noir sur case noire f8 · Pion noir sur case blanche b7 · Tour noire sur case blanche d7 · Cavalier noir sur case blanche f7 · Pion noir sur case noire g7 · Dame blanche sur case blanche h7 · Fou noir sur case noire b6 · Pion noir sur case noire a5 · Fou noir sur case blanche d5 · Pion noir sur case blanche h5 · Pion blanc sur case noire d4 · Pion blanc sur case noire a3 · Dame noire sur case noire g3 · Pion blanc sur case blanche h3 · Pion blanc sur case noire b2 · Fou blanc sur case noire d2 · Roi blanc sur case noire a1 · Fou blanc sur case blanche b1 · Tour blanche sur case noire e1 · Cavalier blanc sur case noire g1 | Roi noir sur case noire f8 · Pion noir sur case blanche b7 · Tour noire sur case blanche d7 · Cavalier noir sur case blanche f7 · Pion noir sur case noire g7 · Dame blanche sur case blanche h7 · Fou noir sur case noire b6 · Pion noir sur case noire a5 · Fou noir sur case blanche d5 · Pion noir sur case blanche h5 · Pion blanc sur case noire d4 · Pion blanc sur case noire a3 · Dame noire sur case noire g3 · Pion blanc sur case blanche h3 · Pion blanc sur case noire b2 · Fou blanc sur case noire d2 · Roi blanc sur case noire a1 · Fou blanc sur case blanche b1 · Tour blanche sur case noire e1 · Cavalier blanc sur case noire g1 | Roi noir sur case noire f8 · Pion noir sur case blanche b7 · Tour noire sur case blanche d7 · Cavalier noir sur case blanche f7 · Pion noir sur case noire g7 · Dame blanche sur case blanche h7 · Fou noir sur case noire b6 · Pion noir sur case noire a5 · Fou noir sur case blanche d5 · Pion noir sur case blanche h5 · Pion blanc sur case noire d4 · Pion blanc sur case noire a3 · Dame noire sur case noire g3 · Pion blanc sur case blanche h3 · Pion blanc sur case noire b2 · Fou blanc sur case noire d2 · Roi blanc sur case noire a1 · Fou blanc sur case blanche b1 · Tour blanche sur case noire e1 · Cavalier blanc sur case noire g1 | Roi noir sur case noire f8 · Pion noir sur case blanche b7 · Tour noire sur case blanche d7 · Cavalier noir sur case blanche f7 · Pion noir sur case noire g7 · Dame blanche sur case blanche h7 · Fou noir sur case noire b6 · Pion noir sur case noire a5 · Fou noir sur case blanche d5 · Pion noir sur case blanche h5 · Pion blanc sur case noire d4 · Pion blanc sur case noire a3 · Dame noire sur case noire g3 · Pion blanc sur case blanche h3 · Pion blanc sur case noire b2 · Fou blanc sur case noire d2 · Roi blanc sur case noire a1 · Fou blanc sur case blanche b1 · Tour blanche sur case noire e1 · Cavalier blanc sur case noire g1 | Roi noir sur case noire f8 · Pion noir sur case blanche b7 · Tour noire sur case blanche d7 · Cavalier noir sur case blanche f7 · Pion noir sur case noire g7 · Dame blanche sur case blanche h7 · Fou noir sur case noire b6 · Pion noir sur case noire a5 · Fou noir sur case blanche d5 · Pion noir sur case blanche h5 · Pion blanc sur case noire d4 · Pion blanc sur case noire a3 · Dame noire sur case noire g3 · Pion blanc sur case blanche h3 · Pion blanc sur case noire b2 · Fou blanc sur case noire d2 · Roi blanc sur case noire a1 · Fou blanc sur case blanche b1 · Tour blanche sur case noire e1 · Cavalier blanc sur case noire g1 | 1 |
|   | a | b | c | d | e | f | g | h |   |

|   | a | b | c | d | e | f | g | h |   |
| 8 | Tour noire sur case blanche e8 · Roi noir sur case blanche g8 · Pion noir sur case noire a7 · Cavalier noir sur case blanche b7 · Pion noir sur case blanche f7 · Pion noir sur case noire g7 · Fou noir sur case blanche c6 · Tour noire sur case blanche g6 · Cavalier blanc sur case blanche f5 · Dame blanche sur case noire b4 · Pion blanc sur case blanche c4 · Pion blanc sur case noire a3 · Tour blanche sur case blanche d3 · Cavalier blanc sur case noire g3 · Tour blanche sur case blanche h3 · Fou blanc sur case noire b2 · Pion blanc sur case noire f2 · Roi blanc sur case noire h2 · Dame noire sur case noire c1 | Tour noire sur case blanche e8 · Roi noir sur case blanche g8 · Pion noir sur case noire a7 · Cavalier noir sur case blanche b7 · Pion noir sur case blanche f7 · Pion noir sur case noire g7 · Fou noir sur case blanche c6 · Tour noire sur case blanche g6 · Cavalier blanc sur case blanche f5 · Dame blanche sur case noire b4 · Pion blanc sur case blanche c4 · Pion blanc sur case noire a3 · Tour blanche sur case blanche d3 · Cavalier blanc sur case noire g3 · Tour blanche sur case blanche h3 · Fou blanc sur case noire b2 · Pion blanc sur case noire f2 · Roi blanc sur case noire h2 · Dame noire sur case noire c1 | Tour noire sur case blanche e8 · Roi noir sur case blanche g8 · Pion noir sur case noire a7 · Cavalier noir sur case blanche b7 · Pion noir sur case blanche f7 · Pion noir sur case noire g7 · Fou noir sur case blanche c6 · Tour noire sur case blanche g6 · Cavalier blanc sur case blanche f5 · Dame blanche sur case noire b4 · Pion blanc sur case blanche c4 · Pion blanc sur case noire a3 · Tour blanche sur case blanche d3 · Cavalier blanc sur case noire g3 · Tour blanche sur case blanche h3 · Fou blanc sur case noire b2 · Pion blanc sur case noire f2 · Roi blanc sur case noire h2 · Dame noire sur case noire c1 | Tour noire sur case blanche e8 · Roi noir sur case blanche g8 · Pion noir sur case noire a7 · Cavalier noir sur case blanche b7 · Pion noir sur case blanche f7 · Pion noir sur case noire g7 · Fou noir sur case blanche c6 · Tour noire sur case blanche g6 · Cavalier blanc sur case blanche f5 · Dame blanche sur case noire b4 · Pion blanc sur case blanche c4 · Pion blanc sur case noire a3 · Tour blanche sur case blanche d3 · Cavalier blanc sur case noire g3 · Tour blanche sur case blanche h3 · Fou blanc sur case noire b2 · Pion blanc sur case noire f2 · Roi blanc sur case noire h2 · Dame noire sur case noire c1 | Tour noire sur case blanche e8 · Roi noir sur case blanche g8 · Pion noir sur case noire a7 · Cavalier noir sur case blanche b7 · Pion noir sur case blanche f7 · Pion noir sur case noire g7 · Fou noir sur case blanche c6 · Tour noire sur case blanche g6 · Cavalier blanc sur case blanche f5 · Dame blanche sur case noire b4 · Pion blanc sur case blanche c4 · Pion blanc sur case noire a3 · Tour blanche sur case blanche d3 · Cavalier blanc sur case noire g3 · Tour blanche sur case blanche h3 · Fou blanc sur case noire b2 · Pion blanc sur case noire f2 · Roi blanc sur case noire h2 · Dame noire sur case noire c1 | Tour noire sur case blanche e8 · Roi noir sur case blanche g8 · Pion noir sur case noire a7 · Cavalier noir sur case blanche b7 · Pion noir sur case blanche f7 · Pion noir sur case noire g7 · Fou noir sur case blanche c6 · Tour noire sur case blanche g6 · Cavalier blanc sur case blanche f5 · Dame blanche sur case noire b4 · Pion blanc sur case blanche c4 · Pion blanc sur case noire a3 · Tour blanche sur case blanche d3 · Cavalier blanc sur case noire g3 · Tour blanche sur case blanche h3 · Fou blanc sur case noire b2 · Pion blanc sur case noire f2 · Roi blanc sur case noire h2 · Dame noire sur case noire c1 | Tour noire sur case blanche e8 · Roi noir sur case blanche g8 · Pion noir sur case noire a7 · Cavalier noir sur case blanche b7 · Pion noir sur case blanche f7 · Pion noir sur case noire g7 · Fou noir sur case blanche c6 · Tour noire sur case blanche g6 · Cavalier blanc sur case blanche f5 · Dame blanche sur case noire b4 · Pion blanc sur case blanche c4 · Pion blanc sur case noire a3 · Tour blanche sur case blanche d3 · Cavalier blanc sur case noire g3 · Tour blanche sur case blanche h3 · Fou blanc sur case noire b2 · Pion blanc sur case noire f2 · Roi blanc sur case noire h2 · Dame noire sur case noire c1 | Tour noire sur case blanche e8 · Roi noir sur case blanche g8 · Pion noir sur case noire a7 · Cavalier noir sur case blanche b7 · Pion noir sur case blanche f7 · Pion noir sur case noire g7 · Fou noir sur case blanche c6 · Tour noire sur case blanche g6 · Cavalier blanc sur case blanche f5 · Dame blanche sur case noire b4 · Pion blanc sur case blanche c4 · Pion blanc sur case noire a3 · Tour blanche sur case blanche d3 · Cavalier blanc sur case noire g3 · Tour blanche sur case blanche h3 · Fou blanc sur case noire b2 · Pion blanc sur case noire f2 · Roi blanc sur case noire h2 · Dame noire sur case noire c1 | 8 |
| 7 | Tour noire sur case blanche e8 · Roi noir sur case blanche g8 · Pion noir sur case noire a7 · Cavalier noir sur case blanche b7 · Pion noir sur case blanche f7 · Pion noir sur case noire g7 · Fou noir sur case blanche c6 · Tour noire sur case blanche g6 · Cavalier blanc sur case blanche f5 · Dame blanche sur case noire b4 · Pion blanc sur case blanche c4 · Pion blanc sur case noire a3 · Tour blanche sur case blanche d3 · Cavalier blanc sur case noire g3 · Tour blanche sur case blanche h3 · Fou blanc sur case noire b2 · Pion blanc sur case noire f2 · Roi blanc sur case noire h2 · Dame noire sur case noire c1 | Tour noire sur case blanche e8 · Roi noir sur case blanche g8 · Pion noir sur case noire a7 · Cavalier noir sur case blanche b7 · Pion noir sur case blanche f7 · Pion noir sur case noire g7 · Fou noir sur case blanche c6 · Tour noire sur case blanche g6 · Cavalier blanc sur case blanche f5 · Dame blanche sur case noire b4 · Pion blanc sur case blanche c4 · Pion blanc sur case noire a3 · Tour blanche sur case blanche d3 · Cavalier blanc sur case noire g3 · Tour blanche sur case blanche h3 · Fou blanc sur case noire b2 · Pion blanc sur case noire f2 · Roi blanc sur case noire h2 · Dame noire sur case noire c1 | Tour noire sur case blanche e8 · Roi noir sur case blanche g8 · Pion noir sur case noire a7 · Cavalier noir sur case blanche b7 · Pion noir sur case blanche f7 · Pion noir sur case noire g7 · Fou noir sur case blanche c6 · Tour noire sur case blanche g6 · Cavalier blanc sur case blanche f5 · Dame blanche sur case noire b4 · Pion blanc sur case blanche c4 · Pion blanc sur case noire a3 · Tour blanche sur case blanche d3 · Cavalier blanc sur case noire g3 · Tour blanche sur case blanche h3 · Fou blanc sur case noire b2 · Pion blanc sur case noire f2 · Roi blanc sur case noire h2 · Dame noire sur case noire c1 | Tour noire sur case blanche e8 · Roi noir sur case blanche g8 · Pion noir sur case noire a7 · Cavalier noir sur case blanche b7 · Pion noir sur case blanche f7 · Pion noir sur case noire g7 · Fou noir sur case blanche c6 · Tour noire sur case blanche g6 · Cavalier blanc sur case blanche f5 · Dame blanche sur case noire b4 · Pion blanc sur case blanche c4 · Pion blanc sur case noire a3 · Tour blanche sur case blanche d3 · Cavalier blanc sur case noire g3 · Tour blanche sur case blanche h3 · Fou blanc sur case noire b2 · Pion blanc sur case noire f2 · Roi blanc sur case noire h2 · Dame noire sur case noire c1 | Tour noire sur case blanche e8 · Roi noir sur case blanche g8 · Pion noir sur case noire a7 · Cavalier noir sur case blanche b7 · Pion noir sur case blanche f7 · Pion noir sur case noire g7 · Fou noir sur case blanche c6 · Tour noire sur case blanche g6 · Cavalier blanc sur case blanche f5 · Dame blanche sur case noire b4 · Pion blanc sur case blanche c4 · Pion blanc sur case noire a3 · Tour blanche sur case blanche d3 · Cavalier blanc sur case noire g3 · Tour blanche sur case blanche h3 · Fou blanc sur case noire b2 · Pion blanc sur case noire f2 · Roi blanc sur case noire h2 · Dame noire sur case noire c1 | Tour noire sur case blanche e8 · Roi noir sur case blanche g8 · Pion noir sur case noire a7 · Cavalier noir sur case blanche b7 · Pion noir sur case blanche f7 · Pion noir sur case noire g7 · Fou noir sur case blanche c6 · Tour noire sur case blanche g6 · Cavalier blanc sur case blanche f5 · Dame blanche sur case noire b4 · Pion blanc sur case blanche c4 · Pion blanc sur case noire a3 · Tour blanche sur case blanche d3 · Cavalier blanc sur case noire g3 · Tour blanche sur case blanche h3 · Fou blanc sur case noire b2 · Pion blanc sur case noire f2 · Roi blanc sur case noire h2 · Dame noire sur case noire c1 | Tour noire sur case blanche e8 · Roi noir sur case blanche g8 · Pion noir sur case noire a7 · Cavalier noir sur case blanche b7 · Pion noir sur case blanche f7 · Pion noir sur case noire g7 · Fou noir sur case blanche c6 · Tour noire sur case blanche g6 · Cavalier blanc sur case blanche f5 · Dame blanche sur case noire b4 · Pion blanc sur case blanche c4 · Pion blanc sur case noire a3 · Tour blanche sur case blanche d3 · Cavalier blanc sur case noire g3 · Tour blanche sur case blanche h3 · Fou blanc sur case noire b2 · Pion blanc sur case noire f2 · Roi blanc sur case noire h2 · Dame noire sur case noire c1 | Tour noire sur case blanche e8 · Roi noir sur case blanche g8 · Pion noir sur case noire a7 · Cavalier noir sur case blanche b7 · Pion noir sur case blanche f7 · Pion noir sur case noire g7 · Fou noir sur case blanche c6 · Tour noire sur case blanche g6 · Cavalier blanc sur case blanche f5 · Dame blanche sur case noire b4 · Pion blanc sur case blanche c4 · Pion blanc sur case noire a3 · Tour blanche sur case blanche d3 · Cavalier blanc sur case noire g3 · Tour blanche sur case blanche h3 · Fou blanc sur case noire b2 · Pion blanc sur case noire f2 · Roi blanc sur case noire h2 · Dame noire sur case noire c1 | 7 |
| 6 | Tour noire sur case blanche e8 · Roi noir sur case blanche g8 · Pion noir sur case noire a7 · Cavalier noir sur case blanche b7 · Pion noir sur case blanche f7 · Pion noir sur case noire g7 · Fou noir sur case blanche c6 · Tour noire sur case blanche g6 · Cavalier blanc sur case blanche f5 · Dame blanche sur case noire b4 · Pion blanc sur case blanche c4 · Pion blanc sur case noire a3 · Tour blanche sur case blanche d3 · Cavalier blanc sur case noire g3 · Tour blanche sur case blanche h3 · Fou blanc sur case noire b2 · Pion blanc sur case noire f2 · Roi blanc sur case noire h2 · Dame noire sur case noire c1 | Tour noire sur case blanche e8 · Roi noir sur case blanche g8 · Pion noir sur case noire a7 · Cavalier noir sur case blanche b7 · Pion noir sur case blanche f7 · Pion noir sur case noire g7 · Fou noir sur case blanche c6 · Tour noire sur case blanche g6 · Cavalier blanc sur case blanche f5 · Dame blanche sur case noire b4 · Pion blanc sur case blanche c4 · Pion blanc sur case noire a3 · Tour blanche sur case blanche d3 · Cavalier blanc sur case noire g3 · Tour blanche sur case blanche h3 · Fou blanc sur case noire b2 · Pion blanc sur case noire f2 · Roi blanc sur case noire h2 · Dame noire sur case noire c1 | Tour noire sur case blanche e8 · Roi noir sur case blanche g8 · Pion noir sur case noire a7 · Cavalier noir sur case blanche b7 · Pion noir sur case blanche f7 · Pion noir sur case noire g7 · Fou noir sur case blanche c6 · Tour noire sur case blanche g6 · Cavalier blanc sur case blanche f5 · Dame blanche sur case noire b4 · Pion blanc sur case blanche c4 · Pion blanc sur case noire a3 · Tour blanche sur case blanche d3 · Cavalier blanc sur case noire g3 · Tour blanche sur case blanche h3 · Fou blanc sur case noire b2 · Pion blanc sur case noire f2 · Roi blanc sur case noire h2 · Dame noire sur case noire c1 | Tour noire sur case blanche e8 · Roi noir sur case blanche g8 · Pion noir sur case noire a7 · Cavalier noir sur case blanche b7 · Pion noir sur case blanche f7 · Pion noir sur case noire g7 · Fou noir sur case blanche c6 · Tour noire sur case blanche g6 · Cavalier blanc sur case blanche f5 · Dame blanche sur case noire b4 · Pion blanc sur case blanche c4 · Pion blanc sur case noire a3 · Tour blanche sur case blanche d3 · Cavalier blanc sur case noire g3 · Tour blanche sur case blanche h3 · Fou blanc sur case noire b2 · Pion blanc sur case noire f2 · Roi blanc sur case noire h2 · Dame noire sur case noire c1 | Tour noire sur case blanche e8 · Roi noir sur case blanche g8 · Pion noir sur case noire a7 · Cavalier noir sur case blanche b7 · Pion noir sur case blanche f7 · Pion noir sur case noire g7 · Fou noir sur case blanche c6 · Tour noire sur case blanche g6 · Cavalier blanc sur case blanche f5 · Dame blanche sur case noire b4 · Pion blanc sur case blanche c4 · Pion blanc sur case noire a3 · Tour blanche sur case blanche d3 · Cavalier blanc sur case noire g3 · Tour blanche sur case blanche h3 · Fou blanc sur case noire b2 · Pion blanc sur case noire f2 · Roi blanc sur case noire h2 · Dame noire sur case noire c1 | Tour noire sur case blanche e8 · Roi noir sur case blanche g8 · Pion noir sur case noire a7 · Cavalier noir sur case blanche b7 · Pion noir sur case blanche f7 · Pion noir sur case noire g7 · Fou noir sur case blanche c6 · Tour noire sur case blanche g6 · Cavalier blanc sur case blanche f5 · Dame blanche sur case noire b4 · Pion blanc sur case blanche c4 · Pion blanc sur case noire a3 · Tour blanche sur case blanche d3 · Cavalier blanc sur case noire g3 · Tour blanche sur case blanche h3 · Fou blanc sur case noire b2 · Pion blanc sur case noire f2 · Roi blanc sur case noire h2 · Dame noire sur case noire c1 | Tour noire sur case blanche e8 · Roi noir sur case blanche g8 · Pion noir sur case noire a7 · Cavalier noir sur case blanche b7 · Pion noir sur case blanche f7 · Pion noir sur case noire g7 · Fou noir sur case blanche c6 · Tour noire sur case blanche g6 · Cavalier blanc sur case blanche f5 · Dame blanche sur case noire b4 · Pion blanc sur case blanche c4 · Pion blanc sur case noire a3 · Tour blanche sur case blanche d3 · Cavalier blanc sur case noire g3 · Tour blanche sur case blanche h3 · Fou blanc sur case noire b2 · Pion blanc sur case noire f2 · Roi blanc sur case noire h2 · Dame noire sur case noire c1 | Tour noire sur case blanche e8 · Roi noir sur case blanche g8 · Pion noir sur case noire a7 · Cavalier noir sur case blanche b7 · Pion noir sur case blanche f7 · Pion noir sur case noire g7 · Fou noir sur case blanche c6 · Tour noire sur case blanche g6 · Cavalier blanc sur case blanche f5 · Dame blanche sur case noire b4 · Pion blanc sur case blanche c4 · Pion blanc sur case noire a3 · Tour blanche sur case blanche d3 · Cavalier blanc sur case noire g3 · Tour blanche sur case blanche h3 · Fou blanc sur case noire b2 · Pion blanc sur case noire f2 · Roi blanc sur case noire h2 · Dame noire sur case noire c1 | 6 |
| 5 | Tour noire sur case blanche e8 · Roi noir sur case blanche g8 · Pion noir sur case noire a7 · Cavalier noir sur case blanche b7 · Pion noir sur case blanche f7 · Pion noir sur case noire g7 · Fou noir sur case blanche c6 · Tour noire sur case blanche g6 · Cavalier blanc sur case blanche f5 · Dame blanche sur case noire b4 · Pion blanc sur case blanche c4 · Pion blanc sur case noire a3 · Tour blanche sur case blanche d3 · Cavalier blanc sur case noire g3 · Tour blanche sur case blanche h3 · Fou blanc sur case noire b2 · Pion blanc sur case noire f2 · Roi blanc sur case noire h2 · Dame noire sur case noire c1 | Tour noire sur case blanche e8 · Roi noir sur case blanche g8 · Pion noir sur case noire a7 · Cavalier noir sur case blanche b7 · Pion noir sur case blanche f7 · Pion noir sur case noire g7 · Fou noir sur case blanche c6 · Tour noire sur case blanche g6 · Cavalier blanc sur case blanche f5 · Dame blanche sur case noire b4 · Pion blanc sur case blanche c4 · Pion blanc sur case noire a3 · Tour blanche sur case blanche d3 · Cavalier blanc sur case noire g3 · Tour blanche sur case blanche h3 · Fou blanc sur case noire b2 · Pion blanc sur case noire f2 · Roi blanc sur case noire h2 · Dame noire sur case noire c1 | Tour noire sur case blanche e8 · Roi noir sur case blanche g8 · Pion noir sur case noire a7 · Cavalier noir sur case blanche b7 · Pion noir sur case blanche f7 · Pion noir sur case noire g7 · Fou noir sur case blanche c6 · Tour noire sur case blanche g6 · Cavalier blanc sur case blanche f5 · Dame blanche sur case noire b4 · Pion blanc sur case blanche c4 · Pion blanc sur case noire a3 · Tour blanche sur case blanche d3 · Cavalier blanc sur case noire g3 · Tour blanche sur case blanche h3 · Fou blanc sur case noire b2 · Pion blanc sur case noire f2 · Roi blanc sur case noire h2 · Dame noire sur case noire c1 | Tour noire sur case blanche e8 · Roi noir sur case blanche g8 · Pion noir sur case noire a7 · Cavalier noir sur case blanche b7 · Pion noir sur case blanche f7 · Pion noir sur case noire g7 · Fou noir sur case blanche c6 · Tour noire sur case blanche g6 · Cavalier blanc sur case blanche f5 · Dame blanche sur case noire b4 · Pion blanc sur case blanche c4 · Pion blanc sur case noire a3 · Tour blanche sur case blanche d3 · Cavalier blanc sur case noire g3 · Tour blanche sur case blanche h3 · Fou blanc sur case noire b2 · Pion blanc sur case noire f2 · Roi blanc sur case noire h2 · Dame noire sur case noire c1 | Tour noire sur case blanche e8 · Roi noir sur case blanche g8 · Pion noir sur case noire a7 · Cavalier noir sur case blanche b7 · Pion noir sur case blanche f7 · Pion noir sur case noire g7 · Fou noir sur case blanche c6 · Tour noire sur case blanche g6 · Cavalier blanc sur case blanche f5 · Dame blanche sur case noire b4 · Pion blanc sur case blanche c4 · Pion blanc sur case noire a3 · Tour blanche sur case blanche d3 · Cavalier blanc sur case noire g3 · Tour blanche sur case blanche h3 · Fou blanc sur case noire b2 · Pion blanc sur case noire f2 · Roi blanc sur case noire h2 · Dame noire sur case noire c1 | Tour noire sur case blanche e8 · Roi noir sur case blanche g8 · Pion noir sur case noire a7 · Cavalier noir sur case blanche b7 · Pion noir sur case blanche f7 · Pion noir sur case noire g7 · Fou noir sur case blanche c6 · Tour noire sur case blanche g6 · Cavalier blanc sur case blanche f5 · Dame blanche sur case noire b4 · Pion blanc sur case blanche c4 · Pion blanc sur case noire a3 · Tour blanche sur case blanche d3 · Cavalier blanc sur case noire g3 · Tour blanche sur case blanche h3 · Fou blanc sur case noire b2 · Pion blanc sur case noire f2 · Roi blanc sur case noire h2 · Dame noire sur case noire c1 | Tour noire sur case blanche e8 · Roi noir sur case blanche g8 · Pion noir sur case noire a7 · Cavalier noir sur case blanche b7 · Pion noir sur case blanche f7 · Pion noir sur case noire g7 · Fou noir sur case blanche c6 · Tour noire sur case blanche g6 · Cavalier blanc sur case blanche f5 · Dame blanche sur case noire b4 · Pion blanc sur case blanche c4 · Pion blanc sur case noire a3 · Tour blanche sur case blanche d3 · Cavalier blanc sur case noire g3 · Tour blanche sur case blanche h3 · Fou blanc sur case noire b2 · Pion blanc sur case noire f2 · Roi blanc sur case noire h2 · Dame noire sur case noire c1 | Tour noire sur case blanche e8 · Roi noir sur case blanche g8 · Pion noir sur case noire a7 · Cavalier noir sur case blanche b7 · Pion noir sur case blanche f7 · Pion noir sur case noire g7 · Fou noir sur case blanche c6 · Tour noire sur case blanche g6 · Cavalier blanc sur case blanche f5 · Dame blanche sur case noire b4 · Pion blanc sur case blanche c4 · Pion blanc sur case noire a3 · Tour blanche sur case blanche d3 · Cavalier blanc sur case noire g3 · Tour blanche sur case blanche h3 · Fou blanc sur case noire b2 · Pion blanc sur case noire f2 · Roi blanc sur case noire h2 · Dame noire sur case noire c1 | 5 |
| 4 | Tour noire sur case blanche e8 · Roi noir sur case blanche g8 · Pion noir sur case noire a7 · Cavalier noir sur case blanche b7 · Pion noir sur case blanche f7 · Pion noir sur case noire g7 · Fou noir sur case blanche c6 · Tour noire sur case blanche g6 · Cavalier blanc sur case blanche f5 · Dame blanche sur case noire b4 · Pion blanc sur case blanche c4 · Pion blanc sur case noire a3 · Tour blanche sur case blanche d3 · Cavalier blanc sur case noire g3 · Tour blanche sur case blanche h3 · Fou blanc sur case noire b2 · Pion blanc sur case noire f2 · Roi blanc sur case noire h2 · Dame noire sur case noire c1 | Tour noire sur case blanche e8 · Roi noir sur case blanche g8 · Pion noir sur case noire a7 · Cavalier noir sur case blanche b7 · Pion noir sur case blanche f7 · Pion noir sur case noire g7 · Fou noir sur case blanche c6 · Tour noire sur case blanche g6 · Cavalier blanc sur case blanche f5 · Dame blanche sur case noire b4 · Pion blanc sur case blanche c4 · Pion blanc sur case noire a3 · Tour blanche sur case blanche d3 · Cavalier blanc sur case noire g3 · Tour blanche sur case blanche h3 · Fou blanc sur case noire b2 · Pion blanc sur case noire f2 · Roi blanc sur case noire h2 · Dame noire sur case noire c1 | Tour noire sur case blanche e8 · Roi noir sur case blanche g8 · Pion noir sur case noire a7 · Cavalier noir sur case blanche b7 · Pion noir sur case blanche f7 · Pion noir sur case noire g7 · Fou noir sur case blanche c6 · Tour noire sur case blanche g6 · Cavalier blanc sur case blanche f5 · Dame blanche sur case noire b4 · Pion blanc sur case blanche c4 · Pion blanc sur case noire a3 · Tour blanche sur case blanche d3 · Cavalier blanc sur case noire g3 · Tour blanche sur case blanche h3 · Fou blanc sur case noire b2 · Pion blanc sur case noire f2 · Roi blanc sur case noire h2 · Dame noire sur case noire c1 | Tour noire sur case blanche e8 · Roi noir sur case blanche g8 · Pion noir sur case noire a7 · Cavalier noir sur case blanche b7 · Pion noir sur case blanche f7 · Pion noir sur case noire g7 · Fou noir sur case blanche c6 · Tour noire sur case blanche g6 · Cavalier blanc sur case blanche f5 · Dame blanche sur case noire b4 · Pion blanc sur case blanche c4 · Pion blanc sur case noire a3 · Tour blanche sur case blanche d3 · Cavalier blanc sur case noire g3 · Tour blanche sur case blanche h3 · Fou blanc sur case noire b2 · Pion blanc sur case noire f2 · Roi blanc sur case noire h2 · Dame noire sur case noire c1 | Tour noire sur case blanche e8 · Roi noir sur case blanche g8 · Pion noir sur case noire a7 · Cavalier noir sur case blanche b7 · Pion noir sur case blanche f7 · Pion noir sur case noire g7 · Fou noir sur case blanche c6 · Tour noire sur case blanche g6 · Cavalier blanc sur case blanche f5 · Dame blanche sur case noire b4 · Pion blanc sur case blanche c4 · Pion blanc sur case noire a3 · Tour blanche sur case blanche d3 · Cavalier blanc sur case noire g3 · Tour blanche sur case blanche h3 · Fou blanc sur case noire b2 · Pion blanc sur case noire f2 · Roi blanc sur case noire h2 · Dame noire sur case noire c1 | Tour noire sur case blanche e8 · Roi noir sur case blanche g8 · Pion noir sur case noire a7 · Cavalier noir sur case blanche b7 · Pion noir sur case blanche f7 · Pion noir sur case noire g7 · Fou noir sur case blanche c6 · Tour noire sur case blanche g6 · Cavalier blanc sur case blanche f5 · Dame blanche sur case noire b4 · Pion blanc sur case blanche c4 · Pion blanc sur case noire a3 · Tour blanche sur case blanche d3 · Cavalier blanc sur case noire g3 · Tour blanche sur case blanche h3 · Fou blanc sur case noire b2 · Pion blanc sur case noire f2 · Roi blanc sur case noire h2 · Dame noire sur case noire c1 | Tour noire sur case blanche e8 · Roi noir sur case blanche g8 · Pion noir sur case noire a7 · Cavalier noir sur case blanche b7 · Pion noir sur case blanche f7 · Pion noir sur case noire g7 · Fou noir sur case blanche c6 · Tour noire sur case blanche g6 · Cavalier blanc sur case blanche f5 · Dame blanche sur case noire b4 · Pion blanc sur case blanche c4 · Pion blanc sur case noire a3 · Tour blanche sur case blanche d3 · Cavalier blanc sur case noire g3 · Tour blanche sur case blanche h3 · Fou blanc sur case noire b2 · Pion blanc sur case noire f2 · Roi blanc sur case noire h2 · Dame noire sur case noire c1 | Tour noire sur case blanche e8 · Roi noir sur case blanche g8 · Pion noir sur case noire a7 · Cavalier noir sur case blanche b7 · Pion noir sur case blanche f7 · Pion noir sur case noire g7 · Fou noir sur case blanche c6 · Tour noire sur case blanche g6 · Cavalier blanc sur case blanche f5 · Dame blanche sur case noire b4 · Pion blanc sur case blanche c4 · Pion blanc sur case noire a3 · Tour blanche sur case blanche d3 · Cavalier blanc sur case noire g3 · Tour blanche sur case blanche h3 · Fou blanc sur case noire b2 · Pion blanc sur case noire f2 · Roi blanc sur case noire h2 · Dame noire sur case noire c1 | 4 |
| 3 | Tour noire sur case blanche e8 · Roi noir sur case blanche g8 · Pion noir sur case noire a7 · Cavalier noir sur case blanche b7 · Pion noir sur case blanche f7 · Pion noir sur case noire g7 · Fou noir sur case blanche c6 · Tour noire sur case blanche g6 · Cavalier blanc sur case blanche f5 · Dame blanche sur case noire b4 · Pion blanc sur case blanche c4 · Pion blanc sur case noire a3 · Tour blanche sur case blanche d3 · Cavalier blanc sur case noire g3 · Tour blanche sur case blanche h3 · Fou blanc sur case noire b2 · Pion blanc sur case noire f2 · Roi blanc sur case noire h2 · Dame noire sur case noire c1 | Tour noire sur case blanche e8 · Roi noir sur case blanche g8 · Pion noir sur case noire a7 · Cavalier noir sur case blanche b7 · Pion noir sur case blanche f7 · Pion noir sur case noire g7 · Fou noir sur case blanche c6 · Tour noire sur case blanche g6 · Cavalier blanc sur case blanche f5 · Dame blanche sur case noire b4 · Pion blanc sur case blanche c4 · Pion blanc sur case noire a3 · Tour blanche sur case blanche d3 · Cavalier blanc sur case noire g3 · Tour blanche sur case blanche h3 · Fou blanc sur case noire b2 · Pion blanc sur case noire f2 · Roi blanc sur case noire h2 · Dame noire sur case noire c1 | Tour noire sur case blanche e8 · Roi noir sur case blanche g8 · Pion noir sur case noire a7 · Cavalier noir sur case blanche b7 · Pion noir sur case blanche f7 · Pion noir sur case noire g7 · Fou noir sur case blanche c6 · Tour noire sur case blanche g6 · Cavalier blanc sur case blanche f5 · Dame blanche sur case noire b4 · Pion blanc sur case blanche c4 · Pion blanc sur case noire a3 · Tour blanche sur case blanche d3 · Cavalier blanc sur case noire g3 · Tour blanche sur case blanche h3 · Fou blanc sur case noire b2 · Pion blanc sur case noire f2 · Roi blanc sur case noire h2 · Dame noire sur case noire c1 | Tour noire sur case blanche e8 · Roi noir sur case blanche g8 · Pion noir sur case noire a7 · Cavalier noir sur case blanche b7 · Pion noir sur case blanche f7 · Pion noir sur case noire g7 · Fou noir sur case blanche c6 · Tour noire sur case blanche g6 · Cavalier blanc sur case blanche f5 · Dame blanche sur case noire b4 · Pion blanc sur case blanche c4 · Pion blanc sur case noire a3 · Tour blanche sur case blanche d3 · Cavalier blanc sur case noire g3 · Tour blanche sur case blanche h3 · Fou blanc sur case noire b2 · Pion blanc sur case noire f2 · Roi blanc sur case noire h2 · Dame noire sur case noire c1 | Tour noire sur case blanche e8 · Roi noir sur case blanche g8 · Pion noir sur case noire a7 · Cavalier noir sur case blanche b7 · Pion noir sur case blanche f7 · Pion noir sur case noire g7 · Fou noir sur case blanche c6 · Tour noire sur case blanche g6 · Cavalier blanc sur case blanche f5 · Dame blanche sur case noire b4 · Pion blanc sur case blanche c4 · Pion blanc sur case noire a3 · Tour blanche sur case blanche d3 · Cavalier blanc sur case noire g3 · Tour blanche sur case blanche h3 · Fou blanc sur case noire b2 · Pion blanc sur case noire f2 · Roi blanc sur case noire h2 · Dame noire sur case noire c1 | Tour noire sur case blanche e8 · Roi noir sur case blanche g8 · Pion noir sur case noire a7 · Cavalier noir sur case blanche b7 · Pion noir sur case blanche f7 · Pion noir sur case noire g7 · Fou noir sur case blanche c6 · Tour noire sur case blanche g6 · Cavalier blanc sur case blanche f5 · Dame blanche sur case noire b4 · Pion blanc sur case blanche c4 · Pion blanc sur case noire a3 · Tour blanche sur case blanche d3 · Cavalier blanc sur case noire g3 · Tour blanche sur case blanche h3 · Fou blanc sur case noire b2 · Pion blanc sur case noire f2 · Roi blanc sur case noire h2 · Dame noire sur case noire c1 | Tour noire sur case blanche e8 · Roi noir sur case blanche g8 · Pion noir sur case noire a7 · Cavalier noir sur case blanche b7 · Pion noir sur case blanche f7 · Pion noir sur case noire g7 · Fou noir sur case blanche c6 · Tour noire sur case blanche g6 · Cavalier blanc sur case blanche f5 · Dame blanche sur case noire b4 · Pion blanc sur case blanche c4 · Pion blanc sur case noire a3 · Tour blanche sur case blanche d3 · Cavalier blanc sur case noire g3 · Tour blanche sur case blanche h3 · Fou blanc sur case noire b2 · Pion blanc sur case noire f2 · Roi blanc sur case noire h2 · Dame noire sur case noire c1 | Tour noire sur case blanche e8 · Roi noir sur case blanche g8 · Pion noir sur case noire a7 · Cavalier noir sur case blanche b7 · Pion noir sur case blanche f7 · Pion noir sur case noire g7 · Fou noir sur case blanche c6 · Tour noire sur case blanche g6 · Cavalier blanc sur case blanche f5 · Dame blanche sur case noire b4 · Pion blanc sur case blanche c4 · Pion blanc sur case noire a3 · Tour blanche sur case blanche d3 · Cavalier blanc sur case noire g3 · Tour blanche sur case blanche h3 · Fou blanc sur case noire b2 · Pion blanc sur case noire f2 · Roi blanc sur case noire h2 · Dame noire sur case noire c1 | 3 |
| 2 | Tour noire sur case blanche e8 · Roi noir sur case blanche g8 · Pion noir sur case noire a7 · Cavalier noir sur case blanche b7 · Pion noir sur case blanche f7 · Pion noir sur case noire g7 · Fou noir sur case blanche c6 · Tour noire sur case blanche g6 · Cavalier blanc sur case blanche f5 · Dame blanche sur case noire b4 · Pion blanc sur case blanche c4 · Pion blanc sur case noire a3 · Tour blanche sur case blanche d3 · Cavalier blanc sur case noire g3 · Tour blanche sur case blanche h3 · Fou blanc sur case noire b2 · Pion blanc sur case noire f2 · Roi blanc sur case noire h2 · Dame noire sur case noire c1 | Tour noire sur case blanche e8 · Roi noir sur case blanche g8 · Pion noir sur case noire a7 · Cavalier noir sur case blanche b7 · Pion noir sur case blanche f7 · Pion noir sur case noire g7 · Fou noir sur case blanche c6 · Tour noire sur case blanche g6 · Cavalier blanc sur case blanche f5 · Dame blanche sur case noire b4 · Pion blanc sur case blanche c4 · Pion blanc sur case noire a3 · Tour blanche sur case blanche d3 · Cavalier blanc sur case noire g3 · Tour blanche sur case blanche h3 · Fou blanc sur case noire b2 · Pion blanc sur case noire f2 · Roi blanc sur case noire h2 · Dame noire sur case noire c1 | Tour noire sur case blanche e8 · Roi noir sur case blanche g8 · Pion noir sur case noire a7 · Cavalier noir sur case blanche b7 · Pion noir sur case blanche f7 · Pion noir sur case noire g7 · Fou noir sur case blanche c6 · Tour noire sur case blanche g6 · Cavalier blanc sur case blanche f5 · Dame blanche sur case noire b4 · Pion blanc sur case blanche c4 · Pion blanc sur case noire a3 · Tour blanche sur case blanche d3 · Cavalier blanc sur case noire g3 · Tour blanche sur case blanche h3 · Fou blanc sur case noire b2 · Pion blanc sur case noire f2 · Roi blanc sur case noire h2 · Dame noire sur case noire c1 | Tour noire sur case blanche e8 · Roi noir sur case blanche g8 · Pion noir sur case noire a7 · Cavalier noir sur case blanche b7 · Pion noir sur case blanche f7 · Pion noir sur case noire g7 · Fou noir sur case blanche c6 · Tour noire sur case blanche g6 · Cavalier blanc sur case blanche f5 · Dame blanche sur case noire b4 · Pion blanc sur case blanche c4 · Pion blanc sur case noire a3 · Tour blanche sur case blanche d3 · Cavalier blanc sur case noire g3 · Tour blanche sur case blanche h3 · Fou blanc sur case noire b2 · Pion blanc sur case noire f2 · Roi blanc sur case noire h2 · Dame noire sur case noire c1 | Tour noire sur case blanche e8 · Roi noir sur case blanche g8 · Pion noir sur case noire a7 · Cavalier noir sur case blanche b7 · Pion noir sur case blanche f7 · Pion noir sur case noire g7 · Fou noir sur case blanche c6 · Tour noire sur case blanche g6 · Cavalier blanc sur case blanche f5 · Dame blanche sur case noire b4 · Pion blanc sur case blanche c4 · Pion blanc sur case noire a3 · Tour blanche sur case blanche d3 · Cavalier blanc sur case noire g3 · Tour blanche sur case blanche h3 · Fou blanc sur case noire b2 · Pion blanc sur case noire f2 · Roi blanc sur case noire h2 · Dame noire sur case noire c1 | Tour noire sur case blanche e8 · Roi noir sur case blanche g8 · Pion noir sur case noire a7 · Cavalier noir sur case blanche b7 · Pion noir sur case blanche f7 · Pion noir sur case noire g7 · Fou noir sur case blanche c6 · Tour noire sur case blanche g6 · Cavalier blanc sur case blanche f5 · Dame blanche sur case noire b4 · Pion blanc sur case blanche c4 · Pion blanc sur case noire a3 · Tour blanche sur case blanche d3 · Cavalier blanc sur case noire g3 · Tour blanche sur case blanche h3 · Fou blanc sur case noire b2 · Pion blanc sur case noire f2 · Roi blanc sur case noire h2 · Dame noire sur case noire c1 | Tour noire sur case blanche e8 · Roi noir sur case blanche g8 · Pion noir sur case noire a7 · Cavalier noir sur case blanche b7 · Pion noir sur case blanche f7 · Pion noir sur case noire g7 · Fou noir sur case blanche c6 · Tour noire sur case blanche g6 · Cavalier blanc sur case blanche f5 · Dame blanche sur case noire b4 · Pion blanc sur case blanche c4 · Pion blanc sur case noire a3 · Tour blanche sur case blanche d3 · Cavalier blanc sur case noire g3 · Tour blanche sur case blanche h3 · Fou blanc sur case noire b2 · Pion blanc sur case noire f2 · Roi blanc sur case noire h2 · Dame noire sur case noire c1 | Tour noire sur case blanche e8 · Roi noir sur case blanche g8 · Pion noir sur case noire a7 · Cavalier noir sur case blanche b7 · Pion noir sur case blanche f7 · Pion noir sur case noire g7 · Fou noir sur case blanche c6 · Tour noire sur case blanche g6 · Cavalier blanc sur case blanche f5 · Dame blanche sur case noire b4 · Pion blanc sur case blanche c4 · Pion blanc sur case noire a3 · Tour blanche sur case blanche d3 · Cavalier blanc sur case noire g3 · Tour blanche sur case blanche h3 · Fou blanc sur case noire b2 · Pion blanc sur case noire f2 · Roi blanc sur case noire h2 · Dame noire sur case noire c1 | 2 |
| 1 | Tour noire sur case blanche e8 · Roi noir sur case blanche g8 · Pion noir sur case noire a7 · Cavalier noir sur case blanche b7 · Pion noir sur case blanche f7 · Pion noir sur case noire g7 · Fou noir sur case blanche c6 · Tour noire sur case blanche g6 · Cavalier blanc sur case blanche f5 · Dame blanche sur case noire b4 · Pion blanc sur case blanche c4 · Pion blanc sur case noire a3 · Tour blanche sur case blanche d3 · Cavalier blanc sur case noire g3 · Tour blanche sur case blanche h3 · Fou blanc sur case noire b2 · Pion blanc sur case noire f2 · Roi blanc sur case noire h2 · Dame noire sur case noire c1 | Tour noire sur case blanche e8 · Roi noir sur case blanche g8 · Pion noir sur case noire a7 · Cavalier noir sur case blanche b7 · Pion noir sur case blanche f7 · Pion noir sur case noire g7 · Fou noir sur case blanche c6 · Tour noire sur case blanche g6 · Cavalier blanc sur case blanche f5 · Dame blanche sur case noire b4 · Pion blanc sur case blanche c4 · Pion blanc sur case noire a3 · Tour blanche sur case blanche d3 · Cavalier blanc sur case noire g3 · Tour blanche sur case blanche h3 · Fou blanc sur case noire b2 · Pion blanc sur case noire f2 · Roi blanc sur case noire h2 · Dame noire sur case noire c1 | Tour noire sur case blanche e8 · Roi noir sur case blanche g8 · Pion noir sur case noire a7 · Cavalier noir sur case blanche b7 · Pion noir sur case blanche f7 · Pion noir sur case noire g7 · Fou noir sur case blanche c6 · Tour noire sur case blanche g6 · Cavalier blanc sur case blanche f5 · Dame blanche sur case noire b4 · Pion blanc sur case blanche c4 · Pion blanc sur case noire a3 · Tour blanche sur case blanche d3 · Cavalier blanc sur case noire g3 · Tour blanche sur case blanche h3 · Fou blanc sur case noire b2 · Pion blanc sur case noire f2 · Roi blanc sur case noire h2 · Dame noire sur case noire c1 | Tour noire sur case blanche e8 · Roi noir sur case blanche g8 · Pion noir sur case noire a7 · Cavalier noir sur case blanche b7 · Pion noir sur case blanche f7 · Pion noir sur case noire g7 · Fou noir sur case blanche c6 · Tour noire sur case blanche g6 · Cavalier blanc sur case blanche f5 · Dame blanche sur case noire b4 · Pion blanc sur case blanche c4 · Pion blanc sur case noire a3 · Tour blanche sur case blanche d3 · Cavalier blanc sur case noire g3 · Tour blanche sur case blanche h3 · Fou blanc sur case noire b2 · Pion blanc sur case noire f2 · Roi blanc sur case noire h2 · Dame noire sur case noire c1 | Tour noire sur case blanche e8 · Roi noir sur case blanche g8 · Pion noir sur case noire a7 · Cavalier noir sur case blanche b7 · Pion noir sur case blanche f7 · Pion noir sur case noire g7 · Fou noir sur case blanche c6 · Tour noire sur case blanche g6 · Cavalier blanc sur case blanche f5 · Dame blanche sur case noire b4 · Pion blanc sur case blanche c4 · Pion blanc sur case noire a3 · Tour blanche sur case blanche d3 · Cavalier blanc sur case noire g3 · Tour blanche sur case blanche h3 · Fou blanc sur case noire b2 · Pion blanc sur case noire f2 · Roi blanc sur case noire h2 · Dame noire sur case noire c1 | Tour noire sur case blanche e8 · Roi noir sur case blanche g8 · Pion noir sur case noire a7 · Cavalier noir sur case blanche b7 · Pion noir sur case blanche f7 · Pion noir sur case noire g7 · Fou noir sur case blanche c6 · Tour noire sur case blanche g6 · Cavalier blanc sur case blanche f5 · Dame blanche sur case noire b4 · Pion blanc sur case blanche c4 · Pion blanc sur case noire a3 · Tour blanche sur case blanche d3 · Cavalier blanc sur case noire g3 · Tour blanche sur case blanche h3 · Fou blanc sur case noire b2 · Pion blanc sur case noire f2 · Roi blanc sur case noire h2 · Dame noire sur case noire c1 | Tour noire sur case blanche e8 · Roi noir sur case blanche g8 · Pion noir sur case noire a7 · Cavalier noir sur case blanche b7 · Pion noir sur case blanche f7 · Pion noir sur case noire g7 · Fou noir sur case blanche c6 · Tour noire sur case blanche g6 · Cavalier blanc sur case blanche f5 · Dame blanche sur case noire b4 · Pion blanc sur case blanche c4 · Pion blanc sur case noire a3 · Tour blanche sur case blanche d3 · Cavalier blanc sur case noire g3 · Tour blanche sur case blanche h3 · Fou blanc sur case noire b2 · Pion blanc sur case noire f2 · Roi blanc sur case noire h2 · Dame noire sur case noire c1 | Tour noire sur case blanche e8 · Roi noir sur case blanche g8 · Pion noir sur case noire a7 · Cavalier noir sur case blanche b7 · Pion noir sur case blanche f7 · Pion noir sur case noire g7 · Fou noir sur case blanche c6 · Tour noire sur case blanche g6 · Cavalier blanc sur case blanche f5 · Dame blanche sur case noire b4 · Pion blanc sur case blanche c4 · Pion blanc sur case noire a3 · Tour blanche sur case blanche d3 · Cavalier blanc sur case noire g3 · Tour blanche sur case blanche h3 · Fou blanc sur case noire b2 · Pion blanc sur case noire f2 · Roi blanc sur case noire h2 · Dame noire sur case noire c1 | 1 |
|   | a | b | c | d | e | f | g | h |   |

### L'ouverture d'une ligne
|   | a | b | c | d | e | f | g | h |   |
| 8 | Tour blanche sur case blanche a8 · Tour blanche sur case noire h8 · Tour noire sur case blanche b7 · Pion noir sur case blanche f7 · Pion noir sur case noire g7 · Pion noir sur case blanche e6 · Roi noir sur case blanche g6 · Pion noir sur case noire h6 · Pion noir sur case blanche d5 · Pion blanc sur case noire e5 · Dame noire sur case blanche e4 · Pion blanc sur case noire f4 · Pion blanc sur case blanche g4 · Roi blanc sur case noire h4 · Tour noire sur case blanche b3 · Pion blanc sur case blanche h3 · Pion blanc sur case noire b2 · Dame blanche sur case noire d2 | Tour blanche sur case blanche a8 · Tour blanche sur case noire h8 · Tour noire sur case blanche b7 · Pion noir sur case blanche f7 · Pion noir sur case noire g7 · Pion noir sur case blanche e6 · Roi noir sur case blanche g6 · Pion noir sur case noire h6 · Pion noir sur case blanche d5 · Pion blanc sur case noire e5 · Dame noire sur case blanche e4 · Pion blanc sur case noire f4 · Pion blanc sur case blanche g4 · Roi blanc sur case noire h4 · Tour noire sur case blanche b3 · Pion blanc sur case blanche h3 · Pion blanc sur case noire b2 · Dame blanche sur case noire d2 | Tour blanche sur case blanche a8 · Tour blanche sur case noire h8 · Tour noire sur case blanche b7 · Pion noir sur case blanche f7 · Pion noir sur case noire g7 · Pion noir sur case blanche e6 · Roi noir sur case blanche g6 · Pion noir sur case noire h6 · Pion noir sur case blanche d5 · Pion blanc sur case noire e5 · Dame noire sur case blanche e4 · Pion blanc sur case noire f4 · Pion blanc sur case blanche g4 · Roi blanc sur case noire h4 · Tour noire sur case blanche b3 · Pion blanc sur case blanche h3 · Pion blanc sur case noire b2 · Dame blanche sur case noire d2 | Tour blanche sur case blanche a8 · Tour blanche sur case noire h8 · Tour noire sur case blanche b7 · Pion noir sur case blanche f7 · Pion noir sur case noire g7 · Pion noir sur case blanche e6 · Roi noir sur case blanche g6 · Pion noir sur case noire h6 · Pion noir sur case blanche d5 · Pion blanc sur case noire e5 · Dame noire sur case blanche e4 · Pion blanc sur case noire f4 · Pion blanc sur case blanche g4 · Roi blanc sur case noire h4 · Tour noire sur case blanche b3 · Pion blanc sur case blanche h3 · Pion blanc sur case noire b2 · Dame blanche sur case noire d2 | Tour blanche sur case blanche a8 · Tour blanche sur case noire h8 · Tour noire sur case blanche b7 · Pion noir sur case blanche f7 · Pion noir sur case noire g7 · Pion noir sur case blanche e6 · Roi noir sur case blanche g6 · Pion noir sur case noire h6 · Pion noir sur case blanche d5 · Pion blanc sur case noire e5 · Dame noire sur case blanche e4 · Pion blanc sur case noire f4 · Pion blanc sur case blanche g4 · Roi blanc sur case noire h4 · Tour noire sur case blanche b3 · Pion blanc sur case blanche h3 · Pion blanc sur case noire b2 · Dame blanche sur case noire d2 | Tour blanche sur case blanche a8 · Tour blanche sur case noire h8 · Tour noire sur case blanche b7 · Pion noir sur case blanche f7 · Pion noir sur case noire g7 · Pion noir sur case blanche e6 · Roi noir sur case blanche g6 · Pion noir sur case noire h6 · Pion noir sur case blanche d5 · Pion blanc sur case noire e5 · Dame noire sur case blanche e4 · Pion blanc sur case noire f4 · Pion blanc sur case blanche g4 · Roi blanc sur case noire h4 · Tour noire sur case blanche b3 · Pion blanc sur case blanche h3 · Pion blanc sur case noire b2 · Dame blanche sur case noire d2 | Tour blanche sur case blanche a8 · Tour blanche sur case noire h8 · Tour noire sur case blanche b7 · Pion noir sur case blanche f7 · Pion noir sur case noire g7 · Pion noir sur case blanche e6 · Roi noir sur case blanche g6 · Pion noir sur case noire h6 · Pion noir sur case blanche d5 · Pion blanc sur case noire e5 · Dame noire sur case blanche e4 · Pion blanc sur case noire f4 · Pion blanc sur case blanche g4 · Roi blanc sur case noire h4 · Tour noire sur case blanche b3 · Pion blanc sur case blanche h3 · Pion blanc sur case noire b2 · Dame blanche sur case noire d2 | Tour blanche sur case blanche a8 · Tour blanche sur case noire h8 · Tour noire sur case blanche b7 · Pion noir sur case blanche f7 · Pion noir sur case noire g7 · Pion noir sur case blanche e6 · Roi noir sur case blanche g6 · Pion noir sur case noire h6 · Pion noir sur case blanche d5 · Pion blanc sur case noire e5 · Dame noire sur case blanche e4 · Pion blanc sur case noire f4 · Pion blanc sur case blanche g4 · Roi blanc sur case noire h4 · Tour noire sur case blanche b3 · Pion blanc sur case blanche h3 · Pion blanc sur case noire b2 · Dame blanche sur case noire d2 | 8 |
| 7 | Tour blanche sur case blanche a8 · Tour blanche sur case noire h8 · Tour noire sur case blanche b7 · Pion noir sur case blanche f7 · Pion noir sur case noire g7 · Pion noir sur case blanche e6 · Roi noir sur case blanche g6 · Pion noir sur case noire h6 · Pion noir sur case blanche d5 · Pion blanc sur case noire e5 · Dame noire sur case blanche e4 · Pion blanc sur case noire f4 · Pion blanc sur case blanche g4 · Roi blanc sur case noire h4 · Tour noire sur case blanche b3 · Pion blanc sur case blanche h3 · Pion blanc sur case noire b2 · Dame blanche sur case noire d2 | Tour blanche sur case blanche a8 · Tour blanche sur case noire h8 · Tour noire sur case blanche b7 · Pion noir sur case blanche f7 · Pion noir sur case noire g7 · Pion noir sur case blanche e6 · Roi noir sur case blanche g6 · Pion noir sur case noire h6 · Pion noir sur case blanche d5 · Pion blanc sur case noire e5 · Dame noire sur case blanche e4 · Pion blanc sur case noire f4 · Pion blanc sur case blanche g4 · Roi blanc sur case noire h4 · Tour noire sur case blanche b3 · Pion blanc sur case blanche h3 · Pion blanc sur case noire b2 · Dame blanche sur case noire d2 | Tour blanche sur case blanche a8 · Tour blanche sur case noire h8 · Tour noire sur case blanche b7 · Pion noir sur case blanche f7 · Pion noir sur case noire g7 · Pion noir sur case blanche e6 · Roi noir sur case blanche g6 · Pion noir sur case noire h6 · Pion noir sur case blanche d5 · Pion blanc sur case noire e5 · Dame noire sur case blanche e4 · Pion blanc sur case noire f4 · Pion blanc sur case blanche g4 · Roi blanc sur case noire h4 · Tour noire sur case blanche b3 · Pion blanc sur case blanche h3 · Pion blanc sur case noire b2 · Dame blanche sur case noire d2 | Tour blanche sur case blanche a8 · Tour blanche sur case noire h8 · Tour noire sur case blanche b7 · Pion noir sur case blanche f7 · Pion noir sur case noire g7 · Pion noir sur case blanche e6 · Roi noir sur case blanche g6 · Pion noir sur case noire h6 · Pion noir sur case blanche d5 · Pion blanc sur case noire e5 · Dame noire sur case blanche e4 · Pion blanc sur case noire f4 · Pion blanc sur case blanche g4 · Roi blanc sur case noire h4 · Tour noire sur case blanche b3 · Pion blanc sur case blanche h3 · Pion blanc sur case noire b2 · Dame blanche sur case noire d2 | Tour blanche sur case blanche a8 · Tour blanche sur case noire h8 · Tour noire sur case blanche b7 · Pion noir sur case blanche f7 · Pion noir sur case noire g7 · Pion noir sur case blanche e6 · Roi noir sur case blanche g6 · Pion noir sur case noire h6 · Pion noir sur case blanche d5 · Pion blanc sur case noire e5 · Dame noire sur case blanche e4 · Pion blanc sur case noire f4 · Pion blanc sur case blanche g4 · Roi blanc sur case noire h4 · Tour noire sur case blanche b3 · Pion blanc sur case blanche h3 · Pion blanc sur case noire b2 · Dame blanche sur case noire d2 | Tour blanche sur case blanche a8 · Tour blanche sur case noire h8 · Tour noire sur case blanche b7 · Pion noir sur case blanche f7 · Pion noir sur case noire g7 · Pion noir sur case blanche e6 · Roi noir sur case blanche g6 · Pion noir sur case noire h6 · Pion noir sur case blanche d5 · Pion blanc sur case noire e5 · Dame noire sur case blanche e4 · Pion blanc sur case noire f4 · Pion blanc sur case blanche g4 · Roi blanc sur case noire h4 · Tour noire sur case blanche b3 · Pion blanc sur case blanche h3 · Pion blanc sur case noire b2 · Dame blanche sur case noire d2 | Tour blanche sur case blanche a8 · Tour blanche sur case noire h8 · Tour noire sur case blanche b7 · Pion noir sur case blanche f7 · Pion noir sur case noire g7 · Pion noir sur case blanche e6 · Roi noir sur case blanche g6 · Pion noir sur case noire h6 · Pion noir sur case blanche d5 · Pion blanc sur case noire e5 · Dame noire sur case blanche e4 · Pion blanc sur case noire f4 · Pion blanc sur case blanche g4 · Roi blanc sur case noire h4 · Tour noire sur case blanche b3 · Pion blanc sur case blanche h3 · Pion blanc sur case noire b2 · Dame blanche sur case noire d2 | Tour blanche sur case blanche a8 · Tour blanche sur case noire h8 · Tour noire sur case blanche b7 · Pion noir sur case blanche f7 · Pion noir sur case noire g7 · Pion noir sur case blanche e6 · Roi noir sur case blanche g6 · Pion noir sur case noire h6 · Pion noir sur case blanche d5 · Pion blanc sur case noire e5 · Dame noire sur case blanche e4 · Pion blanc sur case noire f4 · Pion blanc sur case blanche g4 · Roi blanc sur case noire h4 · Tour noire sur case blanche b3 · Pion blanc sur case blanche h3 · Pion blanc sur case noire b2 · Dame blanche sur case noire d2 | 7 |
| 6 | Tour blanche sur case blanche a8 · Tour blanche sur case noire h8 · Tour noire sur case blanche b7 · Pion noir sur case blanche f7 · Pion noir sur case noire g7 · Pion noir sur case blanche e6 · Roi noir sur case blanche g6 · Pion noir sur case noire h6 · Pion noir sur case blanche d5 · Pion blanc sur case noire e5 · Dame noire sur case blanche e4 · Pion blanc sur case noire f4 · Pion blanc sur case blanche g4 · Roi blanc sur case noire h4 · Tour noire sur case blanche b3 · Pion blanc sur case blanche h3 · Pion blanc sur case noire b2 · Dame blanche sur case noire d2 | Tour blanche sur case blanche a8 · Tour blanche sur case noire h8 · Tour noire sur case blanche b7 · Pion noir sur case blanche f7 · Pion noir sur case noire g7 · Pion noir sur case blanche e6 · Roi noir sur case blanche g6 · Pion noir sur case noire h6 · Pion noir sur case blanche d5 · Pion blanc sur case noire e5 · Dame noire sur case blanche e4 · Pion blanc sur case noire f4 · Pion blanc sur case blanche g4 · Roi blanc sur case noire h4 · Tour noire sur case blanche b3 · Pion blanc sur case blanche h3 · Pion blanc sur case noire b2 · Dame blanche sur case noire d2 | Tour blanche sur case blanche a8 · Tour blanche sur case noire h8 · Tour noire sur case blanche b7 · Pion noir sur case blanche f7 · Pion noir sur case noire g7 · Pion noir sur case blanche e6 · Roi noir sur case blanche g6 · Pion noir sur case noire h6 · Pion noir sur case blanche d5 · Pion blanc sur case noire e5 · Dame noire sur case blanche e4 · Pion blanc sur case noire f4 · Pion blanc sur case blanche g4 · Roi blanc sur case noire h4 · Tour noire sur case blanche b3 · Pion blanc sur case blanche h3 · Pion blanc sur case noire b2 · Dame blanche sur case noire d2 | Tour blanche sur case blanche a8 · Tour blanche sur case noire h8 · Tour noire sur case blanche b7 · Pion noir sur case blanche f7 · Pion noir sur case noire g7 · Pion noir sur case blanche e6 · Roi noir sur case blanche g6 · Pion noir sur case noire h6 · Pion noir sur case blanche d5 · Pion blanc sur case noire e5 · Dame noire sur case blanche e4 · Pion blanc sur case noire f4 · Pion blanc sur case blanche g4 · Roi blanc sur case noire h4 · Tour noire sur case blanche b3 · Pion blanc sur case blanche h3 · Pion blanc sur case noire b2 · Dame blanche sur case noire d2 | Tour blanche sur case blanche a8 · Tour blanche sur case noire h8 · Tour noire sur case blanche b7 · Pion noir sur case blanche f7 · Pion noir sur case noire g7 · Pion noir sur case blanche e6 · Roi noir sur case blanche g6 · Pion noir sur case noire h6 · Pion noir sur case blanche d5 · Pion blanc sur case noire e5 · Dame noire sur case blanche e4 · Pion blanc sur case noire f4 · Pion blanc sur case blanche g4 · Roi blanc sur case noire h4 · Tour noire sur case blanche b3 · Pion blanc sur case blanche h3 · Pion blanc sur case noire b2 · Dame blanche sur case noire d2 | Tour blanche sur case blanche a8 · Tour blanche sur case noire h8 · Tour noire sur case blanche b7 · Pion noir sur case blanche f7 · Pion noir sur case noire g7 · Pion noir sur case blanche e6 · Roi noir sur case blanche g6 · Pion noir sur case noire h6 · Pion noir sur case blanche d5 · Pion blanc sur case noire e5 · Dame noire sur case blanche e4 · Pion blanc sur case noire f4 · Pion blanc sur case blanche g4 · Roi blanc sur case noire h4 · Tour noire sur case blanche b3 · Pion blanc sur case blanche h3 · Pion blanc sur case noire b2 · Dame blanche sur case noire d2 | Tour blanche sur case blanche a8 · Tour blanche sur case noire h8 · Tour noire sur case blanche b7 · Pion noir sur case blanche f7 · Pion noir sur case noire g7 · Pion noir sur case blanche e6 · Roi noir sur case blanche g6 · Pion noir sur case noire h6 · Pion noir sur case blanche d5 · Pion blanc sur case noire e5 · Dame noire sur case blanche e4 · Pion blanc sur case noire f4 · Pion blanc sur case blanche g4 · Roi blanc sur case noire h4 · Tour noire sur case blanche b3 · Pion blanc sur case blanche h3 · Pion blanc sur case noire b2 · Dame blanche sur case noire d2 | Tour blanche sur case blanche a8 · Tour blanche sur case noire h8 · Tour noire sur case blanche b7 · Pion noir sur case blanche f7 · Pion noir sur case noire g7 · Pion noir sur case blanche e6 · Roi noir sur case blanche g6 · Pion noir sur case noire h6 · Pion noir sur case blanche d5 · Pion blanc sur case noire e5 · Dame noire sur case blanche e4 · Pion blanc sur case noire f4 · Pion blanc sur case blanche g4 · Roi blanc sur case noire h4 · Tour noire sur case blanche b3 · Pion blanc sur case blanche h3 · Pion blanc sur case noire b2 · Dame blanche sur case noire d2 | 6 |
| 5 | Tour blanche sur case blanche a8 · Tour blanche sur case noire h8 · Tour noire sur case blanche b7 · Pion noir sur case blanche f7 · Pion noir sur case noire g7 · Pion noir sur case blanche e6 · Roi noir sur case blanche g6 · Pion noir sur case noire h6 · Pion noir sur case blanche d5 · Pion blanc sur case noire e5 · Dame noire sur case blanche e4 · Pion blanc sur case noire f4 · Pion blanc sur case blanche g4 · Roi blanc sur case noire h4 · Tour noire sur case blanche b3 · Pion blanc sur case blanche h3 · Pion blanc sur case noire b2 · Dame blanche sur case noire d2 | Tour blanche sur case blanche a8 · Tour blanche sur case noire h8 · Tour noire sur case blanche b7 · Pion noir sur case blanche f7 · Pion noir sur case noire g7 · Pion noir sur case blanche e6 · Roi noir sur case blanche g6 · Pion noir sur case noire h6 · Pion noir sur case blanche d5 · Pion blanc sur case noire e5 · Dame noire sur case blanche e4 · Pion blanc sur case noire f4 · Pion blanc sur case blanche g4 · Roi blanc sur case noire h4 · Tour noire sur case blanche b3 · Pion blanc sur case blanche h3 · Pion blanc sur case noire b2 · Dame blanche sur case noire d2 | Tour blanche sur case blanche a8 · Tour blanche sur case noire h8 · Tour noire sur case blanche b7 · Pion noir sur case blanche f7 · Pion noir sur case noire g7 · Pion noir sur case blanche e6 · Roi noir sur case blanche g6 · Pion noir sur case noire h6 · Pion noir sur case blanche d5 · Pion blanc sur case noire e5 · Dame noire sur case blanche e4 · Pion blanc sur case noire f4 · Pion blanc sur case blanche g4 · Roi blanc sur case noire h4 · Tour noire sur case blanche b3 · Pion blanc sur case blanche h3 · Pion blanc sur case noire b2 · Dame blanche sur case noire d2 | Tour blanche sur case blanche a8 · Tour blanche sur case noire h8 · Tour noire sur case blanche b7 · Pion noir sur case blanche f7 · Pion noir sur case noire g7 · Pion noir sur case blanche e6 · Roi noir sur case blanche g6 · Pion noir sur case noire h6 · Pion noir sur case blanche d5 · Pion blanc sur case noire e5 · Dame noire sur case blanche e4 · Pion blanc sur case noire f4 · Pion blanc sur case blanche g4 · Roi blanc sur case noire h4 · Tour noire sur case blanche b3 · Pion blanc sur case blanche h3 · Pion blanc sur case noire b2 · Dame blanche sur case noire d2 | Tour blanche sur case blanche a8 · Tour blanche sur case noire h8 · Tour noire sur case blanche b7 · Pion noir sur case blanche f7 · Pion noir sur case noire g7 · Pion noir sur case blanche e6 · Roi noir sur case blanche g6 · Pion noir sur case noire h6 · Pion noir sur case blanche d5 · Pion blanc sur case noire e5 · Dame noire sur case blanche e4 · Pion blanc sur case noire f4 · Pion blanc sur case blanche g4 · Roi blanc sur case noire h4 · Tour noire sur case blanche b3 · Pion blanc sur case blanche h3 · Pion blanc sur case noire b2 · Dame blanche sur case noire d2 | Tour blanche sur case blanche a8 · Tour blanche sur case noire h8 · Tour noire sur case blanche b7 · Pion noir sur case blanche f7 · Pion noir sur case noire g7 · Pion noir sur case blanche e6 · Roi noir sur case blanche g6 · Pion noir sur case noire h6 · Pion noir sur case blanche d5 · Pion blanc sur case noire e5 · Dame noire sur case blanche e4 · Pion blanc sur case noire f4 · Pion blanc sur case blanche g4 · Roi blanc sur case noire h4 · Tour noire sur case blanche b3 · Pion blanc sur case blanche h3 · Pion blanc sur case noire b2 · Dame blanche sur case noire d2 | Tour blanche sur case blanche a8 · Tour blanche sur case noire h8 · Tour noire sur case blanche b7 · Pion noir sur case blanche f7 · Pion noir sur case noire g7 · Pion noir sur case blanche e6 · Roi noir sur case blanche g6 · Pion noir sur case noire h6 · Pion noir sur case blanche d5 · Pion blanc sur case noire e5 · Dame noire sur case blanche e4 · Pion blanc sur case noire f4 · Pion blanc sur case blanche g4 · Roi blanc sur case noire h4 · Tour noire sur case blanche b3 · Pion blanc sur case blanche h3 · Pion blanc sur case noire b2 · Dame blanche sur case noire d2 | Tour blanche sur case blanche a8 · Tour blanche sur case noire h8 · Tour noire sur case blanche b7 · Pion noir sur case blanche f7 · Pion noir sur case noire g7 · Pion noir sur case blanche e6 · Roi noir sur case blanche g6 · Pion noir sur case noire h6 · Pion noir sur case blanche d5 · Pion blanc sur case noire e5 · Dame noire sur case blanche e4 · Pion blanc sur case noire f4 · Pion blanc sur case blanche g4 · Roi blanc sur case noire h4 · Tour noire sur case blanche b3 · Pion blanc sur case blanche h3 · Pion blanc sur case noire b2 · Dame blanche sur case noire d2 | 5 |
| 4 | Tour blanche sur case blanche a8 · Tour blanche sur case noire h8 · Tour noire sur case blanche b7 · Pion noir sur case blanche f7 · Pion noir sur case noire g7 · Pion noir sur case blanche e6 · Roi noir sur case blanche g6 · Pion noir sur case noire h6 · Pion noir sur case blanche d5 · Pion blanc sur case noire e5 · Dame noire sur case blanche e4 · Pion blanc sur case noire f4 · Pion blanc sur case blanche g4 · Roi blanc sur case noire h4 · Tour noire sur case blanche b3 · Pion blanc sur case blanche h3 · Pion blanc sur case noire b2 · Dame blanche sur case noire d2 | Tour blanche sur case blanche a8 · Tour blanche sur case noire h8 · Tour noire sur case blanche b7 · Pion noir sur case blanche f7 · Pion noir sur case noire g7 · Pion noir sur case blanche e6 · Roi noir sur case blanche g6 · Pion noir sur case noire h6 · Pion noir sur case blanche d5 · Pion blanc sur case noire e5 · Dame noire sur case blanche e4 · Pion blanc sur case noire f4 · Pion blanc sur case blanche g4 · Roi blanc sur case noire h4 · Tour noire sur case blanche b3 · Pion blanc sur case blanche h3 · Pion blanc sur case noire b2 · Dame blanche sur case noire d2 | Tour blanche sur case blanche a8 · Tour blanche sur case noire h8 · Tour noire sur case blanche b7 · Pion noir sur case blanche f7 · Pion noir sur case noire g7 · Pion noir sur case blanche e6 · Roi noir sur case blanche g6 · Pion noir sur case noire h6 · Pion noir sur case blanche d5 · Pion blanc sur case noire e5 · Dame noire sur case blanche e4 · Pion blanc sur case noire f4 · Pion blanc sur case blanche g4 · Roi blanc sur case noire h4 · Tour noire sur case blanche b3 · Pion blanc sur case blanche h3 · Pion blanc sur case noire b2 · Dame blanche sur case noire d2 | Tour blanche sur case blanche a8 · Tour blanche sur case noire h8 · Tour noire sur case blanche b7 · Pion noir sur case blanche f7 · Pion noir sur case noire g7 · Pion noir sur case blanche e6 · Roi noir sur case blanche g6 · Pion noir sur case noire h6 · Pion noir sur case blanche d5 · Pion blanc sur case noire e5 · Dame noire sur case blanche e4 · Pion blanc sur case noire f4 · Pion blanc sur case blanche g4 · Roi blanc sur case noire h4 · Tour noire sur case blanche b3 · Pion blanc sur case blanche h3 · Pion blanc sur case noire b2 · Dame blanche sur case noire d2 | Tour blanche sur case blanche a8 · Tour blanche sur case noire h8 · Tour noire sur case blanche b7 · Pion noir sur case blanche f7 · Pion noir sur case noire g7 · Pion noir sur case blanche e6 · Roi noir sur case blanche g6 · Pion noir sur case noire h6 · Pion noir sur case blanche d5 · Pion blanc sur case noire e5 · Dame noire sur case blanche e4 · Pion blanc sur case noire f4 · Pion blanc sur case blanche g4 · Roi blanc sur case noire h4 · Tour noire sur case blanche b3 · Pion blanc sur case blanche h3 · Pion blanc sur case noire b2 · Dame blanche sur case noire d2 | Tour blanche sur case blanche a8 · Tour blanche sur case noire h8 · Tour noire sur case blanche b7 · Pion noir sur case blanche f7 · Pion noir sur case noire g7 · Pion noir sur case blanche e6 · Roi noir sur case blanche g6 · Pion noir sur case noire h6 · Pion noir sur case blanche d5 · Pion blanc sur case noire e5 · Dame noire sur case blanche e4 · Pion blanc sur case noire f4 · Pion blanc sur case blanche g4 · Roi blanc sur case noire h4 · Tour noire sur case blanche b3 · Pion blanc sur case blanche h3 · Pion blanc sur case noire b2 · Dame blanche sur case noire d2 | Tour blanche sur case blanche a8 · Tour blanche sur case noire h8 · Tour noire sur case blanche b7 · Pion noir sur case blanche f7 · Pion noir sur case noire g7 · Pion noir sur case blanche e6 · Roi noir sur case blanche g6 · Pion noir sur case noire h6 · Pion noir sur case blanche d5 · Pion blanc sur case noire e5 · Dame noire sur case blanche e4 · Pion blanc sur case noire f4 · Pion blanc sur case blanche g4 · Roi blanc sur case noire h4 · Tour noire sur case blanche b3 · Pion blanc sur case blanche h3 · Pion blanc sur case noire b2 · Dame blanche sur case noire d2 | Tour blanche sur case blanche a8 · Tour blanche sur case noire h8 · Tour noire sur case blanche b7 · Pion noir sur case blanche f7 · Pion noir sur case noire g7 · Pion noir sur case blanche e6 · Roi noir sur case blanche g6 · Pion noir sur case noire h6 · Pion noir sur case blanche d5 · Pion blanc sur case noire e5 · Dame noire sur case blanche e4 · Pion blanc sur case noire f4 · Pion blanc sur case blanche g4 · Roi blanc sur case noire h4 · Tour noire sur case blanche b3 · Pion blanc sur case blanche h3 · Pion blanc sur case noire b2 · Dame blanche sur case noire d2 | 4 |
| 3 | Tour blanche sur case blanche a8 · Tour blanche sur case noire h8 · Tour noire sur case blanche b7 · Pion noir sur case blanche f7 · Pion noir sur case noire g7 · Pion noir sur case blanche e6 · Roi noir sur case blanche g6 · Pion noir sur case noire h6 · Pion noir sur case blanche d5 · Pion blanc sur case noire e5 · Dame noire sur case blanche e4 · Pion blanc sur case noire f4 · Pion blanc sur case blanche g4 · Roi blanc sur case noire h4 · Tour noire sur case blanche b3 · Pion blanc sur case blanche h3 · Pion blanc sur case noire b2 · Dame blanche sur case noire d2 | Tour blanche sur case blanche a8 · Tour blanche sur case noire h8 · Tour noire sur case blanche b7 · Pion noir sur case blanche f7 · Pion noir sur case noire g7 · Pion noir sur case blanche e6 · Roi noir sur case blanche g6 · Pion noir sur case noire h6 · Pion noir sur case blanche d5 · Pion blanc sur case noire e5 · Dame noire sur case blanche e4 · Pion blanc sur case noire f4 · Pion blanc sur case blanche g4 · Roi blanc sur case noire h4 · Tour noire sur case blanche b3 · Pion blanc sur case blanche h3 · Pion blanc sur case noire b2 · Dame blanche sur case noire d2 | Tour blanche sur case blanche a8 · Tour blanche sur case noire h8 · Tour noire sur case blanche b7 · Pion noir sur case blanche f7 · Pion noir sur case noire g7 · Pion noir sur case blanche e6 · Roi noir sur case blanche g6 · Pion noir sur case noire h6 · Pion noir sur case blanche d5 · Pion blanc sur case noire e5 · Dame noire sur case blanche e4 · Pion blanc sur case noire f4 · Pion blanc sur case blanche g4 · Roi blanc sur case noire h4 · Tour noire sur case blanche b3 · Pion blanc sur case blanche h3 · Pion blanc sur case noire b2 · Dame blanche sur case noire d2 | Tour blanche sur case blanche a8 · Tour blanche sur case noire h8 · Tour noire sur case blanche b7 · Pion noir sur case blanche f7 · Pion noir sur case noire g7 · Pion noir sur case blanche e6 · Roi noir sur case blanche g6 · Pion noir sur case noire h6 · Pion noir sur case blanche d5 · Pion blanc sur case noire e5 · Dame noire sur case blanche e4 · Pion blanc sur case noire f4 · Pion blanc sur case blanche g4 · Roi blanc sur case noire h4 · Tour noire sur case blanche b3 · Pion blanc sur case blanche h3 · Pion blanc sur case noire b2 · Dame blanche sur case noire d2 | Tour blanche sur case blanche a8 · Tour blanche sur case noire h8 · Tour noire sur case blanche b7 · Pion noir sur case blanche f7 · Pion noir sur case noire g7 · Pion noir sur case blanche e6 · Roi noir sur case blanche g6 · Pion noir sur case noire h6 · Pion noir sur case blanche d5 · Pion blanc sur case noire e5 · Dame noire sur case blanche e4 · Pion blanc sur case noire f4 · Pion blanc sur case blanche g4 · Roi blanc sur case noire h4 · Tour noire sur case blanche b3 · Pion blanc sur case blanche h3 · Pion blanc sur case noire b2 · Dame blanche sur case noire d2 | Tour blanche sur case blanche a8 · Tour blanche sur case noire h8 · Tour noire sur case blanche b7 · Pion noir sur case blanche f7 · Pion noir sur case noire g7 · Pion noir sur case blanche e6 · Roi noir sur case blanche g6 · Pion noir sur case noire h6 · Pion noir sur case blanche d5 · Pion blanc sur case noire e5 · Dame noire sur case blanche e4 · Pion blanc sur case noire f4 · Pion blanc sur case blanche g4 · Roi blanc sur case noire h4 · Tour noire sur case blanche b3 · Pion blanc sur case blanche h3 · Pion blanc sur case noire b2 · Dame blanche sur case noire d2 | Tour blanche sur case blanche a8 · Tour blanche sur case noire h8 · Tour noire sur case blanche b7 · Pion noir sur case blanche f7 · Pion noir sur case noire g7 · Pion noir sur case blanche e6 · Roi noir sur case blanche g6 · Pion noir sur case noire h6 · Pion noir sur case blanche d5 · Pion blanc sur case noire e5 · Dame noire sur case blanche e4 · Pion blanc sur case noire f4 · Pion blanc sur case blanche g4 · Roi blanc sur case noire h4 · Tour noire sur case blanche b3 · Pion blanc sur case blanche h3 · Pion blanc sur case noire b2 · Dame blanche sur case noire d2 | Tour blanche sur case blanche a8 · Tour blanche sur case noire h8 · Tour noire sur case blanche b7 · Pion noir sur case blanche f7 · Pion noir sur case noire g7 · Pion noir sur case blanche e6 · Roi noir sur case blanche g6 · Pion noir sur case noire h6 · Pion noir sur case blanche d5 · Pion blanc sur case noire e5 · Dame noire sur case blanche e4 · Pion blanc sur case noire f4 · Pion blanc sur case blanche g4 · Roi blanc sur case noire h4 · Tour noire sur case blanche b3 · Pion blanc sur case blanche h3 · Pion blanc sur case noire b2 · Dame blanche sur case noire d2 | 3 |
| 2 | Tour blanche sur case blanche a8 · Tour blanche sur case noire h8 · Tour noire sur case blanche b7 · Pion noir sur case blanche f7 · Pion noir sur case noire g7 · Pion noir sur case blanche e6 · Roi noir sur case blanche g6 · Pion noir sur case noire h6 · Pion noir sur case blanche d5 · Pion blanc sur case noire e5 · Dame noire sur case blanche e4 · Pion blanc sur case noire f4 · Pion blanc sur case blanche g4 · Roi blanc sur case noire h4 · Tour noire sur case blanche b3 · Pion blanc sur case blanche h3 · Pion blanc sur case noire b2 · Dame blanche sur case noire d2 | Tour blanche sur case blanche a8 · Tour blanche sur case noire h8 · Tour noire sur case blanche b7 · Pion noir sur case blanche f7 · Pion noir sur case noire g7 · Pion noir sur case blanche e6 · Roi noir sur case blanche g6 · Pion noir sur case noire h6 · Pion noir sur case blanche d5 · Pion blanc sur case noire e5 · Dame noire sur case blanche e4 · Pion blanc sur case noire f4 · Pion blanc sur case blanche g4 · Roi blanc sur case noire h4 · Tour noire sur case blanche b3 · Pion blanc sur case blanche h3 · Pion blanc sur case noire b2 · Dame blanche sur case noire d2 | Tour blanche sur case blanche a8 · Tour blanche sur case noire h8 · Tour noire sur case blanche b7 · Pion noir sur case blanche f7 · Pion noir sur case noire g7 · Pion noir sur case blanche e6 · Roi noir sur case blanche g6 · Pion noir sur case noire h6 · Pion noir sur case blanche d5 · Pion blanc sur case noire e5 · Dame noire sur case blanche e4 · Pion blanc sur case noire f4 · Pion blanc sur case blanche g4 · Roi blanc sur case noire h4 · Tour noire sur case blanche b3 · Pion blanc sur case blanche h3 · Pion blanc sur case noire b2 · Dame blanche sur case noire d2 | Tour blanche sur case blanche a8 · Tour blanche sur case noire h8 · Tour noire sur case blanche b7 · Pion noir sur case blanche f7 · Pion noir sur case noire g7 · Pion noir sur case blanche e6 · Roi noir sur case blanche g6 · Pion noir sur case noire h6 · Pion noir sur case blanche d5 · Pion blanc sur case noire e5 · Dame noire sur case blanche e4 · Pion blanc sur case noire f4 · Pion blanc sur case blanche g4 · Roi blanc sur case noire h4 · Tour noire sur case blanche b3 · Pion blanc sur case blanche h3 · Pion blanc sur case noire b2 · Dame blanche sur case noire d2 | Tour blanche sur case blanche a8 · Tour blanche sur case noire h8 · Tour noire sur case blanche b7 · Pion noir sur case blanche f7 · Pion noir sur case noire g7 · Pion noir sur case blanche e6 · Roi noir sur case blanche g6 · Pion noir sur case noire h6 · Pion noir sur case blanche d5 · Pion blanc sur case noire e5 · Dame noire sur case blanche e4 · Pion blanc sur case noire f4 · Pion blanc sur case blanche g4 · Roi blanc sur case noire h4 · Tour noire sur case blanche b3 · Pion blanc sur case blanche h3 · Pion blanc sur case noire b2 · Dame blanche sur case noire d2 | Tour blanche sur case blanche a8 · Tour blanche sur case noire h8 · Tour noire sur case blanche b7 · Pion noir sur case blanche f7 · Pion noir sur case noire g7 · Pion noir sur case blanche e6 · Roi noir sur case blanche g6 · Pion noir sur case noire h6 · Pion noir sur case blanche d5 · Pion blanc sur case noire e5 · Dame noire sur case blanche e4 · Pion blanc sur case noire f4 · Pion blanc sur case blanche g4 · Roi blanc sur case noire h4 · Tour noire sur case blanche b3 · Pion blanc sur case blanche h3 · Pion blanc sur case noire b2 · Dame blanche sur case noire d2 | Tour blanche sur case blanche a8 · Tour blanche sur case noire h8 · Tour noire sur case blanche b7 · Pion noir sur case blanche f7 · Pion noir sur case noire g7 · Pion noir sur case blanche e6 · Roi noir sur case blanche g6 · Pion noir sur case noire h6 · Pion noir sur case blanche d5 · Pion blanc sur case noire e5 · Dame noire sur case blanche e4 · Pion blanc sur case noire f4 · Pion blanc sur case blanche g4 · Roi blanc sur case noire h4 · Tour noire sur case blanche b3 · Pion blanc sur case blanche h3 · Pion blanc sur case noire b2 · Dame blanche sur case noire d2 | Tour blanche sur case blanche a8 · Tour blanche sur case noire h8 · Tour noire sur case blanche b7 · Pion noir sur case blanche f7 · Pion noir sur case noire g7 · Pion noir sur case blanche e6 · Roi noir sur case blanche g6 · Pion noir sur case noire h6 · Pion noir sur case blanche d5 · Pion blanc sur case noire e5 · Dame noire sur case blanche e4 · Pion blanc sur case noire f4 · Pion blanc sur case blanche g4 · Roi blanc sur case noire h4 · Tour noire sur case blanche b3 · Pion blanc sur case blanche h3 · Pion blanc sur case noire b2 · Dame blanche sur case noire d2 | 2 |
| 1 | Tour blanche sur case blanche a8 · Tour blanche sur case noire h8 · Tour noire sur case blanche b7 · Pion noir sur case blanche f7 · Pion noir sur case noire g7 · Pion noir sur case blanche e6 · Roi noir sur case blanche g6 · Pion noir sur case noire h6 · Pion noir sur case blanche d5 · Pion blanc sur case noire e5 · Dame noire sur case blanche e4 · Pion blanc sur case noire f4 · Pion blanc sur case blanche g4 · Roi blanc sur case noire h4 · Tour noire sur case blanche b3 · Pion blanc sur case blanche h3 · Pion blanc sur case noire b2 · Dame blanche sur case noire d2 | Tour blanche sur case blanche a8 · Tour blanche sur case noire h8 · Tour noire sur case blanche b7 · Pion noir sur case blanche f7 · Pion noir sur case noire g7 · Pion noir sur case blanche e6 · Roi noir sur case blanche g6 · Pion noir sur case noire h6 · Pion noir sur case blanche d5 · Pion blanc sur case noire e5 · Dame noire sur case blanche e4 · Pion blanc sur case noire f4 · Pion blanc sur case blanche g4 · Roi blanc sur case noire h4 · Tour noire sur case blanche b3 · Pion blanc sur case blanche h3 · Pion blanc sur case noire b2 · Dame blanche sur case noire d2 | Tour blanche sur case blanche a8 · Tour blanche sur case noire h8 · Tour noire sur case blanche b7 · Pion noir sur case blanche f7 · Pion noir sur case noire g7 · Pion noir sur case blanche e6 · Roi noir sur case blanche g6 · Pion noir sur case noire h6 · Pion noir sur case blanche d5 · Pion blanc sur case noire e5 · Dame noire sur case blanche e4 · Pion blanc sur case noire f4 · Pion blanc sur case blanche g4 · Roi blanc sur case noire h4 · Tour noire sur case blanche b3 · Pion blanc sur case blanche h3 · Pion blanc sur case noire b2 · Dame blanche sur case noire d2 | Tour blanche sur case blanche a8 · Tour blanche sur case noire h8 · Tour noire sur case blanche b7 · Pion noir sur case blanche f7 · Pion noir sur case noire g7 · Pion noir sur case blanche e6 · Roi noir sur case blanche g6 · Pion noir sur case noire h6 · Pion noir sur case blanche d5 · Pion blanc sur case noire e5 · Dame noire sur case blanche e4 · Pion blanc sur case noire f4 · Pion blanc sur case blanche g4 · Roi blanc sur case noire h4 · Tour noire sur case blanche b3 · Pion blanc sur case blanche h3 · Pion blanc sur case noire b2 · Dame blanche sur case noire d2 | Tour blanche sur case blanche a8 · Tour blanche sur case noire h8 · Tour noire sur case blanche b7 · Pion noir sur case blanche f7 · Pion noir sur case noire g7 · Pion noir sur case blanche e6 · Roi noir sur case blanche g6 · Pion noir sur case noire h6 · Pion noir sur case blanche d5 · Pion blanc sur case noire e5 · Dame noire sur case blanche e4 · Pion blanc sur case noire f4 · Pion blanc sur case blanche g4 · Roi blanc sur case noire h4 · Tour noire sur case blanche b3 · Pion blanc sur case blanche h3 · Pion blanc sur case noire b2 · Dame blanche sur case noire d2 | Tour blanche sur case blanche a8 · Tour blanche sur case noire h8 · Tour noire sur case blanche b7 · Pion noir sur case blanche f7 · Pion noir sur case noire g7 · Pion noir sur case blanche e6 · Roi noir sur case blanche g6 · Pion noir sur case noire h6 · Pion noir sur case blanche d5 · Pion blanc sur case noire e5 · Dame noire sur case blanche e4 · Pion blanc sur case noire f4 · Pion blanc sur case blanche g4 · Roi blanc sur case noire h4 · Tour noire sur case blanche b3 · Pion blanc sur case blanche h3 · Pion blanc sur case noire b2 · Dame blanche sur case noire d2 | Tour blanche sur case blanche a8 · Tour blanche sur case noire h8 · Tour noire sur case blanche b7 · Pion noir sur case blanche f7 · Pion noir sur case noire g7 · Pion noir sur case blanche e6 · Roi noir sur case blanche g6 · Pion noir sur case noire h6 · Pion noir sur case blanche d5 · Pion blanc sur case noire e5 · Dame noire sur case blanche e4 · Pion blanc sur case noire f4 · Pion blanc sur case blanche g4 · Roi blanc sur case noire h4 · Tour noire sur case blanche b3 · Pion blanc sur case blanche h3 · Pion blanc sur case noire b2 · Dame blanche sur case noire d2 | Tour blanche sur case blanche a8 · Tour blanche sur case noire h8 · Tour noire sur case blanche b7 · Pion noir sur case blanche f7 · Pion noir sur case noire g7 · Pion noir sur case blanche e6 · Roi noir sur case blanche g6 · Pion noir sur case noire h6 · Pion noir sur case blanche d5 · Pion blanc sur case noire e5 · Dame noire sur case blanche e4 · Pion blanc sur case noire f4 · Pion blanc sur case blanche g4 · Roi blanc sur case noire h4 · Tour noire sur case blanche b3 · Pion blanc sur case blanche h3 · Pion blanc sur case noire b2 · Dame blanche sur case noire d2 | 1 |
|   | a | b | c | d | e | f | g | h |   |

L'ouverture d'une ligne consiste à forcer l'ouverture d'une colonne, d'une rangée ou d'une diagonale par un sacrifice, puis d'exploiter la ligne ouverte pour porter une attaque.

### L'évacuation
|   | a | b | c | d | e | f | g | h |   |
| 8 | Pion noir sur case noire a7 · Pion noir sur case blanche b7 · Dame noire sur case noire c7 · Roi noir sur case blanche f7 · Pion noir sur case blanche h7 · Pion noir sur case blanche e6 · Pion noir sur case blanche g6 · Pion blanc sur case blanche b5 · Pion blanc sur case noire e5 · Pion noir sur case blanche f5 · Pion blanc sur case noire f4 · Cavalier blanc sur case noire a3 · Fou noir sur case noire c3 · Pion blanc sur case blanche h3 · Pion blanc sur case blanche a2 · Pion blanc sur case blanche g2 · Roi blanc sur case noire h2 · Dame blanche sur case noire c1 | Pion noir sur case noire a7 · Pion noir sur case blanche b7 · Dame noire sur case noire c7 · Roi noir sur case blanche f7 · Pion noir sur case blanche h7 · Pion noir sur case blanche e6 · Pion noir sur case blanche g6 · Pion blanc sur case blanche b5 · Pion blanc sur case noire e5 · Pion noir sur case blanche f5 · Pion blanc sur case noire f4 · Cavalier blanc sur case noire a3 · Fou noir sur case noire c3 · Pion blanc sur case blanche h3 · Pion blanc sur case blanche a2 · Pion blanc sur case blanche g2 · Roi blanc sur case noire h2 · Dame blanche sur case noire c1 | Pion noir sur case noire a7 · Pion noir sur case blanche b7 · Dame noire sur case noire c7 · Roi noir sur case blanche f7 · Pion noir sur case blanche h7 · Pion noir sur case blanche e6 · Pion noir sur case blanche g6 · Pion blanc sur case blanche b5 · Pion blanc sur case noire e5 · Pion noir sur case blanche f5 · Pion blanc sur case noire f4 · Cavalier blanc sur case noire a3 · Fou noir sur case noire c3 · Pion blanc sur case blanche h3 · Pion blanc sur case blanche a2 · Pion blanc sur case blanche g2 · Roi blanc sur case noire h2 · Dame blanche sur case noire c1 | Pion noir sur case noire a7 · Pion noir sur case blanche b7 · Dame noire sur case noire c7 · Roi noir sur case blanche f7 · Pion noir sur case blanche h7 · Pion noir sur case blanche e6 · Pion noir sur case blanche g6 · Pion blanc sur case blanche b5 · Pion blanc sur case noire e5 · Pion noir sur case blanche f5 · Pion blanc sur case noire f4 · Cavalier blanc sur case noire a3 · Fou noir sur case noire c3 · Pion blanc sur case blanche h3 · Pion blanc sur case blanche a2 · Pion blanc sur case blanche g2 · Roi blanc sur case noire h2 · Dame blanche sur case noire c1 | Pion noir sur case noire a7 · Pion noir sur case blanche b7 · Dame noire sur case noire c7 · Roi noir sur case blanche f7 · Pion noir sur case blanche h7 · Pion noir sur case blanche e6 · Pion noir sur case blanche g6 · Pion blanc sur case blanche b5 · Pion blanc sur case noire e5 · Pion noir sur case blanche f5 · Pion blanc sur case noire f4 · Cavalier blanc sur case noire a3 · Fou noir sur case noire c3 · Pion blanc sur case blanche h3 · Pion blanc sur case blanche a2 · Pion blanc sur case blanche g2 · Roi blanc sur case noire h2 · Dame blanche sur case noire c1 | Pion noir sur case noire a7 · Pion noir sur case blanche b7 · Dame noire sur case noire c7 · Roi noir sur case blanche f7 · Pion noir sur case blanche h7 · Pion noir sur case blanche e6 · Pion noir sur case blanche g6 · Pion blanc sur case blanche b5 · Pion blanc sur case noire e5 · Pion noir sur case blanche f5 · Pion blanc sur case noire f4 · Cavalier blanc sur case noire a3 · Fou noir sur case noire c3 · Pion blanc sur case blanche h3 · Pion blanc sur case blanche a2 · Pion blanc sur case blanche g2 · Roi blanc sur case noire h2 · Dame blanche sur case noire c1 | Pion noir sur case noire a7 · Pion noir sur case blanche b7 · Dame noire sur case noire c7 · Roi noir sur case blanche f7 · Pion noir sur case blanche h7 · Pion noir sur case blanche e6 · Pion noir sur case blanche g6 · Pion blanc sur case blanche b5 · Pion blanc sur case noire e5 · Pion noir sur case blanche f5 · Pion blanc sur case noire f4 · Cavalier blanc sur case noire a3 · Fou noir sur case noire c3 · Pion blanc sur case blanche h3 · Pion blanc sur case blanche a2 · Pion blanc sur case blanche g2 · Roi blanc sur case noire h2 · Dame blanche sur case noire c1 | Pion noir sur case noire a7 · Pion noir sur case blanche b7 · Dame noire sur case noire c7 · Roi noir sur case blanche f7 · Pion noir sur case blanche h7 · Pion noir sur case blanche e6 · Pion noir sur case blanche g6 · Pion blanc sur case blanche b5 · Pion blanc sur case noire e5 · Pion noir sur case blanche f5 · Pion blanc sur case noire f4 · Cavalier blanc sur case noire a3 · Fou noir sur case noire c3 · Pion blanc sur case blanche h3 · Pion blanc sur case blanche a2 · Pion blanc sur case blanche g2 · Roi blanc sur case noire h2 · Dame blanche sur case noire c1 | 8 |
| 7 | Pion noir sur case noire a7 · Pion noir sur case blanche b7 · Dame noire sur case noire c7 · Roi noir sur case blanche f7 · Pion noir sur case blanche h7 · Pion noir sur case blanche e6 · Pion noir sur case blanche g6 · Pion blanc sur case blanche b5 · Pion blanc sur case noire e5 · Pion noir sur case blanche f5 · Pion blanc sur case noire f4 · Cavalier blanc sur case noire a3 · Fou noir sur case noire c3 · Pion blanc sur case blanche h3 · Pion blanc sur case blanche a2 · Pion blanc sur case blanche g2 · Roi blanc sur case noire h2 · Dame blanche sur case noire c1 | Pion noir sur case noire a7 · Pion noir sur case blanche b7 · Dame noire sur case noire c7 · Roi noir sur case blanche f7 · Pion noir sur case blanche h7 · Pion noir sur case blanche e6 · Pion noir sur case blanche g6 · Pion blanc sur case blanche b5 · Pion blanc sur case noire e5 · Pion noir sur case blanche f5 · Pion blanc sur case noire f4 · Cavalier blanc sur case noire a3 · Fou noir sur case noire c3 · Pion blanc sur case blanche h3 · Pion blanc sur case blanche a2 · Pion blanc sur case blanche g2 · Roi blanc sur case noire h2 · Dame blanche sur case noire c1 | Pion noir sur case noire a7 · Pion noir sur case blanche b7 · Dame noire sur case noire c7 · Roi noir sur case blanche f7 · Pion noir sur case blanche h7 · Pion noir sur case blanche e6 · Pion noir sur case blanche g6 · Pion blanc sur case blanche b5 · Pion blanc sur case noire e5 · Pion noir sur case blanche f5 · Pion blanc sur case noire f4 · Cavalier blanc sur case noire a3 · Fou noir sur case noire c3 · Pion blanc sur case blanche h3 · Pion blanc sur case blanche a2 · Pion blanc sur case blanche g2 · Roi blanc sur case noire h2 · Dame blanche sur case noire c1 | Pion noir sur case noire a7 · Pion noir sur case blanche b7 · Dame noire sur case noire c7 · Roi noir sur case blanche f7 · Pion noir sur case blanche h7 · Pion noir sur case blanche e6 · Pion noir sur case blanche g6 · Pion blanc sur case blanche b5 · Pion blanc sur case noire e5 · Pion noir sur case blanche f5 · Pion blanc sur case noire f4 · Cavalier blanc sur case noire a3 · Fou noir sur case noire c3 · Pion blanc sur case blanche h3 · Pion blanc sur case blanche a2 · Pion blanc sur case blanche g2 · Roi blanc sur case noire h2 · Dame blanche sur case noire c1 | Pion noir sur case noire a7 · Pion noir sur case blanche b7 · Dame noire sur case noire c7 · Roi noir sur case blanche f7 · Pion noir sur case blanche h7 · Pion noir sur case blanche e6 · Pion noir sur case blanche g6 · Pion blanc sur case blanche b5 · Pion blanc sur case noire e5 · Pion noir sur case blanche f5 · Pion blanc sur case noire f4 · Cavalier blanc sur case noire a3 · Fou noir sur case noire c3 · Pion blanc sur case blanche h3 · Pion blanc sur case blanche a2 · Pion blanc sur case blanche g2 · Roi blanc sur case noire h2 · Dame blanche sur case noire c1 | Pion noir sur case noire a7 · Pion noir sur case blanche b7 · Dame noire sur case noire c7 · Roi noir sur case blanche f7 · Pion noir sur case blanche h7 · Pion noir sur case blanche e6 · Pion noir sur case blanche g6 · Pion blanc sur case blanche b5 · Pion blanc sur case noire e5 · Pion noir sur case blanche f5 · Pion blanc sur case noire f4 · Cavalier blanc sur case noire a3 · Fou noir sur case noire c3 · Pion blanc sur case blanche h3 · Pion blanc sur case blanche a2 · Pion blanc sur case blanche g2 · Roi blanc sur case noire h2 · Dame blanche sur case noire c1 | Pion noir sur case noire a7 · Pion noir sur case blanche b7 · Dame noire sur case noire c7 · Roi noir sur case blanche f7 · Pion noir sur case blanche h7 · Pion noir sur case blanche e6 · Pion noir sur case blanche g6 · Pion blanc sur case blanche b5 · Pion blanc sur case noire e5 · Pion noir sur case blanche f5 · Pion blanc sur case noire f4 · Cavalier blanc sur case noire a3 · Fou noir sur case noire c3 · Pion blanc sur case blanche h3 · Pion blanc sur case blanche a2 · Pion blanc sur case blanche g2 · Roi blanc sur case noire h2 · Dame blanche sur case noire c1 | Pion noir sur case noire a7 · Pion noir sur case blanche b7 · Dame noire sur case noire c7 · Roi noir sur case blanche f7 · Pion noir sur case blanche h7 · Pion noir sur case blanche e6 · Pion noir sur case blanche g6 · Pion blanc sur case blanche b5 · Pion blanc sur case noire e5 · Pion noir sur case blanche f5 · Pion blanc sur case noire f4 · Cavalier blanc sur case noire a3 · Fou noir sur case noire c3 · Pion blanc sur case blanche h3 · Pion blanc sur case blanche a2 · Pion blanc sur case blanche g2 · Roi blanc sur case noire h2 · Dame blanche sur case noire c1 | 7 |
| 6 | Pion noir sur case noire a7 · Pion noir sur case blanche b7 · Dame noire sur case noire c7 · Roi noir sur case blanche f7 · Pion noir sur case blanche h7 · Pion noir sur case blanche e6 · Pion noir sur case blanche g6 · Pion blanc sur case blanche b5 · Pion blanc sur case noire e5 · Pion noir sur case blanche f5 · Pion blanc sur case noire f4 · Cavalier blanc sur case noire a3 · Fou noir sur case noire c3 · Pion blanc sur case blanche h3 · Pion blanc sur case blanche a2 · Pion blanc sur case blanche g2 · Roi blanc sur case noire h2 · Dame blanche sur case noire c1 | Pion noir sur case noire a7 · Pion noir sur case blanche b7 · Dame noire sur case noire c7 · Roi noir sur case blanche f7 · Pion noir sur case blanche h7 · Pion noir sur case blanche e6 · Pion noir sur case blanche g6 · Pion blanc sur case blanche b5 · Pion blanc sur case noire e5 · Pion noir sur case blanche f5 · Pion blanc sur case noire f4 · Cavalier blanc sur case noire a3 · Fou noir sur case noire c3 · Pion blanc sur case blanche h3 · Pion blanc sur case blanche a2 · Pion blanc sur case blanche g2 · Roi blanc sur case noire h2 · Dame blanche sur case noire c1 | Pion noir sur case noire a7 · Pion noir sur case blanche b7 · Dame noire sur case noire c7 · Roi noir sur case blanche f7 · Pion noir sur case blanche h7 · Pion noir sur case blanche e6 · Pion noir sur case blanche g6 · Pion blanc sur case blanche b5 · Pion blanc sur case noire e5 · Pion noir sur case blanche f5 · Pion blanc sur case noire f4 · Cavalier blanc sur case noire a3 · Fou noir sur case noire c3 · Pion blanc sur case blanche h3 · Pion blanc sur case blanche a2 · Pion blanc sur case blanche g2 · Roi blanc sur case noire h2 · Dame blanche sur case noire c1 | Pion noir sur case noire a7 · Pion noir sur case blanche b7 · Dame noire sur case noire c7 · Roi noir sur case blanche f7 · Pion noir sur case blanche h7 · Pion noir sur case blanche e6 · Pion noir sur case blanche g6 · Pion blanc sur case blanche b5 · Pion blanc sur case noire e5 · Pion noir sur case blanche f5 · Pion blanc sur case noire f4 · Cavalier blanc sur case noire a3 · Fou noir sur case noire c3 · Pion blanc sur case blanche h3 · Pion blanc sur case blanche a2 · Pion blanc sur case blanche g2 · Roi blanc sur case noire h2 · Dame blanche sur case noire c1 | Pion noir sur case noire a7 · Pion noir sur case blanche b7 · Dame noire sur case noire c7 · Roi noir sur case blanche f7 · Pion noir sur case blanche h7 · Pion noir sur case blanche e6 · Pion noir sur case blanche g6 · Pion blanc sur case blanche b5 · Pion blanc sur case noire e5 · Pion noir sur case blanche f5 · Pion blanc sur case noire f4 · Cavalier blanc sur case noire a3 · Fou noir sur case noire c3 · Pion blanc sur case blanche h3 · Pion blanc sur case blanche a2 · Pion blanc sur case blanche g2 · Roi blanc sur case noire h2 · Dame blanche sur case noire c1 | Pion noir sur case noire a7 · Pion noir sur case blanche b7 · Dame noire sur case noire c7 · Roi noir sur case blanche f7 · Pion noir sur case blanche h7 · Pion noir sur case blanche e6 · Pion noir sur case blanche g6 · Pion blanc sur case blanche b5 · Pion blanc sur case noire e5 · Pion noir sur case blanche f5 · Pion blanc sur case noire f4 · Cavalier blanc sur case noire a3 · Fou noir sur case noire c3 · Pion blanc sur case blanche h3 · Pion blanc sur case blanche a2 · Pion blanc sur case blanche g2 · Roi blanc sur case noire h2 · Dame blanche sur case noire c1 | Pion noir sur case noire a7 · Pion noir sur case blanche b7 · Dame noire sur case noire c7 · Roi noir sur case blanche f7 · Pion noir sur case blanche h7 · Pion noir sur case blanche e6 · Pion noir sur case blanche g6 · Pion blanc sur case blanche b5 · Pion blanc sur case noire e5 · Pion noir sur case blanche f5 · Pion blanc sur case noire f4 · Cavalier blanc sur case noire a3 · Fou noir sur case noire c3 · Pion blanc sur case blanche h3 · Pion blanc sur case blanche a2 · Pion blanc sur case blanche g2 · Roi blanc sur case noire h2 · Dame blanche sur case noire c1 | Pion noir sur case noire a7 · Pion noir sur case blanche b7 · Dame noire sur case noire c7 · Roi noir sur case blanche f7 · Pion noir sur case blanche h7 · Pion noir sur case blanche e6 · Pion noir sur case blanche g6 · Pion blanc sur case blanche b5 · Pion blanc sur case noire e5 · Pion noir sur case blanche f5 · Pion blanc sur case noire f4 · Cavalier blanc sur case noire a3 · Fou noir sur case noire c3 · Pion blanc sur case blanche h3 · Pion blanc sur case blanche a2 · Pion blanc sur case blanche g2 · Roi blanc sur case noire h2 · Dame blanche sur case noire c1 | 6 |
| 5 | Pion noir sur case noire a7 · Pion noir sur case blanche b7 · Dame noire sur case noire c7 · Roi noir sur case blanche f7 · Pion noir sur case blanche h7 · Pion noir sur case blanche e6 · Pion noir sur case blanche g6 · Pion blanc sur case blanche b5 · Pion blanc sur case noire e5 · Pion noir sur case blanche f5 · Pion blanc sur case noire f4 · Cavalier blanc sur case noire a3 · Fou noir sur case noire c3 · Pion blanc sur case blanche h3 · Pion blanc sur case blanche a2 · Pion blanc sur case blanche g2 · Roi blanc sur case noire h2 · Dame blanche sur case noire c1 | Pion noir sur case noire a7 · Pion noir sur case blanche b7 · Dame noire sur case noire c7 · Roi noir sur case blanche f7 · Pion noir sur case blanche h7 · Pion noir sur case blanche e6 · Pion noir sur case blanche g6 · Pion blanc sur case blanche b5 · Pion blanc sur case noire e5 · Pion noir sur case blanche f5 · Pion blanc sur case noire f4 · Cavalier blanc sur case noire a3 · Fou noir sur case noire c3 · Pion blanc sur case blanche h3 · Pion blanc sur case blanche a2 · Pion blanc sur case blanche g2 · Roi blanc sur case noire h2 · Dame blanche sur case noire c1 | Pion noir sur case noire a7 · Pion noir sur case blanche b7 · Dame noire sur case noire c7 · Roi noir sur case blanche f7 · Pion noir sur case blanche h7 · Pion noir sur case blanche e6 · Pion noir sur case blanche g6 · Pion blanc sur case blanche b5 · Pion blanc sur case noire e5 · Pion noir sur case blanche f5 · Pion blanc sur case noire f4 · Cavalier blanc sur case noire a3 · Fou noir sur case noire c3 · Pion blanc sur case blanche h3 · Pion blanc sur case blanche a2 · Pion blanc sur case blanche g2 · Roi blanc sur case noire h2 · Dame blanche sur case noire c1 | Pion noir sur case noire a7 · Pion noir sur case blanche b7 · Dame noire sur case noire c7 · Roi noir sur case blanche f7 · Pion noir sur case blanche h7 · Pion noir sur case blanche e6 · Pion noir sur case blanche g6 · Pion blanc sur case blanche b5 · Pion blanc sur case noire e5 · Pion noir sur case blanche f5 · Pion blanc sur case noire f4 · Cavalier blanc sur case noire a3 · Fou noir sur case noire c3 · Pion blanc sur case blanche h3 · Pion blanc sur case blanche a2 · Pion blanc sur case blanche g2 · Roi blanc sur case noire h2 · Dame blanche sur case noire c1 | Pion noir sur case noire a7 · Pion noir sur case blanche b7 · Dame noire sur case noire c7 · Roi noir sur case blanche f7 · Pion noir sur case blanche h7 · Pion noir sur case blanche e6 · Pion noir sur case blanche g6 · Pion blanc sur case blanche b5 · Pion blanc sur case noire e5 · Pion noir sur case blanche f5 · Pion blanc sur case noire f4 · Cavalier blanc sur case noire a3 · Fou noir sur case noire c3 · Pion blanc sur case blanche h3 · Pion blanc sur case blanche a2 · Pion blanc sur case blanche g2 · Roi blanc sur case noire h2 · Dame blanche sur case noire c1 | Pion noir sur case noire a7 · Pion noir sur case blanche b7 · Dame noire sur case noire c7 · Roi noir sur case blanche f7 · Pion noir sur case blanche h7 · Pion noir sur case blanche e6 · Pion noir sur case blanche g6 · Pion blanc sur case blanche b5 · Pion blanc sur case noire e5 · Pion noir sur case blanche f5 · Pion blanc sur case noire f4 · Cavalier blanc sur case noire a3 · Fou noir sur case noire c3 · Pion blanc sur case blanche h3 · Pion blanc sur case blanche a2 · Pion blanc sur case blanche g2 · Roi blanc sur case noire h2 · Dame blanche sur case noire c1 | Pion noir sur case noire a7 · Pion noir sur case blanche b7 · Dame noire sur case noire c7 · Roi noir sur case blanche f7 · Pion noir sur case blanche h7 · Pion noir sur case blanche e6 · Pion noir sur case blanche g6 · Pion blanc sur case blanche b5 · Pion blanc sur case noire e5 · Pion noir sur case blanche f5 · Pion blanc sur case noire f4 · Cavalier blanc sur case noire a3 · Fou noir sur case noire c3 · Pion blanc sur case blanche h3 · Pion blanc sur case blanche a2 · Pion blanc sur case blanche g2 · Roi blanc sur case noire h2 · Dame blanche sur case noire c1 | Pion noir sur case noire a7 · Pion noir sur case blanche b7 · Dame noire sur case noire c7 · Roi noir sur case blanche f7 · Pion noir sur case blanche h7 · Pion noir sur case blanche e6 · Pion noir sur case blanche g6 · Pion blanc sur case blanche b5 · Pion blanc sur case noire e5 · Pion noir sur case blanche f5 · Pion blanc sur case noire f4 · Cavalier blanc sur case noire a3 · Fou noir sur case noire c3 · Pion blanc sur case blanche h3 · Pion blanc sur case blanche a2 · Pion blanc sur case blanche g2 · Roi blanc sur case noire h2 · Dame blanche sur case noire c1 | 5 |
| 4 | Pion noir sur case noire a7 · Pion noir sur case blanche b7 · Dame noire sur case noire c7 · Roi noir sur case blanche f7 · Pion noir sur case blanche h7 · Pion noir sur case blanche e6 · Pion noir sur case blanche g6 · Pion blanc sur case blanche b5 · Pion blanc sur case noire e5 · Pion noir sur case blanche f5 · Pion blanc sur case noire f4 · Cavalier blanc sur case noire a3 · Fou noir sur case noire c3 · Pion blanc sur case blanche h3 · Pion blanc sur case blanche a2 · Pion blanc sur case blanche g2 · Roi blanc sur case noire h2 · Dame blanche sur case noire c1 | Pion noir sur case noire a7 · Pion noir sur case blanche b7 · Dame noire sur case noire c7 · Roi noir sur case blanche f7 · Pion noir sur case blanche h7 · Pion noir sur case blanche e6 · Pion noir sur case blanche g6 · Pion blanc sur case blanche b5 · Pion blanc sur case noire e5 · Pion noir sur case blanche f5 · Pion blanc sur case noire f4 · Cavalier blanc sur case noire a3 · Fou noir sur case noire c3 · Pion blanc sur case blanche h3 · Pion blanc sur case blanche a2 · Pion blanc sur case blanche g2 · Roi blanc sur case noire h2 · Dame blanche sur case noire c1 | Pion noir sur case noire a7 · Pion noir sur case blanche b7 · Dame noire sur case noire c7 · Roi noir sur case blanche f7 · Pion noir sur case blanche h7 · Pion noir sur case blanche e6 · Pion noir sur case blanche g6 · Pion blanc sur case blanche b5 · Pion blanc sur case noire e5 · Pion noir sur case blanche f5 · Pion blanc sur case noire f4 · Cavalier blanc sur case noire a3 · Fou noir sur case noire c3 · Pion blanc sur case blanche h3 · Pion blanc sur case blanche a2 · Pion blanc sur case blanche g2 · Roi blanc sur case noire h2 · Dame blanche sur case noire c1 | Pion noir sur case noire a7 · Pion noir sur case blanche b7 · Dame noire sur case noire c7 · Roi noir sur case blanche f7 · Pion noir sur case blanche h7 · Pion noir sur case blanche e6 · Pion noir sur case blanche g6 · Pion blanc sur case blanche b5 · Pion blanc sur case noire e5 · Pion noir sur case blanche f5 · Pion blanc sur case noire f4 · Cavalier blanc sur case noire a3 · Fou noir sur case noire c3 · Pion blanc sur case blanche h3 · Pion blanc sur case blanche a2 · Pion blanc sur case blanche g2 · Roi blanc sur case noire h2 · Dame blanche sur case noire c1 | Pion noir sur case noire a7 · Pion noir sur case blanche b7 · Dame noire sur case noire c7 · Roi noir sur case blanche f7 · Pion noir sur case blanche h7 · Pion noir sur case blanche e6 · Pion noir sur case blanche g6 · Pion blanc sur case blanche b5 · Pion blanc sur case noire e5 · Pion noir sur case blanche f5 · Pion blanc sur case noire f4 · Cavalier blanc sur case noire a3 · Fou noir sur case noire c3 · Pion blanc sur case blanche h3 · Pion blanc sur case blanche a2 · Pion blanc sur case blanche g2 · Roi blanc sur case noire h2 · Dame blanche sur case noire c1 | Pion noir sur case noire a7 · Pion noir sur case blanche b7 · Dame noire sur case noire c7 · Roi noir sur case blanche f7 · Pion noir sur case blanche h7 · Pion noir sur case blanche e6 · Pion noir sur case blanche g6 · Pion blanc sur case blanche b5 · Pion blanc sur case noire e5 · Pion noir sur case blanche f5 · Pion blanc sur case noire f4 · Cavalier blanc sur case noire a3 · Fou noir sur case noire c3 · Pion blanc sur case blanche h3 · Pion blanc sur case blanche a2 · Pion blanc sur case blanche g2 · Roi blanc sur case noire h2 · Dame blanche sur case noire c1 | Pion noir sur case noire a7 · Pion noir sur case blanche b7 · Dame noire sur case noire c7 · Roi noir sur case blanche f7 · Pion noir sur case blanche h7 · Pion noir sur case blanche e6 · Pion noir sur case blanche g6 · Pion blanc sur case blanche b5 · Pion blanc sur case noire e5 · Pion noir sur case blanche f5 · Pion blanc sur case noire f4 · Cavalier blanc sur case noire a3 · Fou noir sur case noire c3 · Pion blanc sur case blanche h3 · Pion blanc sur case blanche a2 · Pion blanc sur case blanche g2 · Roi blanc sur case noire h2 · Dame blanche sur case noire c1 | Pion noir sur case noire a7 · Pion noir sur case blanche b7 · Dame noire sur case noire c7 · Roi noir sur case blanche f7 · Pion noir sur case blanche h7 · Pion noir sur case blanche e6 · Pion noir sur case blanche g6 · Pion blanc sur case blanche b5 · Pion blanc sur case noire e5 · Pion noir sur case blanche f5 · Pion blanc sur case noire f4 · Cavalier blanc sur case noire a3 · Fou noir sur case noire c3 · Pion blanc sur case blanche h3 · Pion blanc sur case blanche a2 · Pion blanc sur case blanche g2 · Roi blanc sur case noire h2 · Dame blanche sur case noire c1 | 4 |
| 3 | Pion noir sur case noire a7 · Pion noir sur case blanche b7 · Dame noire sur case noire c7 · Roi noir sur case blanche f7 · Pion noir sur case blanche h7 · Pion noir sur case blanche e6 · Pion noir sur case blanche g6 · Pion blanc sur case blanche b5 · Pion blanc sur case noire e5 · Pion noir sur case blanche f5 · Pion blanc sur case noire f4 · Cavalier blanc sur case noire a3 · Fou noir sur case noire c3 · Pion blanc sur case blanche h3 · Pion blanc sur case blanche a2 · Pion blanc sur case blanche g2 · Roi blanc sur case noire h2 · Dame blanche sur case noire c1 | Pion noir sur case noire a7 · Pion noir sur case blanche b7 · Dame noire sur case noire c7 · Roi noir sur case blanche f7 · Pion noir sur case blanche h7 · Pion noir sur case blanche e6 · Pion noir sur case blanche g6 · Pion blanc sur case blanche b5 · Pion blanc sur case noire e5 · Pion noir sur case blanche f5 · Pion blanc sur case noire f4 · Cavalier blanc sur case noire a3 · Fou noir sur case noire c3 · Pion blanc sur case blanche h3 · Pion blanc sur case blanche a2 · Pion blanc sur case blanche g2 · Roi blanc sur case noire h2 · Dame blanche sur case noire c1 | Pion noir sur case noire a7 · Pion noir sur case blanche b7 · Dame noire sur case noire c7 · Roi noir sur case blanche f7 · Pion noir sur case blanche h7 · Pion noir sur case blanche e6 · Pion noir sur case blanche g6 · Pion blanc sur case blanche b5 · Pion blanc sur case noire e5 · Pion noir sur case blanche f5 · Pion blanc sur case noire f4 · Cavalier blanc sur case noire a3 · Fou noir sur case noire c3 · Pion blanc sur case blanche h3 · Pion blanc sur case blanche a2 · Pion blanc sur case blanche g2 · Roi blanc sur case noire h2 · Dame blanche sur case noire c1 | Pion noir sur case noire a7 · Pion noir sur case blanche b7 · Dame noire sur case noire c7 · Roi noir sur case blanche f7 · Pion noir sur case blanche h7 · Pion noir sur case blanche e6 · Pion noir sur case blanche g6 · Pion blanc sur case blanche b5 · Pion blanc sur case noire e5 · Pion noir sur case blanche f5 · Pion blanc sur case noire f4 · Cavalier blanc sur case noire a3 · Fou noir sur case noire c3 · Pion blanc sur case blanche h3 · Pion blanc sur case blanche a2 · Pion blanc sur case blanche g2 · Roi blanc sur case noire h2 · Dame blanche sur case noire c1 | Pion noir sur case noire a7 · Pion noir sur case blanche b7 · Dame noire sur case noire c7 · Roi noir sur case blanche f7 · Pion noir sur case blanche h7 · Pion noir sur case blanche e6 · Pion noir sur case blanche g6 · Pion blanc sur case blanche b5 · Pion blanc sur case noire e5 · Pion noir sur case blanche f5 · Pion blanc sur case noire f4 · Cavalier blanc sur case noire a3 · Fou noir sur case noire c3 · Pion blanc sur case blanche h3 · Pion blanc sur case blanche a2 · Pion blanc sur case blanche g2 · Roi blanc sur case noire h2 · Dame blanche sur case noire c1 | Pion noir sur case noire a7 · Pion noir sur case blanche b7 · Dame noire sur case noire c7 · Roi noir sur case blanche f7 · Pion noir sur case blanche h7 · Pion noir sur case blanche e6 · Pion noir sur case blanche g6 · Pion blanc sur case blanche b5 · Pion blanc sur case noire e5 · Pion noir sur case blanche f5 · Pion blanc sur case noire f4 · Cavalier blanc sur case noire a3 · Fou noir sur case noire c3 · Pion blanc sur case blanche h3 · Pion blanc sur case blanche a2 · Pion blanc sur case blanche g2 · Roi blanc sur case noire h2 · Dame blanche sur case noire c1 | Pion noir sur case noire a7 · Pion noir sur case blanche b7 · Dame noire sur case noire c7 · Roi noir sur case blanche f7 · Pion noir sur case blanche h7 · Pion noir sur case blanche e6 · Pion noir sur case blanche g6 · Pion blanc sur case blanche b5 · Pion blanc sur case noire e5 · Pion noir sur case blanche f5 · Pion blanc sur case noire f4 · Cavalier blanc sur case noire a3 · Fou noir sur case noire c3 · Pion blanc sur case blanche h3 · Pion blanc sur case blanche a2 · Pion blanc sur case blanche g2 · Roi blanc sur case noire h2 · Dame blanche sur case noire c1 | Pion noir sur case noire a7 · Pion noir sur case blanche b7 · Dame noire sur case noire c7 · Roi noir sur case blanche f7 · Pion noir sur case blanche h7 · Pion noir sur case blanche e6 · Pion noir sur case blanche g6 · Pion blanc sur case blanche b5 · Pion blanc sur case noire e5 · Pion noir sur case blanche f5 · Pion blanc sur case noire f4 · Cavalier blanc sur case noire a3 · Fou noir sur case noire c3 · Pion blanc sur case blanche h3 · Pion blanc sur case blanche a2 · Pion blanc sur case blanche g2 · Roi blanc sur case noire h2 · Dame blanche sur case noire c1 | 3 |
| 2 | Pion noir sur case noire a7 · Pion noir sur case blanche b7 · Dame noire sur case noire c7 · Roi noir sur case blanche f7 · Pion noir sur case blanche h7 · Pion noir sur case blanche e6 · Pion noir sur case blanche g6 · Pion blanc sur case blanche b5 · Pion blanc sur case noire e5 · Pion noir sur case blanche f5 · Pion blanc sur case noire f4 · Cavalier blanc sur case noire a3 · Fou noir sur case noire c3 · Pion blanc sur case blanche h3 · Pion blanc sur case blanche a2 · Pion blanc sur case blanche g2 · Roi blanc sur case noire h2 · Dame blanche sur case noire c1 | Pion noir sur case noire a7 · Pion noir sur case blanche b7 · Dame noire sur case noire c7 · Roi noir sur case blanche f7 · Pion noir sur case blanche h7 · Pion noir sur case blanche e6 · Pion noir sur case blanche g6 · Pion blanc sur case blanche b5 · Pion blanc sur case noire e5 · Pion noir sur case blanche f5 · Pion blanc sur case noire f4 · Cavalier blanc sur case noire a3 · Fou noir sur case noire c3 · Pion blanc sur case blanche h3 · Pion blanc sur case blanche a2 · Pion blanc sur case blanche g2 · Roi blanc sur case noire h2 · Dame blanche sur case noire c1 | Pion noir sur case noire a7 · Pion noir sur case blanche b7 · Dame noire sur case noire c7 · Roi noir sur case blanche f7 · Pion noir sur case blanche h7 · Pion noir sur case blanche e6 · Pion noir sur case blanche g6 · Pion blanc sur case blanche b5 · Pion blanc sur case noire e5 · Pion noir sur case blanche f5 · Pion blanc sur case noire f4 · Cavalier blanc sur case noire a3 · Fou noir sur case noire c3 · Pion blanc sur case blanche h3 · Pion blanc sur case blanche a2 · Pion blanc sur case blanche g2 · Roi blanc sur case noire h2 · Dame blanche sur case noire c1 | Pion noir sur case noire a7 · Pion noir sur case blanche b7 · Dame noire sur case noire c7 · Roi noir sur case blanche f7 · Pion noir sur case blanche h7 · Pion noir sur case blanche e6 · Pion noir sur case blanche g6 · Pion blanc sur case blanche b5 · Pion blanc sur case noire e5 · Pion noir sur case blanche f5 · Pion blanc sur case noire f4 · Cavalier blanc sur case noire a3 · Fou noir sur case noire c3 · Pion blanc sur case blanche h3 · Pion blanc sur case blanche a2 · Pion blanc sur case blanche g2 · Roi blanc sur case noire h2 · Dame blanche sur case noire c1 | Pion noir sur case noire a7 · Pion noir sur case blanche b7 · Dame noire sur case noire c7 · Roi noir sur case blanche f7 · Pion noir sur case blanche h7 · Pion noir sur case blanche e6 · Pion noir sur case blanche g6 · Pion blanc sur case blanche b5 · Pion blanc sur case noire e5 · Pion noir sur case blanche f5 · Pion blanc sur case noire f4 · Cavalier blanc sur case noire a3 · Fou noir sur case noire c3 · Pion blanc sur case blanche h3 · Pion blanc sur case blanche a2 · Pion blanc sur case blanche g2 · Roi blanc sur case noire h2 · Dame blanche sur case noire c1 | Pion noir sur case noire a7 · Pion noir sur case blanche b7 · Dame noire sur case noire c7 · Roi noir sur case blanche f7 · Pion noir sur case blanche h7 · Pion noir sur case blanche e6 · Pion noir sur case blanche g6 · Pion blanc sur case blanche b5 · Pion blanc sur case noire e5 · Pion noir sur case blanche f5 · Pion blanc sur case noire f4 · Cavalier blanc sur case noire a3 · Fou noir sur case noire c3 · Pion blanc sur case blanche h3 · Pion blanc sur case blanche a2 · Pion blanc sur case blanche g2 · Roi blanc sur case noire h2 · Dame blanche sur case noire c1 | Pion noir sur case noire a7 · Pion noir sur case blanche b7 · Dame noire sur case noire c7 · Roi noir sur case blanche f7 · Pion noir sur case blanche h7 · Pion noir sur case blanche e6 · Pion noir sur case blanche g6 · Pion blanc sur case blanche b5 · Pion blanc sur case noire e5 · Pion noir sur case blanche f5 · Pion blanc sur case noire f4 · Cavalier blanc sur case noire a3 · Fou noir sur case noire c3 · Pion blanc sur case blanche h3 · Pion blanc sur case blanche a2 · Pion blanc sur case blanche g2 · Roi blanc sur case noire h2 · Dame blanche sur case noire c1 | Pion noir sur case noire a7 · Pion noir sur case blanche b7 · Dame noire sur case noire c7 · Roi noir sur case blanche f7 · Pion noir sur case blanche h7 · Pion noir sur case blanche e6 · Pion noir sur case blanche g6 · Pion blanc sur case blanche b5 · Pion blanc sur case noire e5 · Pion noir sur case blanche f5 · Pion blanc sur case noire f4 · Cavalier blanc sur case noire a3 · Fou noir sur case noire c3 · Pion blanc sur case blanche h3 · Pion blanc sur case blanche a2 · Pion blanc sur case blanche g2 · Roi blanc sur case noire h2 · Dame blanche sur case noire c1 | 2 |
| 1 | Pion noir sur case noire a7 · Pion noir sur case blanche b7 · Dame noire sur case noire c7 · Roi noir sur case blanche f7 · Pion noir sur case blanche h7 · Pion noir sur case blanche e6 · Pion noir sur case blanche g6 · Pion blanc sur case blanche b5 · Pion blanc sur case noire e5 · Pion noir sur case blanche f5 · Pion blanc sur case noire f4 · Cavalier blanc sur case noire a3 · Fou noir sur case noire c3 · Pion blanc sur case blanche h3 · Pion blanc sur case blanche a2 · Pion blanc sur case blanche g2 · Roi blanc sur case noire h2 · Dame blanche sur case noire c1 | Pion noir sur case noire a7 · Pion noir sur case blanche b7 · Dame noire sur case noire c7 · Roi noir sur case blanche f7 · Pion noir sur case blanche h7 · Pion noir sur case blanche e6 · Pion noir sur case blanche g6 · Pion blanc sur case blanche b5 · Pion blanc sur case noire e5 · Pion noir sur case blanche f5 · Pion blanc sur case noire f4 · Cavalier blanc sur case noire a3 · Fou noir sur case noire c3 · Pion blanc sur case blanche h3 · Pion blanc sur case blanche a2 · Pion blanc sur case blanche g2 · Roi blanc sur case noire h2 · Dame blanche sur case noire c1 | Pion noir sur case noire a7 · Pion noir sur case blanche b7 · Dame noire sur case noire c7 · Roi noir sur case blanche f7 · Pion noir sur case blanche h7 · Pion noir sur case blanche e6 · Pion noir sur case blanche g6 · Pion blanc sur case blanche b5 · Pion blanc sur case noire e5 · Pion noir sur case blanche f5 · Pion blanc sur case noire f4 · Cavalier blanc sur case noire a3 · Fou noir sur case noire c3 · Pion blanc sur case blanche h3 · Pion blanc sur case blanche a2 · Pion blanc sur case blanche g2 · Roi blanc sur case noire h2 · Dame blanche sur case noire c1 | Pion noir sur case noire a7 · Pion noir sur case blanche b7 · Dame noire sur case noire c7 · Roi noir sur case blanche f7 · Pion noir sur case blanche h7 · Pion noir sur case blanche e6 · Pion noir sur case blanche g6 · Pion blanc sur case blanche b5 · Pion blanc sur case noire e5 · Pion noir sur case blanche f5 · Pion blanc sur case noire f4 · Cavalier blanc sur case noire a3 · Fou noir sur case noire c3 · Pion blanc sur case blanche h3 · Pion blanc sur case blanche a2 · Pion blanc sur case blanche g2 · Roi blanc sur case noire h2 · Dame blanche sur case noire c1 | Pion noir sur case noire a7 · Pion noir sur case blanche b7 · Dame noire sur case noire c7 · Roi noir sur case blanche f7 · Pion noir sur case blanche h7 · Pion noir sur case blanche e6 · Pion noir sur case blanche g6 · Pion blanc sur case blanche b5 · Pion blanc sur case noire e5 · Pion noir sur case blanche f5 · Pion blanc sur case noire f4 · Cavalier blanc sur case noire a3 · Fou noir sur case noire c3 · Pion blanc sur case blanche h3 · Pion blanc sur case blanche a2 · Pion blanc sur case blanche g2 · Roi blanc sur case noire h2 · Dame blanche sur case noire c1 | Pion noir sur case noire a7 · Pion noir sur case blanche b7 · Dame noire sur case noire c7 · Roi noir sur case blanche f7 · Pion noir sur case blanche h7 · Pion noir sur case blanche e6 · Pion noir sur case blanche g6 · Pion blanc sur case blanche b5 · Pion blanc sur case noire e5 · Pion noir sur case blanche f5 · Pion blanc sur case noire f4 · Cavalier blanc sur case noire a3 · Fou noir sur case noire c3 · Pion blanc sur case blanche h3 · Pion blanc sur case blanche a2 · Pion blanc sur case blanche g2 · Roi blanc sur case noire h2 · Dame blanche sur case noire c1 | Pion noir sur case noire a7 · Pion noir sur case blanche b7 · Dame noire sur case noire c7 · Roi noir sur case blanche f7 · Pion noir sur case blanche h7 · Pion noir sur case blanche e6 · Pion noir sur case blanche g6 · Pion blanc sur case blanche b5 · Pion blanc sur case noire e5 · Pion noir sur case blanche f5 · Pion blanc sur case noire f4 · Cavalier blanc sur case noire a3 · Fou noir sur case noire c3 · Pion blanc sur case blanche h3 · Pion blanc sur case blanche a2 · Pion blanc sur case blanche g2 · Roi blanc sur case noire h2 · Dame blanche sur case noire c1 | Pion noir sur case noire a7 · Pion noir sur case blanche b7 · Dame noire sur case noire c7 · Roi noir sur case blanche f7 · Pion noir sur case blanche h7 · Pion noir sur case blanche e6 · Pion noir sur case blanche g6 · Pion blanc sur case blanche b5 · Pion blanc sur case noire e5 · Pion noir sur case blanche f5 · Pion blanc sur case noire f4 · Cavalier blanc sur case noire a3 · Fou noir sur case noire c3 · Pion blanc sur case blanche h3 · Pion blanc sur case blanche a2 · Pion blanc sur case blanche g2 · Roi blanc sur case noire h2 · Dame blanche sur case noire c1 | 1 |
|   | a | b | c | d | e | f | g | h |   |

L’évacuation consiste à libérer une case occupée par une de ses propres pièces en vue de l'occuper par une autre pièce qui y sera postée favorablement.

### L'attaque rayons X
|   | a | b | c | d | e | f | g | h |   |
| 8 | Tour noire sur case blanche a8 · Fou noir sur case blanche c8 · Dame noire sur case noire d8 · Tour noire sur case blanche g8 · Pion noir sur case noire a7 · Pion noir sur case blanche b7 · Pion noir sur case blanche f7 · Roi noir sur case noire g7 · Pion noir sur case blanche e6 · Pion noir sur case blanche g6 · Pion noir sur case noire c5 · Fou noir sur case noire g5 · Pion blanc sur case noire d4 · Fou blanc sur case noire f4 · Cavalier blanc sur case blanche g4 · Dame blanche sur case blanche h3 · Pion blanc sur case blanche a2 · Pion blanc sur case noire b2 · Pion blanc sur case blanche c2 · Pion blanc sur case noire f2 · Pion blanc sur case blanche g2 · Tour blanche sur case noire a1 · Roi blanc sur case noire e1 · Tour blanche sur case blanche h1 | Tour noire sur case blanche a8 · Fou noir sur case blanche c8 · Dame noire sur case noire d8 · Tour noire sur case blanche g8 · Pion noir sur case noire a7 · Pion noir sur case blanche b7 · Pion noir sur case blanche f7 · Roi noir sur case noire g7 · Pion noir sur case blanche e6 · Pion noir sur case blanche g6 · Pion noir sur case noire c5 · Fou noir sur case noire g5 · Pion blanc sur case noire d4 · Fou blanc sur case noire f4 · Cavalier blanc sur case blanche g4 · Dame blanche sur case blanche h3 · Pion blanc sur case blanche a2 · Pion blanc sur case noire b2 · Pion blanc sur case blanche c2 · Pion blanc sur case noire f2 · Pion blanc sur case blanche g2 · Tour blanche sur case noire a1 · Roi blanc sur case noire e1 · Tour blanche sur case blanche h1 | Tour noire sur case blanche a8 · Fou noir sur case blanche c8 · Dame noire sur case noire d8 · Tour noire sur case blanche g8 · Pion noir sur case noire a7 · Pion noir sur case blanche b7 · Pion noir sur case blanche f7 · Roi noir sur case noire g7 · Pion noir sur case blanche e6 · Pion noir sur case blanche g6 · Pion noir sur case noire c5 · Fou noir sur case noire g5 · Pion blanc sur case noire d4 · Fou blanc sur case noire f4 · Cavalier blanc sur case blanche g4 · Dame blanche sur case blanche h3 · Pion blanc sur case blanche a2 · Pion blanc sur case noire b2 · Pion blanc sur case blanche c2 · Pion blanc sur case noire f2 · Pion blanc sur case blanche g2 · Tour blanche sur case noire a1 · Roi blanc sur case noire e1 · Tour blanche sur case blanche h1 | Tour noire sur case blanche a8 · Fou noir sur case blanche c8 · Dame noire sur case noire d8 · Tour noire sur case blanche g8 · Pion noir sur case noire a7 · Pion noir sur case blanche b7 · Pion noir sur case blanche f7 · Roi noir sur case noire g7 · Pion noir sur case blanche e6 · Pion noir sur case blanche g6 · Pion noir sur case noire c5 · Fou noir sur case noire g5 · Pion blanc sur case noire d4 · Fou blanc sur case noire f4 · Cavalier blanc sur case blanche g4 · Dame blanche sur case blanche h3 · Pion blanc sur case blanche a2 · Pion blanc sur case noire b2 · Pion blanc sur case blanche c2 · Pion blanc sur case noire f2 · Pion blanc sur case blanche g2 · Tour blanche sur case noire a1 · Roi blanc sur case noire e1 · Tour blanche sur case blanche h1 | Tour noire sur case blanche a8 · Fou noir sur case blanche c8 · Dame noire sur case noire d8 · Tour noire sur case blanche g8 · Pion noir sur case noire a7 · Pion noir sur case blanche b7 · Pion noir sur case blanche f7 · Roi noir sur case noire g7 · Pion noir sur case blanche e6 · Pion noir sur case blanche g6 · Pion noir sur case noire c5 · Fou noir sur case noire g5 · Pion blanc sur case noire d4 · Fou blanc sur case noire f4 · Cavalier blanc sur case blanche g4 · Dame blanche sur case blanche h3 · Pion blanc sur case blanche a2 · Pion blanc sur case noire b2 · Pion blanc sur case blanche c2 · Pion blanc sur case noire f2 · Pion blanc sur case blanche g2 · Tour blanche sur case noire a1 · Roi blanc sur case noire e1 · Tour blanche sur case blanche h1 | Tour noire sur case blanche a8 · Fou noir sur case blanche c8 · Dame noire sur case noire d8 · Tour noire sur case blanche g8 · Pion noir sur case noire a7 · Pion noir sur case blanche b7 · Pion noir sur case blanche f7 · Roi noir sur case noire g7 · Pion noir sur case blanche e6 · Pion noir sur case blanche g6 · Pion noir sur case noire c5 · Fou noir sur case noire g5 · Pion blanc sur case noire d4 · Fou blanc sur case noire f4 · Cavalier blanc sur case blanche g4 · Dame blanche sur case blanche h3 · Pion blanc sur case blanche a2 · Pion blanc sur case noire b2 · Pion blanc sur case blanche c2 · Pion blanc sur case noire f2 · Pion blanc sur case blanche g2 · Tour blanche sur case noire a1 · Roi blanc sur case noire e1 · Tour blanche sur case blanche h1 | Tour noire sur case blanche a8 · Fou noir sur case blanche c8 · Dame noire sur case noire d8 · Tour noire sur case blanche g8 · Pion noir sur case noire a7 · Pion noir sur case blanche b7 · Pion noir sur case blanche f7 · Roi noir sur case noire g7 · Pion noir sur case blanche e6 · Pion noir sur case blanche g6 · Pion noir sur case noire c5 · Fou noir sur case noire g5 · Pion blanc sur case noire d4 · Fou blanc sur case noire f4 · Cavalier blanc sur case blanche g4 · Dame blanche sur case blanche h3 · Pion blanc sur case blanche a2 · Pion blanc sur case noire b2 · Pion blanc sur case blanche c2 · Pion blanc sur case noire f2 · Pion blanc sur case blanche g2 · Tour blanche sur case noire a1 · Roi blanc sur case noire e1 · Tour blanche sur case blanche h1 | Tour noire sur case blanche a8 · Fou noir sur case blanche c8 · Dame noire sur case noire d8 · Tour noire sur case blanche g8 · Pion noir sur case noire a7 · Pion noir sur case blanche b7 · Pion noir sur case blanche f7 · Roi noir sur case noire g7 · Pion noir sur case blanche e6 · Pion noir sur case blanche g6 · Pion noir sur case noire c5 · Fou noir sur case noire g5 · Pion blanc sur case noire d4 · Fou blanc sur case noire f4 · Cavalier blanc sur case blanche g4 · Dame blanche sur case blanche h3 · Pion blanc sur case blanche a2 · Pion blanc sur case noire b2 · Pion blanc sur case blanche c2 · Pion blanc sur case noire f2 · Pion blanc sur case blanche g2 · Tour blanche sur case noire a1 · Roi blanc sur case noire e1 · Tour blanche sur case blanche h1 | 8 |
| 7 | Tour noire sur case blanche a8 · Fou noir sur case blanche c8 · Dame noire sur case noire d8 · Tour noire sur case blanche g8 · Pion noir sur case noire a7 · Pion noir sur case blanche b7 · Pion noir sur case blanche f7 · Roi noir sur case noire g7 · Pion noir sur case blanche e6 · Pion noir sur case blanche g6 · Pion noir sur case noire c5 · Fou noir sur case noire g5 · Pion blanc sur case noire d4 · Fou blanc sur case noire f4 · Cavalier blanc sur case blanche g4 · Dame blanche sur case blanche h3 · Pion blanc sur case blanche a2 · Pion blanc sur case noire b2 · Pion blanc sur case blanche c2 · Pion blanc sur case noire f2 · Pion blanc sur case blanche g2 · Tour blanche sur case noire a1 · Roi blanc sur case noire e1 · Tour blanche sur case blanche h1 | Tour noire sur case blanche a8 · Fou noir sur case blanche c8 · Dame noire sur case noire d8 · Tour noire sur case blanche g8 · Pion noir sur case noire a7 · Pion noir sur case blanche b7 · Pion noir sur case blanche f7 · Roi noir sur case noire g7 · Pion noir sur case blanche e6 · Pion noir sur case blanche g6 · Pion noir sur case noire c5 · Fou noir sur case noire g5 · Pion blanc sur case noire d4 · Fou blanc sur case noire f4 · Cavalier blanc sur case blanche g4 · Dame blanche sur case blanche h3 · Pion blanc sur case blanche a2 · Pion blanc sur case noire b2 · Pion blanc sur case blanche c2 · Pion blanc sur case noire f2 · Pion blanc sur case blanche g2 · Tour blanche sur case noire a1 · Roi blanc sur case noire e1 · Tour blanche sur case blanche h1 | Tour noire sur case blanche a8 · Fou noir sur case blanche c8 · Dame noire sur case noire d8 · Tour noire sur case blanche g8 · Pion noir sur case noire a7 · Pion noir sur case blanche b7 · Pion noir sur case blanche f7 · Roi noir sur case noire g7 · Pion noir sur case blanche e6 · Pion noir sur case blanche g6 · Pion noir sur case noire c5 · Fou noir sur case noire g5 · Pion blanc sur case noire d4 · Fou blanc sur case noire f4 · Cavalier blanc sur case blanche g4 · Dame blanche sur case blanche h3 · Pion blanc sur case blanche a2 · Pion blanc sur case noire b2 · Pion blanc sur case blanche c2 · Pion blanc sur case noire f2 · Pion blanc sur case blanche g2 · Tour blanche sur case noire a1 · Roi blanc sur case noire e1 · Tour blanche sur case blanche h1 | Tour noire sur case blanche a8 · Fou noir sur case blanche c8 · Dame noire sur case noire d8 · Tour noire sur case blanche g8 · Pion noir sur case noire a7 · Pion noir sur case blanche b7 · Pion noir sur case blanche f7 · Roi noir sur case noire g7 · Pion noir sur case blanche e6 · Pion noir sur case blanche g6 · Pion noir sur case noire c5 · Fou noir sur case noire g5 · Pion blanc sur case noire d4 · Fou blanc sur case noire f4 · Cavalier blanc sur case blanche g4 · Dame blanche sur case blanche h3 · Pion blanc sur case blanche a2 · Pion blanc sur case noire b2 · Pion blanc sur case blanche c2 · Pion blanc sur case noire f2 · Pion blanc sur case blanche g2 · Tour blanche sur case noire a1 · Roi blanc sur case noire e1 · Tour blanche sur case blanche h1 | Tour noire sur case blanche a8 · Fou noir sur case blanche c8 · Dame noire sur case noire d8 · Tour noire sur case blanche g8 · Pion noir sur case noire a7 · Pion noir sur case blanche b7 · Pion noir sur case blanche f7 · Roi noir sur case noire g7 · Pion noir sur case blanche e6 · Pion noir sur case blanche g6 · Pion noir sur case noire c5 · Fou noir sur case noire g5 · Pion blanc sur case noire d4 · Fou blanc sur case noire f4 · Cavalier blanc sur case blanche g4 · Dame blanche sur case blanche h3 · Pion blanc sur case blanche a2 · Pion blanc sur case noire b2 · Pion blanc sur case blanche c2 · Pion blanc sur case noire f2 · Pion blanc sur case blanche g2 · Tour blanche sur case noire a1 · Roi blanc sur case noire e1 · Tour blanche sur case blanche h1 | Tour noire sur case blanche a8 · Fou noir sur case blanche c8 · Dame noire sur case noire d8 · Tour noire sur case blanche g8 · Pion noir sur case noire a7 · Pion noir sur case blanche b7 · Pion noir sur case blanche f7 · Roi noir sur case noire g7 · Pion noir sur case blanche e6 · Pion noir sur case blanche g6 · Pion noir sur case noire c5 · Fou noir sur case noire g5 · Pion blanc sur case noire d4 · Fou blanc sur case noire f4 · Cavalier blanc sur case blanche g4 · Dame blanche sur case blanche h3 · Pion blanc sur case blanche a2 · Pion blanc sur case noire b2 · Pion blanc sur case blanche c2 · Pion blanc sur case noire f2 · Pion blanc sur case blanche g2 · Tour blanche sur case noire a1 · Roi blanc sur case noire e1 · Tour blanche sur case blanche h1 | Tour noire sur case blanche a8 · Fou noir sur case blanche c8 · Dame noire sur case noire d8 · Tour noire sur case blanche g8 · Pion noir sur case noire a7 · Pion noir sur case blanche b7 · Pion noir sur case blanche f7 · Roi noir sur case noire g7 · Pion noir sur case blanche e6 · Pion noir sur case blanche g6 · Pion noir sur case noire c5 · Fou noir sur case noire g5 · Pion blanc sur case noire d4 · Fou blanc sur case noire f4 · Cavalier blanc sur case blanche g4 · Dame blanche sur case blanche h3 · Pion blanc sur case blanche a2 · Pion blanc sur case noire b2 · Pion blanc sur case blanche c2 · Pion blanc sur case noire f2 · Pion blanc sur case blanche g2 · Tour blanche sur case noire a1 · Roi blanc sur case noire e1 · Tour blanche sur case blanche h1 | Tour noire sur case blanche a8 · Fou noir sur case blanche c8 · Dame noire sur case noire d8 · Tour noire sur case blanche g8 · Pion noir sur case noire a7 · Pion noir sur case blanche b7 · Pion noir sur case blanche f7 · Roi noir sur case noire g7 · Pion noir sur case blanche e6 · Pion noir sur case blanche g6 · Pion noir sur case noire c5 · Fou noir sur case noire g5 · Pion blanc sur case noire d4 · Fou blanc sur case noire f4 · Cavalier blanc sur case blanche g4 · Dame blanche sur case blanche h3 · Pion blanc sur case blanche a2 · Pion blanc sur case noire b2 · Pion blanc sur case blanche c2 · Pion blanc sur case noire f2 · Pion blanc sur case blanche g2 · Tour blanche sur case noire a1 · Roi blanc sur case noire e1 · Tour blanche sur case blanche h1 | 7 |
| 6 | Tour noire sur case blanche a8 · Fou noir sur case blanche c8 · Dame noire sur case noire d8 · Tour noire sur case blanche g8 · Pion noir sur case noire a7 · Pion noir sur case blanche b7 · Pion noir sur case blanche f7 · Roi noir sur case noire g7 · Pion noir sur case blanche e6 · Pion noir sur case blanche g6 · Pion noir sur case noire c5 · Fou noir sur case noire g5 · Pion blanc sur case noire d4 · Fou blanc sur case noire f4 · Cavalier blanc sur case blanche g4 · Dame blanche sur case blanche h3 · Pion blanc sur case blanche a2 · Pion blanc sur case noire b2 · Pion blanc sur case blanche c2 · Pion blanc sur case noire f2 · Pion blanc sur case blanche g2 · Tour blanche sur case noire a1 · Roi blanc sur case noire e1 · Tour blanche sur case blanche h1 | Tour noire sur case blanche a8 · Fou noir sur case blanche c8 · Dame noire sur case noire d8 · Tour noire sur case blanche g8 · Pion noir sur case noire a7 · Pion noir sur case blanche b7 · Pion noir sur case blanche f7 · Roi noir sur case noire g7 · Pion noir sur case blanche e6 · Pion noir sur case blanche g6 · Pion noir sur case noire c5 · Fou noir sur case noire g5 · Pion blanc sur case noire d4 · Fou blanc sur case noire f4 · Cavalier blanc sur case blanche g4 · Dame blanche sur case blanche h3 · Pion blanc sur case blanche a2 · Pion blanc sur case noire b2 · Pion blanc sur case blanche c2 · Pion blanc sur case noire f2 · Pion blanc sur case blanche g2 · Tour blanche sur case noire a1 · Roi blanc sur case noire e1 · Tour blanche sur case blanche h1 | Tour noire sur case blanche a8 · Fou noir sur case blanche c8 · Dame noire sur case noire d8 · Tour noire sur case blanche g8 · Pion noir sur case noire a7 · Pion noir sur case blanche b7 · Pion noir sur case blanche f7 · Roi noir sur case noire g7 · Pion noir sur case blanche e6 · Pion noir sur case blanche g6 · Pion noir sur case noire c5 · Fou noir sur case noire g5 · Pion blanc sur case noire d4 · Fou blanc sur case noire f4 · Cavalier blanc sur case blanche g4 · Dame blanche sur case blanche h3 · Pion blanc sur case blanche a2 · Pion blanc sur case noire b2 · Pion blanc sur case blanche c2 · Pion blanc sur case noire f2 · Pion blanc sur case blanche g2 · Tour blanche sur case noire a1 · Roi blanc sur case noire e1 · Tour blanche sur case blanche h1 | Tour noire sur case blanche a8 · Fou noir sur case blanche c8 · Dame noire sur case noire d8 · Tour noire sur case blanche g8 · Pion noir sur case noire a7 · Pion noir sur case blanche b7 · Pion noir sur case blanche f7 · Roi noir sur case noire g7 · Pion noir sur case blanche e6 · Pion noir sur case blanche g6 · Pion noir sur case noire c5 · Fou noir sur case noire g5 · Pion blanc sur case noire d4 · Fou blanc sur case noire f4 · Cavalier blanc sur case blanche g4 · Dame blanche sur case blanche h3 · Pion blanc sur case blanche a2 · Pion blanc sur case noire b2 · Pion blanc sur case blanche c2 · Pion blanc sur case noire f2 · Pion blanc sur case blanche g2 · Tour blanche sur case noire a1 · Roi blanc sur case noire e1 · Tour blanche sur case blanche h1 | Tour noire sur case blanche a8 · Fou noir sur case blanche c8 · Dame noire sur case noire d8 · Tour noire sur case blanche g8 · Pion noir sur case noire a7 · Pion noir sur case blanche b7 · Pion noir sur case blanche f7 · Roi noir sur case noire g7 · Pion noir sur case blanche e6 · Pion noir sur case blanche g6 · Pion noir sur case noire c5 · Fou noir sur case noire g5 · Pion blanc sur case noire d4 · Fou blanc sur case noire f4 · Cavalier blanc sur case blanche g4 · Dame blanche sur case blanche h3 · Pion blanc sur case blanche a2 · Pion blanc sur case noire b2 · Pion blanc sur case blanche c2 · Pion blanc sur case noire f2 · Pion blanc sur case blanche g2 · Tour blanche sur case noire a1 · Roi blanc sur case noire e1 · Tour blanche sur case blanche h1 | Tour noire sur case blanche a8 · Fou noir sur case blanche c8 · Dame noire sur case noire d8 · Tour noire sur case blanche g8 · Pion noir sur case noire a7 · Pion noir sur case blanche b7 · Pion noir sur case blanche f7 · Roi noir sur case noire g7 · Pion noir sur case blanche e6 · Pion noir sur case blanche g6 · Pion noir sur case noire c5 · Fou noir sur case noire g5 · Pion blanc sur case noire d4 · Fou blanc sur case noire f4 · Cavalier blanc sur case blanche g4 · Dame blanche sur case blanche h3 · Pion blanc sur case blanche a2 · Pion blanc sur case noire b2 · Pion blanc sur case blanche c2 · Pion blanc sur case noire f2 · Pion blanc sur case blanche g2 · Tour blanche sur case noire a1 · Roi blanc sur case noire e1 · Tour blanche sur case blanche h1 | Tour noire sur case blanche a8 · Fou noir sur case blanche c8 · Dame noire sur case noire d8 · Tour noire sur case blanche g8 · Pion noir sur case noire a7 · Pion noir sur case blanche b7 · Pion noir sur case blanche f7 · Roi noir sur case noire g7 · Pion noir sur case blanche e6 · Pion noir sur case blanche g6 · Pion noir sur case noire c5 · Fou noir sur case noire g5 · Pion blanc sur case noire d4 · Fou blanc sur case noire f4 · Cavalier blanc sur case blanche g4 · Dame blanche sur case blanche h3 · Pion blanc sur case blanche a2 · Pion blanc sur case noire b2 · Pion blanc sur case blanche c2 · Pion blanc sur case noire f2 · Pion blanc sur case blanche g2 · Tour blanche sur case noire a1 · Roi blanc sur case noire e1 · Tour blanche sur case blanche h1 | Tour noire sur case blanche a8 · Fou noir sur case blanche c8 · Dame noire sur case noire d8 · Tour noire sur case blanche g8 · Pion noir sur case noire a7 · Pion noir sur case blanche b7 · Pion noir sur case blanche f7 · Roi noir sur case noire g7 · Pion noir sur case blanche e6 · Pion noir sur case blanche g6 · Pion noir sur case noire c5 · Fou noir sur case noire g5 · Pion blanc sur case noire d4 · Fou blanc sur case noire f4 · Cavalier blanc sur case blanche g4 · Dame blanche sur case blanche h3 · Pion blanc sur case blanche a2 · Pion blanc sur case noire b2 · Pion blanc sur case blanche c2 · Pion blanc sur case noire f2 · Pion blanc sur case blanche g2 · Tour blanche sur case noire a1 · Roi blanc sur case noire e1 · Tour blanche sur case blanche h1 | 6 |
| 5 | Tour noire sur case blanche a8 · Fou noir sur case blanche c8 · Dame noire sur case noire d8 · Tour noire sur case blanche g8 · Pion noir sur case noire a7 · Pion noir sur case blanche b7 · Pion noir sur case blanche f7 · Roi noir sur case noire g7 · Pion noir sur case blanche e6 · Pion noir sur case blanche g6 · Pion noir sur case noire c5 · Fou noir sur case noire g5 · Pion blanc sur case noire d4 · Fou blanc sur case noire f4 · Cavalier blanc sur case blanche g4 · Dame blanche sur case blanche h3 · Pion blanc sur case blanche a2 · Pion blanc sur case noire b2 · Pion blanc sur case blanche c2 · Pion blanc sur case noire f2 · Pion blanc sur case blanche g2 · Tour blanche sur case noire a1 · Roi blanc sur case noire e1 · Tour blanche sur case blanche h1 | Tour noire sur case blanche a8 · Fou noir sur case blanche c8 · Dame noire sur case noire d8 · Tour noire sur case blanche g8 · Pion noir sur case noire a7 · Pion noir sur case blanche b7 · Pion noir sur case blanche f7 · Roi noir sur case noire g7 · Pion noir sur case blanche e6 · Pion noir sur case blanche g6 · Pion noir sur case noire c5 · Fou noir sur case noire g5 · Pion blanc sur case noire d4 · Fou blanc sur case noire f4 · Cavalier blanc sur case blanche g4 · Dame blanche sur case blanche h3 · Pion blanc sur case blanche a2 · Pion blanc sur case noire b2 · Pion blanc sur case blanche c2 · Pion blanc sur case noire f2 · Pion blanc sur case blanche g2 · Tour blanche sur case noire a1 · Roi blanc sur case noire e1 · Tour blanche sur case blanche h1 | Tour noire sur case blanche a8 · Fou noir sur case blanche c8 · Dame noire sur case noire d8 · Tour noire sur case blanche g8 · Pion noir sur case noire a7 · Pion noir sur case blanche b7 · Pion noir sur case blanche f7 · Roi noir sur case noire g7 · Pion noir sur case blanche e6 · Pion noir sur case blanche g6 · Pion noir sur case noire c5 · Fou noir sur case noire g5 · Pion blanc sur case noire d4 · Fou blanc sur case noire f4 · Cavalier blanc sur case blanche g4 · Dame blanche sur case blanche h3 · Pion blanc sur case blanche a2 · Pion blanc sur case noire b2 · Pion blanc sur case blanche c2 · Pion blanc sur case noire f2 · Pion blanc sur case blanche g2 · Tour blanche sur case noire a1 · Roi blanc sur case noire e1 · Tour blanche sur case blanche h1 | Tour noire sur case blanche a8 · Fou noir sur case blanche c8 · Dame noire sur case noire d8 · Tour noire sur case blanche g8 · Pion noir sur case noire a7 · Pion noir sur case blanche b7 · Pion noir sur case blanche f7 · Roi noir sur case noire g7 · Pion noir sur case blanche e6 · Pion noir sur case blanche g6 · Pion noir sur case noire c5 · Fou noir sur case noire g5 · Pion blanc sur case noire d4 · Fou blanc sur case noire f4 · Cavalier blanc sur case blanche g4 · Dame blanche sur case blanche h3 · Pion blanc sur case blanche a2 · Pion blanc sur case noire b2 · Pion blanc sur case blanche c2 · Pion blanc sur case noire f2 · Pion blanc sur case blanche g2 · Tour blanche sur case noire a1 · Roi blanc sur case noire e1 · Tour blanche sur case blanche h1 | Tour noire sur case blanche a8 · Fou noir sur case blanche c8 · Dame noire sur case noire d8 · Tour noire sur case blanche g8 · Pion noir sur case noire a7 · Pion noir sur case blanche b7 · Pion noir sur case blanche f7 · Roi noir sur case noire g7 · Pion noir sur case blanche e6 · Pion noir sur case blanche g6 · Pion noir sur case noire c5 · Fou noir sur case noire g5 · Pion blanc sur case noire d4 · Fou blanc sur case noire f4 · Cavalier blanc sur case blanche g4 · Dame blanche sur case blanche h3 · Pion blanc sur case blanche a2 · Pion blanc sur case noire b2 · Pion blanc sur case blanche c2 · Pion blanc sur case noire f2 · Pion blanc sur case blanche g2 · Tour blanche sur case noire a1 · Roi blanc sur case noire e1 · Tour blanche sur case blanche h1 | Tour noire sur case blanche a8 · Fou noir sur case blanche c8 · Dame noire sur case noire d8 · Tour noire sur case blanche g8 · Pion noir sur case noire a7 · Pion noir sur case blanche b7 · Pion noir sur case blanche f7 · Roi noir sur case noire g7 · Pion noir sur case blanche e6 · Pion noir sur case blanche g6 · Pion noir sur case noire c5 · Fou noir sur case noire g5 · Pion blanc sur case noire d4 · Fou blanc sur case noire f4 · Cavalier blanc sur case blanche g4 · Dame blanche sur case blanche h3 · Pion blanc sur case blanche a2 · Pion blanc sur case noire b2 · Pion blanc sur case blanche c2 · Pion blanc sur case noire f2 · Pion blanc sur case blanche g2 · Tour blanche sur case noire a1 · Roi blanc sur case noire e1 · Tour blanche sur case blanche h1 | Tour noire sur case blanche a8 · Fou noir sur case blanche c8 · Dame noire sur case noire d8 · Tour noire sur case blanche g8 · Pion noir sur case noire a7 · Pion noir sur case blanche b7 · Pion noir sur case blanche f7 · Roi noir sur case noire g7 · Pion noir sur case blanche e6 · Pion noir sur case blanche g6 · Pion noir sur case noire c5 · Fou noir sur case noire g5 · Pion blanc sur case noire d4 · Fou blanc sur case noire f4 · Cavalier blanc sur case blanche g4 · Dame blanche sur case blanche h3 · Pion blanc sur case blanche a2 · Pion blanc sur case noire b2 · Pion blanc sur case blanche c2 · Pion blanc sur case noire f2 · Pion blanc sur case blanche g2 · Tour blanche sur case noire a1 · Roi blanc sur case noire e1 · Tour blanche sur case blanche h1 | Tour noire sur case blanche a8 · Fou noir sur case blanche c8 · Dame noire sur case noire d8 · Tour noire sur case blanche g8 · Pion noir sur case noire a7 · Pion noir sur case blanche b7 · Pion noir sur case blanche f7 · Roi noir sur case noire g7 · Pion noir sur case blanche e6 · Pion noir sur case blanche g6 · Pion noir sur case noire c5 · Fou noir sur case noire g5 · Pion blanc sur case noire d4 · Fou blanc sur case noire f4 · Cavalier blanc sur case blanche g4 · Dame blanche sur case blanche h3 · Pion blanc sur case blanche a2 · Pion blanc sur case noire b2 · Pion blanc sur case blanche c2 · Pion blanc sur case noire f2 · Pion blanc sur case blanche g2 · Tour blanche sur case noire a1 · Roi blanc sur case noire e1 · Tour blanche sur case blanche h1 | 5 |
| 4 | Tour noire sur case blanche a8 · Fou noir sur case blanche c8 · Dame noire sur case noire d8 · Tour noire sur case blanche g8 · Pion noir sur case noire a7 · Pion noir sur case blanche b7 · Pion noir sur case blanche f7 · Roi noir sur case noire g7 · Pion noir sur case blanche e6 · Pion noir sur case blanche g6 · Pion noir sur case noire c5 · Fou noir sur case noire g5 · Pion blanc sur case noire d4 · Fou blanc sur case noire f4 · Cavalier blanc sur case blanche g4 · Dame blanche sur case blanche h3 · Pion blanc sur case blanche a2 · Pion blanc sur case noire b2 · Pion blanc sur case blanche c2 · Pion blanc sur case noire f2 · Pion blanc sur case blanche g2 · Tour blanche sur case noire a1 · Roi blanc sur case noire e1 · Tour blanche sur case blanche h1 | Tour noire sur case blanche a8 · Fou noir sur case blanche c8 · Dame noire sur case noire d8 · Tour noire sur case blanche g8 · Pion noir sur case noire a7 · Pion noir sur case blanche b7 · Pion noir sur case blanche f7 · Roi noir sur case noire g7 · Pion noir sur case blanche e6 · Pion noir sur case blanche g6 · Pion noir sur case noire c5 · Fou noir sur case noire g5 · Pion blanc sur case noire d4 · Fou blanc sur case noire f4 · Cavalier blanc sur case blanche g4 · Dame blanche sur case blanche h3 · Pion blanc sur case blanche a2 · Pion blanc sur case noire b2 · Pion blanc sur case blanche c2 · Pion blanc sur case noire f2 · Pion blanc sur case blanche g2 · Tour blanche sur case noire a1 · Roi blanc sur case noire e1 · Tour blanche sur case blanche h1 | Tour noire sur case blanche a8 · Fou noir sur case blanche c8 · Dame noire sur case noire d8 · Tour noire sur case blanche g8 · Pion noir sur case noire a7 · Pion noir sur case blanche b7 · Pion noir sur case blanche f7 · Roi noir sur case noire g7 · Pion noir sur case blanche e6 · Pion noir sur case blanche g6 · Pion noir sur case noire c5 · Fou noir sur case noire g5 · Pion blanc sur case noire d4 · Fou blanc sur case noire f4 · Cavalier blanc sur case blanche g4 · Dame blanche sur case blanche h3 · Pion blanc sur case blanche a2 · Pion blanc sur case noire b2 · Pion blanc sur case blanche c2 · Pion blanc sur case noire f2 · Pion blanc sur case blanche g2 · Tour blanche sur case noire a1 · Roi blanc sur case noire e1 · Tour blanche sur case blanche h1 | Tour noire sur case blanche a8 · Fou noir sur case blanche c8 · Dame noire sur case noire d8 · Tour noire sur case blanche g8 · Pion noir sur case noire a7 · Pion noir sur case blanche b7 · Pion noir sur case blanche f7 · Roi noir sur case noire g7 · Pion noir sur case blanche e6 · Pion noir sur case blanche g6 · Pion noir sur case noire c5 · Fou noir sur case noire g5 · Pion blanc sur case noire d4 · Fou blanc sur case noire f4 · Cavalier blanc sur case blanche g4 · Dame blanche sur case blanche h3 · Pion blanc sur case blanche a2 · Pion blanc sur case noire b2 · Pion blanc sur case blanche c2 · Pion blanc sur case noire f2 · Pion blanc sur case blanche g2 · Tour blanche sur case noire a1 · Roi blanc sur case noire e1 · Tour blanche sur case blanche h1 | Tour noire sur case blanche a8 · Fou noir sur case blanche c8 · Dame noire sur case noire d8 · Tour noire sur case blanche g8 · Pion noir sur case noire a7 · Pion noir sur case blanche b7 · Pion noir sur case blanche f7 · Roi noir sur case noire g7 · Pion noir sur case blanche e6 · Pion noir sur case blanche g6 · Pion noir sur case noire c5 · Fou noir sur case noire g5 · Pion blanc sur case noire d4 · Fou blanc sur case noire f4 · Cavalier blanc sur case blanche g4 · Dame blanche sur case blanche h3 · Pion blanc sur case blanche a2 · Pion blanc sur case noire b2 · Pion blanc sur case blanche c2 · Pion blanc sur case noire f2 · Pion blanc sur case blanche g2 · Tour blanche sur case noire a1 · Roi blanc sur case noire e1 · Tour blanche sur case blanche h1 | Tour noire sur case blanche a8 · Fou noir sur case blanche c8 · Dame noire sur case noire d8 · Tour noire sur case blanche g8 · Pion noir sur case noire a7 · Pion noir sur case blanche b7 · Pion noir sur case blanche f7 · Roi noir sur case noire g7 · Pion noir sur case blanche e6 · Pion noir sur case blanche g6 · Pion noir sur case noire c5 · Fou noir sur case noire g5 · Pion blanc sur case noire d4 · Fou blanc sur case noire f4 · Cavalier blanc sur case blanche g4 · Dame blanche sur case blanche h3 · Pion blanc sur case blanche a2 · Pion blanc sur case noire b2 · Pion blanc sur case blanche c2 · Pion blanc sur case noire f2 · Pion blanc sur case blanche g2 · Tour blanche sur case noire a1 · Roi blanc sur case noire e1 · Tour blanche sur case blanche h1 | Tour noire sur case blanche a8 · Fou noir sur case blanche c8 · Dame noire sur case noire d8 · Tour noire sur case blanche g8 · Pion noir sur case noire a7 · Pion noir sur case blanche b7 · Pion noir sur case blanche f7 · Roi noir sur case noire g7 · Pion noir sur case blanche e6 · Pion noir sur case blanche g6 · Pion noir sur case noire c5 · Fou noir sur case noire g5 · Pion blanc sur case noire d4 · Fou blanc sur case noire f4 · Cavalier blanc sur case blanche g4 · Dame blanche sur case blanche h3 · Pion blanc sur case blanche a2 · Pion blanc sur case noire b2 · Pion blanc sur case blanche c2 · Pion blanc sur case noire f2 · Pion blanc sur case blanche g2 · Tour blanche sur case noire a1 · Roi blanc sur case noire e1 · Tour blanche sur case blanche h1 | Tour noire sur case blanche a8 · Fou noir sur case blanche c8 · Dame noire sur case noire d8 · Tour noire sur case blanche g8 · Pion noir sur case noire a7 · Pion noir sur case blanche b7 · Pion noir sur case blanche f7 · Roi noir sur case noire g7 · Pion noir sur case blanche e6 · Pion noir sur case blanche g6 · Pion noir sur case noire c5 · Fou noir sur case noire g5 · Pion blanc sur case noire d4 · Fou blanc sur case noire f4 · Cavalier blanc sur case blanche g4 · Dame blanche sur case blanche h3 · Pion blanc sur case blanche a2 · Pion blanc sur case noire b2 · Pion blanc sur case blanche c2 · Pion blanc sur case noire f2 · Pion blanc sur case blanche g2 · Tour blanche sur case noire a1 · Roi blanc sur case noire e1 · Tour blanche sur case blanche h1 | 4 |
| 3 | Tour noire sur case blanche a8 · Fou noir sur case blanche c8 · Dame noire sur case noire d8 · Tour noire sur case blanche g8 · Pion noir sur case noire a7 · Pion noir sur case blanche b7 · Pion noir sur case blanche f7 · Roi noir sur case noire g7 · Pion noir sur case blanche e6 · Pion noir sur case blanche g6 · Pion noir sur case noire c5 · Fou noir sur case noire g5 · Pion blanc sur case noire d4 · Fou blanc sur case noire f4 · Cavalier blanc sur case blanche g4 · Dame blanche sur case blanche h3 · Pion blanc sur case blanche a2 · Pion blanc sur case noire b2 · Pion blanc sur case blanche c2 · Pion blanc sur case noire f2 · Pion blanc sur case blanche g2 · Tour blanche sur case noire a1 · Roi blanc sur case noire e1 · Tour blanche sur case blanche h1 | Tour noire sur case blanche a8 · Fou noir sur case blanche c8 · Dame noire sur case noire d8 · Tour noire sur case blanche g8 · Pion noir sur case noire a7 · Pion noir sur case blanche b7 · Pion noir sur case blanche f7 · Roi noir sur case noire g7 · Pion noir sur case blanche e6 · Pion noir sur case blanche g6 · Pion noir sur case noire c5 · Fou noir sur case noire g5 · Pion blanc sur case noire d4 · Fou blanc sur case noire f4 · Cavalier blanc sur case blanche g4 · Dame blanche sur case blanche h3 · Pion blanc sur case blanche a2 · Pion blanc sur case noire b2 · Pion blanc sur case blanche c2 · Pion blanc sur case noire f2 · Pion blanc sur case blanche g2 · Tour blanche sur case noire a1 · Roi blanc sur case noire e1 · Tour blanche sur case blanche h1 | Tour noire sur case blanche a8 · Fou noir sur case blanche c8 · Dame noire sur case noire d8 · Tour noire sur case blanche g8 · Pion noir sur case noire a7 · Pion noir sur case blanche b7 · Pion noir sur case blanche f7 · Roi noir sur case noire g7 · Pion noir sur case blanche e6 · Pion noir sur case blanche g6 · Pion noir sur case noire c5 · Fou noir sur case noire g5 · Pion blanc sur case noire d4 · Fou blanc sur case noire f4 · Cavalier blanc sur case blanche g4 · Dame blanche sur case blanche h3 · Pion blanc sur case blanche a2 · Pion blanc sur case noire b2 · Pion blanc sur case blanche c2 · Pion blanc sur case noire f2 · Pion blanc sur case blanche g2 · Tour blanche sur case noire a1 · Roi blanc sur case noire e1 · Tour blanche sur case blanche h1 | Tour noire sur case blanche a8 · Fou noir sur case blanche c8 · Dame noire sur case noire d8 · Tour noire sur case blanche g8 · Pion noir sur case noire a7 · Pion noir sur case blanche b7 · Pion noir sur case blanche f7 · Roi noir sur case noire g7 · Pion noir sur case blanche e6 · Pion noir sur case blanche g6 · Pion noir sur case noire c5 · Fou noir sur case noire g5 · Pion blanc sur case noire d4 · Fou blanc sur case noire f4 · Cavalier blanc sur case blanche g4 · Dame blanche sur case blanche h3 · Pion blanc sur case blanche a2 · Pion blanc sur case noire b2 · Pion blanc sur case blanche c2 · Pion blanc sur case noire f2 · Pion blanc sur case blanche g2 · Tour blanche sur case noire a1 · Roi blanc sur case noire e1 · Tour blanche sur case blanche h1 | Tour noire sur case blanche a8 · Fou noir sur case blanche c8 · Dame noire sur case noire d8 · Tour noire sur case blanche g8 · Pion noir sur case noire a7 · Pion noir sur case blanche b7 · Pion noir sur case blanche f7 · Roi noir sur case noire g7 · Pion noir sur case blanche e6 · Pion noir sur case blanche g6 · Pion noir sur case noire c5 · Fou noir sur case noire g5 · Pion blanc sur case noire d4 · Fou blanc sur case noire f4 · Cavalier blanc sur case blanche g4 · Dame blanche sur case blanche h3 · Pion blanc sur case blanche a2 · Pion blanc sur case noire b2 · Pion blanc sur case blanche c2 · Pion blanc sur case noire f2 · Pion blanc sur case blanche g2 · Tour blanche sur case noire a1 · Roi blanc sur case noire e1 · Tour blanche sur case blanche h1 | Tour noire sur case blanche a8 · Fou noir sur case blanche c8 · Dame noire sur case noire d8 · Tour noire sur case blanche g8 · Pion noir sur case noire a7 · Pion noir sur case blanche b7 · Pion noir sur case blanche f7 · Roi noir sur case noire g7 · Pion noir sur case blanche e6 · Pion noir sur case blanche g6 · Pion noir sur case noire c5 · Fou noir sur case noire g5 · Pion blanc sur case noire d4 · Fou blanc sur case noire f4 · Cavalier blanc sur case blanche g4 · Dame blanche sur case blanche h3 · Pion blanc sur case blanche a2 · Pion blanc sur case noire b2 · Pion blanc sur case blanche c2 · Pion blanc sur case noire f2 · Pion blanc sur case blanche g2 · Tour blanche sur case noire a1 · Roi blanc sur case noire e1 · Tour blanche sur case blanche h1 | Tour noire sur case blanche a8 · Fou noir sur case blanche c8 · Dame noire sur case noire d8 · Tour noire sur case blanche g8 · Pion noir sur case noire a7 · Pion noir sur case blanche b7 · Pion noir sur case blanche f7 · Roi noir sur case noire g7 · Pion noir sur case blanche e6 · Pion noir sur case blanche g6 · Pion noir sur case noire c5 · Fou noir sur case noire g5 · Pion blanc sur case noire d4 · Fou blanc sur case noire f4 · Cavalier blanc sur case blanche g4 · Dame blanche sur case blanche h3 · Pion blanc sur case blanche a2 · Pion blanc sur case noire b2 · Pion blanc sur case blanche c2 · Pion blanc sur case noire f2 · Pion blanc sur case blanche g2 · Tour blanche sur case noire a1 · Roi blanc sur case noire e1 · Tour blanche sur case blanche h1 | Tour noire sur case blanche a8 · Fou noir sur case blanche c8 · Dame noire sur case noire d8 · Tour noire sur case blanche g8 · Pion noir sur case noire a7 · Pion noir sur case blanche b7 · Pion noir sur case blanche f7 · Roi noir sur case noire g7 · Pion noir sur case blanche e6 · Pion noir sur case blanche g6 · Pion noir sur case noire c5 · Fou noir sur case noire g5 · Pion blanc sur case noire d4 · Fou blanc sur case noire f4 · Cavalier blanc sur case blanche g4 · Dame blanche sur case blanche h3 · Pion blanc sur case blanche a2 · Pion blanc sur case noire b2 · Pion blanc sur case blanche c2 · Pion blanc sur case noire f2 · Pion blanc sur case blanche g2 · Tour blanche sur case noire a1 · Roi blanc sur case noire e1 · Tour blanche sur case blanche h1 | 3 |
| 2 | Tour noire sur case blanche a8 · Fou noir sur case blanche c8 · Dame noire sur case noire d8 · Tour noire sur case blanche g8 · Pion noir sur case noire a7 · Pion noir sur case blanche b7 · Pion noir sur case blanche f7 · Roi noir sur case noire g7 · Pion noir sur case blanche e6 · Pion noir sur case blanche g6 · Pion noir sur case noire c5 · Fou noir sur case noire g5 · Pion blanc sur case noire d4 · Fou blanc sur case noire f4 · Cavalier blanc sur case blanche g4 · Dame blanche sur case blanche h3 · Pion blanc sur case blanche a2 · Pion blanc sur case noire b2 · Pion blanc sur case blanche c2 · Pion blanc sur case noire f2 · Pion blanc sur case blanche g2 · Tour blanche sur case noire a1 · Roi blanc sur case noire e1 · Tour blanche sur case blanche h1 | Tour noire sur case blanche a8 · Fou noir sur case blanche c8 · Dame noire sur case noire d8 · Tour noire sur case blanche g8 · Pion noir sur case noire a7 · Pion noir sur case blanche b7 · Pion noir sur case blanche f7 · Roi noir sur case noire g7 · Pion noir sur case blanche e6 · Pion noir sur case blanche g6 · Pion noir sur case noire c5 · Fou noir sur case noire g5 · Pion blanc sur case noire d4 · Fou blanc sur case noire f4 · Cavalier blanc sur case blanche g4 · Dame blanche sur case blanche h3 · Pion blanc sur case blanche a2 · Pion blanc sur case noire b2 · Pion blanc sur case blanche c2 · Pion blanc sur case noire f2 · Pion blanc sur case blanche g2 · Tour blanche sur case noire a1 · Roi blanc sur case noire e1 · Tour blanche sur case blanche h1 | Tour noire sur case blanche a8 · Fou noir sur case blanche c8 · Dame noire sur case noire d8 · Tour noire sur case blanche g8 · Pion noir sur case noire a7 · Pion noir sur case blanche b7 · Pion noir sur case blanche f7 · Roi noir sur case noire g7 · Pion noir sur case blanche e6 · Pion noir sur case blanche g6 · Pion noir sur case noire c5 · Fou noir sur case noire g5 · Pion blanc sur case noire d4 · Fou blanc sur case noire f4 · Cavalier blanc sur case blanche g4 · Dame blanche sur case blanche h3 · Pion blanc sur case blanche a2 · Pion blanc sur case noire b2 · Pion blanc sur case blanche c2 · Pion blanc sur case noire f2 · Pion blanc sur case blanche g2 · Tour blanche sur case noire a1 · Roi blanc sur case noire e1 · Tour blanche sur case blanche h1 | Tour noire sur case blanche a8 · Fou noir sur case blanche c8 · Dame noire sur case noire d8 · Tour noire sur case blanche g8 · Pion noir sur case noire a7 · Pion noir sur case blanche b7 · Pion noir sur case blanche f7 · Roi noir sur case noire g7 · Pion noir sur case blanche e6 · Pion noir sur case blanche g6 · Pion noir sur case noire c5 · Fou noir sur case noire g5 · Pion blanc sur case noire d4 · Fou blanc sur case noire f4 · Cavalier blanc sur case blanche g4 · Dame blanche sur case blanche h3 · Pion blanc sur case blanche a2 · Pion blanc sur case noire b2 · Pion blanc sur case blanche c2 · Pion blanc sur case noire f2 · Pion blanc sur case blanche g2 · Tour blanche sur case noire a1 · Roi blanc sur case noire e1 · Tour blanche sur case blanche h1 | Tour noire sur case blanche a8 · Fou noir sur case blanche c8 · Dame noire sur case noire d8 · Tour noire sur case blanche g8 · Pion noir sur case noire a7 · Pion noir sur case blanche b7 · Pion noir sur case blanche f7 · Roi noir sur case noire g7 · Pion noir sur case blanche e6 · Pion noir sur case blanche g6 · Pion noir sur case noire c5 · Fou noir sur case noire g5 · Pion blanc sur case noire d4 · Fou blanc sur case noire f4 · Cavalier blanc sur case blanche g4 · Dame blanche sur case blanche h3 · Pion blanc sur case blanche a2 · Pion blanc sur case noire b2 · Pion blanc sur case blanche c2 · Pion blanc sur case noire f2 · Pion blanc sur case blanche g2 · Tour blanche sur case noire a1 · Roi blanc sur case noire e1 · Tour blanche sur case blanche h1 | Tour noire sur case blanche a8 · Fou noir sur case blanche c8 · Dame noire sur case noire d8 · Tour noire sur case blanche g8 · Pion noir sur case noire a7 · Pion noir sur case blanche b7 · Pion noir sur case blanche f7 · Roi noir sur case noire g7 · Pion noir sur case blanche e6 · Pion noir sur case blanche g6 · Pion noir sur case noire c5 · Fou noir sur case noire g5 · Pion blanc sur case noire d4 · Fou blanc sur case noire f4 · Cavalier blanc sur case blanche g4 · Dame blanche sur case blanche h3 · Pion blanc sur case blanche a2 · Pion blanc sur case noire b2 · Pion blanc sur case blanche c2 · Pion blanc sur case noire f2 · Pion blanc sur case blanche g2 · Tour blanche sur case noire a1 · Roi blanc sur case noire e1 · Tour blanche sur case blanche h1 | Tour noire sur case blanche a8 · Fou noir sur case blanche c8 · Dame noire sur case noire d8 · Tour noire sur case blanche g8 · Pion noir sur case noire a7 · Pion noir sur case blanche b7 · Pion noir sur case blanche f7 · Roi noir sur case noire g7 · Pion noir sur case blanche e6 · Pion noir sur case blanche g6 · Pion noir sur case noire c5 · Fou noir sur case noire g5 · Pion blanc sur case noire d4 · Fou blanc sur case noire f4 · Cavalier blanc sur case blanche g4 · Dame blanche sur case blanche h3 · Pion blanc sur case blanche a2 · Pion blanc sur case noire b2 · Pion blanc sur case blanche c2 · Pion blanc sur case noire f2 · Pion blanc sur case blanche g2 · Tour blanche sur case noire a1 · Roi blanc sur case noire e1 · Tour blanche sur case blanche h1 | Tour noire sur case blanche a8 · Fou noir sur case blanche c8 · Dame noire sur case noire d8 · Tour noire sur case blanche g8 · Pion noir sur case noire a7 · Pion noir sur case blanche b7 · Pion noir sur case blanche f7 · Roi noir sur case noire g7 · Pion noir sur case blanche e6 · Pion noir sur case blanche g6 · Pion noir sur case noire c5 · Fou noir sur case noire g5 · Pion blanc sur case noire d4 · Fou blanc sur case noire f4 · Cavalier blanc sur case blanche g4 · Dame blanche sur case blanche h3 · Pion blanc sur case blanche a2 · Pion blanc sur case noire b2 · Pion blanc sur case blanche c2 · Pion blanc sur case noire f2 · Pion blanc sur case blanche g2 · Tour blanche sur case noire a1 · Roi blanc sur case noire e1 · Tour blanche sur case blanche h1 | 2 |
| 1 | Tour noire sur case blanche a8 · Fou noir sur case blanche c8 · Dame noire sur case noire d8 · Tour noire sur case blanche g8 · Pion noir sur case noire a7 · Pion noir sur case blanche b7 · Pion noir sur case blanche f7 · Roi noir sur case noire g7 · Pion noir sur case blanche e6 · Pion noir sur case blanche g6 · Pion noir sur case noire c5 · Fou noir sur case noire g5 · Pion blanc sur case noire d4 · Fou blanc sur case noire f4 · Cavalier blanc sur case blanche g4 · Dame blanche sur case blanche h3 · Pion blanc sur case blanche a2 · Pion blanc sur case noire b2 · Pion blanc sur case blanche c2 · Pion blanc sur case noire f2 · Pion blanc sur case blanche g2 · Tour blanche sur case noire a1 · Roi blanc sur case noire e1 · Tour blanche sur case blanche h1 | Tour noire sur case blanche a8 · Fou noir sur case blanche c8 · Dame noire sur case noire d8 · Tour noire sur case blanche g8 · Pion noir sur case noire a7 · Pion noir sur case blanche b7 · Pion noir sur case blanche f7 · Roi noir sur case noire g7 · Pion noir sur case blanche e6 · Pion noir sur case blanche g6 · Pion noir sur case noire c5 · Fou noir sur case noire g5 · Pion blanc sur case noire d4 · Fou blanc sur case noire f4 · Cavalier blanc sur case blanche g4 · Dame blanche sur case blanche h3 · Pion blanc sur case blanche a2 · Pion blanc sur case noire b2 · Pion blanc sur case blanche c2 · Pion blanc sur case noire f2 · Pion blanc sur case blanche g2 · Tour blanche sur case noire a1 · Roi blanc sur case noire e1 · Tour blanche sur case blanche h1 | Tour noire sur case blanche a8 · Fou noir sur case blanche c8 · Dame noire sur case noire d8 · Tour noire sur case blanche g8 · Pion noir sur case noire a7 · Pion noir sur case blanche b7 · Pion noir sur case blanche f7 · Roi noir sur case noire g7 · Pion noir sur case blanche e6 · Pion noir sur case blanche g6 · Pion noir sur case noire c5 · Fou noir sur case noire g5 · Pion blanc sur case noire d4 · Fou blanc sur case noire f4 · Cavalier blanc sur case blanche g4 · Dame blanche sur case blanche h3 · Pion blanc sur case blanche a2 · Pion blanc sur case noire b2 · Pion blanc sur case blanche c2 · Pion blanc sur case noire f2 · Pion blanc sur case blanche g2 · Tour blanche sur case noire a1 · Roi blanc sur case noire e1 · Tour blanche sur case blanche h1 | Tour noire sur case blanche a8 · Fou noir sur case blanche c8 · Dame noire sur case noire d8 · Tour noire sur case blanche g8 · Pion noir sur case noire a7 · Pion noir sur case blanche b7 · Pion noir sur case blanche f7 · Roi noir sur case noire g7 · Pion noir sur case blanche e6 · Pion noir sur case blanche g6 · Pion noir sur case noire c5 · Fou noir sur case noire g5 · Pion blanc sur case noire d4 · Fou blanc sur case noire f4 · Cavalier blanc sur case blanche g4 · Dame blanche sur case blanche h3 · Pion blanc sur case blanche a2 · Pion blanc sur case noire b2 · Pion blanc sur case blanche c2 · Pion blanc sur case noire f2 · Pion blanc sur case blanche g2 · Tour blanche sur case noire a1 · Roi blanc sur case noire e1 · Tour blanche sur case blanche h1 | Tour noire sur case blanche a8 · Fou noir sur case blanche c8 · Dame noire sur case noire d8 · Tour noire sur case blanche g8 · Pion noir sur case noire a7 · Pion noir sur case blanche b7 · Pion noir sur case blanche f7 · Roi noir sur case noire g7 · Pion noir sur case blanche e6 · Pion noir sur case blanche g6 · Pion noir sur case noire c5 · Fou noir sur case noire g5 · Pion blanc sur case noire d4 · Fou blanc sur case noire f4 · Cavalier blanc sur case blanche g4 · Dame blanche sur case blanche h3 · Pion blanc sur case blanche a2 · Pion blanc sur case noire b2 · Pion blanc sur case blanche c2 · Pion blanc sur case noire f2 · Pion blanc sur case blanche g2 · Tour blanche sur case noire a1 · Roi blanc sur case noire e1 · Tour blanche sur case blanche h1 | Tour noire sur case blanche a8 · Fou noir sur case blanche c8 · Dame noire sur case noire d8 · Tour noire sur case blanche g8 · Pion noir sur case noire a7 · Pion noir sur case blanche b7 · Pion noir sur case blanche f7 · Roi noir sur case noire g7 · Pion noir sur case blanche e6 · Pion noir sur case blanche g6 · Pion noir sur case noire c5 · Fou noir sur case noire g5 · Pion blanc sur case noire d4 · Fou blanc sur case noire f4 · Cavalier blanc sur case blanche g4 · Dame blanche sur case blanche h3 · Pion blanc sur case blanche a2 · Pion blanc sur case noire b2 · Pion blanc sur case blanche c2 · Pion blanc sur case noire f2 · Pion blanc sur case blanche g2 · Tour blanche sur case noire a1 · Roi blanc sur case noire e1 · Tour blanche sur case blanche h1 | Tour noire sur case blanche a8 · Fou noir sur case blanche c8 · Dame noire sur case noire d8 · Tour noire sur case blanche g8 · Pion noir sur case noire a7 · Pion noir sur case blanche b7 · Pion noir sur case blanche f7 · Roi noir sur case noire g7 · Pion noir sur case blanche e6 · Pion noir sur case blanche g6 · Pion noir sur case noire c5 · Fou noir sur case noire g5 · Pion blanc sur case noire d4 · Fou blanc sur case noire f4 · Cavalier blanc sur case blanche g4 · Dame blanche sur case blanche h3 · Pion blanc sur case blanche a2 · Pion blanc sur case noire b2 · Pion blanc sur case blanche c2 · Pion blanc sur case noire f2 · Pion blanc sur case blanche g2 · Tour blanche sur case noire a1 · Roi blanc sur case noire e1 · Tour blanche sur case blanche h1 | Tour noire sur case blanche a8 · Fou noir sur case blanche c8 · Dame noire sur case noire d8 · Tour noire sur case blanche g8 · Pion noir sur case noire a7 · Pion noir sur case blanche b7 · Pion noir sur case blanche f7 · Roi noir sur case noire g7 · Pion noir sur case blanche e6 · Pion noir sur case blanche g6 · Pion noir sur case noire c5 · Fou noir sur case noire g5 · Pion blanc sur case noire d4 · Fou blanc sur case noire f4 · Cavalier blanc sur case blanche g4 · Dame blanche sur case blanche h3 · Pion blanc sur case blanche a2 · Pion blanc sur case noire b2 · Pion blanc sur case blanche c2 · Pion blanc sur case noire f2 · Pion blanc sur case blanche g2 · Tour blanche sur case noire a1 · Roi blanc sur case noire e1 · Tour blanche sur case blanche h1 | 1 |
|   | a | b | c | d | e | f | g | h |   |

Dans l'attaque rayons X, les notions de sacrifice, de ligne de tir et de prolongement sont mises à l’œuvre.
L'attaque rayons X voit l'influence d'une pièce à longue portée sur une pièce amie, qui se fait sentir au travers d'une pièce ennemie. Le terme « rayon X » désigne le fait de considérer le rayonnement d’une pièce dans son ensemble, en ne s’arrêtant pas aux premières pièces qu’elle pourrait rencontrer dans son déplacement, comme l'action d'un rayon X qui voit à travers la matière. Voir l'exemple ci-contre.

### L'interférence
|   | a | b | c | d | e | f | g | h |   |
| 8 | Tour blanche sur case noire b8 · Tour noire sur case noire d8 · Pion blanc sur case noire a7 · Pion noir sur case blanche f7 · Roi noir sur case blanche h7 · Pion noir sur case blanche g6 · Pion noir sur case noire h6 · Cavalier noir sur case blanche f5 · Cavalier blanc sur case noire b4 · Fou noir sur case blanche e4 · Roi blanc sur case noire a3 · Pion blanc sur case blanche b3 · Fou blanc sur case noire b2 · Pion blanc sur case blanche c2 · Tour noire sur case noire d2 · Pion blanc sur case noire h2 | Tour blanche sur case noire b8 · Tour noire sur case noire d8 · Pion blanc sur case noire a7 · Pion noir sur case blanche f7 · Roi noir sur case blanche h7 · Pion noir sur case blanche g6 · Pion noir sur case noire h6 · Cavalier noir sur case blanche f5 · Cavalier blanc sur case noire b4 · Fou noir sur case blanche e4 · Roi blanc sur case noire a3 · Pion blanc sur case blanche b3 · Fou blanc sur case noire b2 · Pion blanc sur case blanche c2 · Tour noire sur case noire d2 · Pion blanc sur case noire h2 | Tour blanche sur case noire b8 · Tour noire sur case noire d8 · Pion blanc sur case noire a7 · Pion noir sur case blanche f7 · Roi noir sur case blanche h7 · Pion noir sur case blanche g6 · Pion noir sur case noire h6 · Cavalier noir sur case blanche f5 · Cavalier blanc sur case noire b4 · Fou noir sur case blanche e4 · Roi blanc sur case noire a3 · Pion blanc sur case blanche b3 · Fou blanc sur case noire b2 · Pion blanc sur case blanche c2 · Tour noire sur case noire d2 · Pion blanc sur case noire h2 | Tour blanche sur case noire b8 · Tour noire sur case noire d8 · Pion blanc sur case noire a7 · Pion noir sur case blanche f7 · Roi noir sur case blanche h7 · Pion noir sur case blanche g6 · Pion noir sur case noire h6 · Cavalier noir sur case blanche f5 · Cavalier blanc sur case noire b4 · Fou noir sur case blanche e4 · Roi blanc sur case noire a3 · Pion blanc sur case blanche b3 · Fou blanc sur case noire b2 · Pion blanc sur case blanche c2 · Tour noire sur case noire d2 · Pion blanc sur case noire h2 | Tour blanche sur case noire b8 · Tour noire sur case noire d8 · Pion blanc sur case noire a7 · Pion noir sur case blanche f7 · Roi noir sur case blanche h7 · Pion noir sur case blanche g6 · Pion noir sur case noire h6 · Cavalier noir sur case blanche f5 · Cavalier blanc sur case noire b4 · Fou noir sur case blanche e4 · Roi blanc sur case noire a3 · Pion blanc sur case blanche b3 · Fou blanc sur case noire b2 · Pion blanc sur case blanche c2 · Tour noire sur case noire d2 · Pion blanc sur case noire h2 | Tour blanche sur case noire b8 · Tour noire sur case noire d8 · Pion blanc sur case noire a7 · Pion noir sur case blanche f7 · Roi noir sur case blanche h7 · Pion noir sur case blanche g6 · Pion noir sur case noire h6 · Cavalier noir sur case blanche f5 · Cavalier blanc sur case noire b4 · Fou noir sur case blanche e4 · Roi blanc sur case noire a3 · Pion blanc sur case blanche b3 · Fou blanc sur case noire b2 · Pion blanc sur case blanche c2 · Tour noire sur case noire d2 · Pion blanc sur case noire h2 | Tour blanche sur case noire b8 · Tour noire sur case noire d8 · Pion blanc sur case noire a7 · Pion noir sur case blanche f7 · Roi noir sur case blanche h7 · Pion noir sur case blanche g6 · Pion noir sur case noire h6 · Cavalier noir sur case blanche f5 · Cavalier blanc sur case noire b4 · Fou noir sur case blanche e4 · Roi blanc sur case noire a3 · Pion blanc sur case blanche b3 · Fou blanc sur case noire b2 · Pion blanc sur case blanche c2 · Tour noire sur case noire d2 · Pion blanc sur case noire h2 | Tour blanche sur case noire b8 · Tour noire sur case noire d8 · Pion blanc sur case noire a7 · Pion noir sur case blanche f7 · Roi noir sur case blanche h7 · Pion noir sur case blanche g6 · Pion noir sur case noire h6 · Cavalier noir sur case blanche f5 · Cavalier blanc sur case noire b4 · Fou noir sur case blanche e4 · Roi blanc sur case noire a3 · Pion blanc sur case blanche b3 · Fou blanc sur case noire b2 · Pion blanc sur case blanche c2 · Tour noire sur case noire d2 · Pion blanc sur case noire h2 | 8 |
| 7 | Tour blanche sur case noire b8 · Tour noire sur case noire d8 · Pion blanc sur case noire a7 · Pion noir sur case blanche f7 · Roi noir sur case blanche h7 · Pion noir sur case blanche g6 · Pion noir sur case noire h6 · Cavalier noir sur case blanche f5 · Cavalier blanc sur case noire b4 · Fou noir sur case blanche e4 · Roi blanc sur case noire a3 · Pion blanc sur case blanche b3 · Fou blanc sur case noire b2 · Pion blanc sur case blanche c2 · Tour noire sur case noire d2 · Pion blanc sur case noire h2 | Tour blanche sur case noire b8 · Tour noire sur case noire d8 · Pion blanc sur case noire a7 · Pion noir sur case blanche f7 · Roi noir sur case blanche h7 · Pion noir sur case blanche g6 · Pion noir sur case noire h6 · Cavalier noir sur case blanche f5 · Cavalier blanc sur case noire b4 · Fou noir sur case blanche e4 · Roi blanc sur case noire a3 · Pion blanc sur case blanche b3 · Fou blanc sur case noire b2 · Pion blanc sur case blanche c2 · Tour noire sur case noire d2 · Pion blanc sur case noire h2 | Tour blanche sur case noire b8 · Tour noire sur case noire d8 · Pion blanc sur case noire a7 · Pion noir sur case blanche f7 · Roi noir sur case blanche h7 · Pion noir sur case blanche g6 · Pion noir sur case noire h6 · Cavalier noir sur case blanche f5 · Cavalier blanc sur case noire b4 · Fou noir sur case blanche e4 · Roi blanc sur case noire a3 · Pion blanc sur case blanche b3 · Fou blanc sur case noire b2 · Pion blanc sur case blanche c2 · Tour noire sur case noire d2 · Pion blanc sur case noire h2 | Tour blanche sur case noire b8 · Tour noire sur case noire d8 · Pion blanc sur case noire a7 · Pion noir sur case blanche f7 · Roi noir sur case blanche h7 · Pion noir sur case blanche g6 · Pion noir sur case noire h6 · Cavalier noir sur case blanche f5 · Cavalier blanc sur case noire b4 · Fou noir sur case blanche e4 · Roi blanc sur case noire a3 · Pion blanc sur case blanche b3 · Fou blanc sur case noire b2 · Pion blanc sur case blanche c2 · Tour noire sur case noire d2 · Pion blanc sur case noire h2 | Tour blanche sur case noire b8 · Tour noire sur case noire d8 · Pion blanc sur case noire a7 · Pion noir sur case blanche f7 · Roi noir sur case blanche h7 · Pion noir sur case blanche g6 · Pion noir sur case noire h6 · Cavalier noir sur case blanche f5 · Cavalier blanc sur case noire b4 · Fou noir sur case blanche e4 · Roi blanc sur case noire a3 · Pion blanc sur case blanche b3 · Fou blanc sur case noire b2 · Pion blanc sur case blanche c2 · Tour noire sur case noire d2 · Pion blanc sur case noire h2 | Tour blanche sur case noire b8 · Tour noire sur case noire d8 · Pion blanc sur case noire a7 · Pion noir sur case blanche f7 · Roi noir sur case blanche h7 · Pion noir sur case blanche g6 · Pion noir sur case noire h6 · Cavalier noir sur case blanche f5 · Cavalier blanc sur case noire b4 · Fou noir sur case blanche e4 · Roi blanc sur case noire a3 · Pion blanc sur case blanche b3 · Fou blanc sur case noire b2 · Pion blanc sur case blanche c2 · Tour noire sur case noire d2 · Pion blanc sur case noire h2 | Tour blanche sur case noire b8 · Tour noire sur case noire d8 · Pion blanc sur case noire a7 · Pion noir sur case blanche f7 · Roi noir sur case blanche h7 · Pion noir sur case blanche g6 · Pion noir sur case noire h6 · Cavalier noir sur case blanche f5 · Cavalier blanc sur case noire b4 · Fou noir sur case blanche e4 · Roi blanc sur case noire a3 · Pion blanc sur case blanche b3 · Fou blanc sur case noire b2 · Pion blanc sur case blanche c2 · Tour noire sur case noire d2 · Pion blanc sur case noire h2 | Tour blanche sur case noire b8 · Tour noire sur case noire d8 · Pion blanc sur case noire a7 · Pion noir sur case blanche f7 · Roi noir sur case blanche h7 · Pion noir sur case blanche g6 · Pion noir sur case noire h6 · Cavalier noir sur case blanche f5 · Cavalier blanc sur case noire b4 · Fou noir sur case blanche e4 · Roi blanc sur case noire a3 · Pion blanc sur case blanche b3 · Fou blanc sur case noire b2 · Pion blanc sur case blanche c2 · Tour noire sur case noire d2 · Pion blanc sur case noire h2 | 7 |
| 6 | Tour blanche sur case noire b8 · Tour noire sur case noire d8 · Pion blanc sur case noire a7 · Pion noir sur case blanche f7 · Roi noir sur case blanche h7 · Pion noir sur case blanche g6 · Pion noir sur case noire h6 · Cavalier noir sur case blanche f5 · Cavalier blanc sur case noire b4 · Fou noir sur case blanche e4 · Roi blanc sur case noire a3 · Pion blanc sur case blanche b3 · Fou blanc sur case noire b2 · Pion blanc sur case blanche c2 · Tour noire sur case noire d2 · Pion blanc sur case noire h2 | Tour blanche sur case noire b8 · Tour noire sur case noire d8 · Pion blanc sur case noire a7 · Pion noir sur case blanche f7 · Roi noir sur case blanche h7 · Pion noir sur case blanche g6 · Pion noir sur case noire h6 · Cavalier noir sur case blanche f5 · Cavalier blanc sur case noire b4 · Fou noir sur case blanche e4 · Roi blanc sur case noire a3 · Pion blanc sur case blanche b3 · Fou blanc sur case noire b2 · Pion blanc sur case blanche c2 · Tour noire sur case noire d2 · Pion blanc sur case noire h2 | Tour blanche sur case noire b8 · Tour noire sur case noire d8 · Pion blanc sur case noire a7 · Pion noir sur case blanche f7 · Roi noir sur case blanche h7 · Pion noir sur case blanche g6 · Pion noir sur case noire h6 · Cavalier noir sur case blanche f5 · Cavalier blanc sur case noire b4 · Fou noir sur case blanche e4 · Roi blanc sur case noire a3 · Pion blanc sur case blanche b3 · Fou blanc sur case noire b2 · Pion blanc sur case blanche c2 · Tour noire sur case noire d2 · Pion blanc sur case noire h2 | Tour blanche sur case noire b8 · Tour noire sur case noire d8 · Pion blanc sur case noire a7 · Pion noir sur case blanche f7 · Roi noir sur case blanche h7 · Pion noir sur case blanche g6 · Pion noir sur case noire h6 · Cavalier noir sur case blanche f5 · Cavalier blanc sur case noire b4 · Fou noir sur case blanche e4 · Roi blanc sur case noire a3 · Pion blanc sur case blanche b3 · Fou blanc sur case noire b2 · Pion blanc sur case blanche c2 · Tour noire sur case noire d2 · Pion blanc sur case noire h2 | Tour blanche sur case noire b8 · Tour noire sur case noire d8 · Pion blanc sur case noire a7 · Pion noir sur case blanche f7 · Roi noir sur case blanche h7 · Pion noir sur case blanche g6 · Pion noir sur case noire h6 · Cavalier noir sur case blanche f5 · Cavalier blanc sur case noire b4 · Fou noir sur case blanche e4 · Roi blanc sur case noire a3 · Pion blanc sur case blanche b3 · Fou blanc sur case noire b2 · Pion blanc sur case blanche c2 · Tour noire sur case noire d2 · Pion blanc sur case noire h2 | Tour blanche sur case noire b8 · Tour noire sur case noire d8 · Pion blanc sur case noire a7 · Pion noir sur case blanche f7 · Roi noir sur case blanche h7 · Pion noir sur case blanche g6 · Pion noir sur case noire h6 · Cavalier noir sur case blanche f5 · Cavalier blanc sur case noire b4 · Fou noir sur case blanche e4 · Roi blanc sur case noire a3 · Pion blanc sur case blanche b3 · Fou blanc sur case noire b2 · Pion blanc sur case blanche c2 · Tour noire sur case noire d2 · Pion blanc sur case noire h2 | Tour blanche sur case noire b8 · Tour noire sur case noire d8 · Pion blanc sur case noire a7 · Pion noir sur case blanche f7 · Roi noir sur case blanche h7 · Pion noir sur case blanche g6 · Pion noir sur case noire h6 · Cavalier noir sur case blanche f5 · Cavalier blanc sur case noire b4 · Fou noir sur case blanche e4 · Roi blanc sur case noire a3 · Pion blanc sur case blanche b3 · Fou blanc sur case noire b2 · Pion blanc sur case blanche c2 · Tour noire sur case noire d2 · Pion blanc sur case noire h2 | Tour blanche sur case noire b8 · Tour noire sur case noire d8 · Pion blanc sur case noire a7 · Pion noir sur case blanche f7 · Roi noir sur case blanche h7 · Pion noir sur case blanche g6 · Pion noir sur case noire h6 · Cavalier noir sur case blanche f5 · Cavalier blanc sur case noire b4 · Fou noir sur case blanche e4 · Roi blanc sur case noire a3 · Pion blanc sur case blanche b3 · Fou blanc sur case noire b2 · Pion blanc sur case blanche c2 · Tour noire sur case noire d2 · Pion blanc sur case noire h2 | 6 |
| 5 | Tour blanche sur case noire b8 · Tour noire sur case noire d8 · Pion blanc sur case noire a7 · Pion noir sur case blanche f7 · Roi noir sur case blanche h7 · Pion noir sur case blanche g6 · Pion noir sur case noire h6 · Cavalier noir sur case blanche f5 · Cavalier blanc sur case noire b4 · Fou noir sur case blanche e4 · Roi blanc sur case noire a3 · Pion blanc sur case blanche b3 · Fou blanc sur case noire b2 · Pion blanc sur case blanche c2 · Tour noire sur case noire d2 · Pion blanc sur case noire h2 | Tour blanche sur case noire b8 · Tour noire sur case noire d8 · Pion blanc sur case noire a7 · Pion noir sur case blanche f7 · Roi noir sur case blanche h7 · Pion noir sur case blanche g6 · Pion noir sur case noire h6 · Cavalier noir sur case blanche f5 · Cavalier blanc sur case noire b4 · Fou noir sur case blanche e4 · Roi blanc sur case noire a3 · Pion blanc sur case blanche b3 · Fou blanc sur case noire b2 · Pion blanc sur case blanche c2 · Tour noire sur case noire d2 · Pion blanc sur case noire h2 | Tour blanche sur case noire b8 · Tour noire sur case noire d8 · Pion blanc sur case noire a7 · Pion noir sur case blanche f7 · Roi noir sur case blanche h7 · Pion noir sur case blanche g6 · Pion noir sur case noire h6 · Cavalier noir sur case blanche f5 · Cavalier blanc sur case noire b4 · Fou noir sur case blanche e4 · Roi blanc sur case noire a3 · Pion blanc sur case blanche b3 · Fou blanc sur case noire b2 · Pion blanc sur case blanche c2 · Tour noire sur case noire d2 · Pion blanc sur case noire h2 | Tour blanche sur case noire b8 · Tour noire sur case noire d8 · Pion blanc sur case noire a7 · Pion noir sur case blanche f7 · Roi noir sur case blanche h7 · Pion noir sur case blanche g6 · Pion noir sur case noire h6 · Cavalier noir sur case blanche f5 · Cavalier blanc sur case noire b4 · Fou noir sur case blanche e4 · Roi blanc sur case noire a3 · Pion blanc sur case blanche b3 · Fou blanc sur case noire b2 · Pion blanc sur case blanche c2 · Tour noire sur case noire d2 · Pion blanc sur case noire h2 | Tour blanche sur case noire b8 · Tour noire sur case noire d8 · Pion blanc sur case noire a7 · Pion noir sur case blanche f7 · Roi noir sur case blanche h7 · Pion noir sur case blanche g6 · Pion noir sur case noire h6 · Cavalier noir sur case blanche f5 · Cavalier blanc sur case noire b4 · Fou noir sur case blanche e4 · Roi blanc sur case noire a3 · Pion blanc sur case blanche b3 · Fou blanc sur case noire b2 · Pion blanc sur case blanche c2 · Tour noire sur case noire d2 · Pion blanc sur case noire h2 | Tour blanche sur case noire b8 · Tour noire sur case noire d8 · Pion blanc sur case noire a7 · Pion noir sur case blanche f7 · Roi noir sur case blanche h7 · Pion noir sur case blanche g6 · Pion noir sur case noire h6 · Cavalier noir sur case blanche f5 · Cavalier blanc sur case noire b4 · Fou noir sur case blanche e4 · Roi blanc sur case noire a3 · Pion blanc sur case blanche b3 · Fou blanc sur case noire b2 · Pion blanc sur case blanche c2 · Tour noire sur case noire d2 · Pion blanc sur case noire h2 | Tour blanche sur case noire b8 · Tour noire sur case noire d8 · Pion blanc sur case noire a7 · Pion noir sur case blanche f7 · Roi noir sur case blanche h7 · Pion noir sur case blanche g6 · Pion noir sur case noire h6 · Cavalier noir sur case blanche f5 · Cavalier blanc sur case noire b4 · Fou noir sur case blanche e4 · Roi blanc sur case noire a3 · Pion blanc sur case blanche b3 · Fou blanc sur case noire b2 · Pion blanc sur case blanche c2 · Tour noire sur case noire d2 · Pion blanc sur case noire h2 | Tour blanche sur case noire b8 · Tour noire sur case noire d8 · Pion blanc sur case noire a7 · Pion noir sur case blanche f7 · Roi noir sur case blanche h7 · Pion noir sur case blanche g6 · Pion noir sur case noire h6 · Cavalier noir sur case blanche f5 · Cavalier blanc sur case noire b4 · Fou noir sur case blanche e4 · Roi blanc sur case noire a3 · Pion blanc sur case blanche b3 · Fou blanc sur case noire b2 · Pion blanc sur case blanche c2 · Tour noire sur case noire d2 · Pion blanc sur case noire h2 | 5 |
| 4 | Tour blanche sur case noire b8 · Tour noire sur case noire d8 · Pion blanc sur case noire a7 · Pion noir sur case blanche f7 · Roi noir sur case blanche h7 · Pion noir sur case blanche g6 · Pion noir sur case noire h6 · Cavalier noir sur case blanche f5 · Cavalier blanc sur case noire b4 · Fou noir sur case blanche e4 · Roi blanc sur case noire a3 · Pion blanc sur case blanche b3 · Fou blanc sur case noire b2 · Pion blanc sur case blanche c2 · Tour noire sur case noire d2 · Pion blanc sur case noire h2 | Tour blanche sur case noire b8 · Tour noire sur case noire d8 · Pion blanc sur case noire a7 · Pion noir sur case blanche f7 · Roi noir sur case blanche h7 · Pion noir sur case blanche g6 · Pion noir sur case noire h6 · Cavalier noir sur case blanche f5 · Cavalier blanc sur case noire b4 · Fou noir sur case blanche e4 · Roi blanc sur case noire a3 · Pion blanc sur case blanche b3 · Fou blanc sur case noire b2 · Pion blanc sur case blanche c2 · Tour noire sur case noire d2 · Pion blanc sur case noire h2 | Tour blanche sur case noire b8 · Tour noire sur case noire d8 · Pion blanc sur case noire a7 · Pion noir sur case blanche f7 · Roi noir sur case blanche h7 · Pion noir sur case blanche g6 · Pion noir sur case noire h6 · Cavalier noir sur case blanche f5 · Cavalier blanc sur case noire b4 · Fou noir sur case blanche e4 · Roi blanc sur case noire a3 · Pion blanc sur case blanche b3 · Fou blanc sur case noire b2 · Pion blanc sur case blanche c2 · Tour noire sur case noire d2 · Pion blanc sur case noire h2 | Tour blanche sur case noire b8 · Tour noire sur case noire d8 · Pion blanc sur case noire a7 · Pion noir sur case blanche f7 · Roi noir sur case blanche h7 · Pion noir sur case blanche g6 · Pion noir sur case noire h6 · Cavalier noir sur case blanche f5 · Cavalier blanc sur case noire b4 · Fou noir sur case blanche e4 · Roi blanc sur case noire a3 · Pion blanc sur case blanche b3 · Fou blanc sur case noire b2 · Pion blanc sur case blanche c2 · Tour noire sur case noire d2 · Pion blanc sur case noire h2 | Tour blanche sur case noire b8 · Tour noire sur case noire d8 · Pion blanc sur case noire a7 · Pion noir sur case blanche f7 · Roi noir sur case blanche h7 · Pion noir sur case blanche g6 · Pion noir sur case noire h6 · Cavalier noir sur case blanche f5 · Cavalier blanc sur case noire b4 · Fou noir sur case blanche e4 · Roi blanc sur case noire a3 · Pion blanc sur case blanche b3 · Fou blanc sur case noire b2 · Pion blanc sur case blanche c2 · Tour noire sur case noire d2 · Pion blanc sur case noire h2 | Tour blanche sur case noire b8 · Tour noire sur case noire d8 · Pion blanc sur case noire a7 · Pion noir sur case blanche f7 · Roi noir sur case blanche h7 · Pion noir sur case blanche g6 · Pion noir sur case noire h6 · Cavalier noir sur case blanche f5 · Cavalier blanc sur case noire b4 · Fou noir sur case blanche e4 · Roi blanc sur case noire a3 · Pion blanc sur case blanche b3 · Fou blanc sur case noire b2 · Pion blanc sur case blanche c2 · Tour noire sur case noire d2 · Pion blanc sur case noire h2 | Tour blanche sur case noire b8 · Tour noire sur case noire d8 · Pion blanc sur case noire a7 · Pion noir sur case blanche f7 · Roi noir sur case blanche h7 · Pion noir sur case blanche g6 · Pion noir sur case noire h6 · Cavalier noir sur case blanche f5 · Cavalier blanc sur case noire b4 · Fou noir sur case blanche e4 · Roi blanc sur case noire a3 · Pion blanc sur case blanche b3 · Fou blanc sur case noire b2 · Pion blanc sur case blanche c2 · Tour noire sur case noire d2 · Pion blanc sur case noire h2 | Tour blanche sur case noire b8 · Tour noire sur case noire d8 · Pion blanc sur case noire a7 · Pion noir sur case blanche f7 · Roi noir sur case blanche h7 · Pion noir sur case blanche g6 · Pion noir sur case noire h6 · Cavalier noir sur case blanche f5 · Cavalier blanc sur case noire b4 · Fou noir sur case blanche e4 · Roi blanc sur case noire a3 · Pion blanc sur case blanche b3 · Fou blanc sur case noire b2 · Pion blanc sur case blanche c2 · Tour noire sur case noire d2 · Pion blanc sur case noire h2 | 4 |
| 3 | Tour blanche sur case noire b8 · Tour noire sur case noire d8 · Pion blanc sur case noire a7 · Pion noir sur case blanche f7 · Roi noir sur case blanche h7 · Pion noir sur case blanche g6 · Pion noir sur case noire h6 · Cavalier noir sur case blanche f5 · Cavalier blanc sur case noire b4 · Fou noir sur case blanche e4 · Roi blanc sur case noire a3 · Pion blanc sur case blanche b3 · Fou blanc sur case noire b2 · Pion blanc sur case blanche c2 · Tour noire sur case noire d2 · Pion blanc sur case noire h2 | Tour blanche sur case noire b8 · Tour noire sur case noire d8 · Pion blanc sur case noire a7 · Pion noir sur case blanche f7 · Roi noir sur case blanche h7 · Pion noir sur case blanche g6 · Pion noir sur case noire h6 · Cavalier noir sur case blanche f5 · Cavalier blanc sur case noire b4 · Fou noir sur case blanche e4 · Roi blanc sur case noire a3 · Pion blanc sur case blanche b3 · Fou blanc sur case noire b2 · Pion blanc sur case blanche c2 · Tour noire sur case noire d2 · Pion blanc sur case noire h2 | Tour blanche sur case noire b8 · Tour noire sur case noire d8 · Pion blanc sur case noire a7 · Pion noir sur case blanche f7 · Roi noir sur case blanche h7 · Pion noir sur case blanche g6 · Pion noir sur case noire h6 · Cavalier noir sur case blanche f5 · Cavalier blanc sur case noire b4 · Fou noir sur case blanche e4 · Roi blanc sur case noire a3 · Pion blanc sur case blanche b3 · Fou blanc sur case noire b2 · Pion blanc sur case blanche c2 · Tour noire sur case noire d2 · Pion blanc sur case noire h2 | Tour blanche sur case noire b8 · Tour noire sur case noire d8 · Pion blanc sur case noire a7 · Pion noir sur case blanche f7 · Roi noir sur case blanche h7 · Pion noir sur case blanche g6 · Pion noir sur case noire h6 · Cavalier noir sur case blanche f5 · Cavalier blanc sur case noire b4 · Fou noir sur case blanche e4 · Roi blanc sur case noire a3 · Pion blanc sur case blanche b3 · Fou blanc sur case noire b2 · Pion blanc sur case blanche c2 · Tour noire sur case noire d2 · Pion blanc sur case noire h2 | Tour blanche sur case noire b8 · Tour noire sur case noire d8 · Pion blanc sur case noire a7 · Pion noir sur case blanche f7 · Roi noir sur case blanche h7 · Pion noir sur case blanche g6 · Pion noir sur case noire h6 · Cavalier noir sur case blanche f5 · Cavalier blanc sur case noire b4 · Fou noir sur case blanche e4 · Roi blanc sur case noire a3 · Pion blanc sur case blanche b3 · Fou blanc sur case noire b2 · Pion blanc sur case blanche c2 · Tour noire sur case noire d2 · Pion blanc sur case noire h2 | Tour blanche sur case noire b8 · Tour noire sur case noire d8 · Pion blanc sur case noire a7 · Pion noir sur case blanche f7 · Roi noir sur case blanche h7 · Pion noir sur case blanche g6 · Pion noir sur case noire h6 · Cavalier noir sur case blanche f5 · Cavalier blanc sur case noire b4 · Fou noir sur case blanche e4 · Roi blanc sur case noire a3 · Pion blanc sur case blanche b3 · Fou blanc sur case noire b2 · Pion blanc sur case blanche c2 · Tour noire sur case noire d2 · Pion blanc sur case noire h2 | Tour blanche sur case noire b8 · Tour noire sur case noire d8 · Pion blanc sur case noire a7 · Pion noir sur case blanche f7 · Roi noir sur case blanche h7 · Pion noir sur case blanche g6 · Pion noir sur case noire h6 · Cavalier noir sur case blanche f5 · Cavalier blanc sur case noire b4 · Fou noir sur case blanche e4 · Roi blanc sur case noire a3 · Pion blanc sur case blanche b3 · Fou blanc sur case noire b2 · Pion blanc sur case blanche c2 · Tour noire sur case noire d2 · Pion blanc sur case noire h2 | Tour blanche sur case noire b8 · Tour noire sur case noire d8 · Pion blanc sur case noire a7 · Pion noir sur case blanche f7 · Roi noir sur case blanche h7 · Pion noir sur case blanche g6 · Pion noir sur case noire h6 · Cavalier noir sur case blanche f5 · Cavalier blanc sur case noire b4 · Fou noir sur case blanche e4 · Roi blanc sur case noire a3 · Pion blanc sur case blanche b3 · Fou blanc sur case noire b2 · Pion blanc sur case blanche c2 · Tour noire sur case noire d2 · Pion blanc sur case noire h2 | 3 |
| 2 | Tour blanche sur case noire b8 · Tour noire sur case noire d8 · Pion blanc sur case noire a7 · Pion noir sur case blanche f7 · Roi noir sur case blanche h7 · Pion noir sur case blanche g6 · Pion noir sur case noire h6 · Cavalier noir sur case blanche f5 · Cavalier blanc sur case noire b4 · Fou noir sur case blanche e4 · Roi blanc sur case noire a3 · Pion blanc sur case blanche b3 · Fou blanc sur case noire b2 · Pion blanc sur case blanche c2 · Tour noire sur case noire d2 · Pion blanc sur case noire h2 | Tour blanche sur case noire b8 · Tour noire sur case noire d8 · Pion blanc sur case noire a7 · Pion noir sur case blanche f7 · Roi noir sur case blanche h7 · Pion noir sur case blanche g6 · Pion noir sur case noire h6 · Cavalier noir sur case blanche f5 · Cavalier blanc sur case noire b4 · Fou noir sur case blanche e4 · Roi blanc sur case noire a3 · Pion blanc sur case blanche b3 · Fou blanc sur case noire b2 · Pion blanc sur case blanche c2 · Tour noire sur case noire d2 · Pion blanc sur case noire h2 | Tour blanche sur case noire b8 · Tour noire sur case noire d8 · Pion blanc sur case noire a7 · Pion noir sur case blanche f7 · Roi noir sur case blanche h7 · Pion noir sur case blanche g6 · Pion noir sur case noire h6 · Cavalier noir sur case blanche f5 · Cavalier blanc sur case noire b4 · Fou noir sur case blanche e4 · Roi blanc sur case noire a3 · Pion blanc sur case blanche b3 · Fou blanc sur case noire b2 · Pion blanc sur case blanche c2 · Tour noire sur case noire d2 · Pion blanc sur case noire h2 | Tour blanche sur case noire b8 · Tour noire sur case noire d8 · Pion blanc sur case noire a7 · Pion noir sur case blanche f7 · Roi noir sur case blanche h7 · Pion noir sur case blanche g6 · Pion noir sur case noire h6 · Cavalier noir sur case blanche f5 · Cavalier blanc sur case noire b4 · Fou noir sur case blanche e4 · Roi blanc sur case noire a3 · Pion blanc sur case blanche b3 · Fou blanc sur case noire b2 · Pion blanc sur case blanche c2 · Tour noire sur case noire d2 · Pion blanc sur case noire h2 | Tour blanche sur case noire b8 · Tour noire sur case noire d8 · Pion blanc sur case noire a7 · Pion noir sur case blanche f7 · Roi noir sur case blanche h7 · Pion noir sur case blanche g6 · Pion noir sur case noire h6 · Cavalier noir sur case blanche f5 · Cavalier blanc sur case noire b4 · Fou noir sur case blanche e4 · Roi blanc sur case noire a3 · Pion blanc sur case blanche b3 · Fou blanc sur case noire b2 · Pion blanc sur case blanche c2 · Tour noire sur case noire d2 · Pion blanc sur case noire h2 | Tour blanche sur case noire b8 · Tour noire sur case noire d8 · Pion blanc sur case noire a7 · Pion noir sur case blanche f7 · Roi noir sur case blanche h7 · Pion noir sur case blanche g6 · Pion noir sur case noire h6 · Cavalier noir sur case blanche f5 · Cavalier blanc sur case noire b4 · Fou noir sur case blanche e4 · Roi blanc sur case noire a3 · Pion blanc sur case blanche b3 · Fou blanc sur case noire b2 · Pion blanc sur case blanche c2 · Tour noire sur case noire d2 · Pion blanc sur case noire h2 | Tour blanche sur case noire b8 · Tour noire sur case noire d8 · Pion blanc sur case noire a7 · Pion noir sur case blanche f7 · Roi noir sur case blanche h7 · Pion noir sur case blanche g6 · Pion noir sur case noire h6 · Cavalier noir sur case blanche f5 · Cavalier blanc sur case noire b4 · Fou noir sur case blanche e4 · Roi blanc sur case noire a3 · Pion blanc sur case blanche b3 · Fou blanc sur case noire b2 · Pion blanc sur case blanche c2 · Tour noire sur case noire d2 · Pion blanc sur case noire h2 | Tour blanche sur case noire b8 · Tour noire sur case noire d8 · Pion blanc sur case noire a7 · Pion noir sur case blanche f7 · Roi noir sur case blanche h7 · Pion noir sur case blanche g6 · Pion noir sur case noire h6 · Cavalier noir sur case blanche f5 · Cavalier blanc sur case noire b4 · Fou noir sur case blanche e4 · Roi blanc sur case noire a3 · Pion blanc sur case blanche b3 · Fou blanc sur case noire b2 · Pion blanc sur case blanche c2 · Tour noire sur case noire d2 · Pion blanc sur case noire h2 | 2 |
| 1 | Tour blanche sur case noire b8 · Tour noire sur case noire d8 · Pion blanc sur case noire a7 · Pion noir sur case blanche f7 · Roi noir sur case blanche h7 · Pion noir sur case blanche g6 · Pion noir sur case noire h6 · Cavalier noir sur case blanche f5 · Cavalier blanc sur case noire b4 · Fou noir sur case blanche e4 · Roi blanc sur case noire a3 · Pion blanc sur case blanche b3 · Fou blanc sur case noire b2 · Pion blanc sur case blanche c2 · Tour noire sur case noire d2 · Pion blanc sur case noire h2 | Tour blanche sur case noire b8 · Tour noire sur case noire d8 · Pion blanc sur case noire a7 · Pion noir sur case blanche f7 · Roi noir sur case blanche h7 · Pion noir sur case blanche g6 · Pion noir sur case noire h6 · Cavalier noir sur case blanche f5 · Cavalier blanc sur case noire b4 · Fou noir sur case blanche e4 · Roi blanc sur case noire a3 · Pion blanc sur case blanche b3 · Fou blanc sur case noire b2 · Pion blanc sur case blanche c2 · Tour noire sur case noire d2 · Pion blanc sur case noire h2 | Tour blanche sur case noire b8 · Tour noire sur case noire d8 · Pion blanc sur case noire a7 · Pion noir sur case blanche f7 · Roi noir sur case blanche h7 · Pion noir sur case blanche g6 · Pion noir sur case noire h6 · Cavalier noir sur case blanche f5 · Cavalier blanc sur case noire b4 · Fou noir sur case blanche e4 · Roi blanc sur case noire a3 · Pion blanc sur case blanche b3 · Fou blanc sur case noire b2 · Pion blanc sur case blanche c2 · Tour noire sur case noire d2 · Pion blanc sur case noire h2 | Tour blanche sur case noire b8 · Tour noire sur case noire d8 · Pion blanc sur case noire a7 · Pion noir sur case blanche f7 · Roi noir sur case blanche h7 · Pion noir sur case blanche g6 · Pion noir sur case noire h6 · Cavalier noir sur case blanche f5 · Cavalier blanc sur case noire b4 · Fou noir sur case blanche e4 · Roi blanc sur case noire a3 · Pion blanc sur case blanche b3 · Fou blanc sur case noire b2 · Pion blanc sur case blanche c2 · Tour noire sur case noire d2 · Pion blanc sur case noire h2 | Tour blanche sur case noire b8 · Tour noire sur case noire d8 · Pion blanc sur case noire a7 · Pion noir sur case blanche f7 · Roi noir sur case blanche h7 · Pion noir sur case blanche g6 · Pion noir sur case noire h6 · Cavalier noir sur case blanche f5 · Cavalier blanc sur case noire b4 · Fou noir sur case blanche e4 · Roi blanc sur case noire a3 · Pion blanc sur case blanche b3 · Fou blanc sur case noire b2 · Pion blanc sur case blanche c2 · Tour noire sur case noire d2 · Pion blanc sur case noire h2 | Tour blanche sur case noire b8 · Tour noire sur case noire d8 · Pion blanc sur case noire a7 · Pion noir sur case blanche f7 · Roi noir sur case blanche h7 · Pion noir sur case blanche g6 · Pion noir sur case noire h6 · Cavalier noir sur case blanche f5 · Cavalier blanc sur case noire b4 · Fou noir sur case blanche e4 · Roi blanc sur case noire a3 · Pion blanc sur case blanche b3 · Fou blanc sur case noire b2 · Pion blanc sur case blanche c2 · Tour noire sur case noire d2 · Pion blanc sur case noire h2 | Tour blanche sur case noire b8 · Tour noire sur case noire d8 · Pion blanc sur case noire a7 · Pion noir sur case blanche f7 · Roi noir sur case blanche h7 · Pion noir sur case blanche g6 · Pion noir sur case noire h6 · Cavalier noir sur case blanche f5 · Cavalier blanc sur case noire b4 · Fou noir sur case blanche e4 · Roi blanc sur case noire a3 · Pion blanc sur case blanche b3 · Fou blanc sur case noire b2 · Pion blanc sur case blanche c2 · Tour noire sur case noire d2 · Pion blanc sur case noire h2 | Tour blanche sur case noire b8 · Tour noire sur case noire d8 · Pion blanc sur case noire a7 · Pion noir sur case blanche f7 · Roi noir sur case blanche h7 · Pion noir sur case blanche g6 · Pion noir sur case noire h6 · Cavalier noir sur case blanche f5 · Cavalier blanc sur case noire b4 · Fou noir sur case blanche e4 · Roi blanc sur case noire a3 · Pion blanc sur case blanche b3 · Fou blanc sur case noire b2 · Pion blanc sur case blanche c2 · Tour noire sur case noire d2 · Pion blanc sur case noire h2 | 1 |
|   | a | b | c | d | e | f | g | h |   |

Dans l'interférence, une pièce se sacrifie pour interrompre la ligne de défense d'une pièce adverse qui est attaquée.
Dans la partie ci-contre, le fou noir en e4 contrôle la case de promotion du pion a7, et la tour d2 défend la tour en d8. Mais, avec 1. Cd5!, les Blancs rompent la coordination des pièces noires :
- 1... T2xd5 permet 2. a8=D (pion a8 promu en dame)
- 1... Fxd5 laisse la tour d8 sans défense
- 1... T8xd5 autorise 2. Th8 mat.

## Les pions
Aux Échecs, les pions sont des pièces très utiles et plus puissantes qu'il n'y parait.
- Quand une pièce ne peut être capturée sans qu'une autre pièce adverse ne capture à son tour l'attaquant, les pions suffisent généralement pour effectuer la capture.
- L'approche d'un simple pion force la retraite d'une pièce adverse, comme une tour ou un cavalier.
- Les pions peuvent intervenir dans une attaque à la découverte.
- Les pions peuvent aussi constituer une « chaîne de pions », dans laquelle les pions sont arrangés en diagonale de sorte que la plupart sont défendus, créant ainsi des murs impénétrables.
- De plus, un pion qui progresse jusqu'à la dernière rangée se voit promu en n'importe quelle autre pièce (sauf le roi).

## Les sacrifices
|   | a | b | c | d | e | f | g | h |   |
| 8 | Tour noire sur case blanche a8 · Fou noir sur case blanche c8 · Dame noire sur case noire d8 · Tour noire sur case blanche e8 · Roi noir sur case blanche g8 · Pion noir sur case noire a7 · Pion noir sur case blanche b7 · Cavalier noir sur case blanche d7 · Pion noir sur case blanche f7 · Pion noir sur case noire g7 · Fou blanc sur case blanche h7 · Fou noir sur case noire d6 · Pion noir sur case blanche e6 · Pion noir sur case noire d4 · Pion blanc sur case noire c3 · Cavalier blanc sur case blanche f3 · Pion blanc sur case blanche a2 · Pion blanc sur case noire b2 · Pion blanc sur case noire f2 · Pion blanc sur case blanche g2 · Pion blanc sur case noire h2 · Tour blanche sur case noire a1 · Fou blanc sur case noire c1 · Dame blanche sur case blanche d1 · Tour blanche sur case noire e1 · Roi blanc sur case noire g1 | Tour noire sur case blanche a8 · Fou noir sur case blanche c8 · Dame noire sur case noire d8 · Tour noire sur case blanche e8 · Roi noir sur case blanche g8 · Pion noir sur case noire a7 · Pion noir sur case blanche b7 · Cavalier noir sur case blanche d7 · Pion noir sur case blanche f7 · Pion noir sur case noire g7 · Fou blanc sur case blanche h7 · Fou noir sur case noire d6 · Pion noir sur case blanche e6 · Pion noir sur case noire d4 · Pion blanc sur case noire c3 · Cavalier blanc sur case blanche f3 · Pion blanc sur case blanche a2 · Pion blanc sur case noire b2 · Pion blanc sur case noire f2 · Pion blanc sur case blanche g2 · Pion blanc sur case noire h2 · Tour blanche sur case noire a1 · Fou blanc sur case noire c1 · Dame blanche sur case blanche d1 · Tour blanche sur case noire e1 · Roi blanc sur case noire g1 | Tour noire sur case blanche a8 · Fou noir sur case blanche c8 · Dame noire sur case noire d8 · Tour noire sur case blanche e8 · Roi noir sur case blanche g8 · Pion noir sur case noire a7 · Pion noir sur case blanche b7 · Cavalier noir sur case blanche d7 · Pion noir sur case blanche f7 · Pion noir sur case noire g7 · Fou blanc sur case blanche h7 · Fou noir sur case noire d6 · Pion noir sur case blanche e6 · Pion noir sur case noire d4 · Pion blanc sur case noire c3 · Cavalier blanc sur case blanche f3 · Pion blanc sur case blanche a2 · Pion blanc sur case noire b2 · Pion blanc sur case noire f2 · Pion blanc sur case blanche g2 · Pion blanc sur case noire h2 · Tour blanche sur case noire a1 · Fou blanc sur case noire c1 · Dame blanche sur case blanche d1 · Tour blanche sur case noire e1 · Roi blanc sur case noire g1 | Tour noire sur case blanche a8 · Fou noir sur case blanche c8 · Dame noire sur case noire d8 · Tour noire sur case blanche e8 · Roi noir sur case blanche g8 · Pion noir sur case noire a7 · Pion noir sur case blanche b7 · Cavalier noir sur case blanche d7 · Pion noir sur case blanche f7 · Pion noir sur case noire g7 · Fou blanc sur case blanche h7 · Fou noir sur case noire d6 · Pion noir sur case blanche e6 · Pion noir sur case noire d4 · Pion blanc sur case noire c3 · Cavalier blanc sur case blanche f3 · Pion blanc sur case blanche a2 · Pion blanc sur case noire b2 · Pion blanc sur case noire f2 · Pion blanc sur case blanche g2 · Pion blanc sur case noire h2 · Tour blanche sur case noire a1 · Fou blanc sur case noire c1 · Dame blanche sur case blanche d1 · Tour blanche sur case noire e1 · Roi blanc sur case noire g1 | Tour noire sur case blanche a8 · Fou noir sur case blanche c8 · Dame noire sur case noire d8 · Tour noire sur case blanche e8 · Roi noir sur case blanche g8 · Pion noir sur case noire a7 · Pion noir sur case blanche b7 · Cavalier noir sur case blanche d7 · Pion noir sur case blanche f7 · Pion noir sur case noire g7 · Fou blanc sur case blanche h7 · Fou noir sur case noire d6 · Pion noir sur case blanche e6 · Pion noir sur case noire d4 · Pion blanc sur case noire c3 · Cavalier blanc sur case blanche f3 · Pion blanc sur case blanche a2 · Pion blanc sur case noire b2 · Pion blanc sur case noire f2 · Pion blanc sur case blanche g2 · Pion blanc sur case noire h2 · Tour blanche sur case noire a1 · Fou blanc sur case noire c1 · Dame blanche sur case blanche d1 · Tour blanche sur case noire e1 · Roi blanc sur case noire g1 | Tour noire sur case blanche a8 · Fou noir sur case blanche c8 · Dame noire sur case noire d8 · Tour noire sur case blanche e8 · Roi noir sur case blanche g8 · Pion noir sur case noire a7 · Pion noir sur case blanche b7 · Cavalier noir sur case blanche d7 · Pion noir sur case blanche f7 · Pion noir sur case noire g7 · Fou blanc sur case blanche h7 · Fou noir sur case noire d6 · Pion noir sur case blanche e6 · Pion noir sur case noire d4 · Pion blanc sur case noire c3 · Cavalier blanc sur case blanche f3 · Pion blanc sur case blanche a2 · Pion blanc sur case noire b2 · Pion blanc sur case noire f2 · Pion blanc sur case blanche g2 · Pion blanc sur case noire h2 · Tour blanche sur case noire a1 · Fou blanc sur case noire c1 · Dame blanche sur case blanche d1 · Tour blanche sur case noire e1 · Roi blanc sur case noire g1 | Tour noire sur case blanche a8 · Fou noir sur case blanche c8 · Dame noire sur case noire d8 · Tour noire sur case blanche e8 · Roi noir sur case blanche g8 · Pion noir sur case noire a7 · Pion noir sur case blanche b7 · Cavalier noir sur case blanche d7 · Pion noir sur case blanche f7 · Pion noir sur case noire g7 · Fou blanc sur case blanche h7 · Fou noir sur case noire d6 · Pion noir sur case blanche e6 · Pion noir sur case noire d4 · Pion blanc sur case noire c3 · Cavalier blanc sur case blanche f3 · Pion blanc sur case blanche a2 · Pion blanc sur case noire b2 · Pion blanc sur case noire f2 · Pion blanc sur case blanche g2 · Pion blanc sur case noire h2 · Tour blanche sur case noire a1 · Fou blanc sur case noire c1 · Dame blanche sur case blanche d1 · Tour blanche sur case noire e1 · Roi blanc sur case noire g1 | Tour noire sur case blanche a8 · Fou noir sur case blanche c8 · Dame noire sur case noire d8 · Tour noire sur case blanche e8 · Roi noir sur case blanche g8 · Pion noir sur case noire a7 · Pion noir sur case blanche b7 · Cavalier noir sur case blanche d7 · Pion noir sur case blanche f7 · Pion noir sur case noire g7 · Fou blanc sur case blanche h7 · Fou noir sur case noire d6 · Pion noir sur case blanche e6 · Pion noir sur case noire d4 · Pion blanc sur case noire c3 · Cavalier blanc sur case blanche f3 · Pion blanc sur case blanche a2 · Pion blanc sur case noire b2 · Pion blanc sur case noire f2 · Pion blanc sur case blanche g2 · Pion blanc sur case noire h2 · Tour blanche sur case noire a1 · Fou blanc sur case noire c1 · Dame blanche sur case blanche d1 · Tour blanche sur case noire e1 · Roi blanc sur case noire g1 | 8 |
| 7 | Tour noire sur case blanche a8 · Fou noir sur case blanche c8 · Dame noire sur case noire d8 · Tour noire sur case blanche e8 · Roi noir sur case blanche g8 · Pion noir sur case noire a7 · Pion noir sur case blanche b7 · Cavalier noir sur case blanche d7 · Pion noir sur case blanche f7 · Pion noir sur case noire g7 · Fou blanc sur case blanche h7 · Fou noir sur case noire d6 · Pion noir sur case blanche e6 · Pion noir sur case noire d4 · Pion blanc sur case noire c3 · Cavalier blanc sur case blanche f3 · Pion blanc sur case blanche a2 · Pion blanc sur case noire b2 · Pion blanc sur case noire f2 · Pion blanc sur case blanche g2 · Pion blanc sur case noire h2 · Tour blanche sur case noire a1 · Fou blanc sur case noire c1 · Dame blanche sur case blanche d1 · Tour blanche sur case noire e1 · Roi blanc sur case noire g1 | Tour noire sur case blanche a8 · Fou noir sur case blanche c8 · Dame noire sur case noire d8 · Tour noire sur case blanche e8 · Roi noir sur case blanche g8 · Pion noir sur case noire a7 · Pion noir sur case blanche b7 · Cavalier noir sur case blanche d7 · Pion noir sur case blanche f7 · Pion noir sur case noire g7 · Fou blanc sur case blanche h7 · Fou noir sur case noire d6 · Pion noir sur case blanche e6 · Pion noir sur case noire d4 · Pion blanc sur case noire c3 · Cavalier blanc sur case blanche f3 · Pion blanc sur case blanche a2 · Pion blanc sur case noire b2 · Pion blanc sur case noire f2 · Pion blanc sur case blanche g2 · Pion blanc sur case noire h2 · Tour blanche sur case noire a1 · Fou blanc sur case noire c1 · Dame blanche sur case blanche d1 · Tour blanche sur case noire e1 · Roi blanc sur case noire g1 | Tour noire sur case blanche a8 · Fou noir sur case blanche c8 · Dame noire sur case noire d8 · Tour noire sur case blanche e8 · Roi noir sur case blanche g8 · Pion noir sur case noire a7 · Pion noir sur case blanche b7 · Cavalier noir sur case blanche d7 · Pion noir sur case blanche f7 · Pion noir sur case noire g7 · Fou blanc sur case blanche h7 · Fou noir sur case noire d6 · Pion noir sur case blanche e6 · Pion noir sur case noire d4 · Pion blanc sur case noire c3 · Cavalier blanc sur case blanche f3 · Pion blanc sur case blanche a2 · Pion blanc sur case noire b2 · Pion blanc sur case noire f2 · Pion blanc sur case blanche g2 · Pion blanc sur case noire h2 · Tour blanche sur case noire a1 · Fou blanc sur case noire c1 · Dame blanche sur case blanche d1 · Tour blanche sur case noire e1 · Roi blanc sur case noire g1 | Tour noire sur case blanche a8 · Fou noir sur case blanche c8 · Dame noire sur case noire d8 · Tour noire sur case blanche e8 · Roi noir sur case blanche g8 · Pion noir sur case noire a7 · Pion noir sur case blanche b7 · Cavalier noir sur case blanche d7 · Pion noir sur case blanche f7 · Pion noir sur case noire g7 · Fou blanc sur case blanche h7 · Fou noir sur case noire d6 · Pion noir sur case blanche e6 · Pion noir sur case noire d4 · Pion blanc sur case noire c3 · Cavalier blanc sur case blanche f3 · Pion blanc sur case blanche a2 · Pion blanc sur case noire b2 · Pion blanc sur case noire f2 · Pion blanc sur case blanche g2 · Pion blanc sur case noire h2 · Tour blanche sur case noire a1 · Fou blanc sur case noire c1 · Dame blanche sur case blanche d1 · Tour blanche sur case noire e1 · Roi blanc sur case noire g1 | Tour noire sur case blanche a8 · Fou noir sur case blanche c8 · Dame noire sur case noire d8 · Tour noire sur case blanche e8 · Roi noir sur case blanche g8 · Pion noir sur case noire a7 · Pion noir sur case blanche b7 · Cavalier noir sur case blanche d7 · Pion noir sur case blanche f7 · Pion noir sur case noire g7 · Fou blanc sur case blanche h7 · Fou noir sur case noire d6 · Pion noir sur case blanche e6 · Pion noir sur case noire d4 · Pion blanc sur case noire c3 · Cavalier blanc sur case blanche f3 · Pion blanc sur case blanche a2 · Pion blanc sur case noire b2 · Pion blanc sur case noire f2 · Pion blanc sur case blanche g2 · Pion blanc sur case noire h2 · Tour blanche sur case noire a1 · Fou blanc sur case noire c1 · Dame blanche sur case blanche d1 · Tour blanche sur case noire e1 · Roi blanc sur case noire g1 | Tour noire sur case blanche a8 · Fou noir sur case blanche c8 · Dame noire sur case noire d8 · Tour noire sur case blanche e8 · Roi noir sur case blanche g8 · Pion noir sur case noire a7 · Pion noir sur case blanche b7 · Cavalier noir sur case blanche d7 · Pion noir sur case blanche f7 · Pion noir sur case noire g7 · Fou blanc sur case blanche h7 · Fou noir sur case noire d6 · Pion noir sur case blanche e6 · Pion noir sur case noire d4 · Pion blanc sur case noire c3 · Cavalier blanc sur case blanche f3 · Pion blanc sur case blanche a2 · Pion blanc sur case noire b2 · Pion blanc sur case noire f2 · Pion blanc sur case blanche g2 · Pion blanc sur case noire h2 · Tour blanche sur case noire a1 · Fou blanc sur case noire c1 · Dame blanche sur case blanche d1 · Tour blanche sur case noire e1 · Roi blanc sur case noire g1 | Tour noire sur case blanche a8 · Fou noir sur case blanche c8 · Dame noire sur case noire d8 · Tour noire sur case blanche e8 · Roi noir sur case blanche g8 · Pion noir sur case noire a7 · Pion noir sur case blanche b7 · Cavalier noir sur case blanche d7 · Pion noir sur case blanche f7 · Pion noir sur case noire g7 · Fou blanc sur case blanche h7 · Fou noir sur case noire d6 · Pion noir sur case blanche e6 · Pion noir sur case noire d4 · Pion blanc sur case noire c3 · Cavalier blanc sur case blanche f3 · Pion blanc sur case blanche a2 · Pion blanc sur case noire b2 · Pion blanc sur case noire f2 · Pion blanc sur case blanche g2 · Pion blanc sur case noire h2 · Tour blanche sur case noire a1 · Fou blanc sur case noire c1 · Dame blanche sur case blanche d1 · Tour blanche sur case noire e1 · Roi blanc sur case noire g1 | Tour noire sur case blanche a8 · Fou noir sur case blanche c8 · Dame noire sur case noire d8 · Tour noire sur case blanche e8 · Roi noir sur case blanche g8 · Pion noir sur case noire a7 · Pion noir sur case blanche b7 · Cavalier noir sur case blanche d7 · Pion noir sur case blanche f7 · Pion noir sur case noire g7 · Fou blanc sur case blanche h7 · Fou noir sur case noire d6 · Pion noir sur case blanche e6 · Pion noir sur case noire d4 · Pion blanc sur case noire c3 · Cavalier blanc sur case blanche f3 · Pion blanc sur case blanche a2 · Pion blanc sur case noire b2 · Pion blanc sur case noire f2 · Pion blanc sur case blanche g2 · Pion blanc sur case noire h2 · Tour blanche sur case noire a1 · Fou blanc sur case noire c1 · Dame blanche sur case blanche d1 · Tour blanche sur case noire e1 · Roi blanc sur case noire g1 | 7 |
| 6 | Tour noire sur case blanche a8 · Fou noir sur case blanche c8 · Dame noire sur case noire d8 · Tour noire sur case blanche e8 · Roi noir sur case blanche g8 · Pion noir sur case noire a7 · Pion noir sur case blanche b7 · Cavalier noir sur case blanche d7 · Pion noir sur case blanche f7 · Pion noir sur case noire g7 · Fou blanc sur case blanche h7 · Fou noir sur case noire d6 · Pion noir sur case blanche e6 · Pion noir sur case noire d4 · Pion blanc sur case noire c3 · Cavalier blanc sur case blanche f3 · Pion blanc sur case blanche a2 · Pion blanc sur case noire b2 · Pion blanc sur case noire f2 · Pion blanc sur case blanche g2 · Pion blanc sur case noire h2 · Tour blanche sur case noire a1 · Fou blanc sur case noire c1 · Dame blanche sur case blanche d1 · Tour blanche sur case noire e1 · Roi blanc sur case noire g1 | Tour noire sur case blanche a8 · Fou noir sur case blanche c8 · Dame noire sur case noire d8 · Tour noire sur case blanche e8 · Roi noir sur case blanche g8 · Pion noir sur case noire a7 · Pion noir sur case blanche b7 · Cavalier noir sur case blanche d7 · Pion noir sur case blanche f7 · Pion noir sur case noire g7 · Fou blanc sur case blanche h7 · Fou noir sur case noire d6 · Pion noir sur case blanche e6 · Pion noir sur case noire d4 · Pion blanc sur case noire c3 · Cavalier blanc sur case blanche f3 · Pion blanc sur case blanche a2 · Pion blanc sur case noire b2 · Pion blanc sur case noire f2 · Pion blanc sur case blanche g2 · Pion blanc sur case noire h2 · Tour blanche sur case noire a1 · Fou blanc sur case noire c1 · Dame blanche sur case blanche d1 · Tour blanche sur case noire e1 · Roi blanc sur case noire g1 | Tour noire sur case blanche a8 · Fou noir sur case blanche c8 · Dame noire sur case noire d8 · Tour noire sur case blanche e8 · Roi noir sur case blanche g8 · Pion noir sur case noire a7 · Pion noir sur case blanche b7 · Cavalier noir sur case blanche d7 · Pion noir sur case blanche f7 · Pion noir sur case noire g7 · Fou blanc sur case blanche h7 · Fou noir sur case noire d6 · Pion noir sur case blanche e6 · Pion noir sur case noire d4 · Pion blanc sur case noire c3 · Cavalier blanc sur case blanche f3 · Pion blanc sur case blanche a2 · Pion blanc sur case noire b2 · Pion blanc sur case noire f2 · Pion blanc sur case blanche g2 · Pion blanc sur case noire h2 · Tour blanche sur case noire a1 · Fou blanc sur case noire c1 · Dame blanche sur case blanche d1 · Tour blanche sur case noire e1 · Roi blanc sur case noire g1 | Tour noire sur case blanche a8 · Fou noir sur case blanche c8 · Dame noire sur case noire d8 · Tour noire sur case blanche e8 · Roi noir sur case blanche g8 · Pion noir sur case noire a7 · Pion noir sur case blanche b7 · Cavalier noir sur case blanche d7 · Pion noir sur case blanche f7 · Pion noir sur case noire g7 · Fou blanc sur case blanche h7 · Fou noir sur case noire d6 · Pion noir sur case blanche e6 · Pion noir sur case noire d4 · Pion blanc sur case noire c3 · Cavalier blanc sur case blanche f3 · Pion blanc sur case blanche a2 · Pion blanc sur case noire b2 · Pion blanc sur case noire f2 · Pion blanc sur case blanche g2 · Pion blanc sur case noire h2 · Tour blanche sur case noire a1 · Fou blanc sur case noire c1 · Dame blanche sur case blanche d1 · Tour blanche sur case noire e1 · Roi blanc sur case noire g1 | Tour noire sur case blanche a8 · Fou noir sur case blanche c8 · Dame noire sur case noire d8 · Tour noire sur case blanche e8 · Roi noir sur case blanche g8 · Pion noir sur case noire a7 · Pion noir sur case blanche b7 · Cavalier noir sur case blanche d7 · Pion noir sur case blanche f7 · Pion noir sur case noire g7 · Fou blanc sur case blanche h7 · Fou noir sur case noire d6 · Pion noir sur case blanche e6 · Pion noir sur case noire d4 · Pion blanc sur case noire c3 · Cavalier blanc sur case blanche f3 · Pion blanc sur case blanche a2 · Pion blanc sur case noire b2 · Pion blanc sur case noire f2 · Pion blanc sur case blanche g2 · Pion blanc sur case noire h2 · Tour blanche sur case noire a1 · Fou blanc sur case noire c1 · Dame blanche sur case blanche d1 · Tour blanche sur case noire e1 · Roi blanc sur case noire g1 | Tour noire sur case blanche a8 · Fou noir sur case blanche c8 · Dame noire sur case noire d8 · Tour noire sur case blanche e8 · Roi noir sur case blanche g8 · Pion noir sur case noire a7 · Pion noir sur case blanche b7 · Cavalier noir sur case blanche d7 · Pion noir sur case blanche f7 · Pion noir sur case noire g7 · Fou blanc sur case blanche h7 · Fou noir sur case noire d6 · Pion noir sur case blanche e6 · Pion noir sur case noire d4 · Pion blanc sur case noire c3 · Cavalier blanc sur case blanche f3 · Pion blanc sur case blanche a2 · Pion blanc sur case noire b2 · Pion blanc sur case noire f2 · Pion blanc sur case blanche g2 · Pion blanc sur case noire h2 · Tour blanche sur case noire a1 · Fou blanc sur case noire c1 · Dame blanche sur case blanche d1 · Tour blanche sur case noire e1 · Roi blanc sur case noire g1 | Tour noire sur case blanche a8 · Fou noir sur case blanche c8 · Dame noire sur case noire d8 · Tour noire sur case blanche e8 · Roi noir sur case blanche g8 · Pion noir sur case noire a7 · Pion noir sur case blanche b7 · Cavalier noir sur case blanche d7 · Pion noir sur case blanche f7 · Pion noir sur case noire g7 · Fou blanc sur case blanche h7 · Fou noir sur case noire d6 · Pion noir sur case blanche e6 · Pion noir sur case noire d4 · Pion blanc sur case noire c3 · Cavalier blanc sur case blanche f3 · Pion blanc sur case blanche a2 · Pion blanc sur case noire b2 · Pion blanc sur case noire f2 · Pion blanc sur case blanche g2 · Pion blanc sur case noire h2 · Tour blanche sur case noire a1 · Fou blanc sur case noire c1 · Dame blanche sur case blanche d1 · Tour blanche sur case noire e1 · Roi blanc sur case noire g1 | Tour noire sur case blanche a8 · Fou noir sur case blanche c8 · Dame noire sur case noire d8 · Tour noire sur case blanche e8 · Roi noir sur case blanche g8 · Pion noir sur case noire a7 · Pion noir sur case blanche b7 · Cavalier noir sur case blanche d7 · Pion noir sur case blanche f7 · Pion noir sur case noire g7 · Fou blanc sur case blanche h7 · Fou noir sur case noire d6 · Pion noir sur case blanche e6 · Pion noir sur case noire d4 · Pion blanc sur case noire c3 · Cavalier blanc sur case blanche f3 · Pion blanc sur case blanche a2 · Pion blanc sur case noire b2 · Pion blanc sur case noire f2 · Pion blanc sur case blanche g2 · Pion blanc sur case noire h2 · Tour blanche sur case noire a1 · Fou blanc sur case noire c1 · Dame blanche sur case blanche d1 · Tour blanche sur case noire e1 · Roi blanc sur case noire g1 | 6 |
| 5 | Tour noire sur case blanche a8 · Fou noir sur case blanche c8 · Dame noire sur case noire d8 · Tour noire sur case blanche e8 · Roi noir sur case blanche g8 · Pion noir sur case noire a7 · Pion noir sur case blanche b7 · Cavalier noir sur case blanche d7 · Pion noir sur case blanche f7 · Pion noir sur case noire g7 · Fou blanc sur case blanche h7 · Fou noir sur case noire d6 · Pion noir sur case blanche e6 · Pion noir sur case noire d4 · Pion blanc sur case noire c3 · Cavalier blanc sur case blanche f3 · Pion blanc sur case blanche a2 · Pion blanc sur case noire b2 · Pion blanc sur case noire f2 · Pion blanc sur case blanche g2 · Pion blanc sur case noire h2 · Tour blanche sur case noire a1 · Fou blanc sur case noire c1 · Dame blanche sur case blanche d1 · Tour blanche sur case noire e1 · Roi blanc sur case noire g1 | Tour noire sur case blanche a8 · Fou noir sur case blanche c8 · Dame noire sur case noire d8 · Tour noire sur case blanche e8 · Roi noir sur case blanche g8 · Pion noir sur case noire a7 · Pion noir sur case blanche b7 · Cavalier noir sur case blanche d7 · Pion noir sur case blanche f7 · Pion noir sur case noire g7 · Fou blanc sur case blanche h7 · Fou noir sur case noire d6 · Pion noir sur case blanche e6 · Pion noir sur case noire d4 · Pion blanc sur case noire c3 · Cavalier blanc sur case blanche f3 · Pion blanc sur case blanche a2 · Pion blanc sur case noire b2 · Pion blanc sur case noire f2 · Pion blanc sur case blanche g2 · Pion blanc sur case noire h2 · Tour blanche sur case noire a1 · Fou blanc sur case noire c1 · Dame blanche sur case blanche d1 · Tour blanche sur case noire e1 · Roi blanc sur case noire g1 | Tour noire sur case blanche a8 · Fou noir sur case blanche c8 · Dame noire sur case noire d8 · Tour noire sur case blanche e8 · Roi noir sur case blanche g8 · Pion noir sur case noire a7 · Pion noir sur case blanche b7 · Cavalier noir sur case blanche d7 · Pion noir sur case blanche f7 · Pion noir sur case noire g7 · Fou blanc sur case blanche h7 · Fou noir sur case noire d6 · Pion noir sur case blanche e6 · Pion noir sur case noire d4 · Pion blanc sur case noire c3 · Cavalier blanc sur case blanche f3 · Pion blanc sur case blanche a2 · Pion blanc sur case noire b2 · Pion blanc sur case noire f2 · Pion blanc sur case blanche g2 · Pion blanc sur case noire h2 · Tour blanche sur case noire a1 · Fou blanc sur case noire c1 · Dame blanche sur case blanche d1 · Tour blanche sur case noire e1 · Roi blanc sur case noire g1 | Tour noire sur case blanche a8 · Fou noir sur case blanche c8 · Dame noire sur case noire d8 · Tour noire sur case blanche e8 · Roi noir sur case blanche g8 · Pion noir sur case noire a7 · Pion noir sur case blanche b7 · Cavalier noir sur case blanche d7 · Pion noir sur case blanche f7 · Pion noir sur case noire g7 · Fou blanc sur case blanche h7 · Fou noir sur case noire d6 · Pion noir sur case blanche e6 · Pion noir sur case noire d4 · Pion blanc sur case noire c3 · Cavalier blanc sur case blanche f3 · Pion blanc sur case blanche a2 · Pion blanc sur case noire b2 · Pion blanc sur case noire f2 · Pion blanc sur case blanche g2 · Pion blanc sur case noire h2 · Tour blanche sur case noire a1 · Fou blanc sur case noire c1 · Dame blanche sur case blanche d1 · Tour blanche sur case noire e1 · Roi blanc sur case noire g1 | Tour noire sur case blanche a8 · Fou noir sur case blanche c8 · Dame noire sur case noire d8 · Tour noire sur case blanche e8 · Roi noir sur case blanche g8 · Pion noir sur case noire a7 · Pion noir sur case blanche b7 · Cavalier noir sur case blanche d7 · Pion noir sur case blanche f7 · Pion noir sur case noire g7 · Fou blanc sur case blanche h7 · Fou noir sur case noire d6 · Pion noir sur case blanche e6 · Pion noir sur case noire d4 · Pion blanc sur case noire c3 · Cavalier blanc sur case blanche f3 · Pion blanc sur case blanche a2 · Pion blanc sur case noire b2 · Pion blanc sur case noire f2 · Pion blanc sur case blanche g2 · Pion blanc sur case noire h2 · Tour blanche sur case noire a1 · Fou blanc sur case noire c1 · Dame blanche sur case blanche d1 · Tour blanche sur case noire e1 · Roi blanc sur case noire g1 | Tour noire sur case blanche a8 · Fou noir sur case blanche c8 · Dame noire sur case noire d8 · Tour noire sur case blanche e8 · Roi noir sur case blanche g8 · Pion noir sur case noire a7 · Pion noir sur case blanche b7 · Cavalier noir sur case blanche d7 · Pion noir sur case blanche f7 · Pion noir sur case noire g7 · Fou blanc sur case blanche h7 · Fou noir sur case noire d6 · Pion noir sur case blanche e6 · Pion noir sur case noire d4 · Pion blanc sur case noire c3 · Cavalier blanc sur case blanche f3 · Pion blanc sur case blanche a2 · Pion blanc sur case noire b2 · Pion blanc sur case noire f2 · Pion blanc sur case blanche g2 · Pion blanc sur case noire h2 · Tour blanche sur case noire a1 · Fou blanc sur case noire c1 · Dame blanche sur case blanche d1 · Tour blanche sur case noire e1 · Roi blanc sur case noire g1 | Tour noire sur case blanche a8 · Fou noir sur case blanche c8 · Dame noire sur case noire d8 · Tour noire sur case blanche e8 · Roi noir sur case blanche g8 · Pion noir sur case noire a7 · Pion noir sur case blanche b7 · Cavalier noir sur case blanche d7 · Pion noir sur case blanche f7 · Pion noir sur case noire g7 · Fou blanc sur case blanche h7 · Fou noir sur case noire d6 · Pion noir sur case blanche e6 · Pion noir sur case noire d4 · Pion blanc sur case noire c3 · Cavalier blanc sur case blanche f3 · Pion blanc sur case blanche a2 · Pion blanc sur case noire b2 · Pion blanc sur case noire f2 · Pion blanc sur case blanche g2 · Pion blanc sur case noire h2 · Tour blanche sur case noire a1 · Fou blanc sur case noire c1 · Dame blanche sur case blanche d1 · Tour blanche sur case noire e1 · Roi blanc sur case noire g1 | Tour noire sur case blanche a8 · Fou noir sur case blanche c8 · Dame noire sur case noire d8 · Tour noire sur case blanche e8 · Roi noir sur case blanche g8 · Pion noir sur case noire a7 · Pion noir sur case blanche b7 · Cavalier noir sur case blanche d7 · Pion noir sur case blanche f7 · Pion noir sur case noire g7 · Fou blanc sur case blanche h7 · Fou noir sur case noire d6 · Pion noir sur case blanche e6 · Pion noir sur case noire d4 · Pion blanc sur case noire c3 · Cavalier blanc sur case blanche f3 · Pion blanc sur case blanche a2 · Pion blanc sur case noire b2 · Pion blanc sur case noire f2 · Pion blanc sur case blanche g2 · Pion blanc sur case noire h2 · Tour blanche sur case noire a1 · Fou blanc sur case noire c1 · Dame blanche sur case blanche d1 · Tour blanche sur case noire e1 · Roi blanc sur case noire g1 | 5 |
| 4 | Tour noire sur case blanche a8 · Fou noir sur case blanche c8 · Dame noire sur case noire d8 · Tour noire sur case blanche e8 · Roi noir sur case blanche g8 · Pion noir sur case noire a7 · Pion noir sur case blanche b7 · Cavalier noir sur case blanche d7 · Pion noir sur case blanche f7 · Pion noir sur case noire g7 · Fou blanc sur case blanche h7 · Fou noir sur case noire d6 · Pion noir sur case blanche e6 · Pion noir sur case noire d4 · Pion blanc sur case noire c3 · Cavalier blanc sur case blanche f3 · Pion blanc sur case blanche a2 · Pion blanc sur case noire b2 · Pion blanc sur case noire f2 · Pion blanc sur case blanche g2 · Pion blanc sur case noire h2 · Tour blanche sur case noire a1 · Fou blanc sur case noire c1 · Dame blanche sur case blanche d1 · Tour blanche sur case noire e1 · Roi blanc sur case noire g1 | Tour noire sur case blanche a8 · Fou noir sur case blanche c8 · Dame noire sur case noire d8 · Tour noire sur case blanche e8 · Roi noir sur case blanche g8 · Pion noir sur case noire a7 · Pion noir sur case blanche b7 · Cavalier noir sur case blanche d7 · Pion noir sur case blanche f7 · Pion noir sur case noire g7 · Fou blanc sur case blanche h7 · Fou noir sur case noire d6 · Pion noir sur case blanche e6 · Pion noir sur case noire d4 · Pion blanc sur case noire c3 · Cavalier blanc sur case blanche f3 · Pion blanc sur case blanche a2 · Pion blanc sur case noire b2 · Pion blanc sur case noire f2 · Pion blanc sur case blanche g2 · Pion blanc sur case noire h2 · Tour blanche sur case noire a1 · Fou blanc sur case noire c1 · Dame blanche sur case blanche d1 · Tour blanche sur case noire e1 · Roi blanc sur case noire g1 | Tour noire sur case blanche a8 · Fou noir sur case blanche c8 · Dame noire sur case noire d8 · Tour noire sur case blanche e8 · Roi noir sur case blanche g8 · Pion noir sur case noire a7 · Pion noir sur case blanche b7 · Cavalier noir sur case blanche d7 · Pion noir sur case blanche f7 · Pion noir sur case noire g7 · Fou blanc sur case blanche h7 · Fou noir sur case noire d6 · Pion noir sur case blanche e6 · Pion noir sur case noire d4 · Pion blanc sur case noire c3 · Cavalier blanc sur case blanche f3 · Pion blanc sur case blanche a2 · Pion blanc sur case noire b2 · Pion blanc sur case noire f2 · Pion blanc sur case blanche g2 · Pion blanc sur case noire h2 · Tour blanche sur case noire a1 · Fou blanc sur case noire c1 · Dame blanche sur case blanche d1 · Tour blanche sur case noire e1 · Roi blanc sur case noire g1 | Tour noire sur case blanche a8 · Fou noir sur case blanche c8 · Dame noire sur case noire d8 · Tour noire sur case blanche e8 · Roi noir sur case blanche g8 · Pion noir sur case noire a7 · Pion noir sur case blanche b7 · Cavalier noir sur case blanche d7 · Pion noir sur case blanche f7 · Pion noir sur case noire g7 · Fou blanc sur case blanche h7 · Fou noir sur case noire d6 · Pion noir sur case blanche e6 · Pion noir sur case noire d4 · Pion blanc sur case noire c3 · Cavalier blanc sur case blanche f3 · Pion blanc sur case blanche a2 · Pion blanc sur case noire b2 · Pion blanc sur case noire f2 · Pion blanc sur case blanche g2 · Pion blanc sur case noire h2 · Tour blanche sur case noire a1 · Fou blanc sur case noire c1 · Dame blanche sur case blanche d1 · Tour blanche sur case noire e1 · Roi blanc sur case noire g1 | Tour noire sur case blanche a8 · Fou noir sur case blanche c8 · Dame noire sur case noire d8 · Tour noire sur case blanche e8 · Roi noir sur case blanche g8 · Pion noir sur case noire a7 · Pion noir sur case blanche b7 · Cavalier noir sur case blanche d7 · Pion noir sur case blanche f7 · Pion noir sur case noire g7 · Fou blanc sur case blanche h7 · Fou noir sur case noire d6 · Pion noir sur case blanche e6 · Pion noir sur case noire d4 · Pion blanc sur case noire c3 · Cavalier blanc sur case blanche f3 · Pion blanc sur case blanche a2 · Pion blanc sur case noire b2 · Pion blanc sur case noire f2 · Pion blanc sur case blanche g2 · Pion blanc sur case noire h2 · Tour blanche sur case noire a1 · Fou blanc sur case noire c1 · Dame blanche sur case blanche d1 · Tour blanche sur case noire e1 · Roi blanc sur case noire g1 | Tour noire sur case blanche a8 · Fou noir sur case blanche c8 · Dame noire sur case noire d8 · Tour noire sur case blanche e8 · Roi noir sur case blanche g8 · Pion noir sur case noire a7 · Pion noir sur case blanche b7 · Cavalier noir sur case blanche d7 · Pion noir sur case blanche f7 · Pion noir sur case noire g7 · Fou blanc sur case blanche h7 · Fou noir sur case noire d6 · Pion noir sur case blanche e6 · Pion noir sur case noire d4 · Pion blanc sur case noire c3 · Cavalier blanc sur case blanche f3 · Pion blanc sur case blanche a2 · Pion blanc sur case noire b2 · Pion blanc sur case noire f2 · Pion blanc sur case blanche g2 · Pion blanc sur case noire h2 · Tour blanche sur case noire a1 · Fou blanc sur case noire c1 · Dame blanche sur case blanche d1 · Tour blanche sur case noire e1 · Roi blanc sur case noire g1 | Tour noire sur case blanche a8 · Fou noir sur case blanche c8 · Dame noire sur case noire d8 · Tour noire sur case blanche e8 · Roi noir sur case blanche g8 · Pion noir sur case noire a7 · Pion noir sur case blanche b7 · Cavalier noir sur case blanche d7 · Pion noir sur case blanche f7 · Pion noir sur case noire g7 · Fou blanc sur case blanche h7 · Fou noir sur case noire d6 · Pion noir sur case blanche e6 · Pion noir sur case noire d4 · Pion blanc sur case noire c3 · Cavalier blanc sur case blanche f3 · Pion blanc sur case blanche a2 · Pion blanc sur case noire b2 · Pion blanc sur case noire f2 · Pion blanc sur case blanche g2 · Pion blanc sur case noire h2 · Tour blanche sur case noire a1 · Fou blanc sur case noire c1 · Dame blanche sur case blanche d1 · Tour blanche sur case noire e1 · Roi blanc sur case noire g1 | Tour noire sur case blanche a8 · Fou noir sur case blanche c8 · Dame noire sur case noire d8 · Tour noire sur case blanche e8 · Roi noir sur case blanche g8 · Pion noir sur case noire a7 · Pion noir sur case blanche b7 · Cavalier noir sur case blanche d7 · Pion noir sur case blanche f7 · Pion noir sur case noire g7 · Fou blanc sur case blanche h7 · Fou noir sur case noire d6 · Pion noir sur case blanche e6 · Pion noir sur case noire d4 · Pion blanc sur case noire c3 · Cavalier blanc sur case blanche f3 · Pion blanc sur case blanche a2 · Pion blanc sur case noire b2 · Pion blanc sur case noire f2 · Pion blanc sur case blanche g2 · Pion blanc sur case noire h2 · Tour blanche sur case noire a1 · Fou blanc sur case noire c1 · Dame blanche sur case blanche d1 · Tour blanche sur case noire e1 · Roi blanc sur case noire g1 | 4 |
| 3 | Tour noire sur case blanche a8 · Fou noir sur case blanche c8 · Dame noire sur case noire d8 · Tour noire sur case blanche e8 · Roi noir sur case blanche g8 · Pion noir sur case noire a7 · Pion noir sur case blanche b7 · Cavalier noir sur case blanche d7 · Pion noir sur case blanche f7 · Pion noir sur case noire g7 · Fou blanc sur case blanche h7 · Fou noir sur case noire d6 · Pion noir sur case blanche e6 · Pion noir sur case noire d4 · Pion blanc sur case noire c3 · Cavalier blanc sur case blanche f3 · Pion blanc sur case blanche a2 · Pion blanc sur case noire b2 · Pion blanc sur case noire f2 · Pion blanc sur case blanche g2 · Pion blanc sur case noire h2 · Tour blanche sur case noire a1 · Fou blanc sur case noire c1 · Dame blanche sur case blanche d1 · Tour blanche sur case noire e1 · Roi blanc sur case noire g1 | Tour noire sur case blanche a8 · Fou noir sur case blanche c8 · Dame noire sur case noire d8 · Tour noire sur case blanche e8 · Roi noir sur case blanche g8 · Pion noir sur case noire a7 · Pion noir sur case blanche b7 · Cavalier noir sur case blanche d7 · Pion noir sur case blanche f7 · Pion noir sur case noire g7 · Fou blanc sur case blanche h7 · Fou noir sur case noire d6 · Pion noir sur case blanche e6 · Pion noir sur case noire d4 · Pion blanc sur case noire c3 · Cavalier blanc sur case blanche f3 · Pion blanc sur case blanche a2 · Pion blanc sur case noire b2 · Pion blanc sur case noire f2 · Pion blanc sur case blanche g2 · Pion blanc sur case noire h2 · Tour blanche sur case noire a1 · Fou blanc sur case noire c1 · Dame blanche sur case blanche d1 · Tour blanche sur case noire e1 · Roi blanc sur case noire g1 | Tour noire sur case blanche a8 · Fou noir sur case blanche c8 · Dame noire sur case noire d8 · Tour noire sur case blanche e8 · Roi noir sur case blanche g8 · Pion noir sur case noire a7 · Pion noir sur case blanche b7 · Cavalier noir sur case blanche d7 · Pion noir sur case blanche f7 · Pion noir sur case noire g7 · Fou blanc sur case blanche h7 · Fou noir sur case noire d6 · Pion noir sur case blanche e6 · Pion noir sur case noire d4 · Pion blanc sur case noire c3 · Cavalier blanc sur case blanche f3 · Pion blanc sur case blanche a2 · Pion blanc sur case noire b2 · Pion blanc sur case noire f2 · Pion blanc sur case blanche g2 · Pion blanc sur case noire h2 · Tour blanche sur case noire a1 · Fou blanc sur case noire c1 · Dame blanche sur case blanche d1 · Tour blanche sur case noire e1 · Roi blanc sur case noire g1 | Tour noire sur case blanche a8 · Fou noir sur case blanche c8 · Dame noire sur case noire d8 · Tour noire sur case blanche e8 · Roi noir sur case blanche g8 · Pion noir sur case noire a7 · Pion noir sur case blanche b7 · Cavalier noir sur case blanche d7 · Pion noir sur case blanche f7 · Pion noir sur case noire g7 · Fou blanc sur case blanche h7 · Fou noir sur case noire d6 · Pion noir sur case blanche e6 · Pion noir sur case noire d4 · Pion blanc sur case noire c3 · Cavalier blanc sur case blanche f3 · Pion blanc sur case blanche a2 · Pion blanc sur case noire b2 · Pion blanc sur case noire f2 · Pion blanc sur case blanche g2 · Pion blanc sur case noire h2 · Tour blanche sur case noire a1 · Fou blanc sur case noire c1 · Dame blanche sur case blanche d1 · Tour blanche sur case noire e1 · Roi blanc sur case noire g1 | Tour noire sur case blanche a8 · Fou noir sur case blanche c8 · Dame noire sur case noire d8 · Tour noire sur case blanche e8 · Roi noir sur case blanche g8 · Pion noir sur case noire a7 · Pion noir sur case blanche b7 · Cavalier noir sur case blanche d7 · Pion noir sur case blanche f7 · Pion noir sur case noire g7 · Fou blanc sur case blanche h7 · Fou noir sur case noire d6 · Pion noir sur case blanche e6 · Pion noir sur case noire d4 · Pion blanc sur case noire c3 · Cavalier blanc sur case blanche f3 · Pion blanc sur case blanche a2 · Pion blanc sur case noire b2 · Pion blanc sur case noire f2 · Pion blanc sur case blanche g2 · Pion blanc sur case noire h2 · Tour blanche sur case noire a1 · Fou blanc sur case noire c1 · Dame blanche sur case blanche d1 · Tour blanche sur case noire e1 · Roi blanc sur case noire g1 | Tour noire sur case blanche a8 · Fou noir sur case blanche c8 · Dame noire sur case noire d8 · Tour noire sur case blanche e8 · Roi noir sur case blanche g8 · Pion noir sur case noire a7 · Pion noir sur case blanche b7 · Cavalier noir sur case blanche d7 · Pion noir sur case blanche f7 · Pion noir sur case noire g7 · Fou blanc sur case blanche h7 · Fou noir sur case noire d6 · Pion noir sur case blanche e6 · Pion noir sur case noire d4 · Pion blanc sur case noire c3 · Cavalier blanc sur case blanche f3 · Pion blanc sur case blanche a2 · Pion blanc sur case noire b2 · Pion blanc sur case noire f2 · Pion blanc sur case blanche g2 · Pion blanc sur case noire h2 · Tour blanche sur case noire a1 · Fou blanc sur case noire c1 · Dame blanche sur case blanche d1 · Tour blanche sur case noire e1 · Roi blanc sur case noire g1 | Tour noire sur case blanche a8 · Fou noir sur case blanche c8 · Dame noire sur case noire d8 · Tour noire sur case blanche e8 · Roi noir sur case blanche g8 · Pion noir sur case noire a7 · Pion noir sur case blanche b7 · Cavalier noir sur case blanche d7 · Pion noir sur case blanche f7 · Pion noir sur case noire g7 · Fou blanc sur case blanche h7 · Fou noir sur case noire d6 · Pion noir sur case blanche e6 · Pion noir sur case noire d4 · Pion blanc sur case noire c3 · Cavalier blanc sur case blanche f3 · Pion blanc sur case blanche a2 · Pion blanc sur case noire b2 · Pion blanc sur case noire f2 · Pion blanc sur case blanche g2 · Pion blanc sur case noire h2 · Tour blanche sur case noire a1 · Fou blanc sur case noire c1 · Dame blanche sur case blanche d1 · Tour blanche sur case noire e1 · Roi blanc sur case noire g1 | Tour noire sur case blanche a8 · Fou noir sur case blanche c8 · Dame noire sur case noire d8 · Tour noire sur case blanche e8 · Roi noir sur case blanche g8 · Pion noir sur case noire a7 · Pion noir sur case blanche b7 · Cavalier noir sur case blanche d7 · Pion noir sur case blanche f7 · Pion noir sur case noire g7 · Fou blanc sur case blanche h7 · Fou noir sur case noire d6 · Pion noir sur case blanche e6 · Pion noir sur case noire d4 · Pion blanc sur case noire c3 · Cavalier blanc sur case blanche f3 · Pion blanc sur case blanche a2 · Pion blanc sur case noire b2 · Pion blanc sur case noire f2 · Pion blanc sur case blanche g2 · Pion blanc sur case noire h2 · Tour blanche sur case noire a1 · Fou blanc sur case noire c1 · Dame blanche sur case blanche d1 · Tour blanche sur case noire e1 · Roi blanc sur case noire g1 | 3 |
| 2 | Tour noire sur case blanche a8 · Fou noir sur case blanche c8 · Dame noire sur case noire d8 · Tour noire sur case blanche e8 · Roi noir sur case blanche g8 · Pion noir sur case noire a7 · Pion noir sur case blanche b7 · Cavalier noir sur case blanche d7 · Pion noir sur case blanche f7 · Pion noir sur case noire g7 · Fou blanc sur case blanche h7 · Fou noir sur case noire d6 · Pion noir sur case blanche e6 · Pion noir sur case noire d4 · Pion blanc sur case noire c3 · Cavalier blanc sur case blanche f3 · Pion blanc sur case blanche a2 · Pion blanc sur case noire b2 · Pion blanc sur case noire f2 · Pion blanc sur case blanche g2 · Pion blanc sur case noire h2 · Tour blanche sur case noire a1 · Fou blanc sur case noire c1 · Dame blanche sur case blanche d1 · Tour blanche sur case noire e1 · Roi blanc sur case noire g1 | Tour noire sur case blanche a8 · Fou noir sur case blanche c8 · Dame noire sur case noire d8 · Tour noire sur case blanche e8 · Roi noir sur case blanche g8 · Pion noir sur case noire a7 · Pion noir sur case blanche b7 · Cavalier noir sur case blanche d7 · Pion noir sur case blanche f7 · Pion noir sur case noire g7 · Fou blanc sur case blanche h7 · Fou noir sur case noire d6 · Pion noir sur case blanche e6 · Pion noir sur case noire d4 · Pion blanc sur case noire c3 · Cavalier blanc sur case blanche f3 · Pion blanc sur case blanche a2 · Pion blanc sur case noire b2 · Pion blanc sur case noire f2 · Pion blanc sur case blanche g2 · Pion blanc sur case noire h2 · Tour blanche sur case noire a1 · Fou blanc sur case noire c1 · Dame blanche sur case blanche d1 · Tour blanche sur case noire e1 · Roi blanc sur case noire g1 | Tour noire sur case blanche a8 · Fou noir sur case blanche c8 · Dame noire sur case noire d8 · Tour noire sur case blanche e8 · Roi noir sur case blanche g8 · Pion noir sur case noire a7 · Pion noir sur case blanche b7 · Cavalier noir sur case blanche d7 · Pion noir sur case blanche f7 · Pion noir sur case noire g7 · Fou blanc sur case blanche h7 · Fou noir sur case noire d6 · Pion noir sur case blanche e6 · Pion noir sur case noire d4 · Pion blanc sur case noire c3 · Cavalier blanc sur case blanche f3 · Pion blanc sur case blanche a2 · Pion blanc sur case noire b2 · Pion blanc sur case noire f2 · Pion blanc sur case blanche g2 · Pion blanc sur case noire h2 · Tour blanche sur case noire a1 · Fou blanc sur case noire c1 · Dame blanche sur case blanche d1 · Tour blanche sur case noire e1 · Roi blanc sur case noire g1 | Tour noire sur case blanche a8 · Fou noir sur case blanche c8 · Dame noire sur case noire d8 · Tour noire sur case blanche e8 · Roi noir sur case blanche g8 · Pion noir sur case noire a7 · Pion noir sur case blanche b7 · Cavalier noir sur case blanche d7 · Pion noir sur case blanche f7 · Pion noir sur case noire g7 · Fou blanc sur case blanche h7 · Fou noir sur case noire d6 · Pion noir sur case blanche e6 · Pion noir sur case noire d4 · Pion blanc sur case noire c3 · Cavalier blanc sur case blanche f3 · Pion blanc sur case blanche a2 · Pion blanc sur case noire b2 · Pion blanc sur case noire f2 · Pion blanc sur case blanche g2 · Pion blanc sur case noire h2 · Tour blanche sur case noire a1 · Fou blanc sur case noire c1 · Dame blanche sur case blanche d1 · Tour blanche sur case noire e1 · Roi blanc sur case noire g1 | Tour noire sur case blanche a8 · Fou noir sur case blanche c8 · Dame noire sur case noire d8 · Tour noire sur case blanche e8 · Roi noir sur case blanche g8 · Pion noir sur case noire a7 · Pion noir sur case blanche b7 · Cavalier noir sur case blanche d7 · Pion noir sur case blanche f7 · Pion noir sur case noire g7 · Fou blanc sur case blanche h7 · Fou noir sur case noire d6 · Pion noir sur case blanche e6 · Pion noir sur case noire d4 · Pion blanc sur case noire c3 · Cavalier blanc sur case blanche f3 · Pion blanc sur case blanche a2 · Pion blanc sur case noire b2 · Pion blanc sur case noire f2 · Pion blanc sur case blanche g2 · Pion blanc sur case noire h2 · Tour blanche sur case noire a1 · Fou blanc sur case noire c1 · Dame blanche sur case blanche d1 · Tour blanche sur case noire e1 · Roi blanc sur case noire g1 | Tour noire sur case blanche a8 · Fou noir sur case blanche c8 · Dame noire sur case noire d8 · Tour noire sur case blanche e8 · Roi noir sur case blanche g8 · Pion noir sur case noire a7 · Pion noir sur case blanche b7 · Cavalier noir sur case blanche d7 · Pion noir sur case blanche f7 · Pion noir sur case noire g7 · Fou blanc sur case blanche h7 · Fou noir sur case noire d6 · Pion noir sur case blanche e6 · Pion noir sur case noire d4 · Pion blanc sur case noire c3 · Cavalier blanc sur case blanche f3 · Pion blanc sur case blanche a2 · Pion blanc sur case noire b2 · Pion blanc sur case noire f2 · Pion blanc sur case blanche g2 · Pion blanc sur case noire h2 · Tour blanche sur case noire a1 · Fou blanc sur case noire c1 · Dame blanche sur case blanche d1 · Tour blanche sur case noire e1 · Roi blanc sur case noire g1 | Tour noire sur case blanche a8 · Fou noir sur case blanche c8 · Dame noire sur case noire d8 · Tour noire sur case blanche e8 · Roi noir sur case blanche g8 · Pion noir sur case noire a7 · Pion noir sur case blanche b7 · Cavalier noir sur case blanche d7 · Pion noir sur case blanche f7 · Pion noir sur case noire g7 · Fou blanc sur case blanche h7 · Fou noir sur case noire d6 · Pion noir sur case blanche e6 · Pion noir sur case noire d4 · Pion blanc sur case noire c3 · Cavalier blanc sur case blanche f3 · Pion blanc sur case blanche a2 · Pion blanc sur case noire b2 · Pion blanc sur case noire f2 · Pion blanc sur case blanche g2 · Pion blanc sur case noire h2 · Tour blanche sur case noire a1 · Fou blanc sur case noire c1 · Dame blanche sur case blanche d1 · Tour blanche sur case noire e1 · Roi blanc sur case noire g1 | Tour noire sur case blanche a8 · Fou noir sur case blanche c8 · Dame noire sur case noire d8 · Tour noire sur case blanche e8 · Roi noir sur case blanche g8 · Pion noir sur case noire a7 · Pion noir sur case blanche b7 · Cavalier noir sur case blanche d7 · Pion noir sur case blanche f7 · Pion noir sur case noire g7 · Fou blanc sur case blanche h7 · Fou noir sur case noire d6 · Pion noir sur case blanche e6 · Pion noir sur case noire d4 · Pion blanc sur case noire c3 · Cavalier blanc sur case blanche f3 · Pion blanc sur case blanche a2 · Pion blanc sur case noire b2 · Pion blanc sur case noire f2 · Pion blanc sur case blanche g2 · Pion blanc sur case noire h2 · Tour blanche sur case noire a1 · Fou blanc sur case noire c1 · Dame blanche sur case blanche d1 · Tour blanche sur case noire e1 · Roi blanc sur case noire g1 | 2 |
| 1 | Tour noire sur case blanche a8 · Fou noir sur case blanche c8 · Dame noire sur case noire d8 · Tour noire sur case blanche e8 · Roi noir sur case blanche g8 · Pion noir sur case noire a7 · Pion noir sur case blanche b7 · Cavalier noir sur case blanche d7 · Pion noir sur case blanche f7 · Pion noir sur case noire g7 · Fou blanc sur case blanche h7 · Fou noir sur case noire d6 · Pion noir sur case blanche e6 · Pion noir sur case noire d4 · Pion blanc sur case noire c3 · Cavalier blanc sur case blanche f3 · Pion blanc sur case blanche a2 · Pion blanc sur case noire b2 · Pion blanc sur case noire f2 · Pion blanc sur case blanche g2 · Pion blanc sur case noire h2 · Tour blanche sur case noire a1 · Fou blanc sur case noire c1 · Dame blanche sur case blanche d1 · Tour blanche sur case noire e1 · Roi blanc sur case noire g1 | Tour noire sur case blanche a8 · Fou noir sur case blanche c8 · Dame noire sur case noire d8 · Tour noire sur case blanche e8 · Roi noir sur case blanche g8 · Pion noir sur case noire a7 · Pion noir sur case blanche b7 · Cavalier noir sur case blanche d7 · Pion noir sur case blanche f7 · Pion noir sur case noire g7 · Fou blanc sur case blanche h7 · Fou noir sur case noire d6 · Pion noir sur case blanche e6 · Pion noir sur case noire d4 · Pion blanc sur case noire c3 · Cavalier blanc sur case blanche f3 · Pion blanc sur case blanche a2 · Pion blanc sur case noire b2 · Pion blanc sur case noire f2 · Pion blanc sur case blanche g2 · Pion blanc sur case noire h2 · Tour blanche sur case noire a1 · Fou blanc sur case noire c1 · Dame blanche sur case blanche d1 · Tour blanche sur case noire e1 · Roi blanc sur case noire g1 | Tour noire sur case blanche a8 · Fou noir sur case blanche c8 · Dame noire sur case noire d8 · Tour noire sur case blanche e8 · Roi noir sur case blanche g8 · Pion noir sur case noire a7 · Pion noir sur case blanche b7 · Cavalier noir sur case blanche d7 · Pion noir sur case blanche f7 · Pion noir sur case noire g7 · Fou blanc sur case blanche h7 · Fou noir sur case noire d6 · Pion noir sur case blanche e6 · Pion noir sur case noire d4 · Pion blanc sur case noire c3 · Cavalier blanc sur case blanche f3 · Pion blanc sur case blanche a2 · Pion blanc sur case noire b2 · Pion blanc sur case noire f2 · Pion blanc sur case blanche g2 · Pion blanc sur case noire h2 · Tour blanche sur case noire a1 · Fou blanc sur case noire c1 · Dame blanche sur case blanche d1 · Tour blanche sur case noire e1 · Roi blanc sur case noire g1 | Tour noire sur case blanche a8 · Fou noir sur case blanche c8 · Dame noire sur case noire d8 · Tour noire sur case blanche e8 · Roi noir sur case blanche g8 · Pion noir sur case noire a7 · Pion noir sur case blanche b7 · Cavalier noir sur case blanche d7 · Pion noir sur case blanche f7 · Pion noir sur case noire g7 · Fou blanc sur case blanche h7 · Fou noir sur case noire d6 · Pion noir sur case blanche e6 · Pion noir sur case noire d4 · Pion blanc sur case noire c3 · Cavalier blanc sur case blanche f3 · Pion blanc sur case blanche a2 · Pion blanc sur case noire b2 · Pion blanc sur case noire f2 · Pion blanc sur case blanche g2 · Pion blanc sur case noire h2 · Tour blanche sur case noire a1 · Fou blanc sur case noire c1 · Dame blanche sur case blanche d1 · Tour blanche sur case noire e1 · Roi blanc sur case noire g1 | Tour noire sur case blanche a8 · Fou noir sur case blanche c8 · Dame noire sur case noire d8 · Tour noire sur case blanche e8 · Roi noir sur case blanche g8 · Pion noir sur case noire a7 · Pion noir sur case blanche b7 · Cavalier noir sur case blanche d7 · Pion noir sur case blanche f7 · Pion noir sur case noire g7 · Fou blanc sur case blanche h7 · Fou noir sur case noire d6 · Pion noir sur case blanche e6 · Pion noir sur case noire d4 · Pion blanc sur case noire c3 · Cavalier blanc sur case blanche f3 · Pion blanc sur case blanche a2 · Pion blanc sur case noire b2 · Pion blanc sur case noire f2 · Pion blanc sur case blanche g2 · Pion blanc sur case noire h2 · Tour blanche sur case noire a1 · Fou blanc sur case noire c1 · Dame blanche sur case blanche d1 · Tour blanche sur case noire e1 · Roi blanc sur case noire g1 | Tour noire sur case blanche a8 · Fou noir sur case blanche c8 · Dame noire sur case noire d8 · Tour noire sur case blanche e8 · Roi noir sur case blanche g8 · Pion noir sur case noire a7 · Pion noir sur case blanche b7 · Cavalier noir sur case blanche d7 · Pion noir sur case blanche f7 · Pion noir sur case noire g7 · Fou blanc sur case blanche h7 · Fou noir sur case noire d6 · Pion noir sur case blanche e6 · Pion noir sur case noire d4 · Pion blanc sur case noire c3 · Cavalier blanc sur case blanche f3 · Pion blanc sur case blanche a2 · Pion blanc sur case noire b2 · Pion blanc sur case noire f2 · Pion blanc sur case blanche g2 · Pion blanc sur case noire h2 · Tour blanche sur case noire a1 · Fou blanc sur case noire c1 · Dame blanche sur case blanche d1 · Tour blanche sur case noire e1 · Roi blanc sur case noire g1 | Tour noire sur case blanche a8 · Fou noir sur case blanche c8 · Dame noire sur case noire d8 · Tour noire sur case blanche e8 · Roi noir sur case blanche g8 · Pion noir sur case noire a7 · Pion noir sur case blanche b7 · Cavalier noir sur case blanche d7 · Pion noir sur case blanche f7 · Pion noir sur case noire g7 · Fou blanc sur case blanche h7 · Fou noir sur case noire d6 · Pion noir sur case blanche e6 · Pion noir sur case noire d4 · Pion blanc sur case noire c3 · Cavalier blanc sur case blanche f3 · Pion blanc sur case blanche a2 · Pion blanc sur case noire b2 · Pion blanc sur case noire f2 · Pion blanc sur case blanche g2 · Pion blanc sur case noire h2 · Tour blanche sur case noire a1 · Fou blanc sur case noire c1 · Dame blanche sur case blanche d1 · Tour blanche sur case noire e1 · Roi blanc sur case noire g1 | Tour noire sur case blanche a8 · Fou noir sur case blanche c8 · Dame noire sur case noire d8 · Tour noire sur case blanche e8 · Roi noir sur case blanche g8 · Pion noir sur case noire a7 · Pion noir sur case blanche b7 · Cavalier noir sur case blanche d7 · Pion noir sur case blanche f7 · Pion noir sur case noire g7 · Fou blanc sur case blanche h7 · Fou noir sur case noire d6 · Pion noir sur case blanche e6 · Pion noir sur case noire d4 · Pion blanc sur case noire c3 · Cavalier blanc sur case blanche f3 · Pion blanc sur case blanche a2 · Pion blanc sur case noire b2 · Pion blanc sur case noire f2 · Pion blanc sur case blanche g2 · Pion blanc sur case noire h2 · Tour blanche sur case noire a1 · Fou blanc sur case noire c1 · Dame blanche sur case blanche d1 · Tour blanche sur case noire e1 · Roi blanc sur case noire g1 | 1 |
|   | a | b | c | d | e | f | g | h |   |

Le sacrifice de matériel est parfois nécessaire pour déséquilibrer la position de l'adversaire. Le matériel sacrifié est parfois récupéré avec intérêt, quelques coups plus tard ; on parle alors de « pseudo-sacrifice ». Les « vrais sacrifices » ne visent pas un gain rapide, mais un avantage positionnel.
Les sacrifices de pions dans l'ouverture sont appelés gambits (comme le gambit du roi).
Les attaques directes contre le roi ennemi commencent souvent par des sacrifices. Un exemple courant consiste à sacrifier un fou sur la case h2 ou h7, mettant le roi adverse en échec et le forçant à la capture du fou, ce qui permet une attaque de mat avec (par exemple) une dame et un cavalier.

## Le zugzwang
Le zugzwang (mot allemand signifiant « obligation de jouer ») se produit quand un joueur est obligé de jouer un coup désavantageux, de sorte qu'il serait plus intéressant de passer son tour si les règles du jeu le permettaient. Les situations de zugzwang se produisent habituellement en finale, quand les possibilités de mouvement sont restreintes.

## Le zwischenzug
|   | a | b | c | d | e | f | g | h |   |
| 8 | Tour noire sur case blanche a8 · Fou noir sur case blanche c8 · Dame noire sur case noire d8 · Roi noir sur case blanche e8 · Tour noire sur case noire h8 · Pion noir sur case noire a7 · Pion noir sur case noire c7 · Cavalier noir sur case blanche d7 · Pion noir sur case blanche f7 · Pion noir sur case noire g7 · Pion noir sur case blanche h7 · Pion noir sur case blanche c6 · Cavalier noir sur case noire f6 · Pion noir sur case blanche d5 · Cavalier blanc sur case noire d4 · Pion noir sur case blanche e4 · Pion blanc sur case blanche b3 · Fou blanc sur case blanche d3 · Pion blanc sur case noire e3 · Pion blanc sur case blanche a2 · Pion blanc sur case noire f2 · Pion blanc sur case blanche g2 · Pion blanc sur case noire h2 · Tour blanche sur case noire a1 · Cavalier blanc sur case blanche b1 · Fou blanc sur case noire c1 · Dame blanche sur case blanche d1 · Roi blanc sur case noire e1 · Tour blanche sur case blanche h1 | Tour noire sur case blanche a8 · Fou noir sur case blanche c8 · Dame noire sur case noire d8 · Roi noir sur case blanche e8 · Tour noire sur case noire h8 · Pion noir sur case noire a7 · Pion noir sur case noire c7 · Cavalier noir sur case blanche d7 · Pion noir sur case blanche f7 · Pion noir sur case noire g7 · Pion noir sur case blanche h7 · Pion noir sur case blanche c6 · Cavalier noir sur case noire f6 · Pion noir sur case blanche d5 · Cavalier blanc sur case noire d4 · Pion noir sur case blanche e4 · Pion blanc sur case blanche b3 · Fou blanc sur case blanche d3 · Pion blanc sur case noire e3 · Pion blanc sur case blanche a2 · Pion blanc sur case noire f2 · Pion blanc sur case blanche g2 · Pion blanc sur case noire h2 · Tour blanche sur case noire a1 · Cavalier blanc sur case blanche b1 · Fou blanc sur case noire c1 · Dame blanche sur case blanche d1 · Roi blanc sur case noire e1 · Tour blanche sur case blanche h1 | Tour noire sur case blanche a8 · Fou noir sur case blanche c8 · Dame noire sur case noire d8 · Roi noir sur case blanche e8 · Tour noire sur case noire h8 · Pion noir sur case noire a7 · Pion noir sur case noire c7 · Cavalier noir sur case blanche d7 · Pion noir sur case blanche f7 · Pion noir sur case noire g7 · Pion noir sur case blanche h7 · Pion noir sur case blanche c6 · Cavalier noir sur case noire f6 · Pion noir sur case blanche d5 · Cavalier blanc sur case noire d4 · Pion noir sur case blanche e4 · Pion blanc sur case blanche b3 · Fou blanc sur case blanche d3 · Pion blanc sur case noire e3 · Pion blanc sur case blanche a2 · Pion blanc sur case noire f2 · Pion blanc sur case blanche g2 · Pion blanc sur case noire h2 · Tour blanche sur case noire a1 · Cavalier blanc sur case blanche b1 · Fou blanc sur case noire c1 · Dame blanche sur case blanche d1 · Roi blanc sur case noire e1 · Tour blanche sur case blanche h1 | Tour noire sur case blanche a8 · Fou noir sur case blanche c8 · Dame noire sur case noire d8 · Roi noir sur case blanche e8 · Tour noire sur case noire h8 · Pion noir sur case noire a7 · Pion noir sur case noire c7 · Cavalier noir sur case blanche d7 · Pion noir sur case blanche f7 · Pion noir sur case noire g7 · Pion noir sur case blanche h7 · Pion noir sur case blanche c6 · Cavalier noir sur case noire f6 · Pion noir sur case blanche d5 · Cavalier blanc sur case noire d4 · Pion noir sur case blanche e4 · Pion blanc sur case blanche b3 · Fou blanc sur case blanche d3 · Pion blanc sur case noire e3 · Pion blanc sur case blanche a2 · Pion blanc sur case noire f2 · Pion blanc sur case blanche g2 · Pion blanc sur case noire h2 · Tour blanche sur case noire a1 · Cavalier blanc sur case blanche b1 · Fou blanc sur case noire c1 · Dame blanche sur case blanche d1 · Roi blanc sur case noire e1 · Tour blanche sur case blanche h1 | Tour noire sur case blanche a8 · Fou noir sur case blanche c8 · Dame noire sur case noire d8 · Roi noir sur case blanche e8 · Tour noire sur case noire h8 · Pion noir sur case noire a7 · Pion noir sur case noire c7 · Cavalier noir sur case blanche d7 · Pion noir sur case blanche f7 · Pion noir sur case noire g7 · Pion noir sur case blanche h7 · Pion noir sur case blanche c6 · Cavalier noir sur case noire f6 · Pion noir sur case blanche d5 · Cavalier blanc sur case noire d4 · Pion noir sur case blanche e4 · Pion blanc sur case blanche b3 · Fou blanc sur case blanche d3 · Pion blanc sur case noire e3 · Pion blanc sur case blanche a2 · Pion blanc sur case noire f2 · Pion blanc sur case blanche g2 · Pion blanc sur case noire h2 · Tour blanche sur case noire a1 · Cavalier blanc sur case blanche b1 · Fou blanc sur case noire c1 · Dame blanche sur case blanche d1 · Roi blanc sur case noire e1 · Tour blanche sur case blanche h1 | Tour noire sur case blanche a8 · Fou noir sur case blanche c8 · Dame noire sur case noire d8 · Roi noir sur case blanche e8 · Tour noire sur case noire h8 · Pion noir sur case noire a7 · Pion noir sur case noire c7 · Cavalier noir sur case blanche d7 · Pion noir sur case blanche f7 · Pion noir sur case noire g7 · Pion noir sur case blanche h7 · Pion noir sur case blanche c6 · Cavalier noir sur case noire f6 · Pion noir sur case blanche d5 · Cavalier blanc sur case noire d4 · Pion noir sur case blanche e4 · Pion blanc sur case blanche b3 · Fou blanc sur case blanche d3 · Pion blanc sur case noire e3 · Pion blanc sur case blanche a2 · Pion blanc sur case noire f2 · Pion blanc sur case blanche g2 · Pion blanc sur case noire h2 · Tour blanche sur case noire a1 · Cavalier blanc sur case blanche b1 · Fou blanc sur case noire c1 · Dame blanche sur case blanche d1 · Roi blanc sur case noire e1 · Tour blanche sur case blanche h1 | Tour noire sur case blanche a8 · Fou noir sur case blanche c8 · Dame noire sur case noire d8 · Roi noir sur case blanche e8 · Tour noire sur case noire h8 · Pion noir sur case noire a7 · Pion noir sur case noire c7 · Cavalier noir sur case blanche d7 · Pion noir sur case blanche f7 · Pion noir sur case noire g7 · Pion noir sur case blanche h7 · Pion noir sur case blanche c6 · Cavalier noir sur case noire f6 · Pion noir sur case blanche d5 · Cavalier blanc sur case noire d4 · Pion noir sur case blanche e4 · Pion blanc sur case blanche b3 · Fou blanc sur case blanche d3 · Pion blanc sur case noire e3 · Pion blanc sur case blanche a2 · Pion blanc sur case noire f2 · Pion blanc sur case blanche g2 · Pion blanc sur case noire h2 · Tour blanche sur case noire a1 · Cavalier blanc sur case blanche b1 · Fou blanc sur case noire c1 · Dame blanche sur case blanche d1 · Roi blanc sur case noire e1 · Tour blanche sur case blanche h1 | Tour noire sur case blanche a8 · Fou noir sur case blanche c8 · Dame noire sur case noire d8 · Roi noir sur case blanche e8 · Tour noire sur case noire h8 · Pion noir sur case noire a7 · Pion noir sur case noire c7 · Cavalier noir sur case blanche d7 · Pion noir sur case blanche f7 · Pion noir sur case noire g7 · Pion noir sur case blanche h7 · Pion noir sur case blanche c6 · Cavalier noir sur case noire f6 · Pion noir sur case blanche d5 · Cavalier blanc sur case noire d4 · Pion noir sur case blanche e4 · Pion blanc sur case blanche b3 · Fou blanc sur case blanche d3 · Pion blanc sur case noire e3 · Pion blanc sur case blanche a2 · Pion blanc sur case noire f2 · Pion blanc sur case blanche g2 · Pion blanc sur case noire h2 · Tour blanche sur case noire a1 · Cavalier blanc sur case blanche b1 · Fou blanc sur case noire c1 · Dame blanche sur case blanche d1 · Roi blanc sur case noire e1 · Tour blanche sur case blanche h1 | 8 |
| 7 | Tour noire sur case blanche a8 · Fou noir sur case blanche c8 · Dame noire sur case noire d8 · Roi noir sur case blanche e8 · Tour noire sur case noire h8 · Pion noir sur case noire a7 · Pion noir sur case noire c7 · Cavalier noir sur case blanche d7 · Pion noir sur case blanche f7 · Pion noir sur case noire g7 · Pion noir sur case blanche h7 · Pion noir sur case blanche c6 · Cavalier noir sur case noire f6 · Pion noir sur case blanche d5 · Cavalier blanc sur case noire d4 · Pion noir sur case blanche e4 · Pion blanc sur case blanche b3 · Fou blanc sur case blanche d3 · Pion blanc sur case noire e3 · Pion blanc sur case blanche a2 · Pion blanc sur case noire f2 · Pion blanc sur case blanche g2 · Pion blanc sur case noire h2 · Tour blanche sur case noire a1 · Cavalier blanc sur case blanche b1 · Fou blanc sur case noire c1 · Dame blanche sur case blanche d1 · Roi blanc sur case noire e1 · Tour blanche sur case blanche h1 | Tour noire sur case blanche a8 · Fou noir sur case blanche c8 · Dame noire sur case noire d8 · Roi noir sur case blanche e8 · Tour noire sur case noire h8 · Pion noir sur case noire a7 · Pion noir sur case noire c7 · Cavalier noir sur case blanche d7 · Pion noir sur case blanche f7 · Pion noir sur case noire g7 · Pion noir sur case blanche h7 · Pion noir sur case blanche c6 · Cavalier noir sur case noire f6 · Pion noir sur case blanche d5 · Cavalier blanc sur case noire d4 · Pion noir sur case blanche e4 · Pion blanc sur case blanche b3 · Fou blanc sur case blanche d3 · Pion blanc sur case noire e3 · Pion blanc sur case blanche a2 · Pion blanc sur case noire f2 · Pion blanc sur case blanche g2 · Pion blanc sur case noire h2 · Tour blanche sur case noire a1 · Cavalier blanc sur case blanche b1 · Fou blanc sur case noire c1 · Dame blanche sur case blanche d1 · Roi blanc sur case noire e1 · Tour blanche sur case blanche h1 | Tour noire sur case blanche a8 · Fou noir sur case blanche c8 · Dame noire sur case noire d8 · Roi noir sur case blanche e8 · Tour noire sur case noire h8 · Pion noir sur case noire a7 · Pion noir sur case noire c7 · Cavalier noir sur case blanche d7 · Pion noir sur case blanche f7 · Pion noir sur case noire g7 · Pion noir sur case blanche h7 · Pion noir sur case blanche c6 · Cavalier noir sur case noire f6 · Pion noir sur case blanche d5 · Cavalier blanc sur case noire d4 · Pion noir sur case blanche e4 · Pion blanc sur case blanche b3 · Fou blanc sur case blanche d3 · Pion blanc sur case noire e3 · Pion blanc sur case blanche a2 · Pion blanc sur case noire f2 · Pion blanc sur case blanche g2 · Pion blanc sur case noire h2 · Tour blanche sur case noire a1 · Cavalier blanc sur case blanche b1 · Fou blanc sur case noire c1 · Dame blanche sur case blanche d1 · Roi blanc sur case noire e1 · Tour blanche sur case blanche h1 | Tour noire sur case blanche a8 · Fou noir sur case blanche c8 · Dame noire sur case noire d8 · Roi noir sur case blanche e8 · Tour noire sur case noire h8 · Pion noir sur case noire a7 · Pion noir sur case noire c7 · Cavalier noir sur case blanche d7 · Pion noir sur case blanche f7 · Pion noir sur case noire g7 · Pion noir sur case blanche h7 · Pion noir sur case blanche c6 · Cavalier noir sur case noire f6 · Pion noir sur case blanche d5 · Cavalier blanc sur case noire d4 · Pion noir sur case blanche e4 · Pion blanc sur case blanche b3 · Fou blanc sur case blanche d3 · Pion blanc sur case noire e3 · Pion blanc sur case blanche a2 · Pion blanc sur case noire f2 · Pion blanc sur case blanche g2 · Pion blanc sur case noire h2 · Tour blanche sur case noire a1 · Cavalier blanc sur case blanche b1 · Fou blanc sur case noire c1 · Dame blanche sur case blanche d1 · Roi blanc sur case noire e1 · Tour blanche sur case blanche h1 | Tour noire sur case blanche a8 · Fou noir sur case blanche c8 · Dame noire sur case noire d8 · Roi noir sur case blanche e8 · Tour noire sur case noire h8 · Pion noir sur case noire a7 · Pion noir sur case noire c7 · Cavalier noir sur case blanche d7 · Pion noir sur case blanche f7 · Pion noir sur case noire g7 · Pion noir sur case blanche h7 · Pion noir sur case blanche c6 · Cavalier noir sur case noire f6 · Pion noir sur case blanche d5 · Cavalier blanc sur case noire d4 · Pion noir sur case blanche e4 · Pion blanc sur case blanche b3 · Fou blanc sur case blanche d3 · Pion blanc sur case noire e3 · Pion blanc sur case blanche a2 · Pion blanc sur case noire f2 · Pion blanc sur case blanche g2 · Pion blanc sur case noire h2 · Tour blanche sur case noire a1 · Cavalier blanc sur case blanche b1 · Fou blanc sur case noire c1 · Dame blanche sur case blanche d1 · Roi blanc sur case noire e1 · Tour blanche sur case blanche h1 | Tour noire sur case blanche a8 · Fou noir sur case blanche c8 · Dame noire sur case noire d8 · Roi noir sur case blanche e8 · Tour noire sur case noire h8 · Pion noir sur case noire a7 · Pion noir sur case noire c7 · Cavalier noir sur case blanche d7 · Pion noir sur case blanche f7 · Pion noir sur case noire g7 · Pion noir sur case blanche h7 · Pion noir sur case blanche c6 · Cavalier noir sur case noire f6 · Pion noir sur case blanche d5 · Cavalier blanc sur case noire d4 · Pion noir sur case blanche e4 · Pion blanc sur case blanche b3 · Fou blanc sur case blanche d3 · Pion blanc sur case noire e3 · Pion blanc sur case blanche a2 · Pion blanc sur case noire f2 · Pion blanc sur case blanche g2 · Pion blanc sur case noire h2 · Tour blanche sur case noire a1 · Cavalier blanc sur case blanche b1 · Fou blanc sur case noire c1 · Dame blanche sur case blanche d1 · Roi blanc sur case noire e1 · Tour blanche sur case blanche h1 | Tour noire sur case blanche a8 · Fou noir sur case blanche c8 · Dame noire sur case noire d8 · Roi noir sur case blanche e8 · Tour noire sur case noire h8 · Pion noir sur case noire a7 · Pion noir sur case noire c7 · Cavalier noir sur case blanche d7 · Pion noir sur case blanche f7 · Pion noir sur case noire g7 · Pion noir sur case blanche h7 · Pion noir sur case blanche c6 · Cavalier noir sur case noire f6 · Pion noir sur case blanche d5 · Cavalier blanc sur case noire d4 · Pion noir sur case blanche e4 · Pion blanc sur case blanche b3 · Fou blanc sur case blanche d3 · Pion blanc sur case noire e3 · Pion blanc sur case blanche a2 · Pion blanc sur case noire f2 · Pion blanc sur case blanche g2 · Pion blanc sur case noire h2 · Tour blanche sur case noire a1 · Cavalier blanc sur case blanche b1 · Fou blanc sur case noire c1 · Dame blanche sur case blanche d1 · Roi blanc sur case noire e1 · Tour blanche sur case blanche h1 | Tour noire sur case blanche a8 · Fou noir sur case blanche c8 · Dame noire sur case noire d8 · Roi noir sur case blanche e8 · Tour noire sur case noire h8 · Pion noir sur case noire a7 · Pion noir sur case noire c7 · Cavalier noir sur case blanche d7 · Pion noir sur case blanche f7 · Pion noir sur case noire g7 · Pion noir sur case blanche h7 · Pion noir sur case blanche c6 · Cavalier noir sur case noire f6 · Pion noir sur case blanche d5 · Cavalier blanc sur case noire d4 · Pion noir sur case blanche e4 · Pion blanc sur case blanche b3 · Fou blanc sur case blanche d3 · Pion blanc sur case noire e3 · Pion blanc sur case blanche a2 · Pion blanc sur case noire f2 · Pion blanc sur case blanche g2 · Pion blanc sur case noire h2 · Tour blanche sur case noire a1 · Cavalier blanc sur case blanche b1 · Fou blanc sur case noire c1 · Dame blanche sur case blanche d1 · Roi blanc sur case noire e1 · Tour blanche sur case blanche h1 | 7 |
| 6 | Tour noire sur case blanche a8 · Fou noir sur case blanche c8 · Dame noire sur case noire d8 · Roi noir sur case blanche e8 · Tour noire sur case noire h8 · Pion noir sur case noire a7 · Pion noir sur case noire c7 · Cavalier noir sur case blanche d7 · Pion noir sur case blanche f7 · Pion noir sur case noire g7 · Pion noir sur case blanche h7 · Pion noir sur case blanche c6 · Cavalier noir sur case noire f6 · Pion noir sur case blanche d5 · Cavalier blanc sur case noire d4 · Pion noir sur case blanche e4 · Pion blanc sur case blanche b3 · Fou blanc sur case blanche d3 · Pion blanc sur case noire e3 · Pion blanc sur case blanche a2 · Pion blanc sur case noire f2 · Pion blanc sur case blanche g2 · Pion blanc sur case noire h2 · Tour blanche sur case noire a1 · Cavalier blanc sur case blanche b1 · Fou blanc sur case noire c1 · Dame blanche sur case blanche d1 · Roi blanc sur case noire e1 · Tour blanche sur case blanche h1 | Tour noire sur case blanche a8 · Fou noir sur case blanche c8 · Dame noire sur case noire d8 · Roi noir sur case blanche e8 · Tour noire sur case noire h8 · Pion noir sur case noire a7 · Pion noir sur case noire c7 · Cavalier noir sur case blanche d7 · Pion noir sur case blanche f7 · Pion noir sur case noire g7 · Pion noir sur case blanche h7 · Pion noir sur case blanche c6 · Cavalier noir sur case noire f6 · Pion noir sur case blanche d5 · Cavalier blanc sur case noire d4 · Pion noir sur case blanche e4 · Pion blanc sur case blanche b3 · Fou blanc sur case blanche d3 · Pion blanc sur case noire e3 · Pion blanc sur case blanche a2 · Pion blanc sur case noire f2 · Pion blanc sur case blanche g2 · Pion blanc sur case noire h2 · Tour blanche sur case noire a1 · Cavalier blanc sur case blanche b1 · Fou blanc sur case noire c1 · Dame blanche sur case blanche d1 · Roi blanc sur case noire e1 · Tour blanche sur case blanche h1 | Tour noire sur case blanche a8 · Fou noir sur case blanche c8 · Dame noire sur case noire d8 · Roi noir sur case blanche e8 · Tour noire sur case noire h8 · Pion noir sur case noire a7 · Pion noir sur case noire c7 · Cavalier noir sur case blanche d7 · Pion noir sur case blanche f7 · Pion noir sur case noire g7 · Pion noir sur case blanche h7 · Pion noir sur case blanche c6 · Cavalier noir sur case noire f6 · Pion noir sur case blanche d5 · Cavalier blanc sur case noire d4 · Pion noir sur case blanche e4 · Pion blanc sur case blanche b3 · Fou blanc sur case blanche d3 · Pion blanc sur case noire e3 · Pion blanc sur case blanche a2 · Pion blanc sur case noire f2 · Pion blanc sur case blanche g2 · Pion blanc sur case noire h2 · Tour blanche sur case noire a1 · Cavalier blanc sur case blanche b1 · Fou blanc sur case noire c1 · Dame blanche sur case blanche d1 · Roi blanc sur case noire e1 · Tour blanche sur case blanche h1 | Tour noire sur case blanche a8 · Fou noir sur case blanche c8 · Dame noire sur case noire d8 · Roi noir sur case blanche e8 · Tour noire sur case noire h8 · Pion noir sur case noire a7 · Pion noir sur case noire c7 · Cavalier noir sur case blanche d7 · Pion noir sur case blanche f7 · Pion noir sur case noire g7 · Pion noir sur case blanche h7 · Pion noir sur case blanche c6 · Cavalier noir sur case noire f6 · Pion noir sur case blanche d5 · Cavalier blanc sur case noire d4 · Pion noir sur case blanche e4 · Pion blanc sur case blanche b3 · Fou blanc sur case blanche d3 · Pion blanc sur case noire e3 · Pion blanc sur case blanche a2 · Pion blanc sur case noire f2 · Pion blanc sur case blanche g2 · Pion blanc sur case noire h2 · Tour blanche sur case noire a1 · Cavalier blanc sur case blanche b1 · Fou blanc sur case noire c1 · Dame blanche sur case blanche d1 · Roi blanc sur case noire e1 · Tour blanche sur case blanche h1 | Tour noire sur case blanche a8 · Fou noir sur case blanche c8 · Dame noire sur case noire d8 · Roi noir sur case blanche e8 · Tour noire sur case noire h8 · Pion noir sur case noire a7 · Pion noir sur case noire c7 · Cavalier noir sur case blanche d7 · Pion noir sur case blanche f7 · Pion noir sur case noire g7 · Pion noir sur case blanche h7 · Pion noir sur case blanche c6 · Cavalier noir sur case noire f6 · Pion noir sur case blanche d5 · Cavalier blanc sur case noire d4 · Pion noir sur case blanche e4 · Pion blanc sur case blanche b3 · Fou blanc sur case blanche d3 · Pion blanc sur case noire e3 · Pion blanc sur case blanche a2 · Pion blanc sur case noire f2 · Pion blanc sur case blanche g2 · Pion blanc sur case noire h2 · Tour blanche sur case noire a1 · Cavalier blanc sur case blanche b1 · Fou blanc sur case noire c1 · Dame blanche sur case blanche d1 · Roi blanc sur case noire e1 · Tour blanche sur case blanche h1 | Tour noire sur case blanche a8 · Fou noir sur case blanche c8 · Dame noire sur case noire d8 · Roi noir sur case blanche e8 · Tour noire sur case noire h8 · Pion noir sur case noire a7 · Pion noir sur case noire c7 · Cavalier noir sur case blanche d7 · Pion noir sur case blanche f7 · Pion noir sur case noire g7 · Pion noir sur case blanche h7 · Pion noir sur case blanche c6 · Cavalier noir sur case noire f6 · Pion noir sur case blanche d5 · Cavalier blanc sur case noire d4 · Pion noir sur case blanche e4 · Pion blanc sur case blanche b3 · Fou blanc sur case blanche d3 · Pion blanc sur case noire e3 · Pion blanc sur case blanche a2 · Pion blanc sur case noire f2 · Pion blanc sur case blanche g2 · Pion blanc sur case noire h2 · Tour blanche sur case noire a1 · Cavalier blanc sur case blanche b1 · Fou blanc sur case noire c1 · Dame blanche sur case blanche d1 · Roi blanc sur case noire e1 · Tour blanche sur case blanche h1 | Tour noire sur case blanche a8 · Fou noir sur case blanche c8 · Dame noire sur case noire d8 · Roi noir sur case blanche e8 · Tour noire sur case noire h8 · Pion noir sur case noire a7 · Pion noir sur case noire c7 · Cavalier noir sur case blanche d7 · Pion noir sur case blanche f7 · Pion noir sur case noire g7 · Pion noir sur case blanche h7 · Pion noir sur case blanche c6 · Cavalier noir sur case noire f6 · Pion noir sur case blanche d5 · Cavalier blanc sur case noire d4 · Pion noir sur case blanche e4 · Pion blanc sur case blanche b3 · Fou blanc sur case blanche d3 · Pion blanc sur case noire e3 · Pion blanc sur case blanche a2 · Pion blanc sur case noire f2 · Pion blanc sur case blanche g2 · Pion blanc sur case noire h2 · Tour blanche sur case noire a1 · Cavalier blanc sur case blanche b1 · Fou blanc sur case noire c1 · Dame blanche sur case blanche d1 · Roi blanc sur case noire e1 · Tour blanche sur case blanche h1 | Tour noire sur case blanche a8 · Fou noir sur case blanche c8 · Dame noire sur case noire d8 · Roi noir sur case blanche e8 · Tour noire sur case noire h8 · Pion noir sur case noire a7 · Pion noir sur case noire c7 · Cavalier noir sur case blanche d7 · Pion noir sur case blanche f7 · Pion noir sur case noire g7 · Pion noir sur case blanche h7 · Pion noir sur case blanche c6 · Cavalier noir sur case noire f6 · Pion noir sur case blanche d5 · Cavalier blanc sur case noire d4 · Pion noir sur case blanche e4 · Pion blanc sur case blanche b3 · Fou blanc sur case blanche d3 · Pion blanc sur case noire e3 · Pion blanc sur case blanche a2 · Pion blanc sur case noire f2 · Pion blanc sur case blanche g2 · Pion blanc sur case noire h2 · Tour blanche sur case noire a1 · Cavalier blanc sur case blanche b1 · Fou blanc sur case noire c1 · Dame blanche sur case blanche d1 · Roi blanc sur case noire e1 · Tour blanche sur case blanche h1 | 6 |
| 5 | Tour noire sur case blanche a8 · Fou noir sur case blanche c8 · Dame noire sur case noire d8 · Roi noir sur case blanche e8 · Tour noire sur case noire h8 · Pion noir sur case noire a7 · Pion noir sur case noire c7 · Cavalier noir sur case blanche d7 · Pion noir sur case blanche f7 · Pion noir sur case noire g7 · Pion noir sur case blanche h7 · Pion noir sur case blanche c6 · Cavalier noir sur case noire f6 · Pion noir sur case blanche d5 · Cavalier blanc sur case noire d4 · Pion noir sur case blanche e4 · Pion blanc sur case blanche b3 · Fou blanc sur case blanche d3 · Pion blanc sur case noire e3 · Pion blanc sur case blanche a2 · Pion blanc sur case noire f2 · Pion blanc sur case blanche g2 · Pion blanc sur case noire h2 · Tour blanche sur case noire a1 · Cavalier blanc sur case blanche b1 · Fou blanc sur case noire c1 · Dame blanche sur case blanche d1 · Roi blanc sur case noire e1 · Tour blanche sur case blanche h1 | Tour noire sur case blanche a8 · Fou noir sur case blanche c8 · Dame noire sur case noire d8 · Roi noir sur case blanche e8 · Tour noire sur case noire h8 · Pion noir sur case noire a7 · Pion noir sur case noire c7 · Cavalier noir sur case blanche d7 · Pion noir sur case blanche f7 · Pion noir sur case noire g7 · Pion noir sur case blanche h7 · Pion noir sur case blanche c6 · Cavalier noir sur case noire f6 · Pion noir sur case blanche d5 · Cavalier blanc sur case noire d4 · Pion noir sur case blanche e4 · Pion blanc sur case blanche b3 · Fou blanc sur case blanche d3 · Pion blanc sur case noire e3 · Pion blanc sur case blanche a2 · Pion blanc sur case noire f2 · Pion blanc sur case blanche g2 · Pion blanc sur case noire h2 · Tour blanche sur case noire a1 · Cavalier blanc sur case blanche b1 · Fou blanc sur case noire c1 · Dame blanche sur case blanche d1 · Roi blanc sur case noire e1 · Tour blanche sur case blanche h1 | Tour noire sur case blanche a8 · Fou noir sur case blanche c8 · Dame noire sur case noire d8 · Roi noir sur case blanche e8 · Tour noire sur case noire h8 · Pion noir sur case noire a7 · Pion noir sur case noire c7 · Cavalier noir sur case blanche d7 · Pion noir sur case blanche f7 · Pion noir sur case noire g7 · Pion noir sur case blanche h7 · Pion noir sur case blanche c6 · Cavalier noir sur case noire f6 · Pion noir sur case blanche d5 · Cavalier blanc sur case noire d4 · Pion noir sur case blanche e4 · Pion blanc sur case blanche b3 · Fou blanc sur case blanche d3 · Pion blanc sur case noire e3 · Pion blanc sur case blanche a2 · Pion blanc sur case noire f2 · Pion blanc sur case blanche g2 · Pion blanc sur case noire h2 · Tour blanche sur case noire a1 · Cavalier blanc sur case blanche b1 · Fou blanc sur case noire c1 · Dame blanche sur case blanche d1 · Roi blanc sur case noire e1 · Tour blanche sur case blanche h1 | Tour noire sur case blanche a8 · Fou noir sur case blanche c8 · Dame noire sur case noire d8 · Roi noir sur case blanche e8 · Tour noire sur case noire h8 · Pion noir sur case noire a7 · Pion noir sur case noire c7 · Cavalier noir sur case blanche d7 · Pion noir sur case blanche f7 · Pion noir sur case noire g7 · Pion noir sur case blanche h7 · Pion noir sur case blanche c6 · Cavalier noir sur case noire f6 · Pion noir sur case blanche d5 · Cavalier blanc sur case noire d4 · Pion noir sur case blanche e4 · Pion blanc sur case blanche b3 · Fou blanc sur case blanche d3 · Pion blanc sur case noire e3 · Pion blanc sur case blanche a2 · Pion blanc sur case noire f2 · Pion blanc sur case blanche g2 · Pion blanc sur case noire h2 · Tour blanche sur case noire a1 · Cavalier blanc sur case blanche b1 · Fou blanc sur case noire c1 · Dame blanche sur case blanche d1 · Roi blanc sur case noire e1 · Tour blanche sur case blanche h1 | Tour noire sur case blanche a8 · Fou noir sur case blanche c8 · Dame noire sur case noire d8 · Roi noir sur case blanche e8 · Tour noire sur case noire h8 · Pion noir sur case noire a7 · Pion noir sur case noire c7 · Cavalier noir sur case blanche d7 · Pion noir sur case blanche f7 · Pion noir sur case noire g7 · Pion noir sur case blanche h7 · Pion noir sur case blanche c6 · Cavalier noir sur case noire f6 · Pion noir sur case blanche d5 · Cavalier blanc sur case noire d4 · Pion noir sur case blanche e4 · Pion blanc sur case blanche b3 · Fou blanc sur case blanche d3 · Pion blanc sur case noire e3 · Pion blanc sur case blanche a2 · Pion blanc sur case noire f2 · Pion blanc sur case blanche g2 · Pion blanc sur case noire h2 · Tour blanche sur case noire a1 · Cavalier blanc sur case blanche b1 · Fou blanc sur case noire c1 · Dame blanche sur case blanche d1 · Roi blanc sur case noire e1 · Tour blanche sur case blanche h1 | Tour noire sur case blanche a8 · Fou noir sur case blanche c8 · Dame noire sur case noire d8 · Roi noir sur case blanche e8 · Tour noire sur case noire h8 · Pion noir sur case noire a7 · Pion noir sur case noire c7 · Cavalier noir sur case blanche d7 · Pion noir sur case blanche f7 · Pion noir sur case noire g7 · Pion noir sur case blanche h7 · Pion noir sur case blanche c6 · Cavalier noir sur case noire f6 · Pion noir sur case blanche d5 · Cavalier blanc sur case noire d4 · Pion noir sur case blanche e4 · Pion blanc sur case blanche b3 · Fou blanc sur case blanche d3 · Pion blanc sur case noire e3 · Pion blanc sur case blanche a2 · Pion blanc sur case noire f2 · Pion blanc sur case blanche g2 · Pion blanc sur case noire h2 · Tour blanche sur case noire a1 · Cavalier blanc sur case blanche b1 · Fou blanc sur case noire c1 · Dame blanche sur case blanche d1 · Roi blanc sur case noire e1 · Tour blanche sur case blanche h1 | Tour noire sur case blanche a8 · Fou noir sur case blanche c8 · Dame noire sur case noire d8 · Roi noir sur case blanche e8 · Tour noire sur case noire h8 · Pion noir sur case noire a7 · Pion noir sur case noire c7 · Cavalier noir sur case blanche d7 · Pion noir sur case blanche f7 · Pion noir sur case noire g7 · Pion noir sur case blanche h7 · Pion noir sur case blanche c6 · Cavalier noir sur case noire f6 · Pion noir sur case blanche d5 · Cavalier blanc sur case noire d4 · Pion noir sur case blanche e4 · Pion blanc sur case blanche b3 · Fou blanc sur case blanche d3 · Pion blanc sur case noire e3 · Pion blanc sur case blanche a2 · Pion blanc sur case noire f2 · Pion blanc sur case blanche g2 · Pion blanc sur case noire h2 · Tour blanche sur case noire a1 · Cavalier blanc sur case blanche b1 · Fou blanc sur case noire c1 · Dame blanche sur case blanche d1 · Roi blanc sur case noire e1 · Tour blanche sur case blanche h1 | Tour noire sur case blanche a8 · Fou noir sur case blanche c8 · Dame noire sur case noire d8 · Roi noir sur case blanche e8 · Tour noire sur case noire h8 · Pion noir sur case noire a7 · Pion noir sur case noire c7 · Cavalier noir sur case blanche d7 · Pion noir sur case blanche f7 · Pion noir sur case noire g7 · Pion noir sur case blanche h7 · Pion noir sur case blanche c6 · Cavalier noir sur case noire f6 · Pion noir sur case blanche d5 · Cavalier blanc sur case noire d4 · Pion noir sur case blanche e4 · Pion blanc sur case blanche b3 · Fou blanc sur case blanche d3 · Pion blanc sur case noire e3 · Pion blanc sur case blanche a2 · Pion blanc sur case noire f2 · Pion blanc sur case blanche g2 · Pion blanc sur case noire h2 · Tour blanche sur case noire a1 · Cavalier blanc sur case blanche b1 · Fou blanc sur case noire c1 · Dame blanche sur case blanche d1 · Roi blanc sur case noire e1 · Tour blanche sur case blanche h1 | 5 |
| 4 | Tour noire sur case blanche a8 · Fou noir sur case blanche c8 · Dame noire sur case noire d8 · Roi noir sur case blanche e8 · Tour noire sur case noire h8 · Pion noir sur case noire a7 · Pion noir sur case noire c7 · Cavalier noir sur case blanche d7 · Pion noir sur case blanche f7 · Pion noir sur case noire g7 · Pion noir sur case blanche h7 · Pion noir sur case blanche c6 · Cavalier noir sur case noire f6 · Pion noir sur case blanche d5 · Cavalier blanc sur case noire d4 · Pion noir sur case blanche e4 · Pion blanc sur case blanche b3 · Fou blanc sur case blanche d3 · Pion blanc sur case noire e3 · Pion blanc sur case blanche a2 · Pion blanc sur case noire f2 · Pion blanc sur case blanche g2 · Pion blanc sur case noire h2 · Tour blanche sur case noire a1 · Cavalier blanc sur case blanche b1 · Fou blanc sur case noire c1 · Dame blanche sur case blanche d1 · Roi blanc sur case noire e1 · Tour blanche sur case blanche h1 | Tour noire sur case blanche a8 · Fou noir sur case blanche c8 · Dame noire sur case noire d8 · Roi noir sur case blanche e8 · Tour noire sur case noire h8 · Pion noir sur case noire a7 · Pion noir sur case noire c7 · Cavalier noir sur case blanche d7 · Pion noir sur case blanche f7 · Pion noir sur case noire g7 · Pion noir sur case blanche h7 · Pion noir sur case blanche c6 · Cavalier noir sur case noire f6 · Pion noir sur case blanche d5 · Cavalier blanc sur case noire d4 · Pion noir sur case blanche e4 · Pion blanc sur case blanche b3 · Fou blanc sur case blanche d3 · Pion blanc sur case noire e3 · Pion blanc sur case blanche a2 · Pion blanc sur case noire f2 · Pion blanc sur case blanche g2 · Pion blanc sur case noire h2 · Tour blanche sur case noire a1 · Cavalier blanc sur case blanche b1 · Fou blanc sur case noire c1 · Dame blanche sur case blanche d1 · Roi blanc sur case noire e1 · Tour blanche sur case blanche h1 | Tour noire sur case blanche a8 · Fou noir sur case blanche c8 · Dame noire sur case noire d8 · Roi noir sur case blanche e8 · Tour noire sur case noire h8 · Pion noir sur case noire a7 · Pion noir sur case noire c7 · Cavalier noir sur case blanche d7 · Pion noir sur case blanche f7 · Pion noir sur case noire g7 · Pion noir sur case blanche h7 · Pion noir sur case blanche c6 · Cavalier noir sur case noire f6 · Pion noir sur case blanche d5 · Cavalier blanc sur case noire d4 · Pion noir sur case blanche e4 · Pion blanc sur case blanche b3 · Fou blanc sur case blanche d3 · Pion blanc sur case noire e3 · Pion blanc sur case blanche a2 · Pion blanc sur case noire f2 · Pion blanc sur case blanche g2 · Pion blanc sur case noire h2 · Tour blanche sur case noire a1 · Cavalier blanc sur case blanche b1 · Fou blanc sur case noire c1 · Dame blanche sur case blanche d1 · Roi blanc sur case noire e1 · Tour blanche sur case blanche h1 | Tour noire sur case blanche a8 · Fou noir sur case blanche c8 · Dame noire sur case noire d8 · Roi noir sur case blanche e8 · Tour noire sur case noire h8 · Pion noir sur case noire a7 · Pion noir sur case noire c7 · Cavalier noir sur case blanche d7 · Pion noir sur case blanche f7 · Pion noir sur case noire g7 · Pion noir sur case blanche h7 · Pion noir sur case blanche c6 · Cavalier noir sur case noire f6 · Pion noir sur case blanche d5 · Cavalier blanc sur case noire d4 · Pion noir sur case blanche e4 · Pion blanc sur case blanche b3 · Fou blanc sur case blanche d3 · Pion blanc sur case noire e3 · Pion blanc sur case blanche a2 · Pion blanc sur case noire f2 · Pion blanc sur case blanche g2 · Pion blanc sur case noire h2 · Tour blanche sur case noire a1 · Cavalier blanc sur case blanche b1 · Fou blanc sur case noire c1 · Dame blanche sur case blanche d1 · Roi blanc sur case noire e1 · Tour blanche sur case blanche h1 | Tour noire sur case blanche a8 · Fou noir sur case blanche c8 · Dame noire sur case noire d8 · Roi noir sur case blanche e8 · Tour noire sur case noire h8 · Pion noir sur case noire a7 · Pion noir sur case noire c7 · Cavalier noir sur case blanche d7 · Pion noir sur case blanche f7 · Pion noir sur case noire g7 · Pion noir sur case blanche h7 · Pion noir sur case blanche c6 · Cavalier noir sur case noire f6 · Pion noir sur case blanche d5 · Cavalier blanc sur case noire d4 · Pion noir sur case blanche e4 · Pion blanc sur case blanche b3 · Fou blanc sur case blanche d3 · Pion blanc sur case noire e3 · Pion blanc sur case blanche a2 · Pion blanc sur case noire f2 · Pion blanc sur case blanche g2 · Pion blanc sur case noire h2 · Tour blanche sur case noire a1 · Cavalier blanc sur case blanche b1 · Fou blanc sur case noire c1 · Dame blanche sur case blanche d1 · Roi blanc sur case noire e1 · Tour blanche sur case blanche h1 | Tour noire sur case blanche a8 · Fou noir sur case blanche c8 · Dame noire sur case noire d8 · Roi noir sur case blanche e8 · Tour noire sur case noire h8 · Pion noir sur case noire a7 · Pion noir sur case noire c7 · Cavalier noir sur case blanche d7 · Pion noir sur case blanche f7 · Pion noir sur case noire g7 · Pion noir sur case blanche h7 · Pion noir sur case blanche c6 · Cavalier noir sur case noire f6 · Pion noir sur case blanche d5 · Cavalier blanc sur case noire d4 · Pion noir sur case blanche e4 · Pion blanc sur case blanche b3 · Fou blanc sur case blanche d3 · Pion blanc sur case noire e3 · Pion blanc sur case blanche a2 · Pion blanc sur case noire f2 · Pion blanc sur case blanche g2 · Pion blanc sur case noire h2 · Tour blanche sur case noire a1 · Cavalier blanc sur case blanche b1 · Fou blanc sur case noire c1 · Dame blanche sur case blanche d1 · Roi blanc sur case noire e1 · Tour blanche sur case blanche h1 | Tour noire sur case blanche a8 · Fou noir sur case blanche c8 · Dame noire sur case noire d8 · Roi noir sur case blanche e8 · Tour noire sur case noire h8 · Pion noir sur case noire a7 · Pion noir sur case noire c7 · Cavalier noir sur case blanche d7 · Pion noir sur case blanche f7 · Pion noir sur case noire g7 · Pion noir sur case blanche h7 · Pion noir sur case blanche c6 · Cavalier noir sur case noire f6 · Pion noir sur case blanche d5 · Cavalier blanc sur case noire d4 · Pion noir sur case blanche e4 · Pion blanc sur case blanche b3 · Fou blanc sur case blanche d3 · Pion blanc sur case noire e3 · Pion blanc sur case blanche a2 · Pion blanc sur case noire f2 · Pion blanc sur case blanche g2 · Pion blanc sur case noire h2 · Tour blanche sur case noire a1 · Cavalier blanc sur case blanche b1 · Fou blanc sur case noire c1 · Dame blanche sur case blanche d1 · Roi blanc sur case noire e1 · Tour blanche sur case blanche h1 | Tour noire sur case blanche a8 · Fou noir sur case blanche c8 · Dame noire sur case noire d8 · Roi noir sur case blanche e8 · Tour noire sur case noire h8 · Pion noir sur case noire a7 · Pion noir sur case noire c7 · Cavalier noir sur case blanche d7 · Pion noir sur case blanche f7 · Pion noir sur case noire g7 · Pion noir sur case blanche h7 · Pion noir sur case blanche c6 · Cavalier noir sur case noire f6 · Pion noir sur case blanche d5 · Cavalier blanc sur case noire d4 · Pion noir sur case blanche e4 · Pion blanc sur case blanche b3 · Fou blanc sur case blanche d3 · Pion blanc sur case noire e3 · Pion blanc sur case blanche a2 · Pion blanc sur case noire f2 · Pion blanc sur case blanche g2 · Pion blanc sur case noire h2 · Tour blanche sur case noire a1 · Cavalier blanc sur case blanche b1 · Fou blanc sur case noire c1 · Dame blanche sur case blanche d1 · Roi blanc sur case noire e1 · Tour blanche sur case blanche h1 | 4 |
| 3 | Tour noire sur case blanche a8 · Fou noir sur case blanche c8 · Dame noire sur case noire d8 · Roi noir sur case blanche e8 · Tour noire sur case noire h8 · Pion noir sur case noire a7 · Pion noir sur case noire c7 · Cavalier noir sur case blanche d7 · Pion noir sur case blanche f7 · Pion noir sur case noire g7 · Pion noir sur case blanche h7 · Pion noir sur case blanche c6 · Cavalier noir sur case noire f6 · Pion noir sur case blanche d5 · Cavalier blanc sur case noire d4 · Pion noir sur case blanche e4 · Pion blanc sur case blanche b3 · Fou blanc sur case blanche d3 · Pion blanc sur case noire e3 · Pion blanc sur case blanche a2 · Pion blanc sur case noire f2 · Pion blanc sur case blanche g2 · Pion blanc sur case noire h2 · Tour blanche sur case noire a1 · Cavalier blanc sur case blanche b1 · Fou blanc sur case noire c1 · Dame blanche sur case blanche d1 · Roi blanc sur case noire e1 · Tour blanche sur case blanche h1 | Tour noire sur case blanche a8 · Fou noir sur case blanche c8 · Dame noire sur case noire d8 · Roi noir sur case blanche e8 · Tour noire sur case noire h8 · Pion noir sur case noire a7 · Pion noir sur case noire c7 · Cavalier noir sur case blanche d7 · Pion noir sur case blanche f7 · Pion noir sur case noire g7 · Pion noir sur case blanche h7 · Pion noir sur case blanche c6 · Cavalier noir sur case noire f6 · Pion noir sur case blanche d5 · Cavalier blanc sur case noire d4 · Pion noir sur case blanche e4 · Pion blanc sur case blanche b3 · Fou blanc sur case blanche d3 · Pion blanc sur case noire e3 · Pion blanc sur case blanche a2 · Pion blanc sur case noire f2 · Pion blanc sur case blanche g2 · Pion blanc sur case noire h2 · Tour blanche sur case noire a1 · Cavalier blanc sur case blanche b1 · Fou blanc sur case noire c1 · Dame blanche sur case blanche d1 · Roi blanc sur case noire e1 · Tour blanche sur case blanche h1 | Tour noire sur case blanche a8 · Fou noir sur case blanche c8 · Dame noire sur case noire d8 · Roi noir sur case blanche e8 · Tour noire sur case noire h8 · Pion noir sur case noire a7 · Pion noir sur case noire c7 · Cavalier noir sur case blanche d7 · Pion noir sur case blanche f7 · Pion noir sur case noire g7 · Pion noir sur case blanche h7 · Pion noir sur case blanche c6 · Cavalier noir sur case noire f6 · Pion noir sur case blanche d5 · Cavalier blanc sur case noire d4 · Pion noir sur case blanche e4 · Pion blanc sur case blanche b3 · Fou blanc sur case blanche d3 · Pion blanc sur case noire e3 · Pion blanc sur case blanche a2 · Pion blanc sur case noire f2 · Pion blanc sur case blanche g2 · Pion blanc sur case noire h2 · Tour blanche sur case noire a1 · Cavalier blanc sur case blanche b1 · Fou blanc sur case noire c1 · Dame blanche sur case blanche d1 · Roi blanc sur case noire e1 · Tour blanche sur case blanche h1 | Tour noire sur case blanche a8 · Fou noir sur case blanche c8 · Dame noire sur case noire d8 · Roi noir sur case blanche e8 · Tour noire sur case noire h8 · Pion noir sur case noire a7 · Pion noir sur case noire c7 · Cavalier noir sur case blanche d7 · Pion noir sur case blanche f7 · Pion noir sur case noire g7 · Pion noir sur case blanche h7 · Pion noir sur case blanche c6 · Cavalier noir sur case noire f6 · Pion noir sur case blanche d5 · Cavalier blanc sur case noire d4 · Pion noir sur case blanche e4 · Pion blanc sur case blanche b3 · Fou blanc sur case blanche d3 · Pion blanc sur case noire e3 · Pion blanc sur case blanche a2 · Pion blanc sur case noire f2 · Pion blanc sur case blanche g2 · Pion blanc sur case noire h2 · Tour blanche sur case noire a1 · Cavalier blanc sur case blanche b1 · Fou blanc sur case noire c1 · Dame blanche sur case blanche d1 · Roi blanc sur case noire e1 · Tour blanche sur case blanche h1 | Tour noire sur case blanche a8 · Fou noir sur case blanche c8 · Dame noire sur case noire d8 · Roi noir sur case blanche e8 · Tour noire sur case noire h8 · Pion noir sur case noire a7 · Pion noir sur case noire c7 · Cavalier noir sur case blanche d7 · Pion noir sur case blanche f7 · Pion noir sur case noire g7 · Pion noir sur case blanche h7 · Pion noir sur case blanche c6 · Cavalier noir sur case noire f6 · Pion noir sur case blanche d5 · Cavalier blanc sur case noire d4 · Pion noir sur case blanche e4 · Pion blanc sur case blanche b3 · Fou blanc sur case blanche d3 · Pion blanc sur case noire e3 · Pion blanc sur case blanche a2 · Pion blanc sur case noire f2 · Pion blanc sur case blanche g2 · Pion blanc sur case noire h2 · Tour blanche sur case noire a1 · Cavalier blanc sur case blanche b1 · Fou blanc sur case noire c1 · Dame blanche sur case blanche d1 · Roi blanc sur case noire e1 · Tour blanche sur case blanche h1 | Tour noire sur case blanche a8 · Fou noir sur case blanche c8 · Dame noire sur case noire d8 · Roi noir sur case blanche e8 · Tour noire sur case noire h8 · Pion noir sur case noire a7 · Pion noir sur case noire c7 · Cavalier noir sur case blanche d7 · Pion noir sur case blanche f7 · Pion noir sur case noire g7 · Pion noir sur case blanche h7 · Pion noir sur case blanche c6 · Cavalier noir sur case noire f6 · Pion noir sur case blanche d5 · Cavalier blanc sur case noire d4 · Pion noir sur case blanche e4 · Pion blanc sur case blanche b3 · Fou blanc sur case blanche d3 · Pion blanc sur case noire e3 · Pion blanc sur case blanche a2 · Pion blanc sur case noire f2 · Pion blanc sur case blanche g2 · Pion blanc sur case noire h2 · Tour blanche sur case noire a1 · Cavalier blanc sur case blanche b1 · Fou blanc sur case noire c1 · Dame blanche sur case blanche d1 · Roi blanc sur case noire e1 · Tour blanche sur case blanche h1 | Tour noire sur case blanche a8 · Fou noir sur case blanche c8 · Dame noire sur case noire d8 · Roi noir sur case blanche e8 · Tour noire sur case noire h8 · Pion noir sur case noire a7 · Pion noir sur case noire c7 · Cavalier noir sur case blanche d7 · Pion noir sur case blanche f7 · Pion noir sur case noire g7 · Pion noir sur case blanche h7 · Pion noir sur case blanche c6 · Cavalier noir sur case noire f6 · Pion noir sur case blanche d5 · Cavalier blanc sur case noire d4 · Pion noir sur case blanche e4 · Pion blanc sur case blanche b3 · Fou blanc sur case blanche d3 · Pion blanc sur case noire e3 · Pion blanc sur case blanche a2 · Pion blanc sur case noire f2 · Pion blanc sur case blanche g2 · Pion blanc sur case noire h2 · Tour blanche sur case noire a1 · Cavalier blanc sur case blanche b1 · Fou blanc sur case noire c1 · Dame blanche sur case blanche d1 · Roi blanc sur case noire e1 · Tour blanche sur case blanche h1 | Tour noire sur case blanche a8 · Fou noir sur case blanche c8 · Dame noire sur case noire d8 · Roi noir sur case blanche e8 · Tour noire sur case noire h8 · Pion noir sur case noire a7 · Pion noir sur case noire c7 · Cavalier noir sur case blanche d7 · Pion noir sur case blanche f7 · Pion noir sur case noire g7 · Pion noir sur case blanche h7 · Pion noir sur case blanche c6 · Cavalier noir sur case noire f6 · Pion noir sur case blanche d5 · Cavalier blanc sur case noire d4 · Pion noir sur case blanche e4 · Pion blanc sur case blanche b3 · Fou blanc sur case blanche d3 · Pion blanc sur case noire e3 · Pion blanc sur case blanche a2 · Pion blanc sur case noire f2 · Pion blanc sur case blanche g2 · Pion blanc sur case noire h2 · Tour blanche sur case noire a1 · Cavalier blanc sur case blanche b1 · Fou blanc sur case noire c1 · Dame blanche sur case blanche d1 · Roi blanc sur case noire e1 · Tour blanche sur case blanche h1 | 3 |
| 2 | Tour noire sur case blanche a8 · Fou noir sur case blanche c8 · Dame noire sur case noire d8 · Roi noir sur case blanche e8 · Tour noire sur case noire h8 · Pion noir sur case noire a7 · Pion noir sur case noire c7 · Cavalier noir sur case blanche d7 · Pion noir sur case blanche f7 · Pion noir sur case noire g7 · Pion noir sur case blanche h7 · Pion noir sur case blanche c6 · Cavalier noir sur case noire f6 · Pion noir sur case blanche d5 · Cavalier blanc sur case noire d4 · Pion noir sur case blanche e4 · Pion blanc sur case blanche b3 · Fou blanc sur case blanche d3 · Pion blanc sur case noire e3 · Pion blanc sur case blanche a2 · Pion blanc sur case noire f2 · Pion blanc sur case blanche g2 · Pion blanc sur case noire h2 · Tour blanche sur case noire a1 · Cavalier blanc sur case blanche b1 · Fou blanc sur case noire c1 · Dame blanche sur case blanche d1 · Roi blanc sur case noire e1 · Tour blanche sur case blanche h1 | Tour noire sur case blanche a8 · Fou noir sur case blanche c8 · Dame noire sur case noire d8 · Roi noir sur case blanche e8 · Tour noire sur case noire h8 · Pion noir sur case noire a7 · Pion noir sur case noire c7 · Cavalier noir sur case blanche d7 · Pion noir sur case blanche f7 · Pion noir sur case noire g7 · Pion noir sur case blanche h7 · Pion noir sur case blanche c6 · Cavalier noir sur case noire f6 · Pion noir sur case blanche d5 · Cavalier blanc sur case noire d4 · Pion noir sur case blanche e4 · Pion blanc sur case blanche b3 · Fou blanc sur case blanche d3 · Pion blanc sur case noire e3 · Pion blanc sur case blanche a2 · Pion blanc sur case noire f2 · Pion blanc sur case blanche g2 · Pion blanc sur case noire h2 · Tour blanche sur case noire a1 · Cavalier blanc sur case blanche b1 · Fou blanc sur case noire c1 · Dame blanche sur case blanche d1 · Roi blanc sur case noire e1 · Tour blanche sur case blanche h1 | Tour noire sur case blanche a8 · Fou noir sur case blanche c8 · Dame noire sur case noire d8 · Roi noir sur case blanche e8 · Tour noire sur case noire h8 · Pion noir sur case noire a7 · Pion noir sur case noire c7 · Cavalier noir sur case blanche d7 · Pion noir sur case blanche f7 · Pion noir sur case noire g7 · Pion noir sur case blanche h7 · Pion noir sur case blanche c6 · Cavalier noir sur case noire f6 · Pion noir sur case blanche d5 · Cavalier blanc sur case noire d4 · Pion noir sur case blanche e4 · Pion blanc sur case blanche b3 · Fou blanc sur case blanche d3 · Pion blanc sur case noire e3 · Pion blanc sur case blanche a2 · Pion blanc sur case noire f2 · Pion blanc sur case blanche g2 · Pion blanc sur case noire h2 · Tour blanche sur case noire a1 · Cavalier blanc sur case blanche b1 · Fou blanc sur case noire c1 · Dame blanche sur case blanche d1 · Roi blanc sur case noire e1 · Tour blanche sur case blanche h1 | Tour noire sur case blanche a8 · Fou noir sur case blanche c8 · Dame noire sur case noire d8 · Roi noir sur case blanche e8 · Tour noire sur case noire h8 · Pion noir sur case noire a7 · Pion noir sur case noire c7 · Cavalier noir sur case blanche d7 · Pion noir sur case blanche f7 · Pion noir sur case noire g7 · Pion noir sur case blanche h7 · Pion noir sur case blanche c6 · Cavalier noir sur case noire f6 · Pion noir sur case blanche d5 · Cavalier blanc sur case noire d4 · Pion noir sur case blanche e4 · Pion blanc sur case blanche b3 · Fou blanc sur case blanche d3 · Pion blanc sur case noire e3 · Pion blanc sur case blanche a2 · Pion blanc sur case noire f2 · Pion blanc sur case blanche g2 · Pion blanc sur case noire h2 · Tour blanche sur case noire a1 · Cavalier blanc sur case blanche b1 · Fou blanc sur case noire c1 · Dame blanche sur case blanche d1 · Roi blanc sur case noire e1 · Tour blanche sur case blanche h1 | Tour noire sur case blanche a8 · Fou noir sur case blanche c8 · Dame noire sur case noire d8 · Roi noir sur case blanche e8 · Tour noire sur case noire h8 · Pion noir sur case noire a7 · Pion noir sur case noire c7 · Cavalier noir sur case blanche d7 · Pion noir sur case blanche f7 · Pion noir sur case noire g7 · Pion noir sur case blanche h7 · Pion noir sur case blanche c6 · Cavalier noir sur case noire f6 · Pion noir sur case blanche d5 · Cavalier blanc sur case noire d4 · Pion noir sur case blanche e4 · Pion blanc sur case blanche b3 · Fou blanc sur case blanche d3 · Pion blanc sur case noire e3 · Pion blanc sur case blanche a2 · Pion blanc sur case noire f2 · Pion blanc sur case blanche g2 · Pion blanc sur case noire h2 · Tour blanche sur case noire a1 · Cavalier blanc sur case blanche b1 · Fou blanc sur case noire c1 · Dame blanche sur case blanche d1 · Roi blanc sur case noire e1 · Tour blanche sur case blanche h1 | Tour noire sur case blanche a8 · Fou noir sur case blanche c8 · Dame noire sur case noire d8 · Roi noir sur case blanche e8 · Tour noire sur case noire h8 · Pion noir sur case noire a7 · Pion noir sur case noire c7 · Cavalier noir sur case blanche d7 · Pion noir sur case blanche f7 · Pion noir sur case noire g7 · Pion noir sur case blanche h7 · Pion noir sur case blanche c6 · Cavalier noir sur case noire f6 · Pion noir sur case blanche d5 · Cavalier blanc sur case noire d4 · Pion noir sur case blanche e4 · Pion blanc sur case blanche b3 · Fou blanc sur case blanche d3 · Pion blanc sur case noire e3 · Pion blanc sur case blanche a2 · Pion blanc sur case noire f2 · Pion blanc sur case blanche g2 · Pion blanc sur case noire h2 · Tour blanche sur case noire a1 · Cavalier blanc sur case blanche b1 · Fou blanc sur case noire c1 · Dame blanche sur case blanche d1 · Roi blanc sur case noire e1 · Tour blanche sur case blanche h1 | Tour noire sur case blanche a8 · Fou noir sur case blanche c8 · Dame noire sur case noire d8 · Roi noir sur case blanche e8 · Tour noire sur case noire h8 · Pion noir sur case noire a7 · Pion noir sur case noire c7 · Cavalier noir sur case blanche d7 · Pion noir sur case blanche f7 · Pion noir sur case noire g7 · Pion noir sur case blanche h7 · Pion noir sur case blanche c6 · Cavalier noir sur case noire f6 · Pion noir sur case blanche d5 · Cavalier blanc sur case noire d4 · Pion noir sur case blanche e4 · Pion blanc sur case blanche b3 · Fou blanc sur case blanche d3 · Pion blanc sur case noire e3 · Pion blanc sur case blanche a2 · Pion blanc sur case noire f2 · Pion blanc sur case blanche g2 · Pion blanc sur case noire h2 · Tour blanche sur case noire a1 · Cavalier blanc sur case blanche b1 · Fou blanc sur case noire c1 · Dame blanche sur case blanche d1 · Roi blanc sur case noire e1 · Tour blanche sur case blanche h1 | Tour noire sur case blanche a8 · Fou noir sur case blanche c8 · Dame noire sur case noire d8 · Roi noir sur case blanche e8 · Tour noire sur case noire h8 · Pion noir sur case noire a7 · Pion noir sur case noire c7 · Cavalier noir sur case blanche d7 · Pion noir sur case blanche f7 · Pion noir sur case noire g7 · Pion noir sur case blanche h7 · Pion noir sur case blanche c6 · Cavalier noir sur case noire f6 · Pion noir sur case blanche d5 · Cavalier blanc sur case noire d4 · Pion noir sur case blanche e4 · Pion blanc sur case blanche b3 · Fou blanc sur case blanche d3 · Pion blanc sur case noire e3 · Pion blanc sur case blanche a2 · Pion blanc sur case noire f2 · Pion blanc sur case blanche g2 · Pion blanc sur case noire h2 · Tour blanche sur case noire a1 · Cavalier blanc sur case blanche b1 · Fou blanc sur case noire c1 · Dame blanche sur case blanche d1 · Roi blanc sur case noire e1 · Tour blanche sur case blanche h1 | 2 |
| 1 | Tour noire sur case blanche a8 · Fou noir sur case blanche c8 · Dame noire sur case noire d8 · Roi noir sur case blanche e8 · Tour noire sur case noire h8 · Pion noir sur case noire a7 · Pion noir sur case noire c7 · Cavalier noir sur case blanche d7 · Pion noir sur case blanche f7 · Pion noir sur case noire g7 · Pion noir sur case blanche h7 · Pion noir sur case blanche c6 · Cavalier noir sur case noire f6 · Pion noir sur case blanche d5 · Cavalier blanc sur case noire d4 · Pion noir sur case blanche e4 · Pion blanc sur case blanche b3 · Fou blanc sur case blanche d3 · Pion blanc sur case noire e3 · Pion blanc sur case blanche a2 · Pion blanc sur case noire f2 · Pion blanc sur case blanche g2 · Pion blanc sur case noire h2 · Tour blanche sur case noire a1 · Cavalier blanc sur case blanche b1 · Fou blanc sur case noire c1 · Dame blanche sur case blanche d1 · Roi blanc sur case noire e1 · Tour blanche sur case blanche h1 | Tour noire sur case blanche a8 · Fou noir sur case blanche c8 · Dame noire sur case noire d8 · Roi noir sur case blanche e8 · Tour noire sur case noire h8 · Pion noir sur case noire a7 · Pion noir sur case noire c7 · Cavalier noir sur case blanche d7 · Pion noir sur case blanche f7 · Pion noir sur case noire g7 · Pion noir sur case blanche h7 · Pion noir sur case blanche c6 · Cavalier noir sur case noire f6 · Pion noir sur case blanche d5 · Cavalier blanc sur case noire d4 · Pion noir sur case blanche e4 · Pion blanc sur case blanche b3 · Fou blanc sur case blanche d3 · Pion blanc sur case noire e3 · Pion blanc sur case blanche a2 · Pion blanc sur case noire f2 · Pion blanc sur case blanche g2 · Pion blanc sur case noire h2 · Tour blanche sur case noire a1 · Cavalier blanc sur case blanche b1 · Fou blanc sur case noire c1 · Dame blanche sur case blanche d1 · Roi blanc sur case noire e1 · Tour blanche sur case blanche h1 | Tour noire sur case blanche a8 · Fou noir sur case blanche c8 · Dame noire sur case noire d8 · Roi noir sur case blanche e8 · Tour noire sur case noire h8 · Pion noir sur case noire a7 · Pion noir sur case noire c7 · Cavalier noir sur case blanche d7 · Pion noir sur case blanche f7 · Pion noir sur case noire g7 · Pion noir sur case blanche h7 · Pion noir sur case blanche c6 · Cavalier noir sur case noire f6 · Pion noir sur case blanche d5 · Cavalier blanc sur case noire d4 · Pion noir sur case blanche e4 · Pion blanc sur case blanche b3 · Fou blanc sur case blanche d3 · Pion blanc sur case noire e3 · Pion blanc sur case blanche a2 · Pion blanc sur case noire f2 · Pion blanc sur case blanche g2 · Pion blanc sur case noire h2 · Tour blanche sur case noire a1 · Cavalier blanc sur case blanche b1 · Fou blanc sur case noire c1 · Dame blanche sur case blanche d1 · Roi blanc sur case noire e1 · Tour blanche sur case blanche h1 | Tour noire sur case blanche a8 · Fou noir sur case blanche c8 · Dame noire sur case noire d8 · Roi noir sur case blanche e8 · Tour noire sur case noire h8 · Pion noir sur case noire a7 · Pion noir sur case noire c7 · Cavalier noir sur case blanche d7 · Pion noir sur case blanche f7 · Pion noir sur case noire g7 · Pion noir sur case blanche h7 · Pion noir sur case blanche c6 · Cavalier noir sur case noire f6 · Pion noir sur case blanche d5 · Cavalier blanc sur case noire d4 · Pion noir sur case blanche e4 · Pion blanc sur case blanche b3 · Fou blanc sur case blanche d3 · Pion blanc sur case noire e3 · Pion blanc sur case blanche a2 · Pion blanc sur case noire f2 · Pion blanc sur case blanche g2 · Pion blanc sur case noire h2 · Tour blanche sur case noire a1 · Cavalier blanc sur case blanche b1 · Fou blanc sur case noire c1 · Dame blanche sur case blanche d1 · Roi blanc sur case noire e1 · Tour blanche sur case blanche h1 | Tour noire sur case blanche a8 · Fou noir sur case blanche c8 · Dame noire sur case noire d8 · Roi noir sur case blanche e8 · Tour noire sur case noire h8 · Pion noir sur case noire a7 · Pion noir sur case noire c7 · Cavalier noir sur case blanche d7 · Pion noir sur case blanche f7 · Pion noir sur case noire g7 · Pion noir sur case blanche h7 · Pion noir sur case blanche c6 · Cavalier noir sur case noire f6 · Pion noir sur case blanche d5 · Cavalier blanc sur case noire d4 · Pion noir sur case blanche e4 · Pion blanc sur case blanche b3 · Fou blanc sur case blanche d3 · Pion blanc sur case noire e3 · Pion blanc sur case blanche a2 · Pion blanc sur case noire f2 · Pion blanc sur case blanche g2 · Pion blanc sur case noire h2 · Tour blanche sur case noire a1 · Cavalier blanc sur case blanche b1 · Fou blanc sur case noire c1 · Dame blanche sur case blanche d1 · Roi blanc sur case noire e1 · Tour blanche sur case blanche h1 | Tour noire sur case blanche a8 · Fou noir sur case blanche c8 · Dame noire sur case noire d8 · Roi noir sur case blanche e8 · Tour noire sur case noire h8 · Pion noir sur case noire a7 · Pion noir sur case noire c7 · Cavalier noir sur case blanche d7 · Pion noir sur case blanche f7 · Pion noir sur case noire g7 · Pion noir sur case blanche h7 · Pion noir sur case blanche c6 · Cavalier noir sur case noire f6 · Pion noir sur case blanche d5 · Cavalier blanc sur case noire d4 · Pion noir sur case blanche e4 · Pion blanc sur case blanche b3 · Fou blanc sur case blanche d3 · Pion blanc sur case noire e3 · Pion blanc sur case blanche a2 · Pion blanc sur case noire f2 · Pion blanc sur case blanche g2 · Pion blanc sur case noire h2 · Tour blanche sur case noire a1 · Cavalier blanc sur case blanche b1 · Fou blanc sur case noire c1 · Dame blanche sur case blanche d1 · Roi blanc sur case noire e1 · Tour blanche sur case blanche h1 | Tour noire sur case blanche a8 · Fou noir sur case blanche c8 · Dame noire sur case noire d8 · Roi noir sur case blanche e8 · Tour noire sur case noire h8 · Pion noir sur case noire a7 · Pion noir sur case noire c7 · Cavalier noir sur case blanche d7 · Pion noir sur case blanche f7 · Pion noir sur case noire g7 · Pion noir sur case blanche h7 · Pion noir sur case blanche c6 · Cavalier noir sur case noire f6 · Pion noir sur case blanche d5 · Cavalier blanc sur case noire d4 · Pion noir sur case blanche e4 · Pion blanc sur case blanche b3 · Fou blanc sur case blanche d3 · Pion blanc sur case noire e3 · Pion blanc sur case blanche a2 · Pion blanc sur case noire f2 · Pion blanc sur case blanche g2 · Pion blanc sur case noire h2 · Tour blanche sur case noire a1 · Cavalier blanc sur case blanche b1 · Fou blanc sur case noire c1 · Dame blanche sur case blanche d1 · Roi blanc sur case noire e1 · Tour blanche sur case blanche h1 | Tour noire sur case blanche a8 · Fou noir sur case blanche c8 · Dame noire sur case noire d8 · Roi noir sur case blanche e8 · Tour noire sur case noire h8 · Pion noir sur case noire a7 · Pion noir sur case noire c7 · Cavalier noir sur case blanche d7 · Pion noir sur case blanche f7 · Pion noir sur case noire g7 · Pion noir sur case blanche h7 · Pion noir sur case blanche c6 · Cavalier noir sur case noire f6 · Pion noir sur case blanche d5 · Cavalier blanc sur case noire d4 · Pion noir sur case blanche e4 · Pion blanc sur case blanche b3 · Fou blanc sur case blanche d3 · Pion blanc sur case noire e3 · Pion blanc sur case blanche a2 · Pion blanc sur case noire f2 · Pion blanc sur case blanche g2 · Pion blanc sur case noire h2 · Tour blanche sur case noire a1 · Cavalier blanc sur case blanche b1 · Fou blanc sur case noire c1 · Dame blanche sur case blanche d1 · Roi blanc sur case noire e1 · Tour blanche sur case blanche h1 | 1 |
|   | a | b | c | d | e | f | g | h |   |

Le zwischenzug (mot allemand signifiant « coup intermédiaire ») est une manœuvre tactique courante dans laquelle, au lieu de parer immédiatement une menace, on porte une autre menace à son tour qui nécessite une réponse immédiate, de sorte qu'un avantage est obtenu de la position résultante.
Le concept de « coup intermédiaire » est souvent considéré comme une tactique, mais est plus une « contre-tactique » en réalité. La possibilité de coups intermédiaires complique les calculs de longues combinaisons.
Le début de partie ci-contre illustre un mélange de manœuvres tactiques, dont un coup intermédiaire subtil qui permit aux Blancs de prendre l'avantage :

1. d4 e6 2. Cf3 Cf6 3. e3 d5 4. Fd3 Cbd7 5. b3 Fb4+ 6. c3 Fd6 7. c4 e5 (prépare une fourchette en e4) 8. c5 Fxc5 9. dxc5 e4 10. c6 bxc6 11. Cd4 (menace de gagner la dame noire par 12. Cxc6) 11...Ce5 12. Fe2 (et les Blancs gagnèrent par la suite en 28 coups).